# 名古屋城
名古屋城（なごやじょう）は、尾張国愛知郡名古屋（現愛知県名古屋市中区本丸・北区名城）にある日本の城。「名城（めいじょう）」、「金鯱城（きんこじょう、きんしゃちじょう）」、「金城（きんじょう）」の異名を持つ。日本100名城に選定されており、国の特別史跡に指定されている。

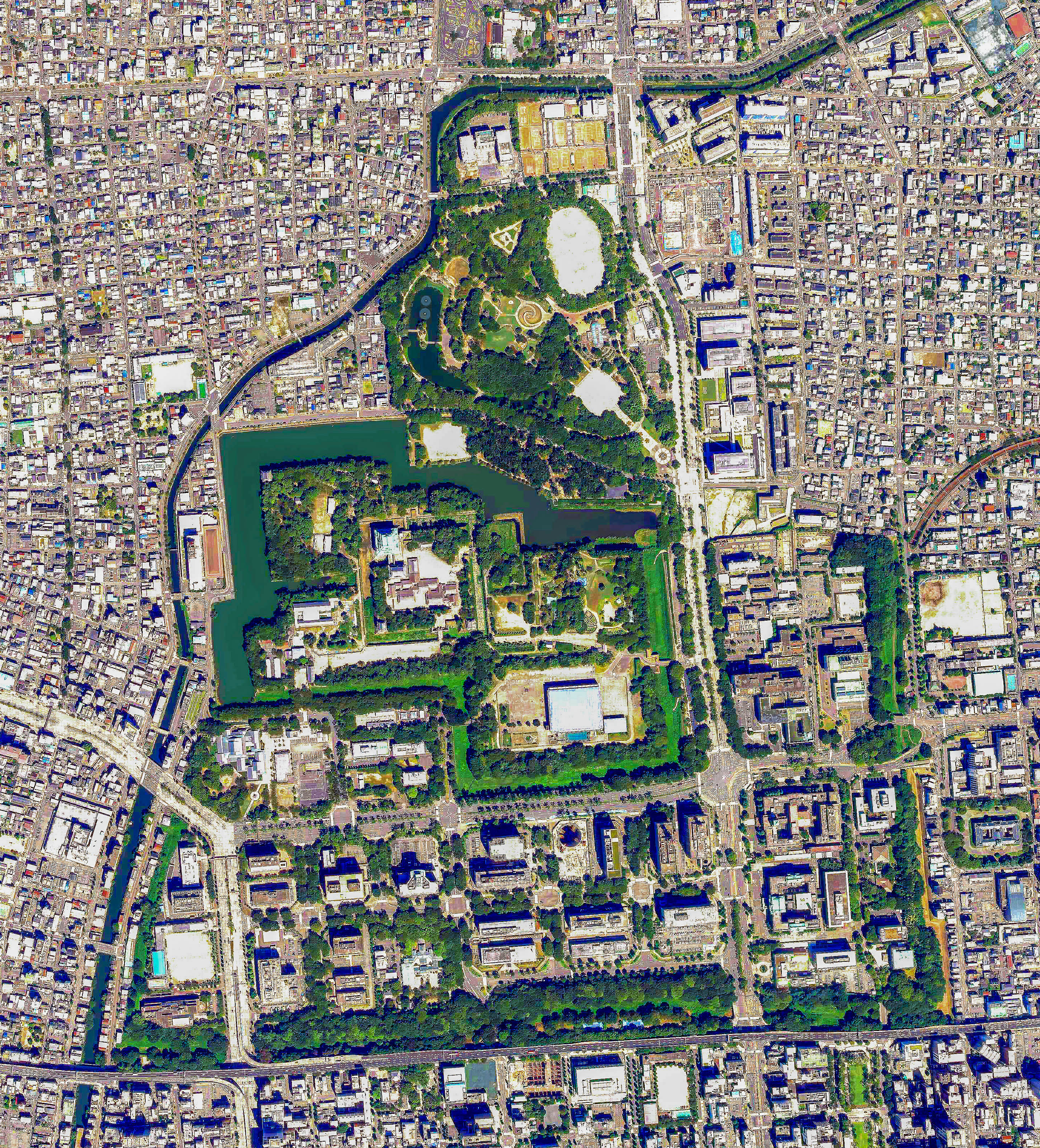
名古屋城の空中写真（2020年撮影）

## 概要

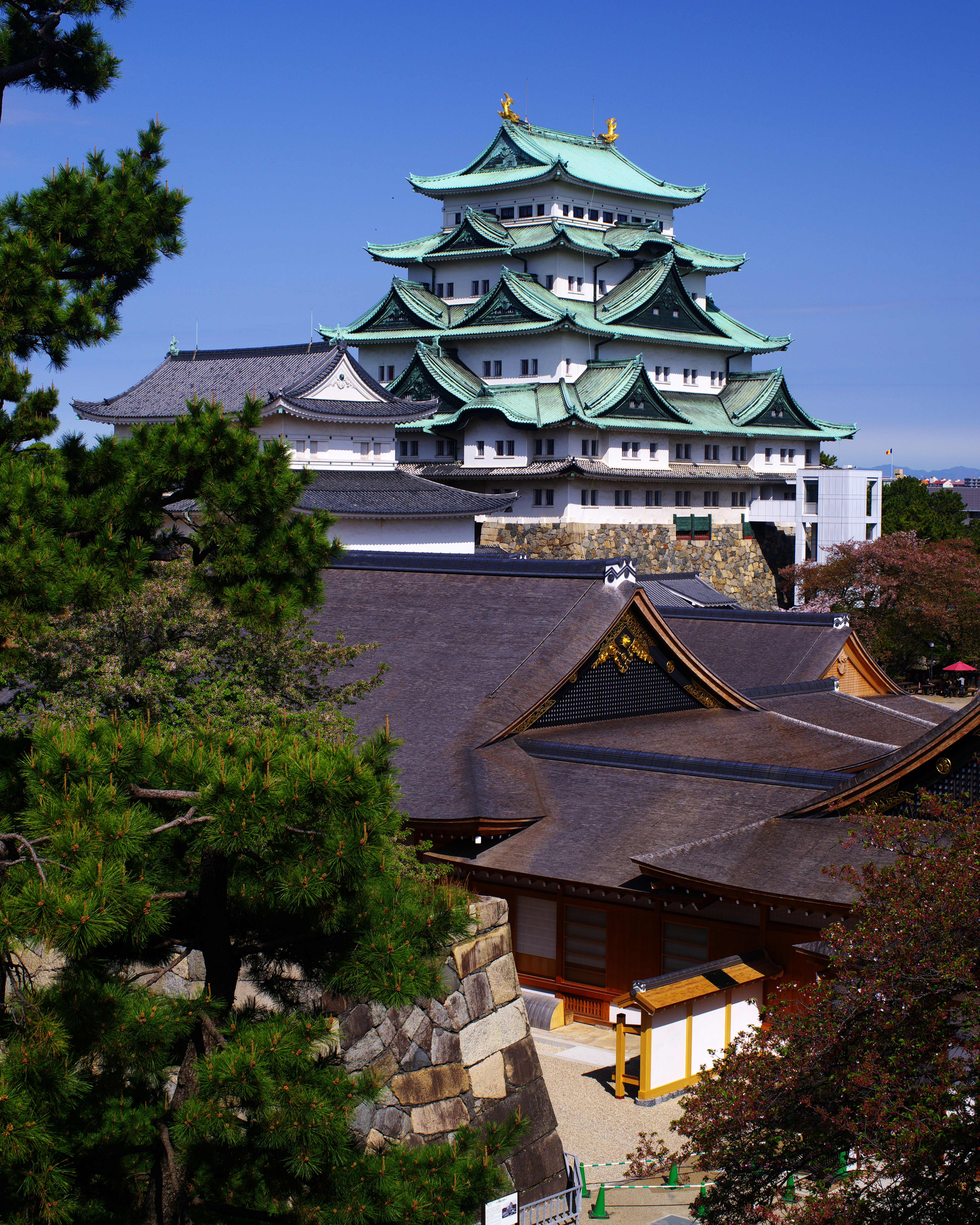
東南隅櫓から見た大小天守と本丸御殿。2018年4月

水堀

名古屋城は、織田信長誕生の城とされる今川氏築城の那古野城（なごやじょう）の跡周辺に、徳川家康が天下普請によって築城した。以降明治維新まで徳川御三家の筆頭とされる尾張徳川家17代の居城だった。
大阪城、熊本城とともに日本三名城に数えられ、伊勢音頭では「伊勢は津でもつ、津は伊勢でもつ、尾張名古屋は城でもつ」と詠われている。大天守に上げられた金鯱は城だけでなく名古屋の街の象徴である。本丸御殿は元離宮二条城の国宝・二の丸御殿と並ぶ武家風書院造城郭御殿の双璧と評価されていた。
大小天守、本丸御殿の一部は昭和戦前期まで残存していたが、1945年の名古屋大空襲で大部分を焼失した（西南隅櫓など6棟は焼失を免れて現存している）。戦後に天守、門が鉄筋コンクリートで外観復元され、城跡は名城公園の南園として整備されている。
現在、名古屋城の全体整備計画があり、整備計画では史跡としての名古屋城の保存活用と価値を高めたいとしている。2025年現在、計画されている整備計画では、天守閣の木造復元の整備、東北隅櫓の復元整備、本丸表一之門と本丸東一之門と本丸東ニ之門と二之丸の門、二の丸大手ニの門渡櫓の復元、馬出の復元、本丸多聞櫓の復元、二之丸庭園の保存整備と二之丸御殿及び向屋敷の復元整備、大手門・東門、埋御門と二之丸の櫓の復元整備、展示収蔵施設の整備、御園御門、清水御門、東御門の復元整備、石垣補修などである。

## 歴史・沿革

### 戦国時代
16世紀の前半に今川氏親が、尾張進出のために築いた「柳ノ丸」が名古屋城の起源とされる。この城は、のちの名古屋城二之丸一帯にあったと考えられている。
1538年（天文七年）、織田信秀が今川氏豊から奪取し那古野城と改名した。信秀は一時期この城に居住し、1542年頃に信秀は古渡城に移り、那古野城は信長の居城となった（かつては1532年に城を奪取し、信長は那古野城で生まれたとされていたが、近年は上記の為勝幡城で生まれたという説が有力である）。1555年（弘治元年）に信長が清須城（清洲城）に本拠を移し、その後叔父の信光に与えられるが家臣に殺害されたため、家臣の林秀貞が守ることになるもやがて廃城となった。

### 江戸時代

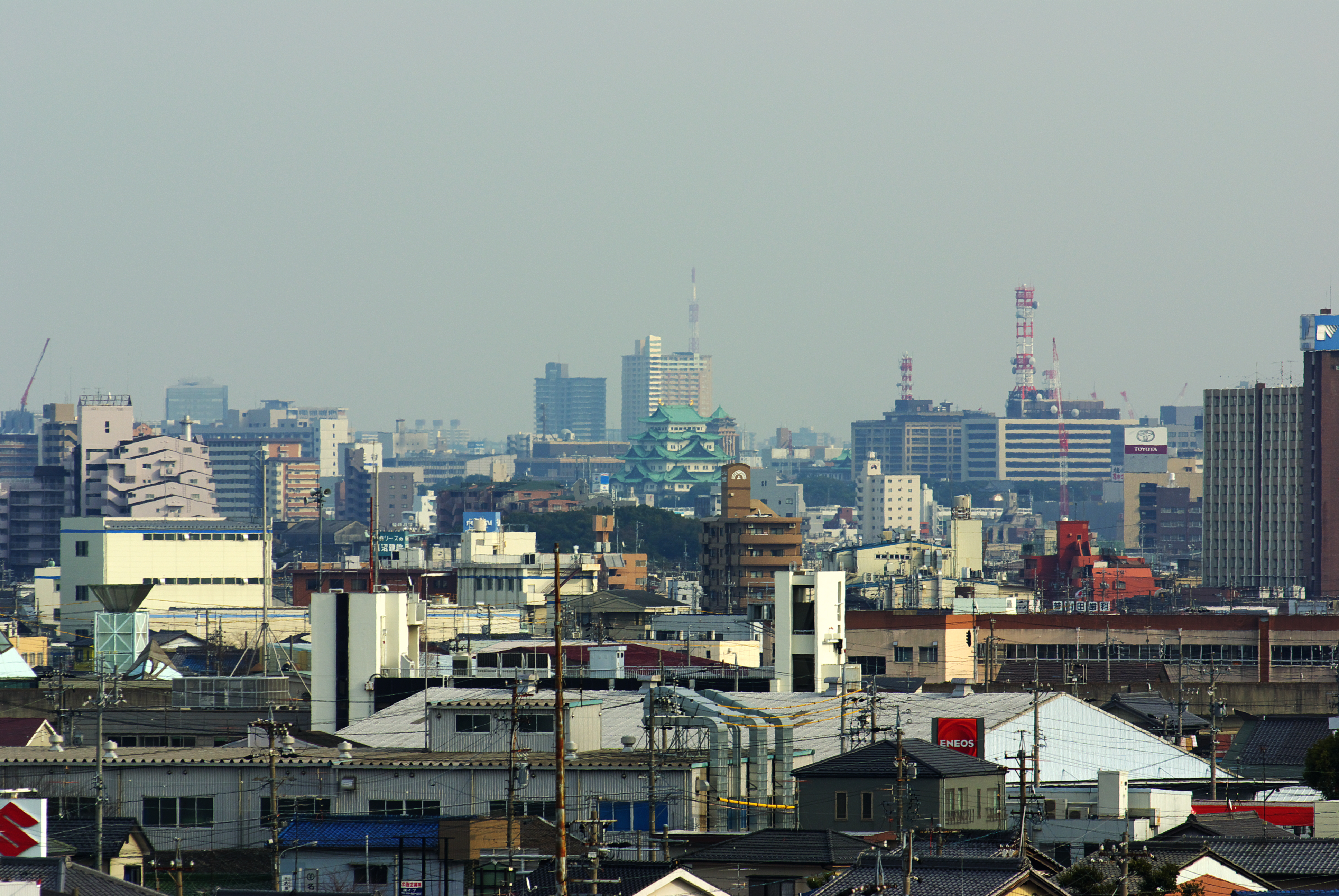
現代にみる清須越しの距離感。清洲城模擬天守からみた名古屋城（写真中央部）。2009年2月

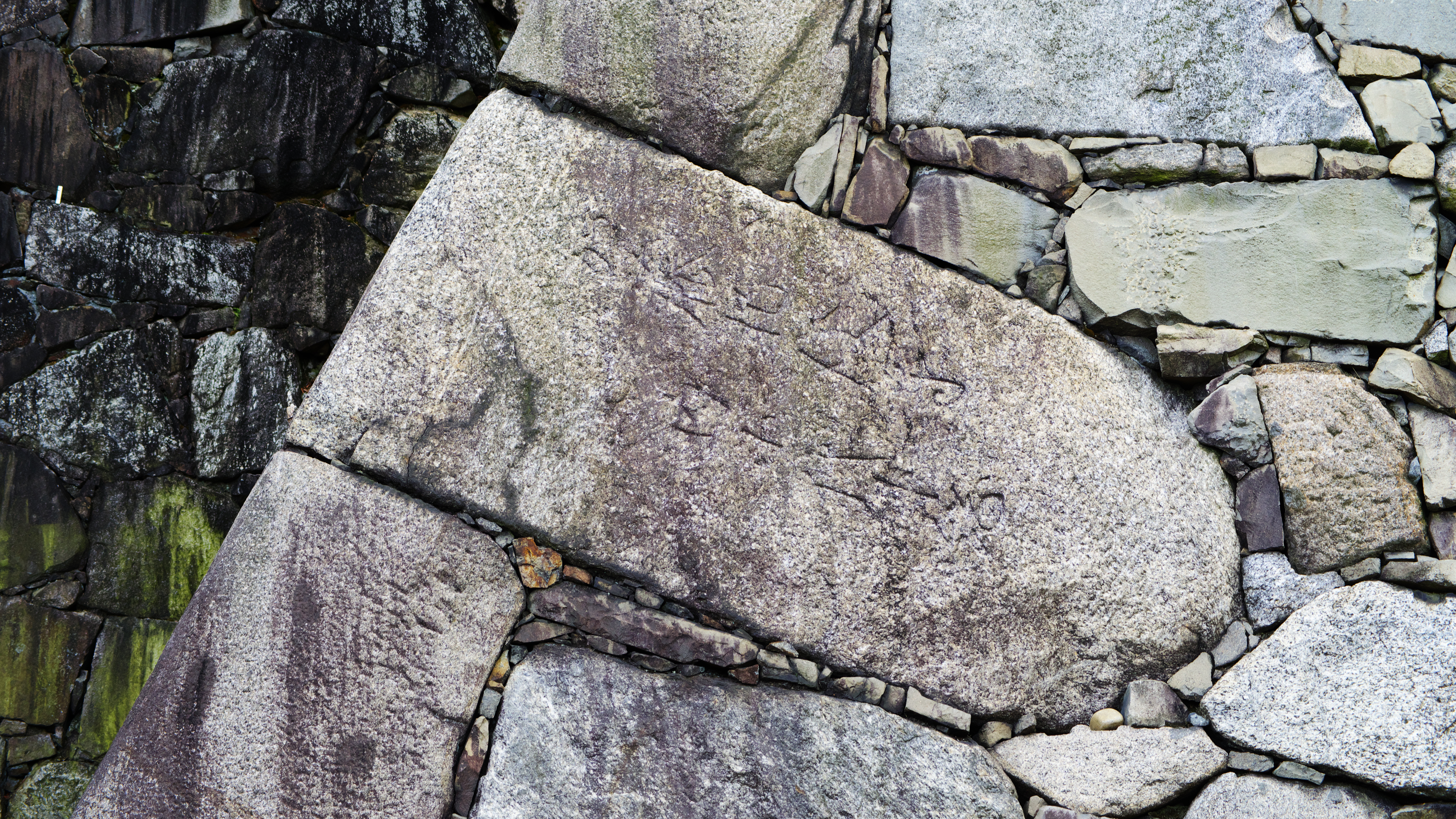
大天守石垣内で、「加藤肥後守内小代下総」（加藤肥後守の家臣、小代下総守（小代親泰））と刻まれた石

清須城は長らく尾張の中心であったが、関ヶ原の戦い以降の政治情勢や、水害に弱い清須の地形の問題などから、徳川家康は1609年（慶長14年）に、九男義直の尾張藩の居城として、名古屋に城を築くことを定めた。この名古屋への移転には木曽川や庄内川を外堀として利用する防衛目的もあったと考えられ、移転決定と前後して木曽川には「御囲堤」、庄内川には「御囲禍堤」が建造されるなど治水工事が進められた。1610年（慶長15年）閏2月、未だ大坂城には豊臣秀頼が居る中、西国諸大名の助役による天下普請で築城が開始された。
造成・整地に当たる普請は普請奉行に滝川忠征、佐久間政実、牧長勝ら5名が任ぜられた。石垣は諸大名の分担によって築かれ、中でも最も高度な技術を要した天守台石垣は普請助役として加藤清正が築いた。名古屋城築城普請助役としては、加藤清正以外に、寺沢広高、細川忠興、毛利高政、生駒正俊、黒田長政、木下延俊、福島正則、池田輝政、鍋島勝茂、毛利秀就、加藤嘉明、浅野幸長、田中忠政、山内忠義、竹中重利、稲葉典通、蜂須賀至鎮、金森可重、前田利光の外様大名が石に刻印を打って石垣工事を負担し、延べ558万人の工事役夫で8月末には天守台が完成し、9月頃には石垣を大方積み終え、遅い所も同年暮れまでには完成している。
普請の後、建築に当たる作事は、作事奉行に大久保長安、小堀政一ら9名が当たり、大工頭は中井正清が担当したが、当時の正清は内裏や方広寺大仏殿の建築も担当したため、正清の手代衆が現場の監督をした。作事は普請と並行して材木の調達が行われ、1612年（慶長17年）6月から本格的な建築工事が始まる。しかし家康から御殿より先の完成を命じられた天守の建築は、用材調達が遅れたため壁塗りに支障が生じる冬期までの完成が危ぶまれた。このため、正清は内裏や大仏殿の大工を一時的に呼び寄せた上、自身も名古屋に出向き突貫工事を行った。結果として8月下旬に天守用の金物入札が行われた後、11月上旬に懸案の壁塗り工事が完了し、同21日には上棟式を実施し予定通り年内に天守は完成した。金物入札時期から組立工事は3ヶ月弱しか掛かっておらず、短期に完成した。本丸御殿の建築は、同年正月から始まり、完成したのは1615年（元和元年）2月である。
大坂冬の陣後の1615年4月、義直と浅野幸長の娘・春姫の婚儀が行われ家康も駿河からそれに出席するが、その最中に豊臣方挙兵の報が入りそのまま大阪へ出陣し豊臣家を滅ぼしている。
清須からの移住は、名古屋城下の地割・町割を実施した1612年（慶長17年）頃から徳川義直が名古屋城に移った1616年（元和2年）の間に行われたと思われる。この移住は清須越しと称され、5万人を越える住民はもとより、社寺3社110か寺も移る徹底的なものである。こうして名古屋城の城下町は出来上がっていった。
また1615年に完成した本丸御殿だが、二の丸御殿が1617年に完成すると1620年に義直はそちらへ移り、本丸御殿は将軍上洛時の御成御殿とされた。そして1626年（寛永3年）に大御所徳川秀忠が、1634年（寛永11年）に、徳川家光が上洛の途中で立ち寄る。特に家光の御成の際は本丸御殿が大々的に増改築される。その後長い間将軍の御成は無かったが、1865年（慶応元年）に14代将軍徳川家茂が上洛の途中で本丸御殿に宿泊している。宿泊は1泊のみで翌日には名古屋城を出発した。

### 近代
明治維新後の1870年（明治3年）、徳川慶勝は新政府に対して、名古屋城の破却と金鯱の献上を申し出た。金鯱は鋳潰して武士の帰農手当や城地の整備費用に充当する予定であった。しかし、ドイツ公使マックス・フォン・ブラントと日本陸軍第四局長代理だった中村重遠工兵大佐の訴えにより、1879年（明治12年）12月、山縣有朋が名古屋城と姫路城の城郭の保存を決定。この時、天守は本丸御殿とともに保存された。
1872年（明治5年）東京鎮台第三分営が城内に置かれた。1873年（明治6年）に名古屋鎮台となり、1888年（明治21年）に第三師団に改組され、終戦まで続いた。

離宮時代の名残、本丸西南隅櫓に残された菊花紋瓦

保存された本丸は、1891年（明治24年）に、濃尾大地震により、本丸の多聞櫓の一部が倒壊したが、天守と本丸御殿は大きな被害を受けなかった。
1893年（明治26年）本丸は陸軍省から宮内省に移管され、名古屋離宮と称する。
1906年（明治39年）名古屋離宮、一日限り特別公開する。
1910年（明治43年）小天守閣、隅櫓に旧江戸城の青銅鯱を移設する。
1923年（大正12年）宮内省が西南隅櫓を修復する。
1928年（昭和3年）昭和天皇の即位礼大典が京都御所で執り行われることに伴い、お召し列車（賢所乗御車を含む）を用いた東京の宮城～京都間の往路・復路に於いて昭和天皇及び香淳皇后が名古屋で途中下車して宿泊のため、名古屋離宮に滞在した。
1930年（昭和5年）離宮、御用邸の整理計画の中で名古屋離宮が廃止され、宮内省から名古屋市に下賜された。同1930年、建造物（24棟）が当時の国宝保存法に基づき国宝（旧国宝）に指定された。城郭としては国宝第一号。本丸御殿障壁画も1942年国宝（旧国宝）に指定。
1931年（昭和6年）名古屋市は名古屋城を市民に一般公開した。「恩賜元離宮」とも呼ばれた。
1937年（昭和12年）1月7日、天守閣の金の鯱の鱗が58枚が盗難に遭う。この鱗の金の価格は当時の価格で40万円ほど。犯人は大阪の貴金属店にこの鱗を売却を図り発覚して1月28日に警察に逮捕された。
1945年（昭和20年）2月　東海軍管区司令部及び第13方面軍を設置。
太平洋戦争時は空襲から金鯱を守るために地上へ下ろしたり、障壁画を疎開させるなどしていたが、1945年（昭和20年）5月14日の名古屋大空襲で、本丸御殿、大天守、小天守、東北隅櫓、正門、金鯱などが焼夷弾の直撃を受けて焼失した。

### 現代

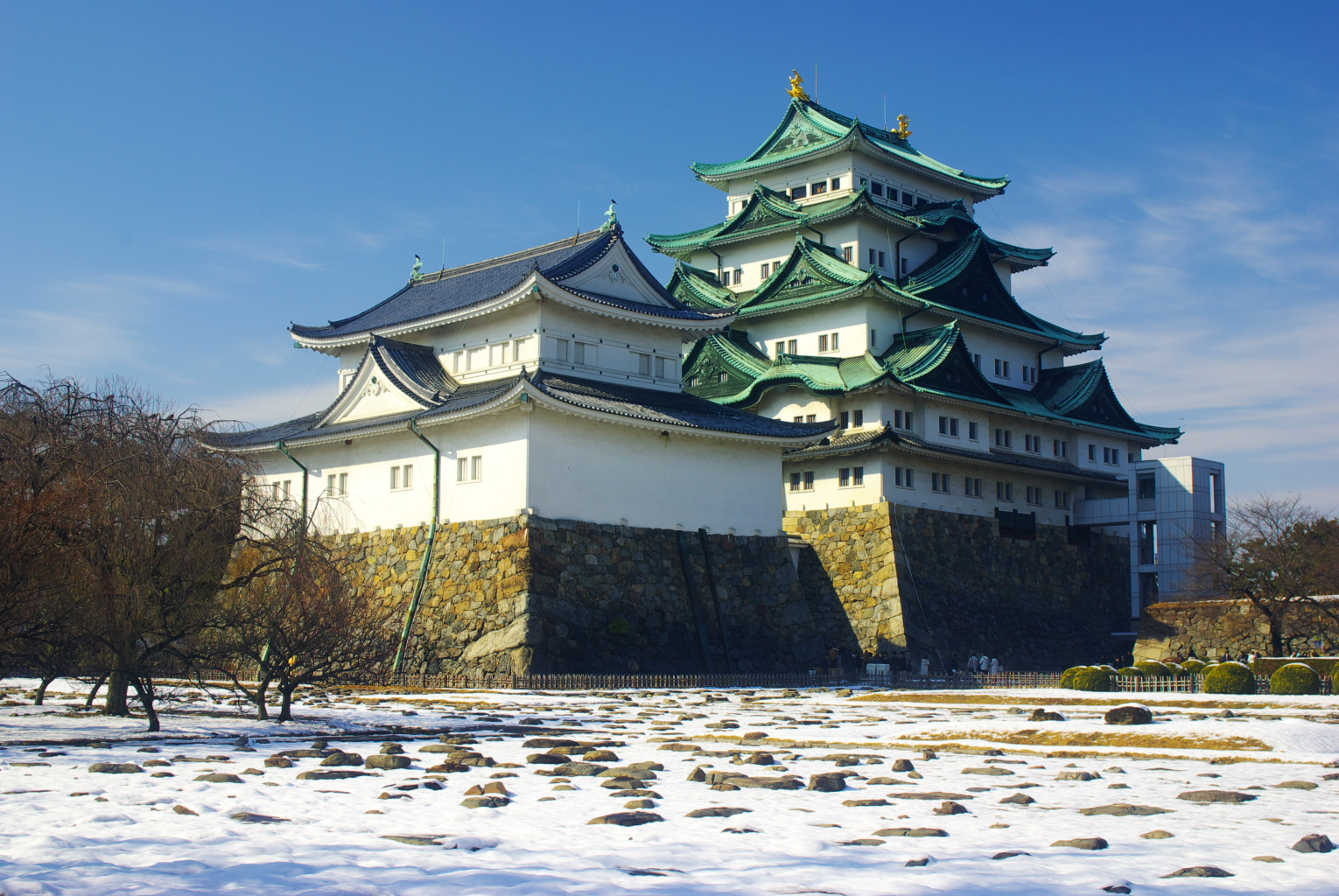
雪が積もる復元工事着工前の本丸御殿跡と天守。雪のため御殿跡の配石がわかりやすくなっている。2008年2月10日

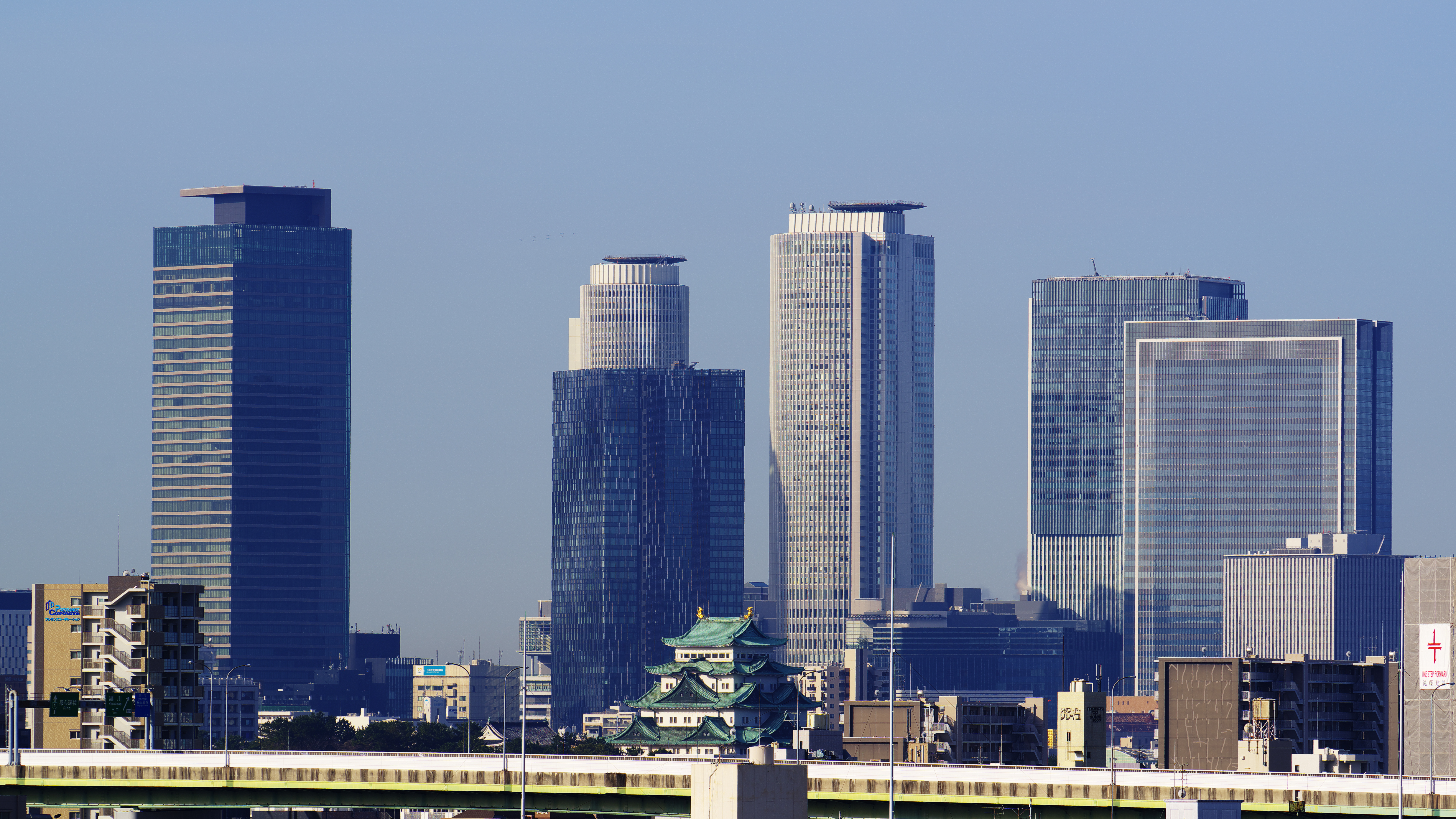
21世紀の街並みの中の名古屋城。2018年3月

戦後、名古屋市の都市計画によって三之丸を除く城跡は北東にあった低湿地跡と併せ名城公園とされた。園内は戦災を免れた3棟の櫓と3棟の門（西南隅櫓、西北隅櫓、東南隅櫓、本丸表二之門、二之丸大手二之門、旧二之丸東二之門）、二之丸庭園の一部が保存され、一部の堀は埋め立てられるなど改変されたが、土塁・堀・門の桝形などは三之丸を含めて比較的よく残されている。天守は地元商店街の尽力や全国から寄付をうけて1959年（昭和34年）に再建され、復元された金鯱とともに名古屋市のシンボルとなった。天守に続いて本丸御殿の復元が計画されたが、資金難で中止も検討された。
- 1994年（平成6年）5月14日 - 市民ボランティア団体「本丸御殿フォーラム」が設立された。
- 2002年（平成14年） - 名古屋市が本丸御殿復元の「名古屋城本丸御殿積立基金」寄附募集を開始した。
- 2007年（平成19年） - 本丸御殿の復元工事を文化庁が許可。
- 2006年（平成18年）4月6日 - 財団法人日本城郭協会によって日本100名城（44番）に選定された。
- 2009年（平成21年）
  - 1月19日 - 本丸御殿復元工事に着手。
  - 8月10日 - 河村たかし市長は定例記者会見で、名古屋城天守を現在のコンクリート造から木造に建て直すことを本格的に検討すると発表した。計画プロジェクトチームを8月24日に発足させて2010年度予算案に調査費を計上する。
- 2011年（平成23年） - 西南隅櫓と旧二之丸東二之門が修理された。
- 2013年（平成25年）1月4日 - 名古屋市は、2013年度から名古屋城の天守を現在の鉄筋コンクリート製から本来の木造に建て直す復元事業に着手すると発表した。これまでに2010年度予算案で調査費1500万円を計上し、2012年（平成24年）3月に市民検討会を催した。復元費用の試算は300億円で、寄付金を含め調達方法を検討する[20][21]。
- 2016年（平成28年）
  - 6月27日 - 市長と市会が、天守の再建につき完成予定を2027年とすることで合意した[22]。後に竣工予定は2022年とされた。工費は試算で約500億円[23]だが圧縮を検討する[22]。
  - 10月12日 - 市長が天守閣は耐震性能が低いとして入場禁止にする意向を示した[24][25]。
- 2017年（平成29年）4月24日 - 木造復元の賛否などを焦点とした市長選挙で河村市長が再選される。

- 2018年（平成30年）

復元工事中の天守。2018年9月19日

  - 5月7日 - 工事に先立ち天守閣の入場を禁止する。
  - 6月8日 - 復元された本丸御殿の一般公開を開始。
- 2019年（平成31年/令和元年）
  - 6月21日 - 2022年12月に木造天守閣の復元が竣工する予定だったが、文化庁の文化審議会に諮問されていたコンクリート製現天守の解体申請が許可されず継続審議となり名古屋市は工期を見直す方針を示した[26]。
  - 8月29日 - 市長の河村は、予定していた2022年末の復元天守閣完成を断念すると発表した[27]。
- 2023年（令和5年）3月 - 名古屋市は木造天守閣の工期を見直しで、具体的な完成時期を最短で2032年（令和14）度ごろになる見通しを初めて公表した。これは今後の工事の着手に必要な手続きや、その後の工事が想定通りに進んだ場合としての目安であるため、多少のずれが生ずる恐れもある[28]。
- 2024年（令和6年）
  - 11月24日 - 市長選で河村系の広沢一郎が当選する。

## 構造

### 立地
名古屋城の城地は熱田台地の西北端に位置する。台地は濃尾平野に向かって突き出しており、平野を一望に監視できる軍事的な要地にあたる。築城以前、台地縁の西面と北面は切り立った崖で、崖下は低湿地と防御に適した地勢であった。伊勢湾に面した港の南に位置する熱田神宮門前町から、台地の西端に沿って堀川が掘削されて、築城物資の輸送とともに名古屋城下町の西の守りの機能を果たした。

### 縄張

名古屋城（上）と名古屋の町割り

名古屋城の縄張は、それぞれの郭が長方形で直線の城壁が多く、角が直角で単純なつくりである。
構造の分類は一見三の丸の付き方から梯郭式とされるが本丸の周囲の6つの曲輪を一体と見なせば輪郭式と見なすこともできる、三分類のどれにも分類されない独特な縄張りである。また名古屋城は南方や東方から見れば高低差がほとんどなく平城であるが、北方や西方から見れば台地の上にある平山城とも言える。
曲輪の配置はほぼ正方形の本丸を中心として南東を二之丸、南面東寄りに大手馬出、南西を西之丸、北西を御深井丸（おふけまる）、北面東寄りに塩蔵構、東面北寄りに搦手馬出が本丸の四周を取り囲む。さらにそれらの南と東を三之丸が覆う。城の西と北は水堀および低湿地によって防御され、高低差のほとんど無い南と東は広大な三之丸が二之丸と西之丸を取り巻き、外側の幅広い空堀や水堀に守られた外郭を構成した。
外側に、総構え（そうがまえ）または総曲輪（そうぐるわ）と呼ばれる城と城下町を囲い込む郭も計画されていた。西は枇杷島橋、南は古渡旧城下、東は矢田川橋に及ぶ面積となる予定であったが、大坂夏の陣が終わると普請は中止された。また西の防備に、国境の木曾川に御囲堤を築造した

### 本丸

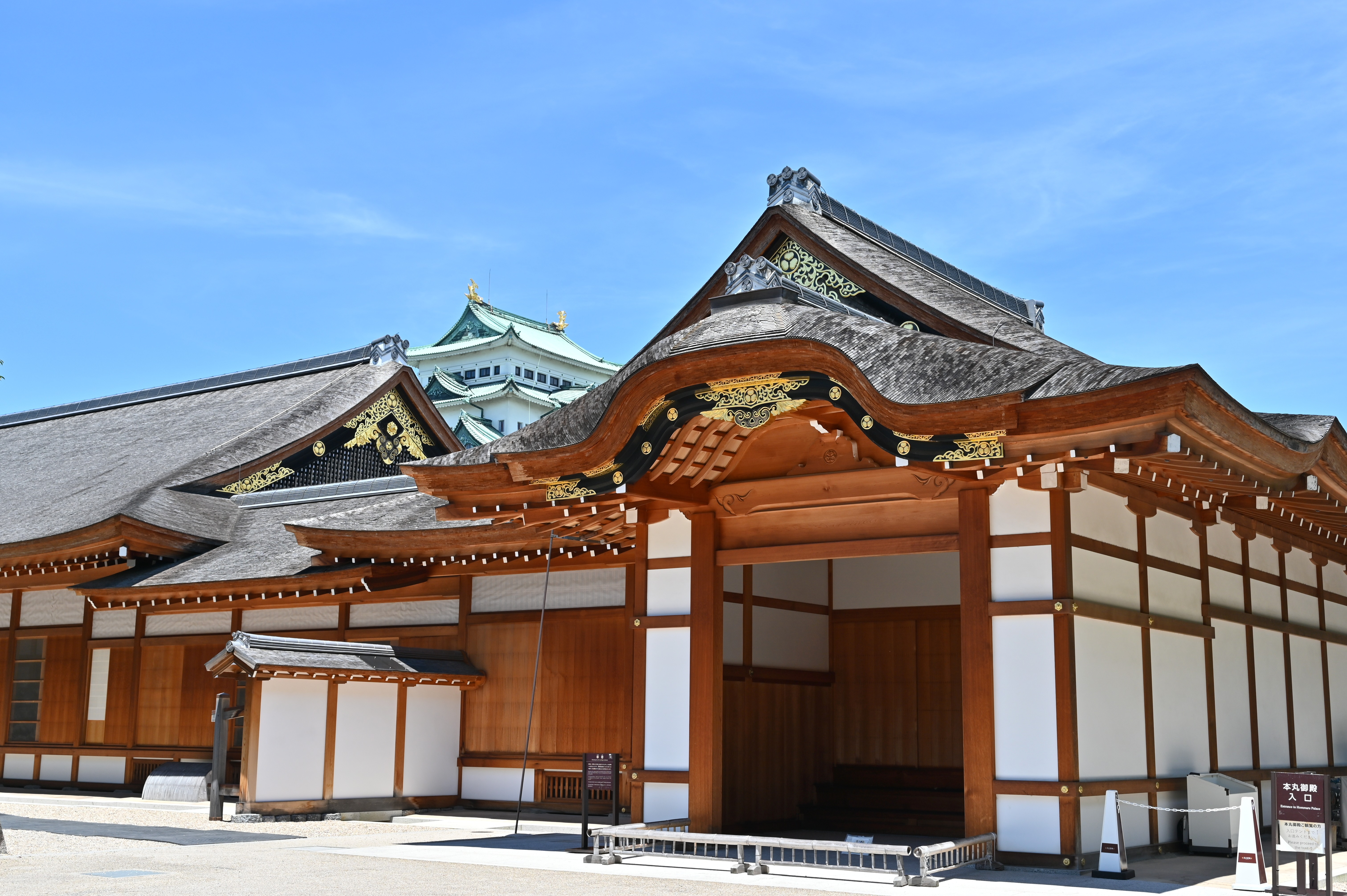
本丸御殿（木造復元）

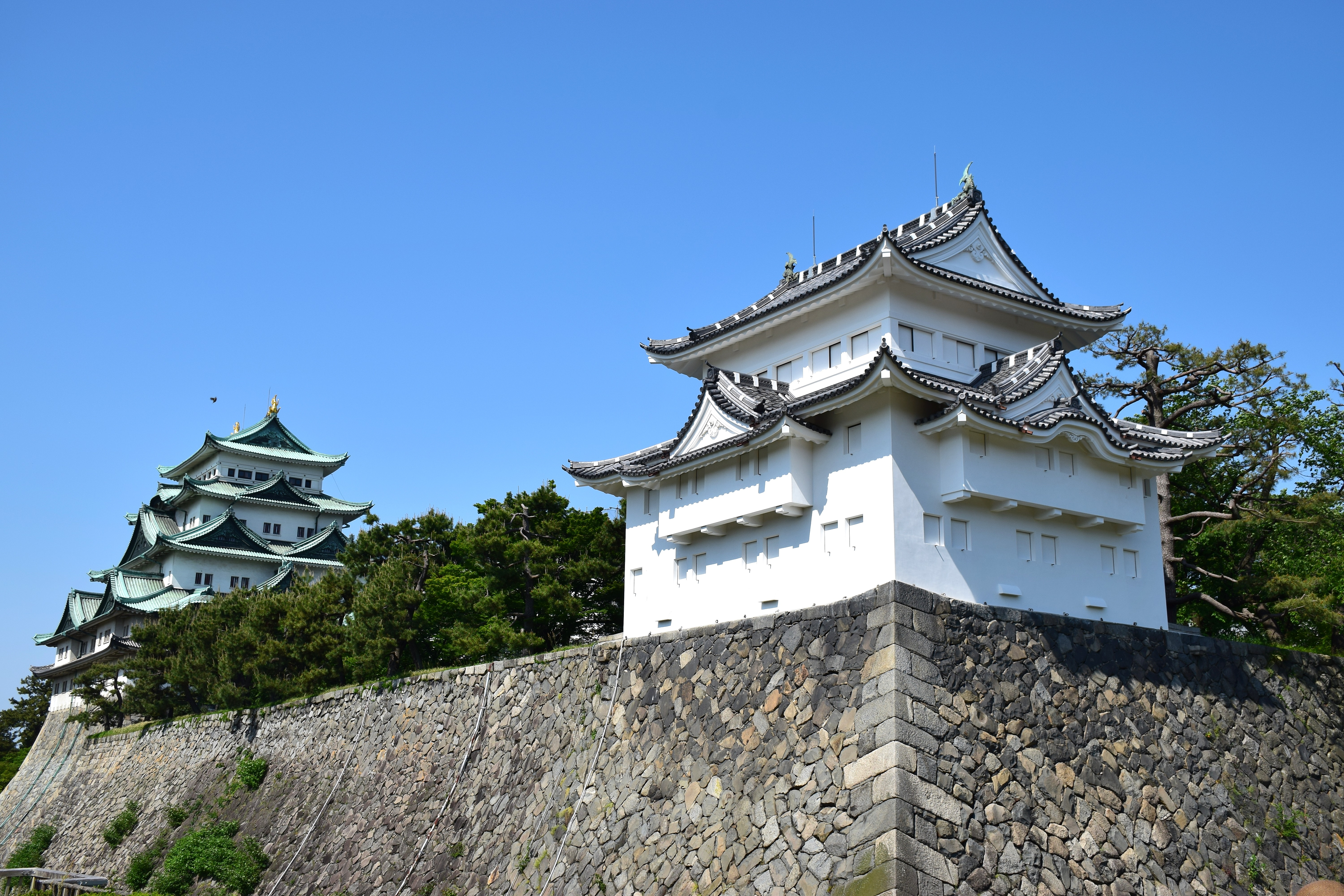
西南隅櫓 本丸

空堀の鹿

本丸は北西隅に天守、その他の3つの隅部に隅櫓が設けられ、多聞櫓が本丸の外周を取り囲んでいた。門は南に南御門（表門）、東に東御門（搦手門）、北に不明（あかず）御門の3つがあった。ほとんどの櫓や塀は、白漆喰を塗籠めた壁面であったが本丸の北面のみ下見板が張られていた。
南御門・東御門は堀の内側に高麗門と櫓門の2重の城門で構成される枡形門があり、堀の外側は、大手馬出と搦手馬出の大きな馬出しを構え、入口を2重3重に固めていた。外の郭から馬出を経由して本丸に入る場合、次の経路を通ることが強いられる。
1. 馬出しへの土橋を渡り、石塁に突き当たり横に折れ、
2. 本丸に背を向けて馬出しの門を通過し、
3. 馬出し内をUターンするように進み本丸への土橋を渡り、
4. 二之門（高麗門）を通り、桝形に入って横に折れ、
5. 一之門（櫓門・総鉄板張）を通る。

大手馬出は三方を多聞櫓で構成している一方、搦手馬出は初期の計画では南と西を多門櫓が巡り、また北東に隅櫓台があるが、結局は塀すら無い未完の状態であった。現在大手馬出しの西面は埋められて平地になっており、搦手馬出は石垣の修復工事が行われている。
現状、門は表二之門（南二之門）のみが現存する。不明御門は埋門（うずみもん）形式であったが、戦災で焼失した。
隅櫓は総2層3階建てで、他城の天守に匹敵する規模である。外観は、それぞれで意匠を相違させた見栄えを重視した設計である。南東の辰巳隅櫓（たつみすみやぐら）、南西の未申隅櫓（ひつじさるすみやぐら）が現存し、北東の丑寅隅櫓（うしとらすみやぐら）は戦災で失われて櫓台のみ残る。多聞櫓は、濃尾地震ですべてが破損して取り壊されて現存しないが、奥行は5メートル強で、内部に武具類や非常食を収納するなど十分な防御能力があった。
現在、空堀となっている本丸をめぐる内堀には鹿が放牧されている。

#### 天守

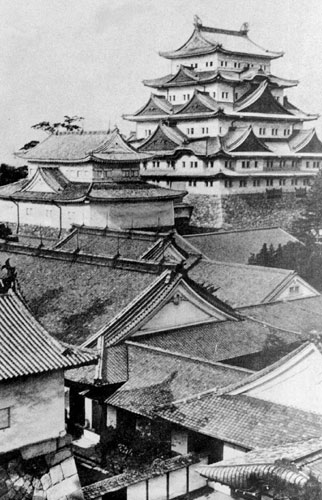
天守と御殿（焼失前）

天守内部（焼失前）

本丸の模型

天守 遠景

天守は本丸の北西隅に位置し、形式は大天守と小天守を橋台によって連結した連結式層塔型である。橋台には多門櫓は無く塀を巡らせ、軒先には槍の穂先を並べた剣壁であった。なお、『金城温古録』によると名古屋城（尾張藩）では「大天守」ではなく「御天守」と呼称されていた（以下では一般的な「大天守」としている）。
天守は政治権力の象徴とされ、特に名古屋城の大天守の屋根にある金鯱（金のしゃちほこ）はその究極にあるものといわれている。上記のように本丸には多門櫓が巡っていたが、大天守には小天守との渡り廊下を含めて全て土塀が接している。これは多門櫓からの類焼を防ぐためと見られる。
大天守は層塔型で5層5階、地下1階、天守台19.5メートル、建屋36.1メートル、合計55.6メートルで18階建ての高層建築に相当する。高さは江戸城や徳川大坂城の天守に及ばないが、江戸城、大阪城天守は江戸時代前期にいずれも焼失しており、江戸時代通期で現存した天守で名古屋城天守が最も高かった。延べ床面積は4424.5m2で史上最大の規模である（各階平面の規模は、1階と2階が17間×15間、3階が13間×11間、4階が10間×8間、5階が8間×6間である）。体積は姫路城天守の約2.5倍で、柱数・窓数・破風数・最上階規模・総高・防弾壁・防火区画など14項目で日本一である。内部は長辺が7尺の大京間畳が1759畳敷き詰められていたといわれる。
最上層の5階と4階以下の下層階とは構造が異なり、下層階は防御のため壁面を多くし、最上層の5階は窓が四面に可能な限り広く取られ砲弾戦に備えられていた。
大天守内部に使われる柱は主に2階まで通る長い柱の「通し柱」と階ごとの柱の「管柱」の2種類の柱を使い分けて組み立てており、1755年（宝暦5年）の地震があった際に名古屋城の大天守の修理工事が行われた時の「名古屋城御天守各階間取之図」と言う修理図面によると１階と2階は「通し柱」が多く、3階から5階の柱は階ごとの「管柱」が殆で造られていた。耐震性の事を考えて揺れにも耐えられる様に柱と梁をどういう風に組み合わせ、「通し柱」をどこに配置するかなど精密に計算されて江戸時代当時、考えて大天守が造られていたと言う。
大天守の屋根は、1層目が通常の粘土瓦で、2層目以上のすべてが軽量で耐久性のある銅瓦で葺かれている。慶長年間に建てられた当時の大天守の屋根は、最上層にのみが銅瓦で葺かれており4層目以下はすべて粘土瓦だった。その後行われた1755年（宝暦5年）の大天守修復工事で現在の再建天守に見られる銅瓦葺とされた。同時に雨水による屋根の負担を軽減する銅製の縦樋、破風を保護する銅板張、地階に採光する明かり取り窓を石垣の上に設ける、など補修された。
壁面は大砲による攻撃を考慮して樫の厚板を斜めに鎧状に落とし込んでいる。外面は土壁を厚く盛った上に漆喰を塗り、内面は檜の化粧板が張ってあった。土壁に塗り込められているが射撃用の隠狭間があり、戦闘時は土壁を抜いて使用した。
小天守は2層2階、地下1階で、大天守の関門の役割をした。平面は長方形で外見は千鳥破風一つと簡素な意匠だが、規模は他の城の三重級の天守を上回る。
大工頭を担当した中井家に小天守の描かれた指図が残され、大天守台西面に開口部を塞いだ跡が見られることなどから、大天守の西にもう一つの小天守があった、もしくは、計画されていたとする説がある。また入口も大天守に面した小天守北側でなく、指図には小天守西側に多門櫓による枡形門を介して入る形となっている。令和3年、大天守西側の空堀から基礎とみられる石列が発掘され西側小天守の計画の裏付けとなった。
天守は1612年（慶長17年）に完成し、以来333年間、何度かの震災、大火から免れ、明治維新後の廃城も免れた。1891年（明治24年）に発災した推定マグニチュード8.0の濃尾地震にも耐えたが、1945年（昭和20年）の空襲で焼失した。焼夷弾が、金鯱を下ろすために設けられていた工事用足場に引っかかり、そこから引火した。
なお、当時名古屋城副監視長を務め、金鯱の降下作業に当たっていた原田尊信の証言では、足場を組むために天守最上階の南側の3つの窓を開けていたところ、そこから焼夷弾が飛び込んできて天守に類焼した。この時の天守閣全体が炎に包まれていく光景が、大日本帝国陸軍東海軍管区報道部所属の軍属であった岩田一朗により、東海軍管区司令部の屋上から撮影されている。
宮内省から名古屋城が下賜されて1930年（昭和5年）に天守が国宝に指定され、1932年（昭和7年）に国宝建造物の細部が実測されて1952年（昭和27年）に完了し、昭和実測図として清書図282枚、拓本貼付27枚の計309枚の図面が制作された。天守の図面は大天守56枚、小天守15枚である。
1954年（昭和29年）に、名古屋市民らにより名古屋城再建基金が始まる。1957年（昭和32年）に、名古屋市制70周年記念事業として天守の再建が開始された。請負者の間組は、昭和実測図を基に再建天守は木造か否かで議論したが、当時の消防法に従うと木造の再建は不可能であった。焼失で傷んだ石垣自体へ建物重量の負荷を軽減するため、天守台石垣内にケーソン基礎を新設し、鉄骨鉄筋コンクリート構造（SRC造）の再建天守を載せる外観復元とした。起工式は1958年（昭和33年）6月13日、竣工式は1959年（昭和34年）10月1日であった。再建天守の総工費は6億4千万円で、うち2億円は市民からの寄付である。竣工式は大々的に催す予定が伊勢湾台風の襲来直後となり極めて簡素に挙行された。再建大天守は5層7階、城内と石垣の外側にエレベータがそれぞれ設置されており、車椅子で5階へ昇ることができるバリアフリー構造である。5階から最上階展望室までは階段のみ。外観は昭和実測図に基づいてほぼ忠実に再現されたが、最上層の窓は展望窓として焼失前より大きなもので下層の窓と意匠が異なる。当時の再建天守は観光センターとして位置づけられ、1962年（昭和37年）3月に博物館相当施設に指定されて以後、展示や催事に活用されて市民生活に寄与した。

#### 復元木造と諸問題

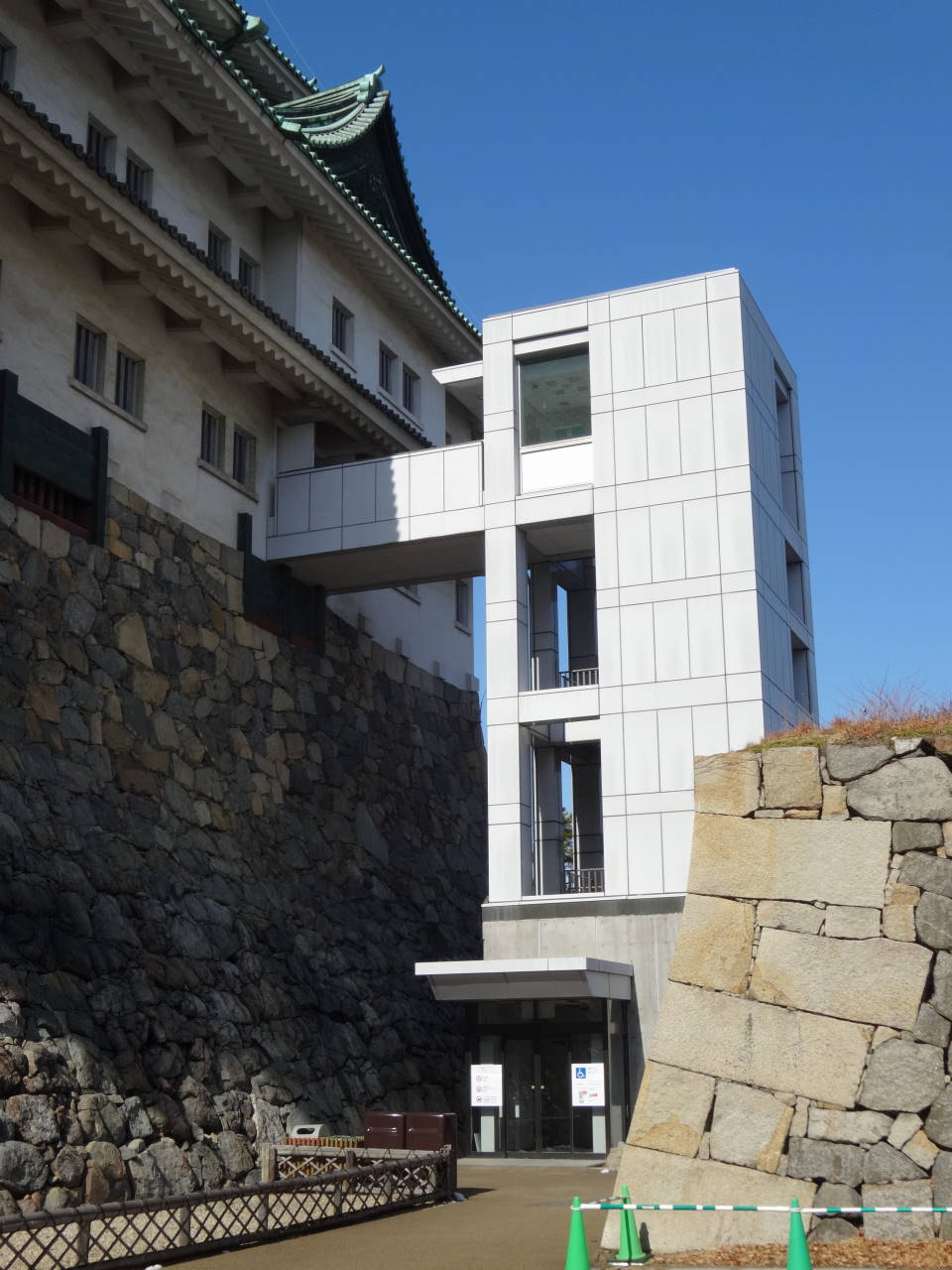
多くの論争を生むエレベーター（写真は天守東面のもの）

衆議院議員河村たかしは2009年に名古屋市長に就任すると、「名古屋を訪れても『行く所が無い』と言われるのはいかんこと。わしは天守閣を木造で再建しようと言う意見ですけど」などと述べ、名古屋城の木造復元化の主張を始めた。
戦後の再建は当時の消防法の規定で木造復元できなかったが、炎検知器など火災をごく初期の段階で検知・通報できる防火設備を備えることや、木材を難燃加工する技術の開発などで木造復元が可能となり、1994年、戦後初めて掛川城の天守が木造復元され、名古屋城でも本丸御殿が木造復元された。
当時、河村市長はリーマンショックの影響から、市の財政的な予算面などの問題から本丸御殿の復元に難色を示し、一旦復元の中止も検討していたが、市民の多くが最後まで本丸御殿の完成を望んでいた為、中止検討を取り止め、本丸御殿と同じ様に天守にも図面資料があり、史実・忠実に木造での復元が可能である事を知った、河村市長は本丸御殿だけではなく、天守の木造復元にも意欲を示していた。
市長の木造復元化計画を、かつては河村市長シンパであり市長選の舞台裏にも積極的に関与したことでも知られる行政学者の後房雄名古屋大学教授は「影響力が低下した河村市長による注目を浴びるためのネタの一つに過ぎず、文化庁への申請もなされていない無理な計画で、議会を押し切る力もない」、城郭史学者の三浦正幸広島大学教授は「名古屋城は資料が豊富に残る貴重な城で、木造復元は外国人へのアピールとなる」とし、エコノミストの内田俊宏中京大学客員教授は「城は外国人観光客が訪れることの多いスポットで、木造化は外国人観光客への相当なインパクトが見込まれる」と試算した。
2010年代に、鉄筋コンクリート製天守閣の耐震性が現行の建築基準法で不適合なほかに老朽化が問題となり、再建の検討が開始された。2013年に木造再建の方針が示され、2016年に2027年の完成をめどに再建を実施する方針が名古屋市から示された。2016年時点では再建にかかる総工費は500億円と試算されている。
当時、河村たかし市長は東京オリンピックが開催される2020年7月の木造復元の完成を強く主張していたが、名古屋市会の最大会派である自由民主党を中心とした市会側の反対で木造復元の関連予算案が可決出来ずにいた。しかし、市が2016年5月に行った市民2万人を対象にした木造復元に関する市民アンケートでは約6割が木造復元に賛成多数であった事から、市会の自由民主党や民進党も木造復元に賛成寄りの立場を取っていた。市と対立する市会側は河村たかし市長が目標にしていた、2020年7月の木造復元を完成させると言う計画には市民アンケートで賛成したのは約2割程度であった事も含め、市の完成時期の計画に反対し、リニア開業の2027年の木造復元完成にするべきだと主張していた。2016年6月の市会で、市は復元に向けた約10億円の補正予算案を提出したが、同委員会で「時間をかけて議論すべき話で、拙速」と主要会派が反発していた。その為、河村たかし市長は6月27日に木造復元の完成時期の2020年7月を断念し、早くても2022年の完成目標、又は愛知県・名古屋市で開催される「アジア競技大会の2026年やリニア開業の2027年に見直すことも、名古屋にとって大きな起爆剤になり得る」と語った。
現行天守は、耐震性の観点から入場者制限が有識者から提言されたと2016年9月に報じられ、10月12日に市長は「早急に入場禁止をすることになる」と述べた。市の関係部局は「さらなる調査が必要」として制限を実施するか否か不透明な状況となった。最終的に同年12月、名古屋市は木造復元着手前に入場規制は実施しないと発表した。2017年3月に木造復元に反対する日本共産党を除く自由民主党、民進党、公明党らの賛成多数により名古屋市会で10億円の木造復元関連予算案が可決された。2017年名古屋市長選挙は、木造復元に反対する弁護士の岩城正光元名古屋市副市長が立候補したが河村に大差で敗れた。
2017年5月9日に、名古屋市は優先交渉権者の竹中工務店と基本協定を締結し、2022年12月完成を目指し最大505億円の事業が開始された。工事は国の特別史跡である天守台の石垣も修理するために文化庁の許可を要するが、市は文化庁の復元検討委員会で11月から3回の審議を経て2018年10月に許可が下りると想定した。この時点の報道では、文化庁の協議が順調に進めば2018年11月から天守閣の入場を禁止し、2019年3月に外部エレベーター、9月から天守閣本体を取り壊し、2020年6月から木造復元工事に入る予定とされた。
障害者団体の要望により竹中工務店は当初、エレベーターが設置された木造天守案も考えていた。その案は4人乗りの小型のものを天守内部に設置する案か、11人乗りの大型のものを天守内部に設置する案、外部に設置する3つの案であった。内部に大型エレベーターを設置する案は、何十本もの柱や梁を取る必要があり忠実な復元が出来なくなる問題や、柱や梁の強度が低下し補強用に鉄骨の設置が必要な問題、木造天守の構造上3階までしか行けない問題があった。外部に大型エレベーターを取り付ける案も、景観上の好ましくない影響や、遺構を毀損しない基礎構造とするため到達階が1階に限定され、外壁に口部を設置し壁側の柱や梁を取り強度の為にやはり補強用に鉄骨の設置が必要な為、却下となった。2018年5月6日に竹中工務店は内部に4人乗りの小型エレベーターを設置する案を考えた。その案は柱と柱の四角い隙間の空間にエレベーターを設置し3階まで上がる取り外し可能なもので、エレベーターを取り外し天井部分に梁を嵌め込むと元の構造に戻ると言う。しかしその案は奥行100cm×間口80cmと狭く、一般的な車椅子がエレベーターに乗りきれない事が判明した。そのため市が用意した専用の小型車椅子に乗り換える事になるが、障害者団体は乗り換えが大変だと反発しこの案は断念となった。障害者団体側は大型のエレベーターの設置を求めているが、河村たかし市長は前出の理由でエレベーター不設置の方針である。
2017年12月27日に、名古屋市は現天守への入場を2018年5月7日から2022年末の復元完成まで禁止すると正式発表した。天守以外はこれまで通り見学できる。鉄筋コンクリート製復元天守公開終了間際の2018年のゴールデンウィークには、過去10年間で最多となる17万人の来場者があり、5月6日をもって予告通り一般公開は終了した。
木造復元に当たり、1932年から行われた天守閣と本丸御殿の大規模調査による昭和実測図の図面、戦前のガラス乾板による多数の写真資料、江戸時代1755年（宝暦5年）の地震時の修理断面図や立面図、など多くの修理図面や、江戸時代後期の名古屋城のあらゆる事を書き残した『金城温古録』など歴史文書史料も充実しており、江戸時代当時の名古屋城の姿をほぼ正確に復元する事が可能だとしている。
木造復元化工事に際し、鉄筋コンクリートの天守閣で展示、収蔵する重要文化財の旧本丸御殿障壁画、ガラス乾板写真などは西之丸に米蔵の外観の展示収蔵施設を2018年1月から1年の工事をかけ建設・整備し、展示収蔵施設の完成後は移設する。その他の展示・収蔵物は名古屋城の近接地に新たな施設の建設などを検討して対応する。バリアフリー対策は障害者団体や高齢者団体の意見を聴いて決定し、手すりやスロープの設置、昇降円滑の手段、介助スタッフの配置など、ハード・ソフトの両面からの対応を検討する。2018年2月現在は、2019年9月から天守閣本体の取り壊しを開始して2019年6月頃に工事囲いを天守閣まわりに建て始める予定である。木造天守閣も、耐震性は現行の耐震基準と同等を確保し、万一火災が発生した場合も安全な避難を確保するため、防火設備や避難経路を検討する。
2018年5月22日、障害者らが木造復元の名古屋城天守閣にエレベーター設置をしない名古屋市の方針に対し市役所前でデモ。新技術拒否、エレベーター絶対必要を宣言した。2018年6月19日にも障害者ら抗議デモ。主催者によると愛知、東京、大阪、沖縄など16都府県から500人が参加。名古屋栄の久屋大通公園から名古屋城近くの名城公園までデモ行進し「名古屋市は差別をやめろ」とシュプレヒコールを上げた。河村たかし市長はあらためて(具体化されていない)新技術導入に意欲を見せ「はるかに、いいじゃないですか。」と話した。
当初は2018年10月の文化庁の文化審議会で現天守の解体と木造再建の許可を得る予定だったが、市の有識者会議で承認が下りなかったため文化庁への申請ができず、河村は10月15日に2018年中の許可取得を断念することを表明した。2019年の新年挨拶における記者との質疑応答で河村は、「文化庁さんとも、今なかなか行き来しとれぇへんもんで」と文化庁と十分な整合が取れていないことを認めながらも、「市民の熱い期待があるということを、私は強く文化庁には申し上げております」と理解を求めて予定通りの完成を目指すことを改めて表明した。市は1月17日より合計6箇所の会場で市民への説明会を開催したが、最初の会場（熱田区）では出席者から反対意見が続出した。
2019年10月21日、名古屋市は名古屋城の木造新天守の実寸大の階段模型が入る体験施設「階段体験館（ステップなごや）」を旧三之丸に設置し、11月2日から一般公開した。これは図面資料などから名古屋城木造天守の1階の階段部分が実物大で再現されており、名古屋市はこの実寸大の階段模型を使い、階段昇降機など、木造復元天守のエレベーターに代るバリアフリーの新技術の実験に使うために建てた。
文化庁は江戸時代の石垣を崩すことを問題視しており、文化庁からの解体および木造再建許可は2019年も下りず、市長の河村は2019年8月29日に、予定していた2022年末の復元完成を断念すると発表した。河村は11月以降に市民に対する木造復元の説明会を実施した。一方で11月4日には岐阜県中津川市で復元に使用するヒノキ材の披露式典が実施された。愛知県知事の大村秀章は河村の復元事業の進め方を批判しており、2019年7月16日には文化庁の許可が下りない段階での木材調達契約について「事実関係を明らかにしてほしい」と会見で述べた。一方、市民グループが「文化庁の現状変更許可が出ていない段階での設計代金の支払」を違法として代金（支払先は竹中工務店）の返還を求める訴訟を名古屋地方裁判所に起こしたが、2020年11月に裁判所は市と竹中工務店の契約に違反したとは言えないとして原告敗訴の判決を下した。
2021年4月11日の2021年名古屋市長選挙では、河村市長の対抗馬で自民党の元市議会議長横井利明候補が名古屋城木造復元で、エレベーターの設置を主張したため、名古屋城木造復元でのエレベーター設置の是非が市長選争の争点の１つにもなっていた。エレベーターの設置を望む、障害者団体の代表者が横井候補の事務所を訪れ、横井に市長に当選したらエレベーターの設置を頼み、横井はその要望を受理した。横井は市が以前断念した、エレベーター案の１つ、3階まで上がる天守内部に11人乗りの大型エレベーターを設置する案を主張し、最上階へは階段昇降機で対応すると主張していたが、従来通り、史実に忠実な復元の為、エレベーター不設置を主張する河村市長に敗北した。
名古屋市観光文化交流局は2022年4月、同年8月までを期限として「史実に忠実な復元とバリアフリーを両立できる昇降技術」の公募を開始した。同年12月、船舶に使われる電動かごを検討しているとの報道があった。
2024年3月15日と18日に開催された名古屋市議会の委員会で減税日本の中川敦史市議が、2019年12月に名古屋市中川区で開催された市民説明会の数日前に、ある市長特別秘書が「市長が（他地域での）説明会の参加者が少なく、しかも反対派の参加が多いのでさみしがっている。動員してくれないか」との電話を受けて、説明会で発言を希望する3人の顔写真とその名前をSNSで送り、その市長特別秘書は「（司会者に）うまく伝えておきます」「市長へもポジティブな質問が増えると伝えておく」とメールで返信したことを証言した。
中川市議は、このメールのやり取りについて「その開催のたぶん数日前、2～3日前だったと思うんですが。木造復元に関しての、いわゆる否定的な意見が多かったと (市長特別秘書)が電話で述べられたわけです。12月3日中川区で開催されますけど、中川さんどのようにできますかっていうお話があったんですね。木造復元化に対して、いわゆるちょっと賛成的な発言をしていただける方を入れていただけないかと」と話した。その上で、「3名いたので、サクラの方の顔とお名前を田中さんのメッセンジャーに送ってきましたよというやり取りを携帯のSNSでやりとりをした」とも話している。

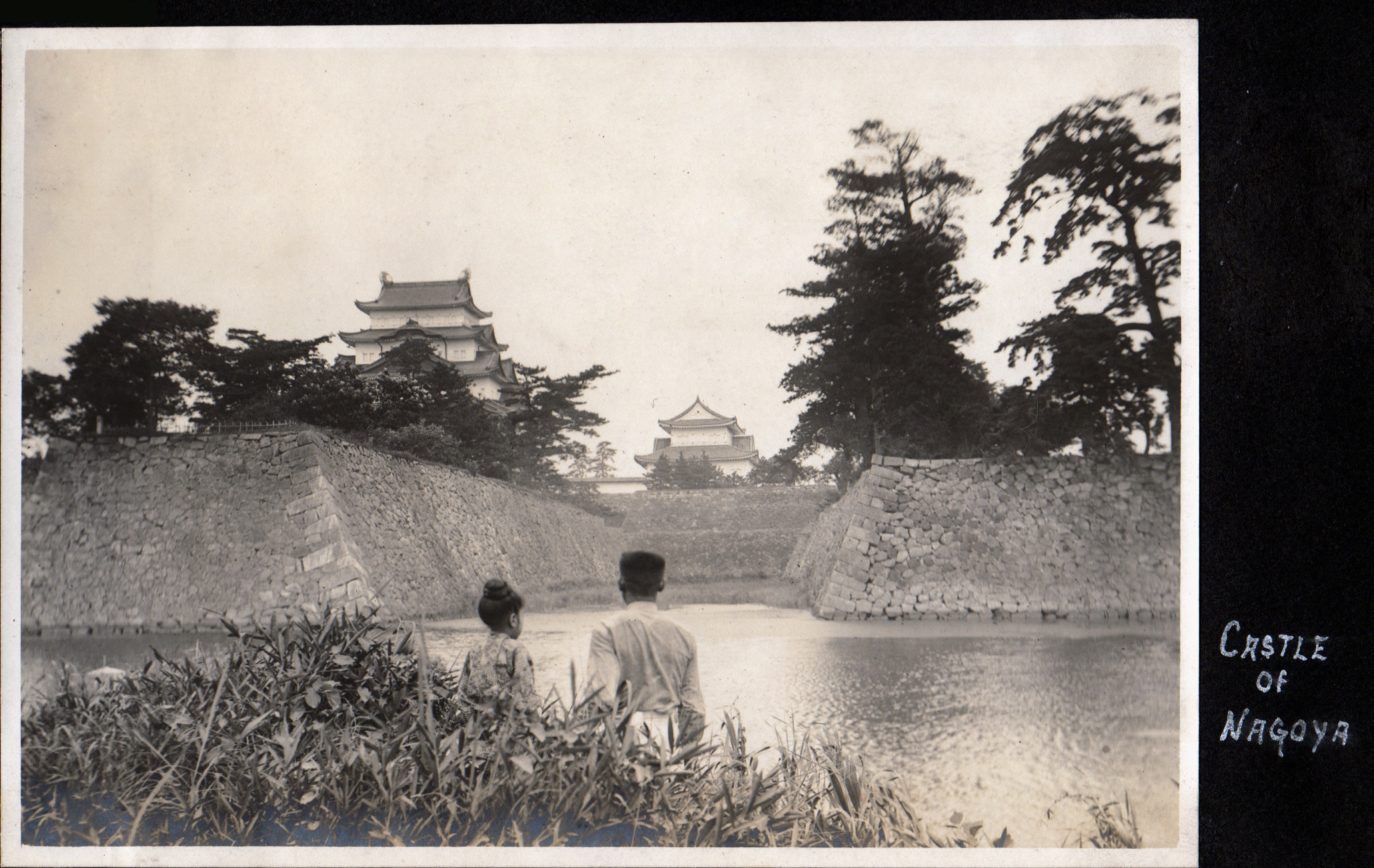
1914年（大正3年）の様子
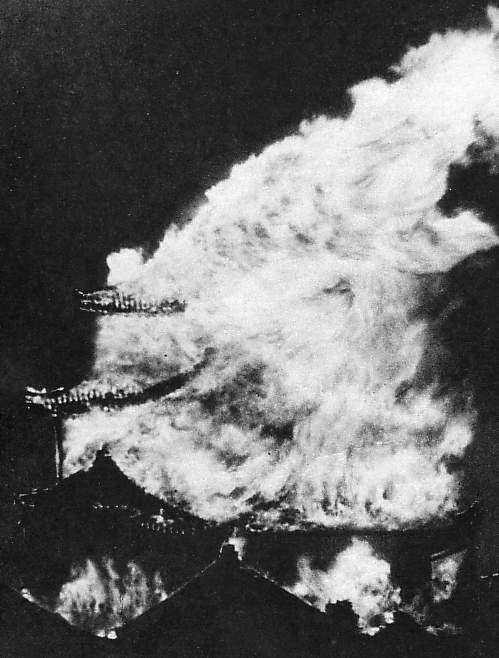
空襲で炎上する大天守（1945年5月14日、岩田一朗により撮影。）
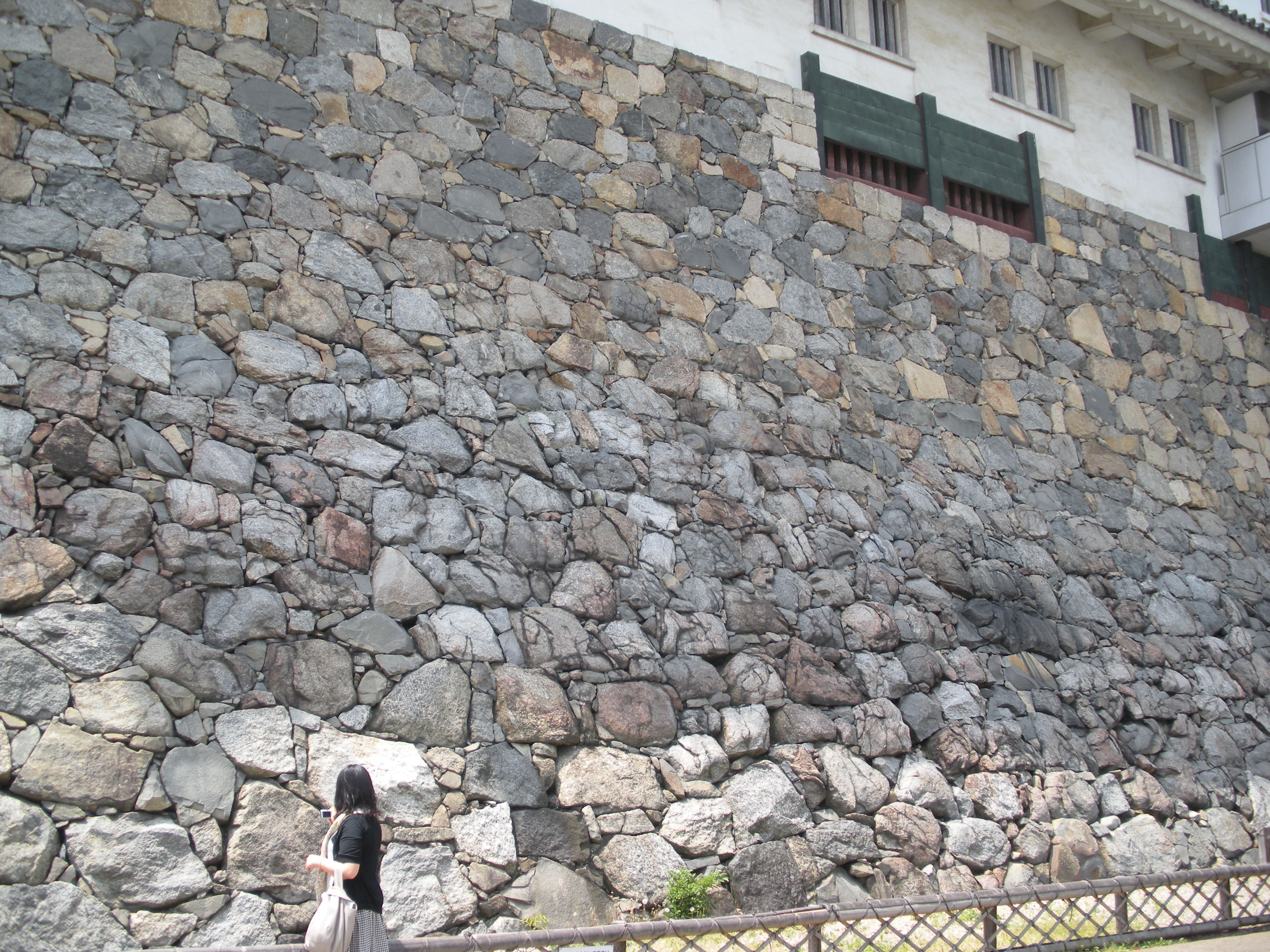
天守台には、熱による石の劣化がうかがえる
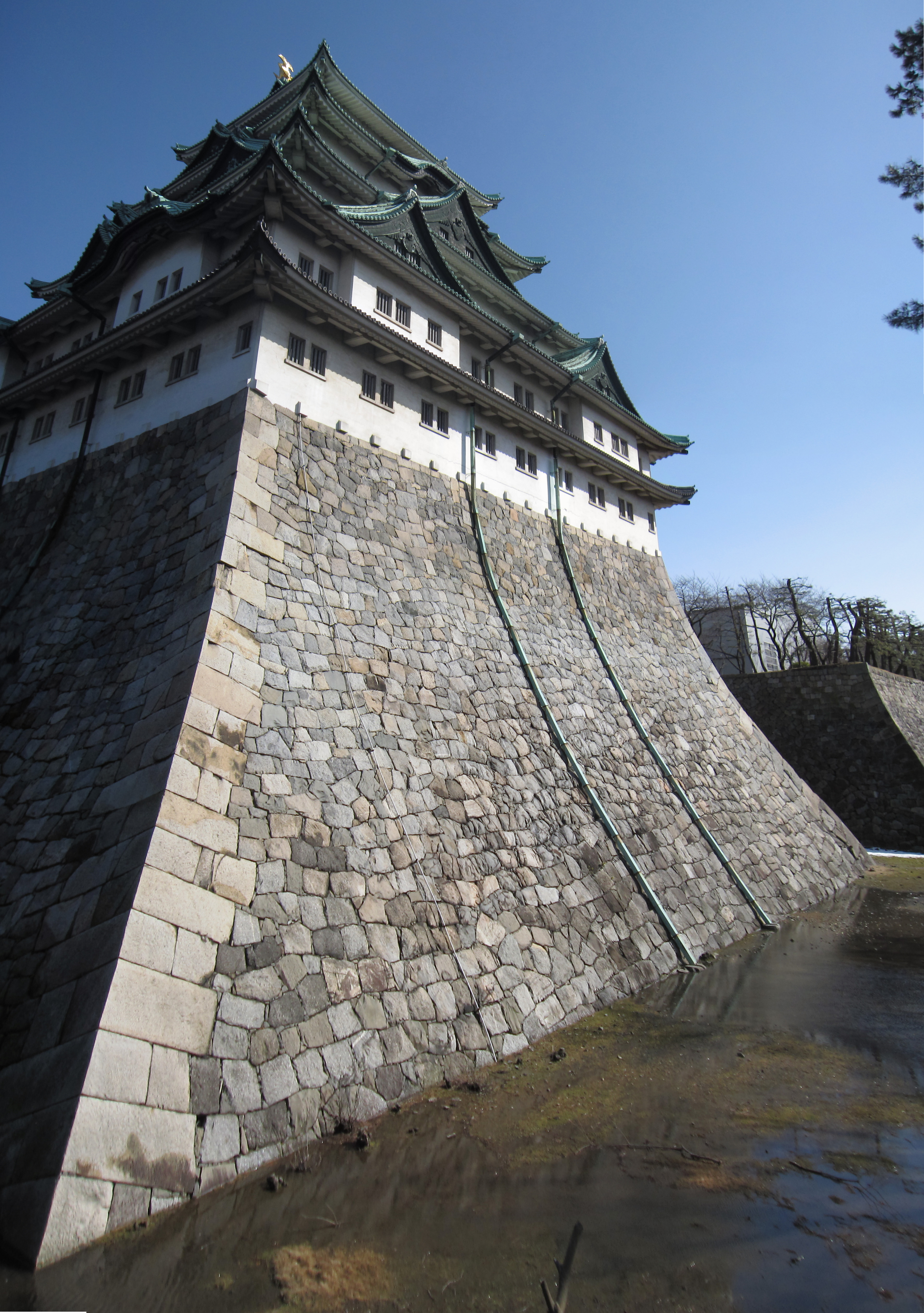
天守台 西面

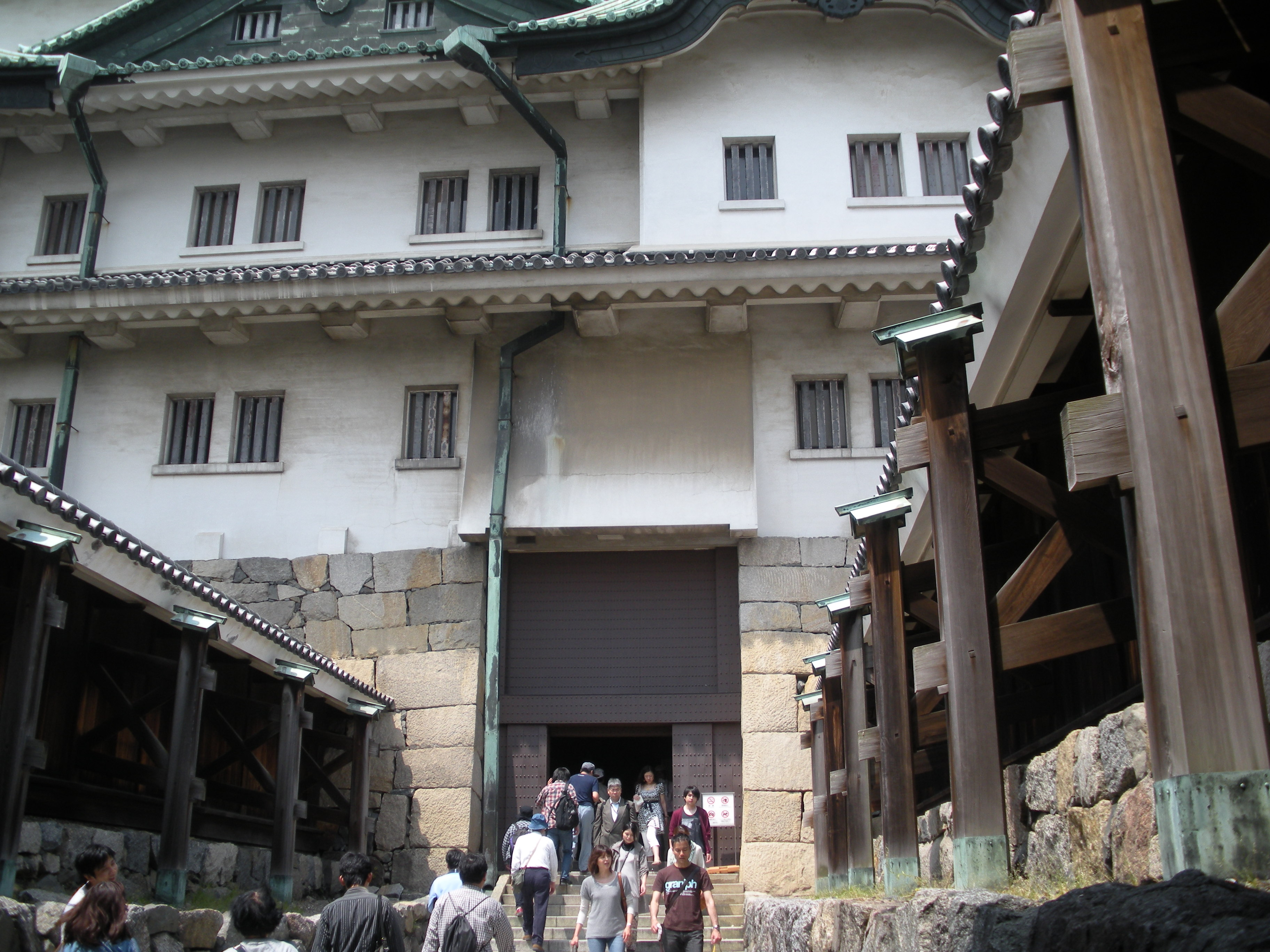
大天守と小天守を結ぶ廊下の内部。屋根は無い
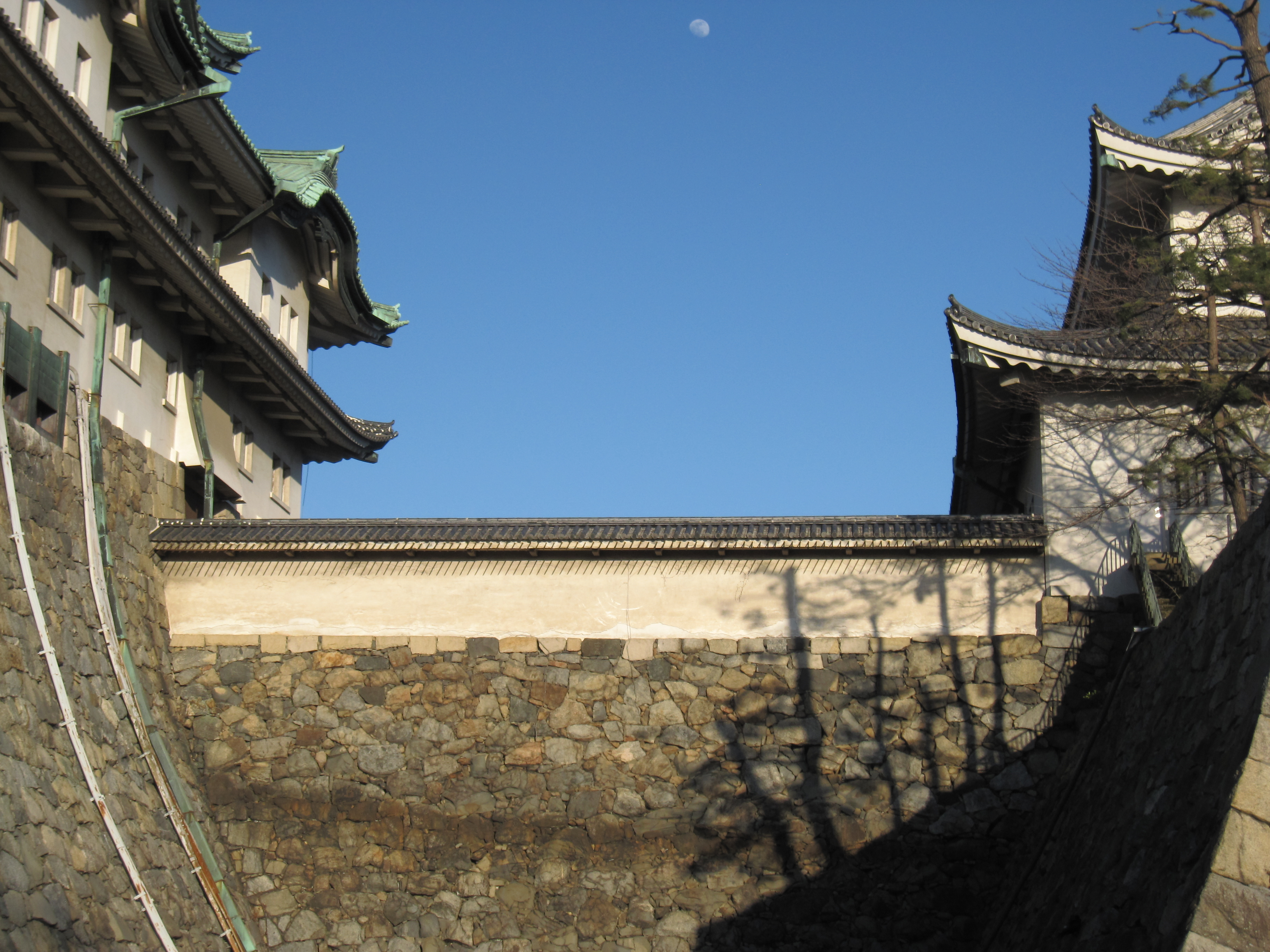
大天守と小天守を結ぶ廊下の外側
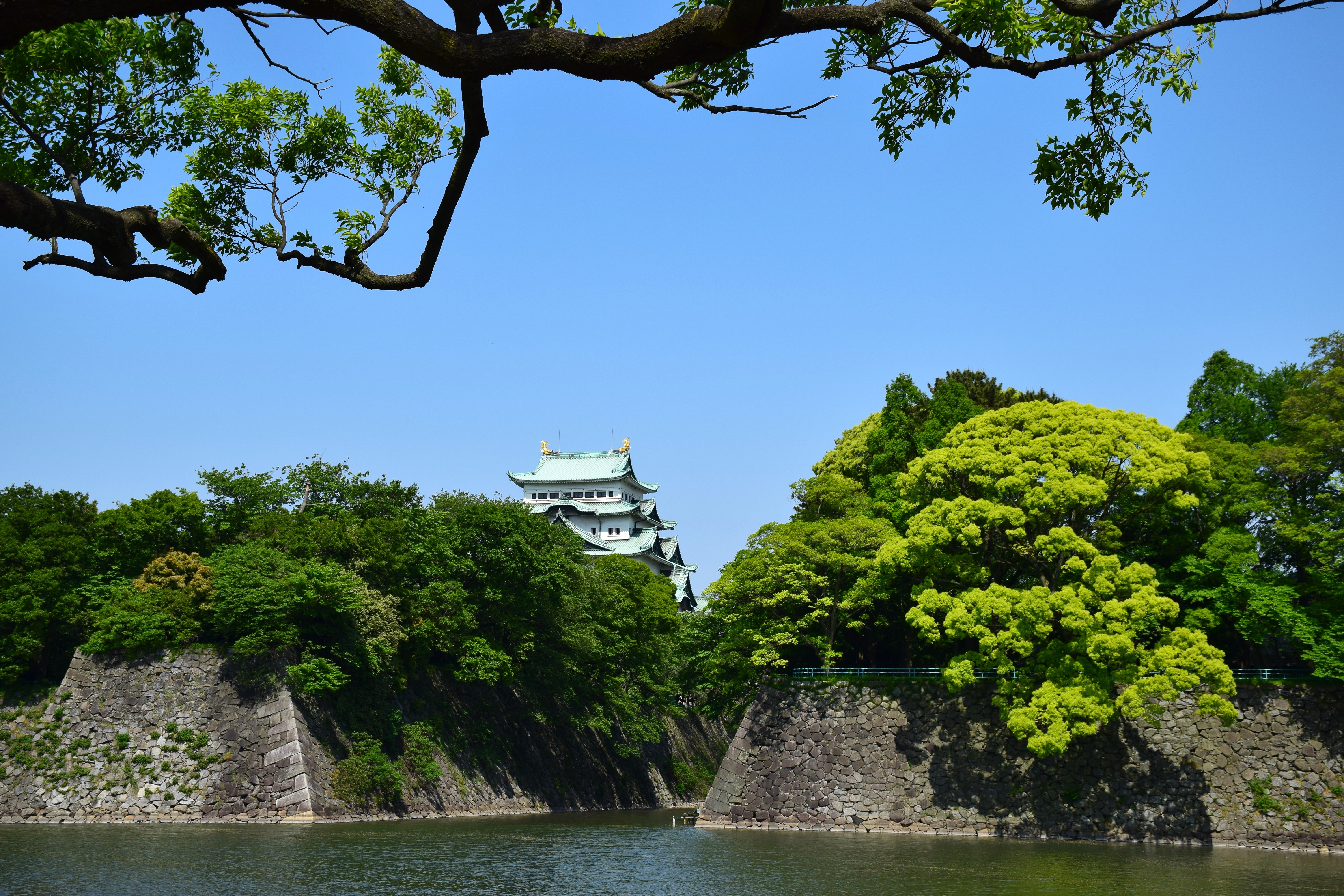
天守と「鵜の首」
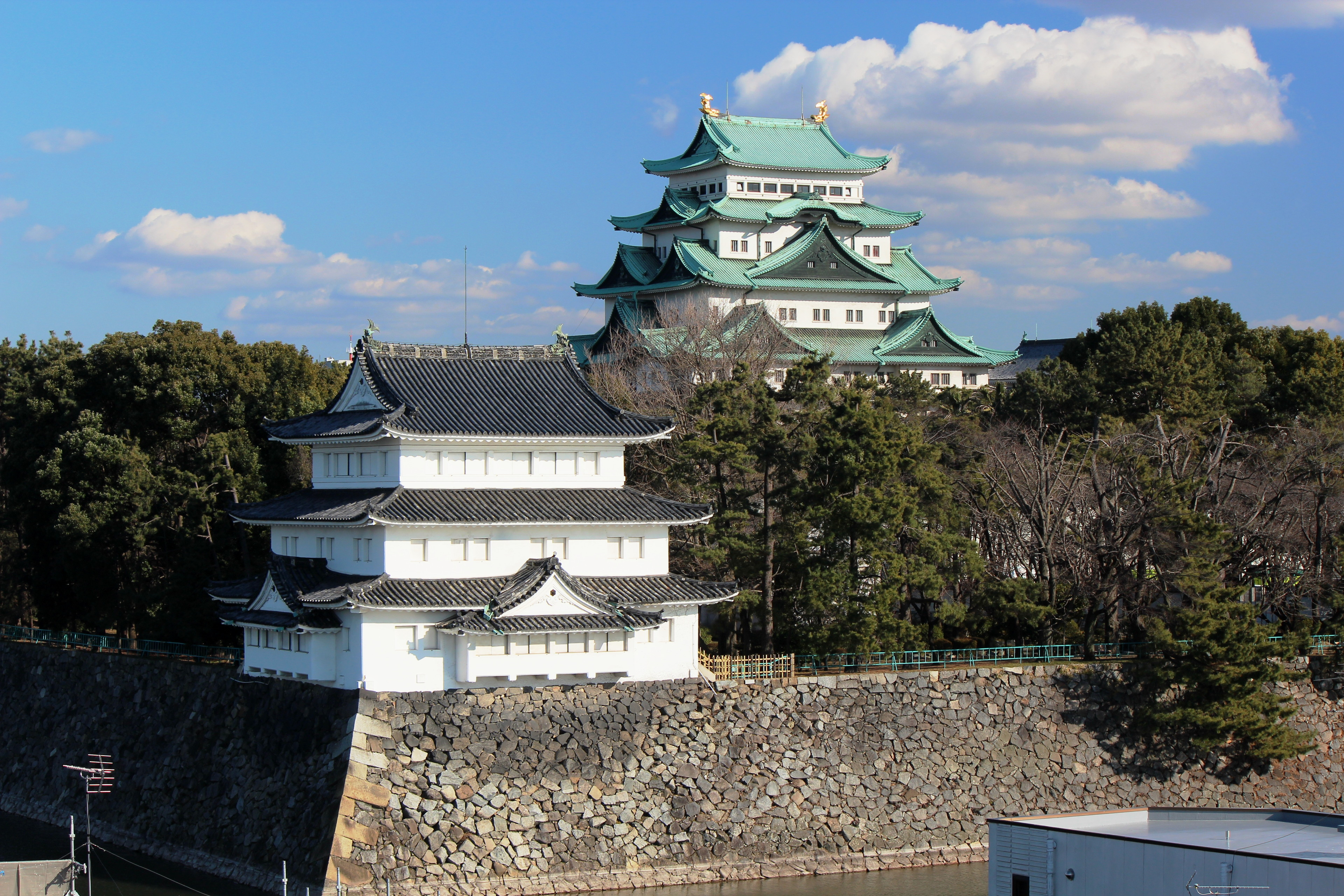
天守と御深井丸 西北隅櫓
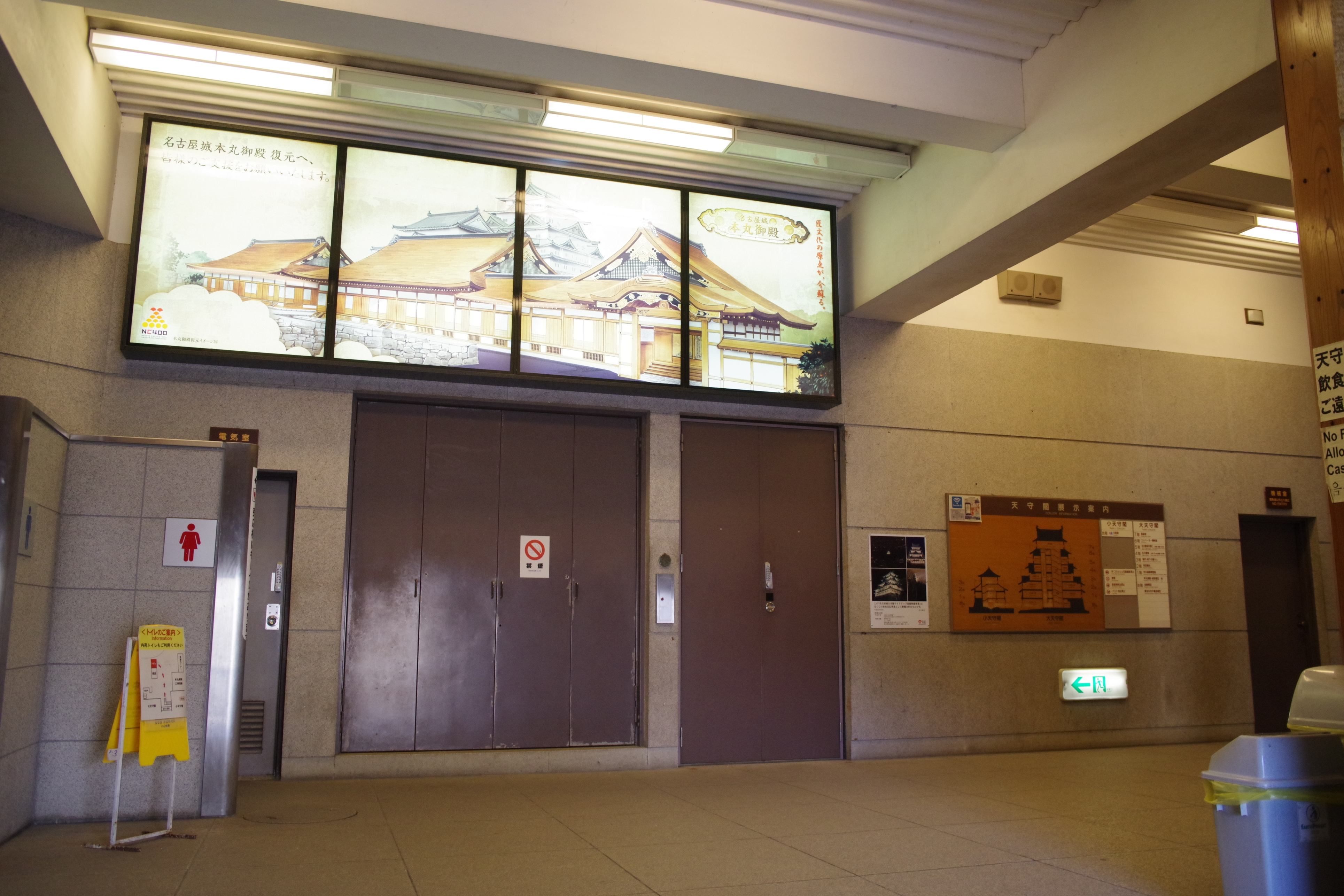
大天守と小天守を結ぶ廊下の内部。屋根は無い
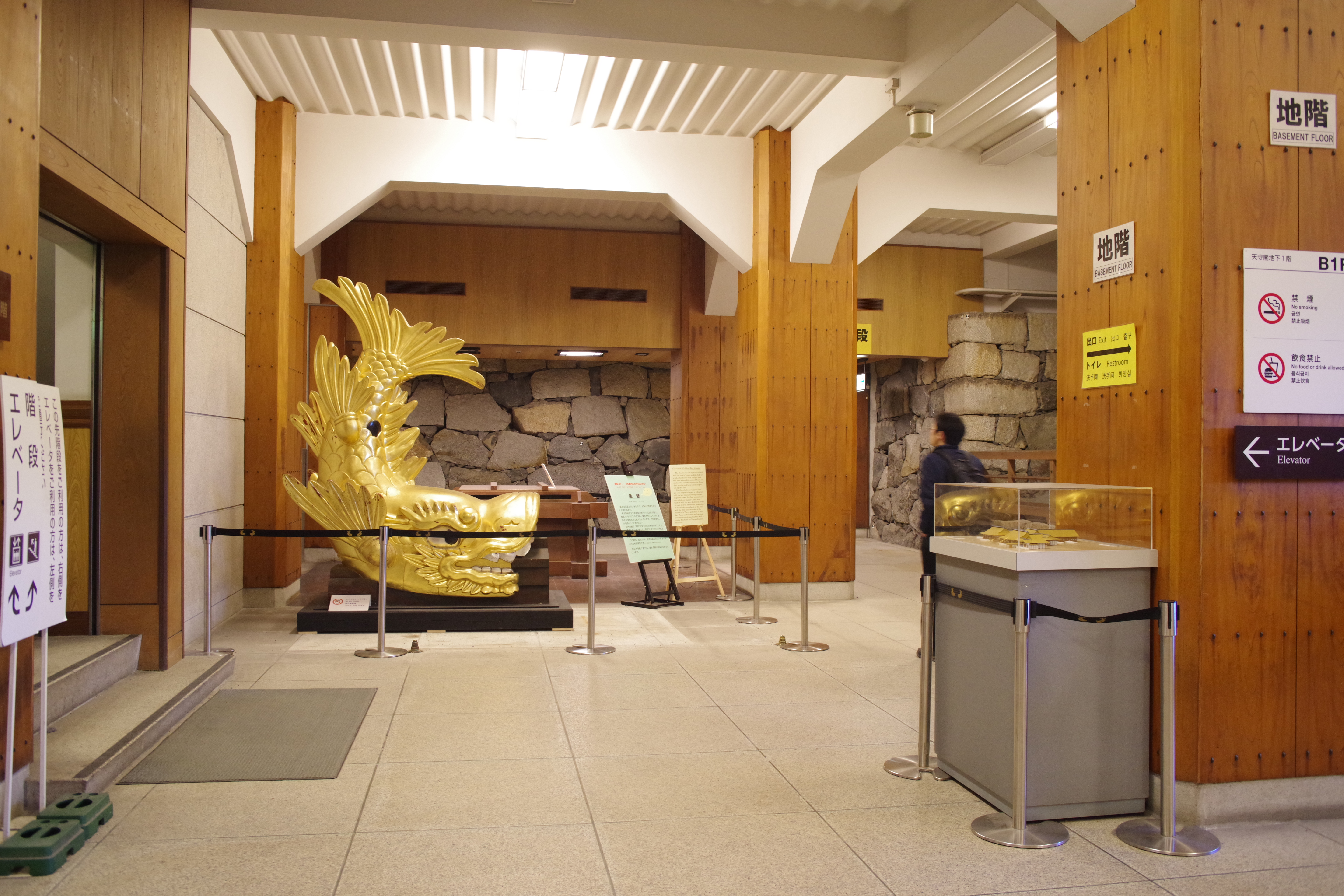
大天守と小天守を結ぶ廊下の外側
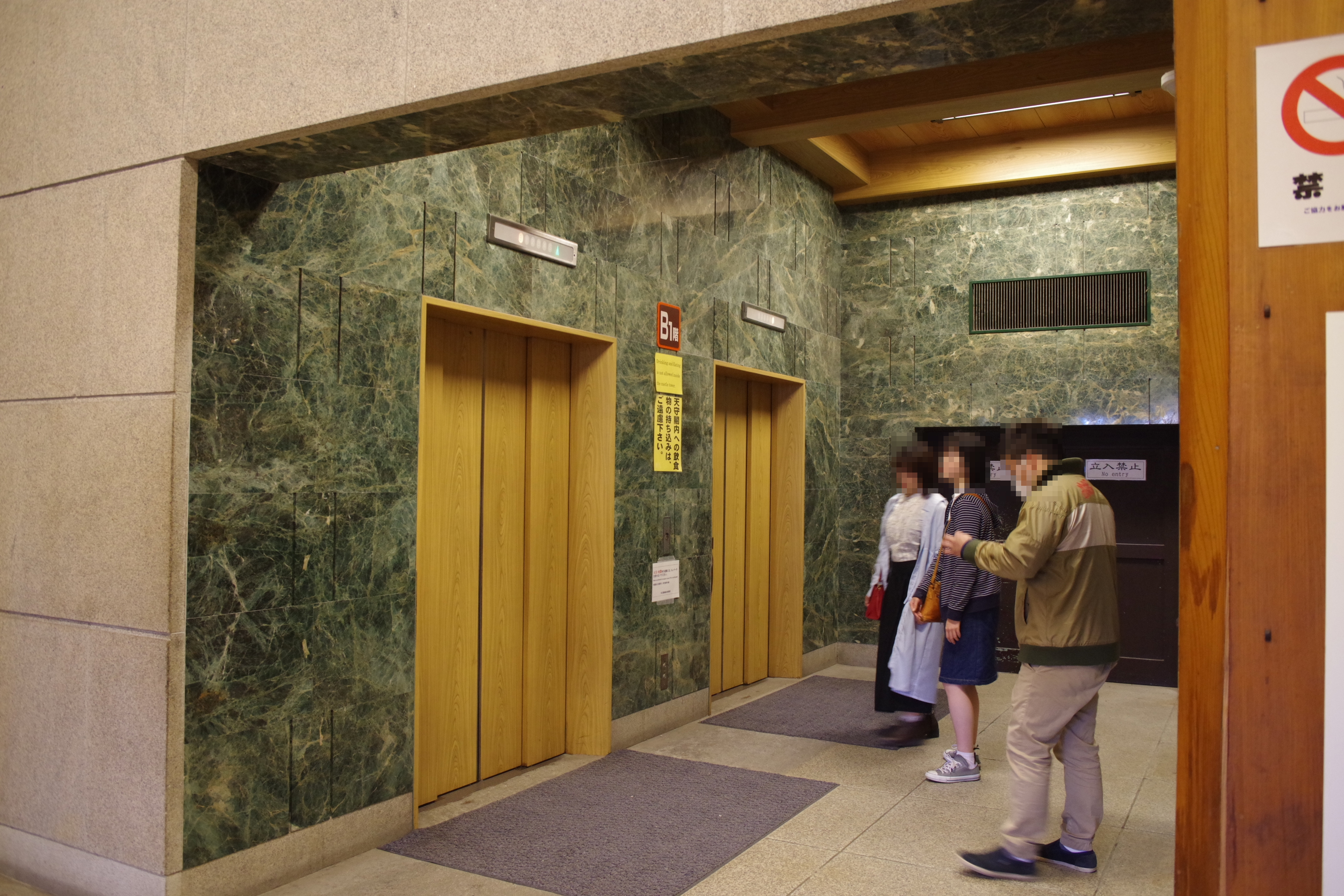
大天守地階エレベーター入口
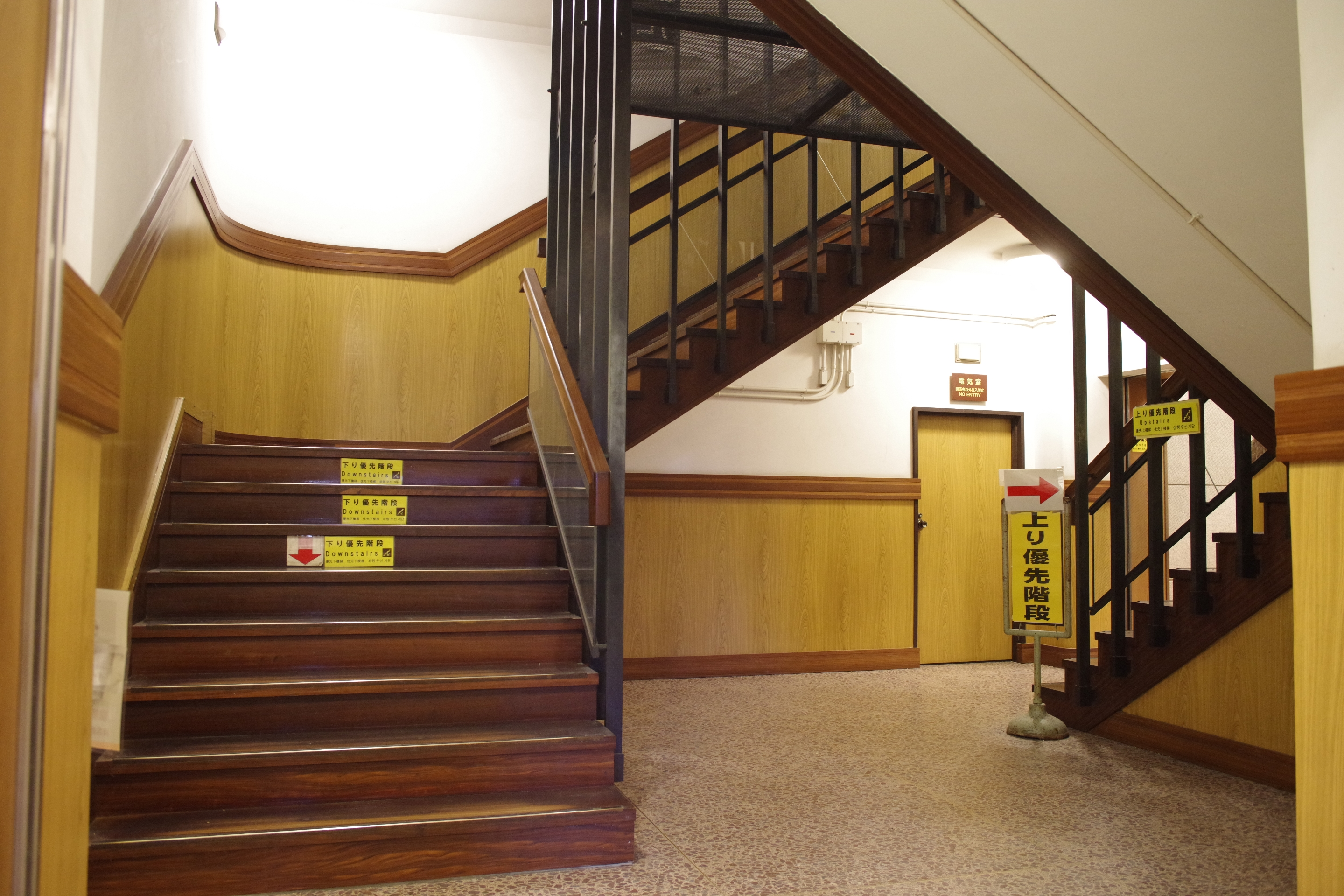
大天守地階
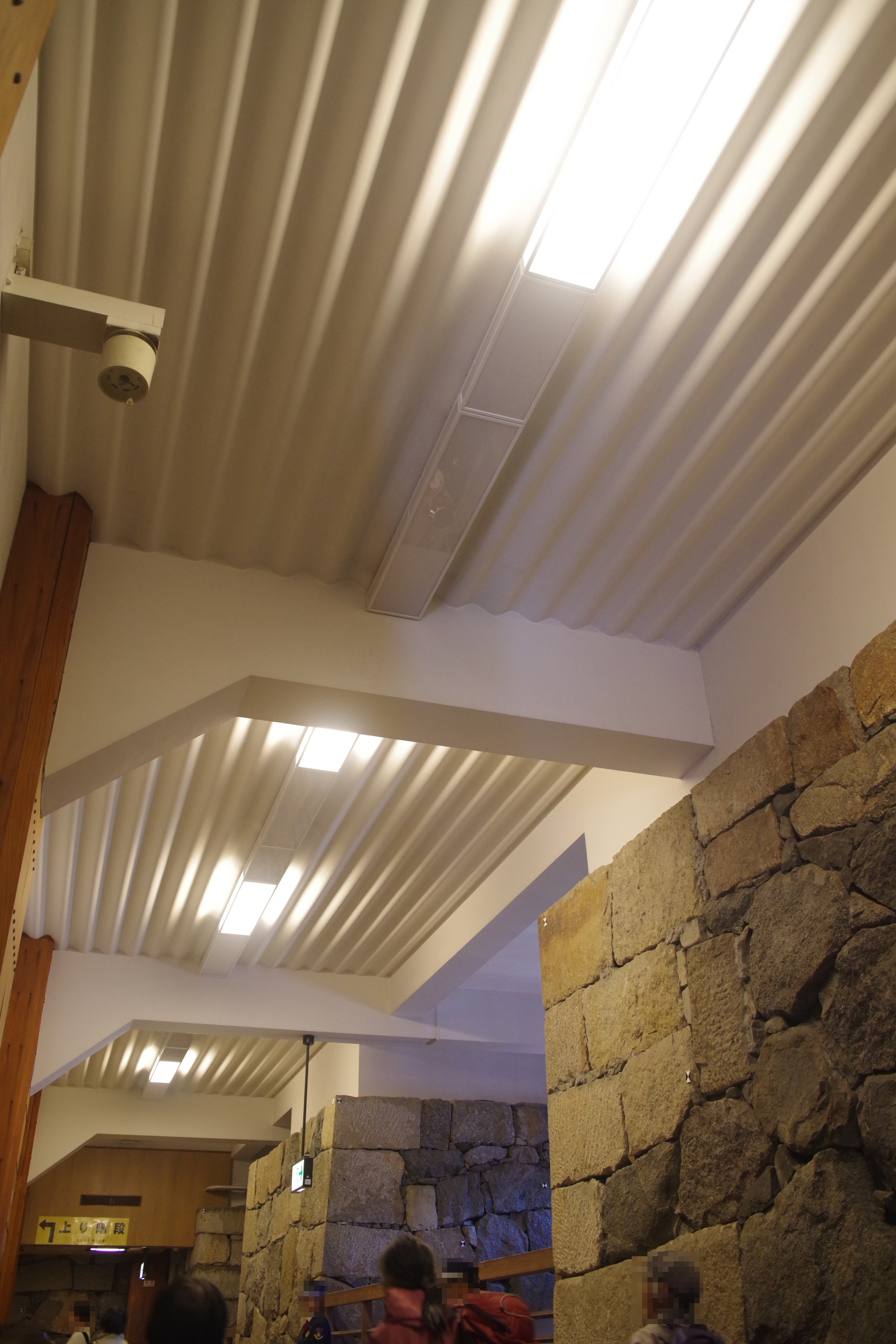
大天守地階
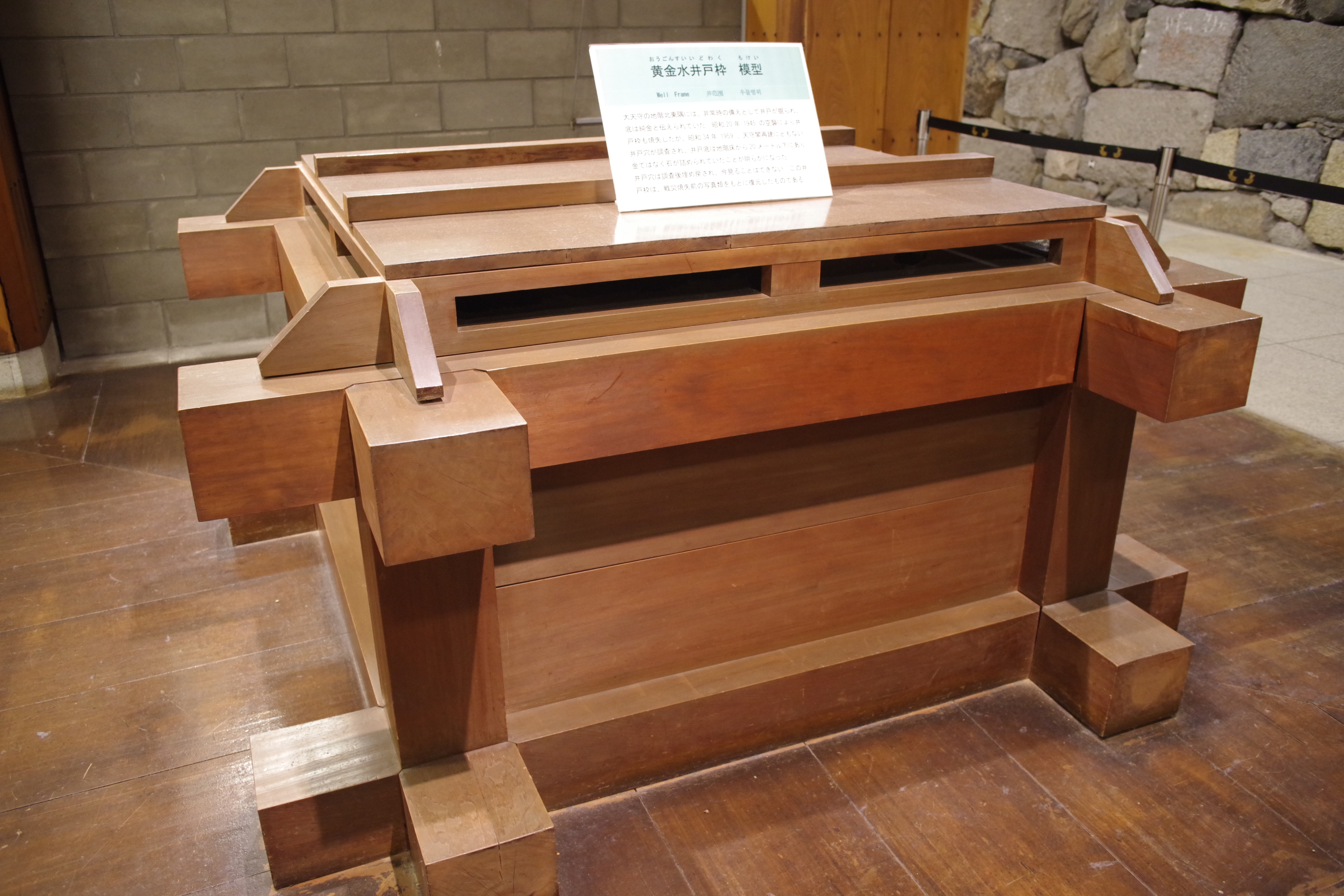
大天守地階
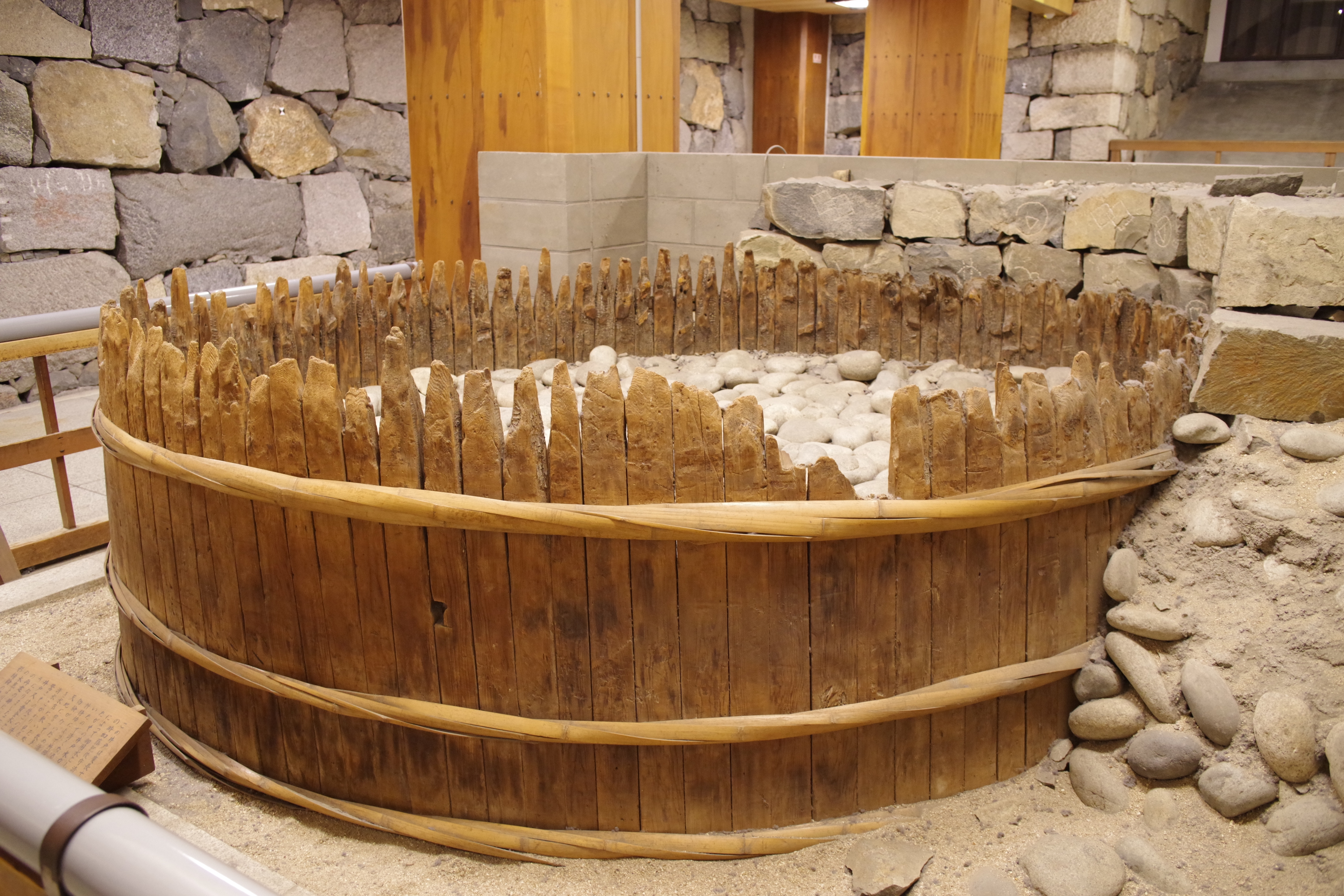
大天守地階
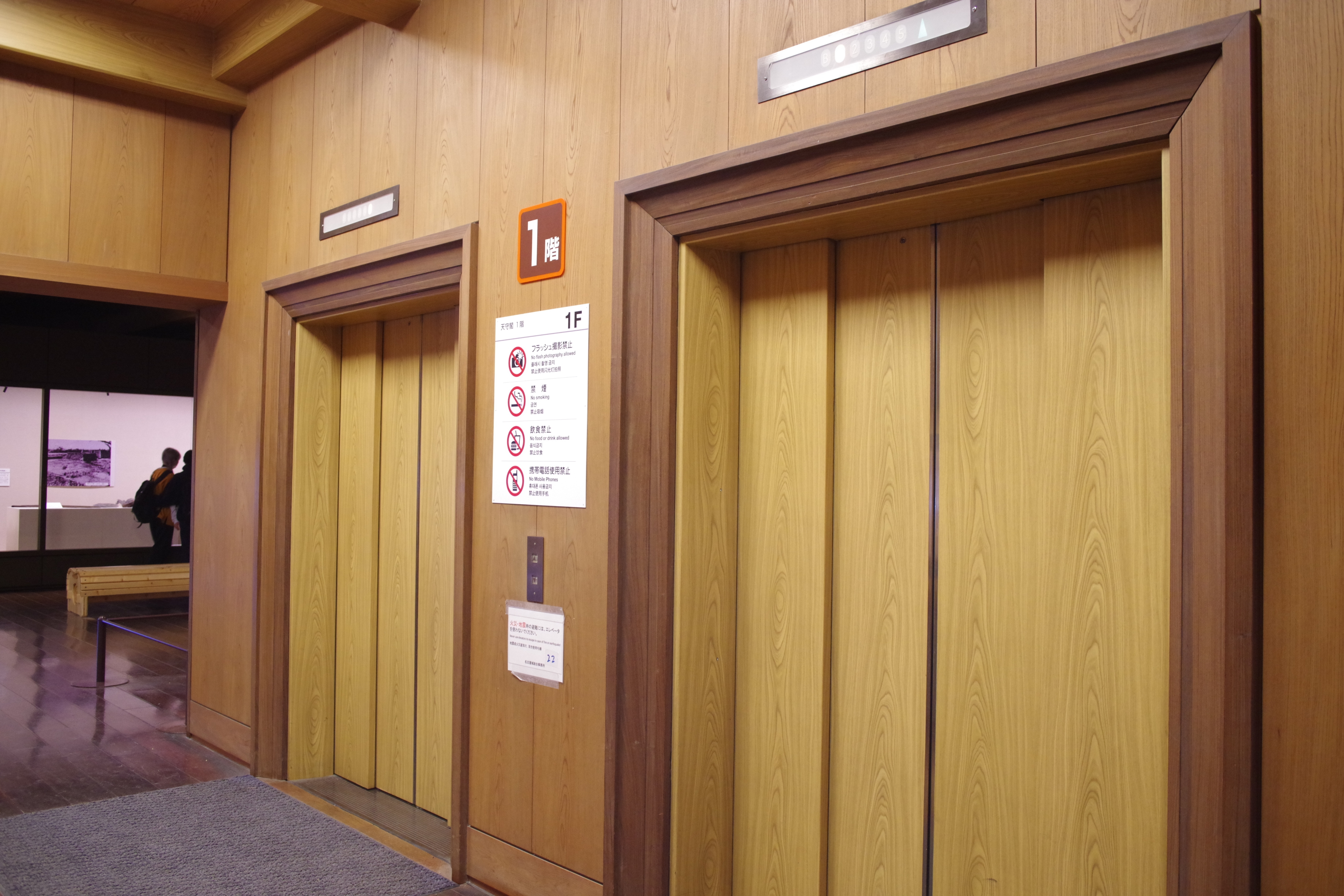
大天守1階
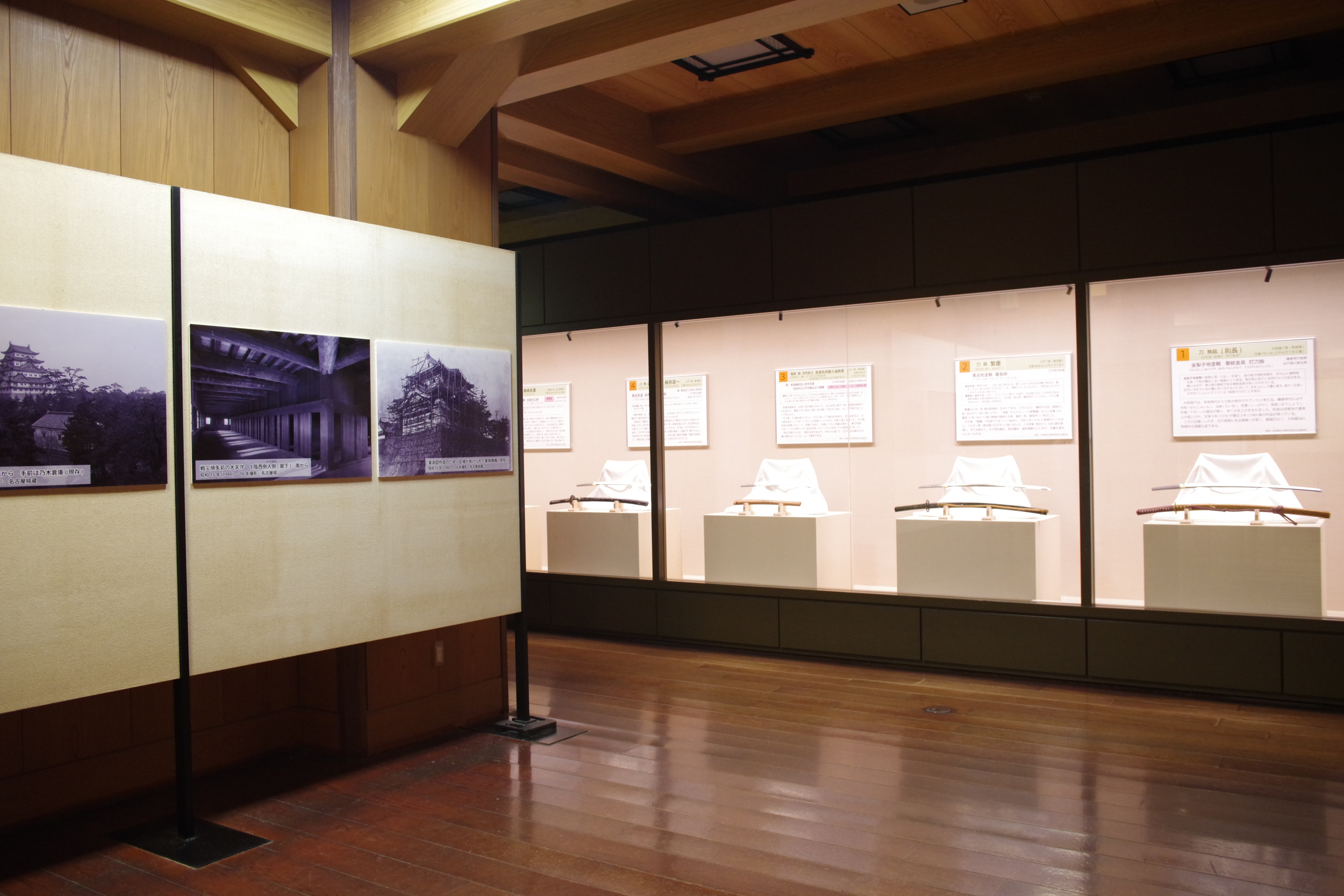
大天守1階
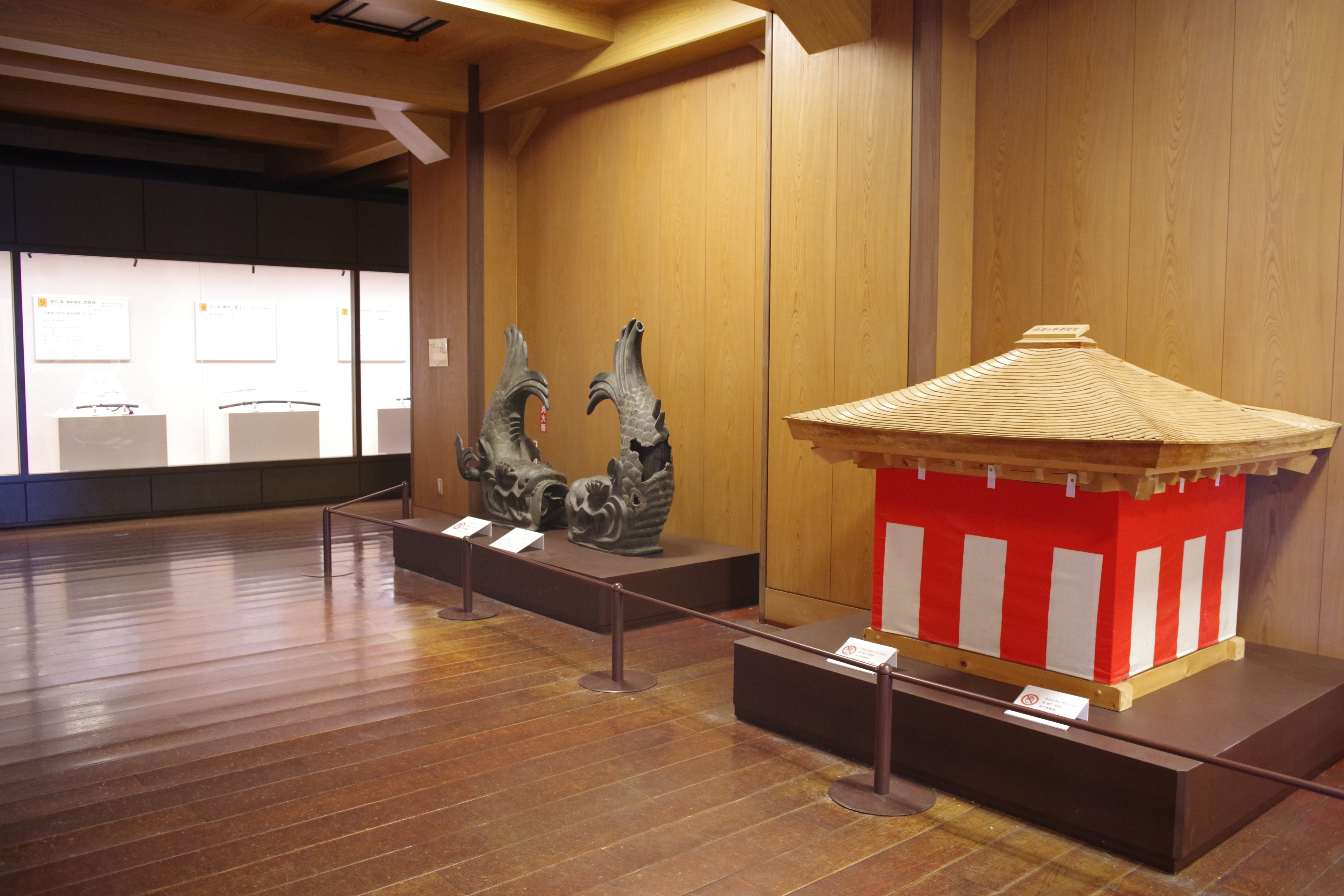
大天守1階
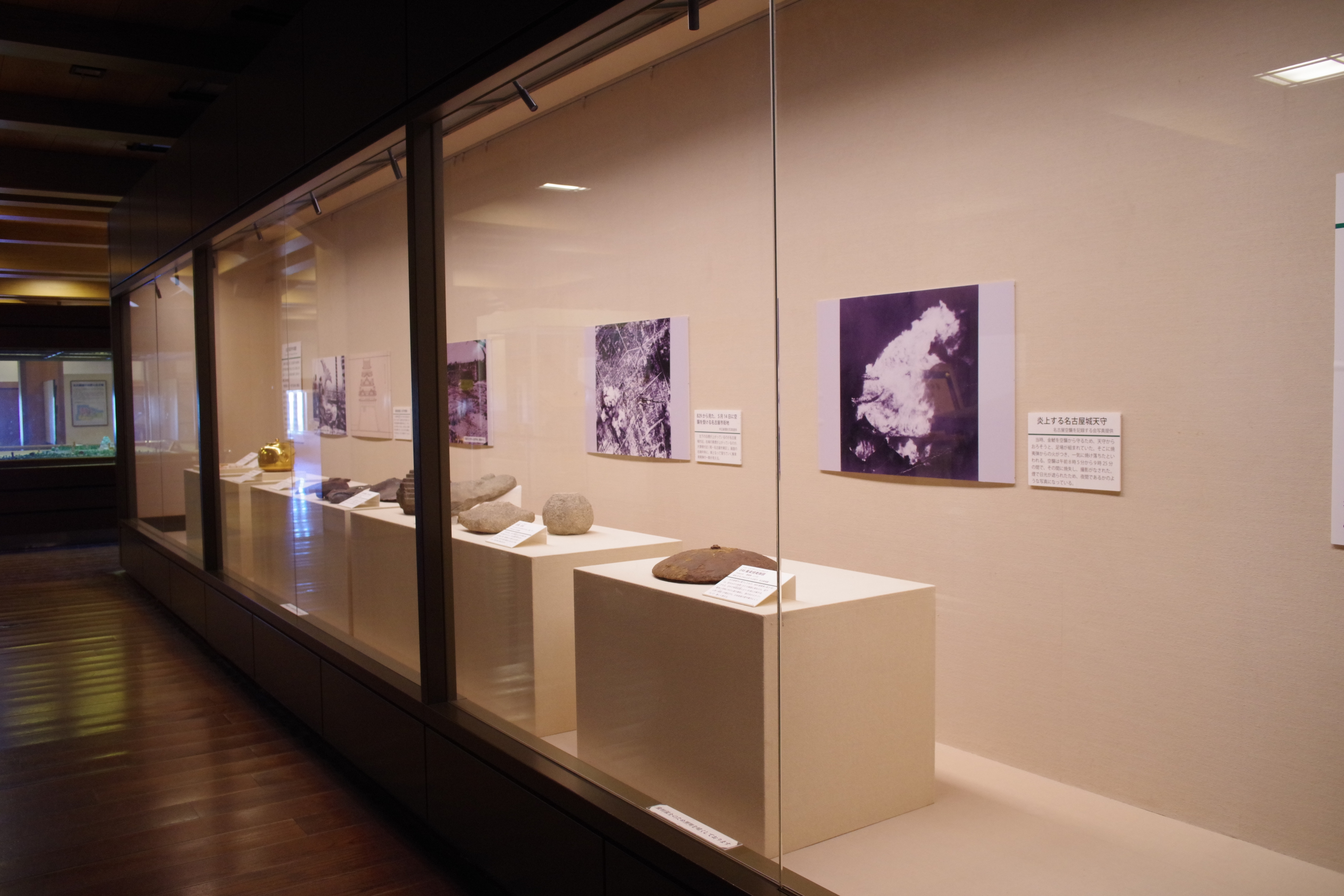
大天守1階
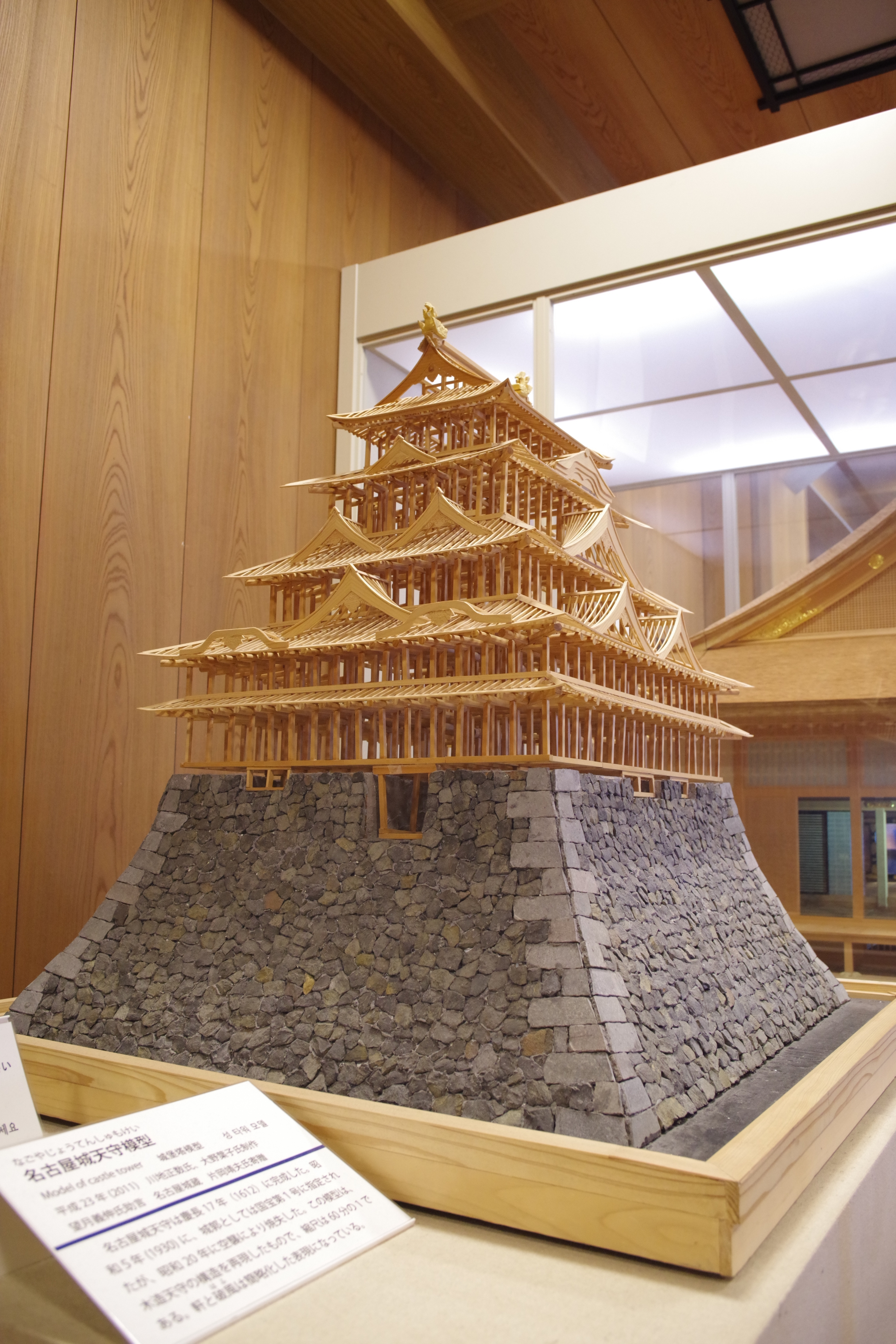
大天守1階
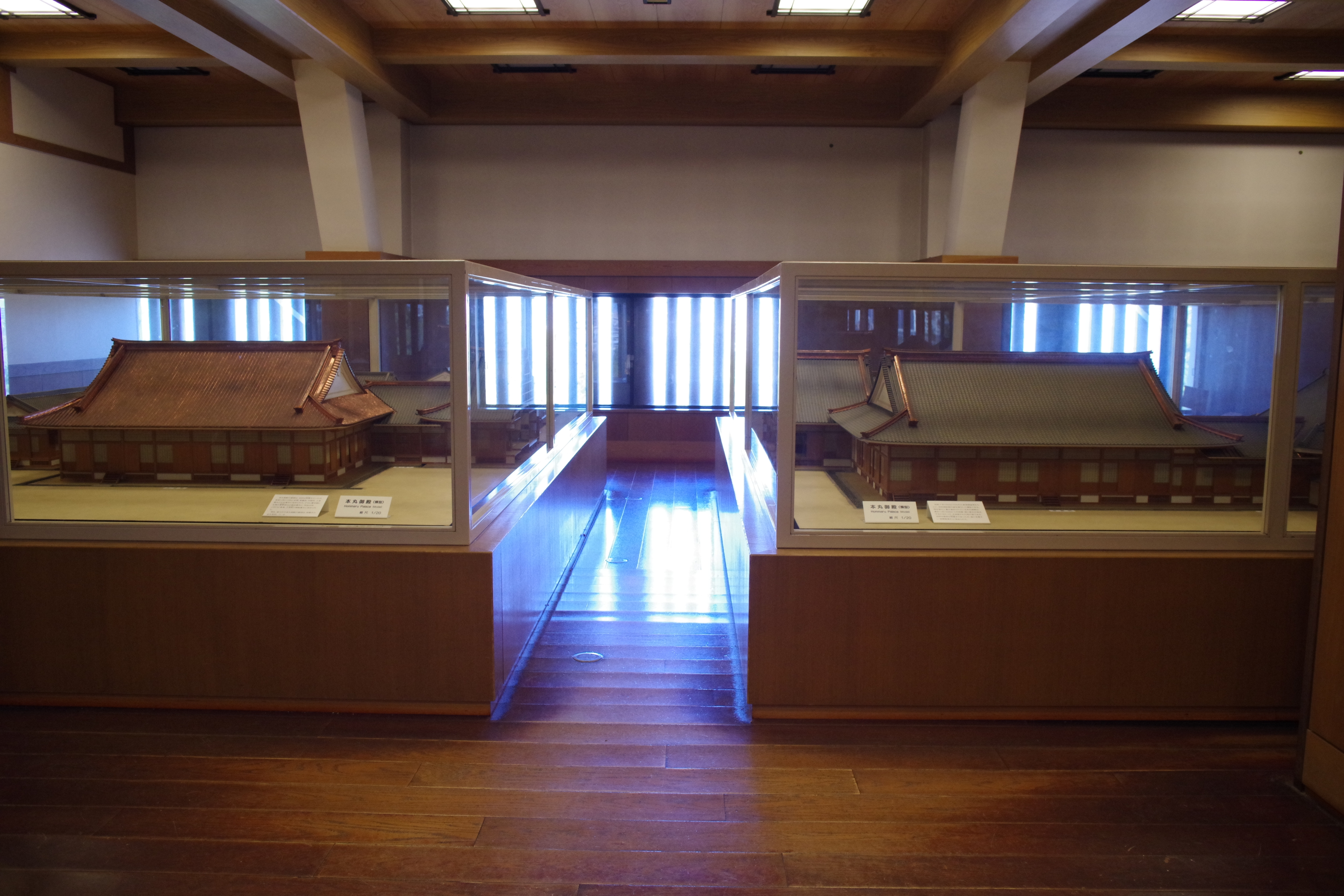
大天守1階
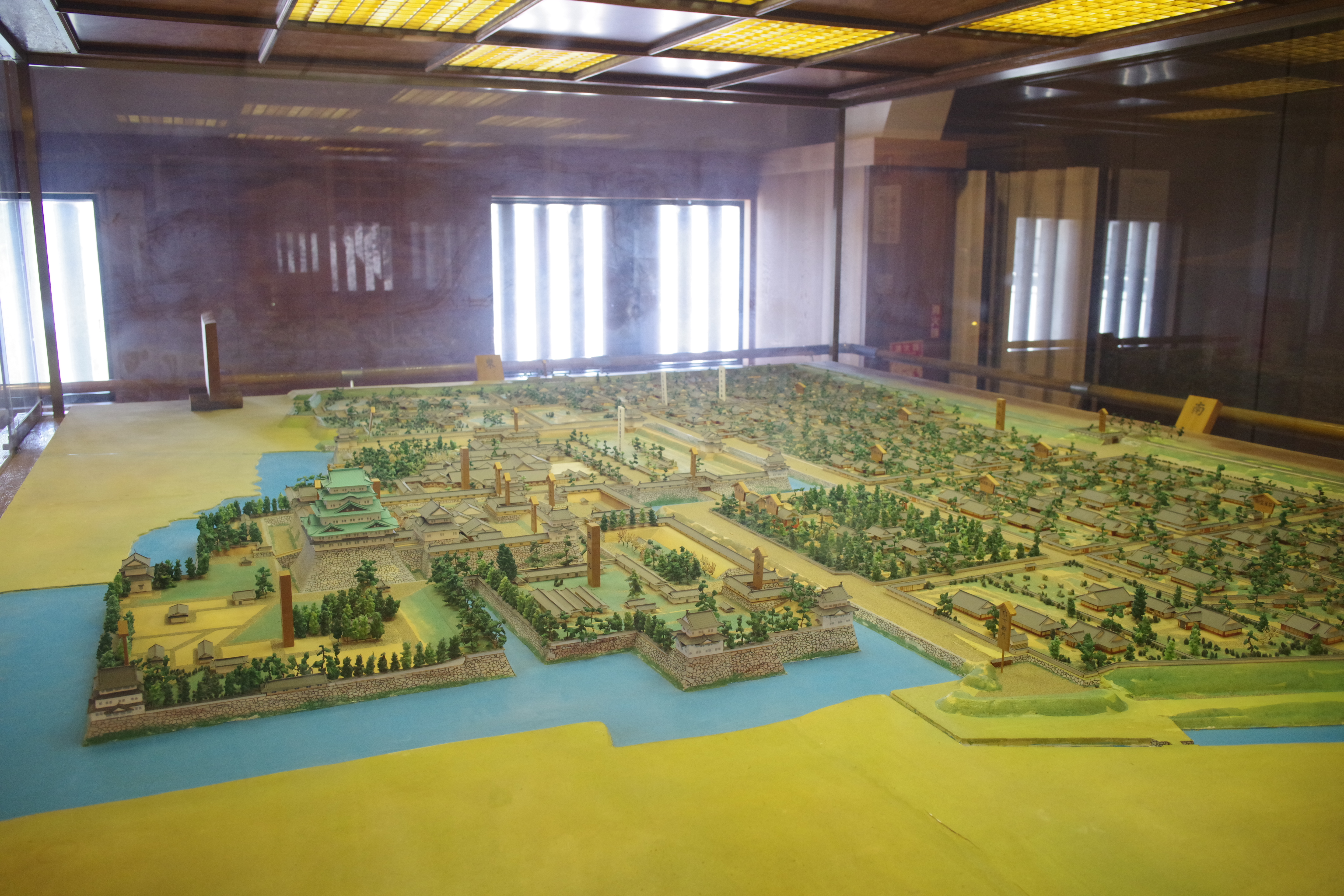
大天守1階
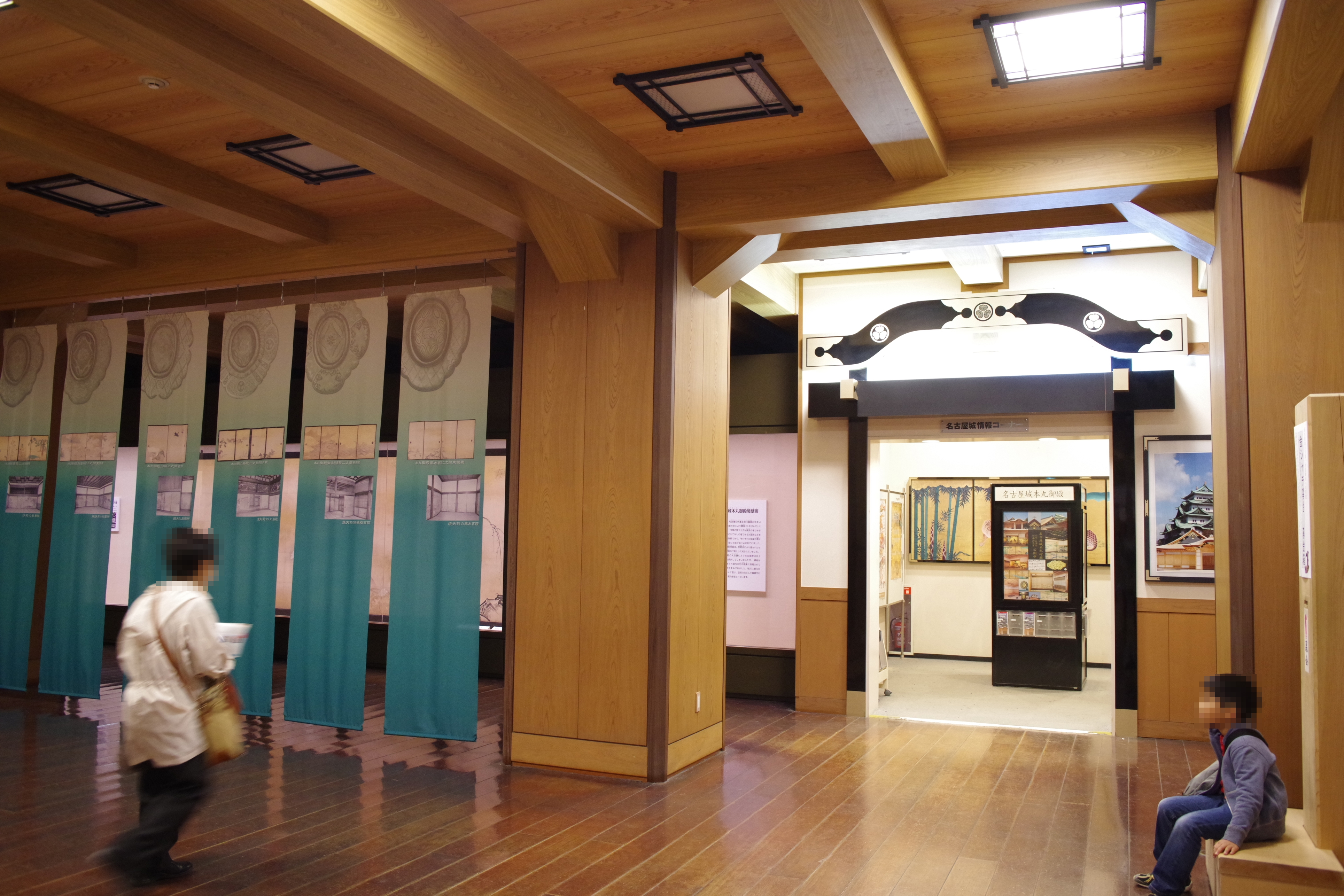
大天守1階
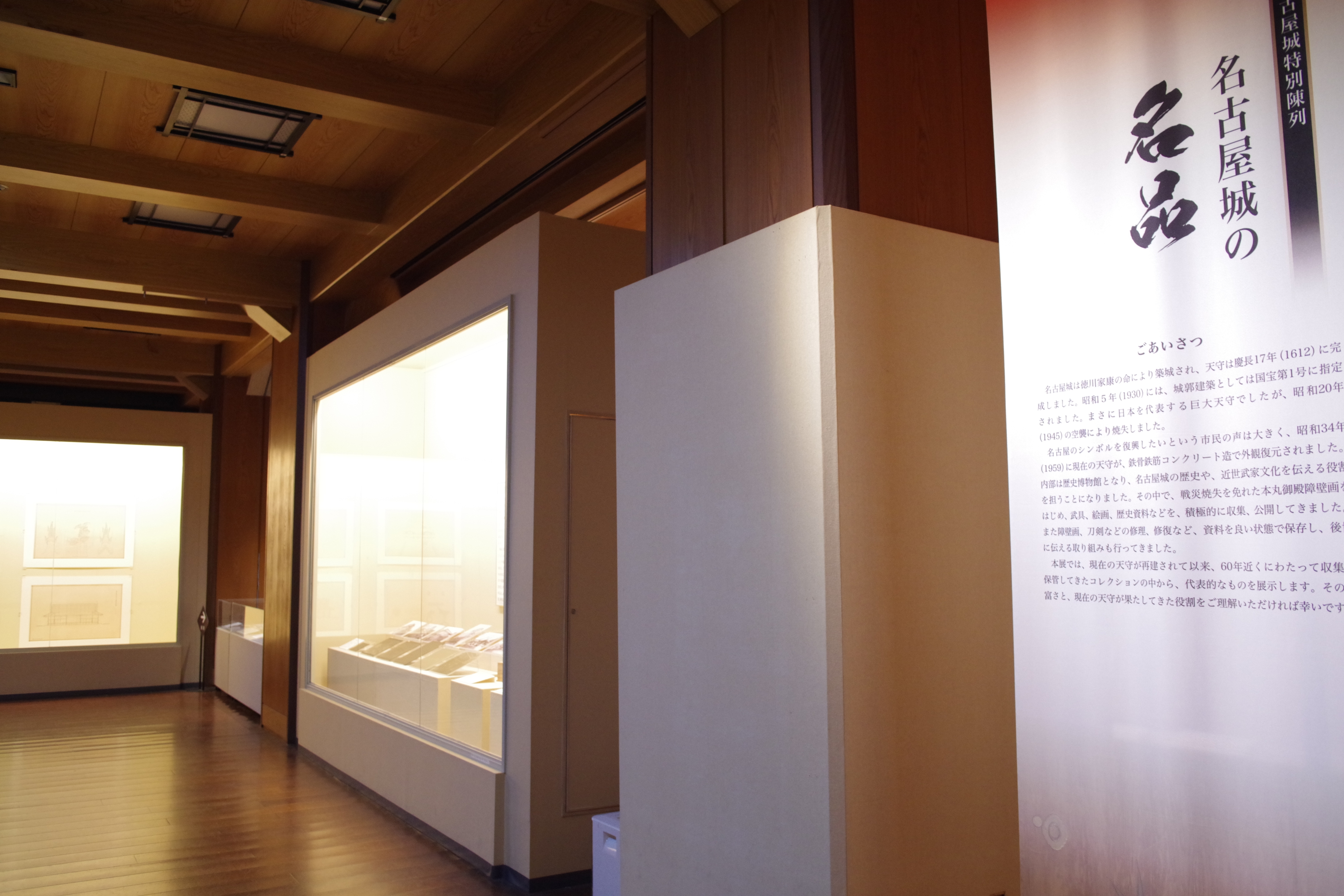
大天守2階
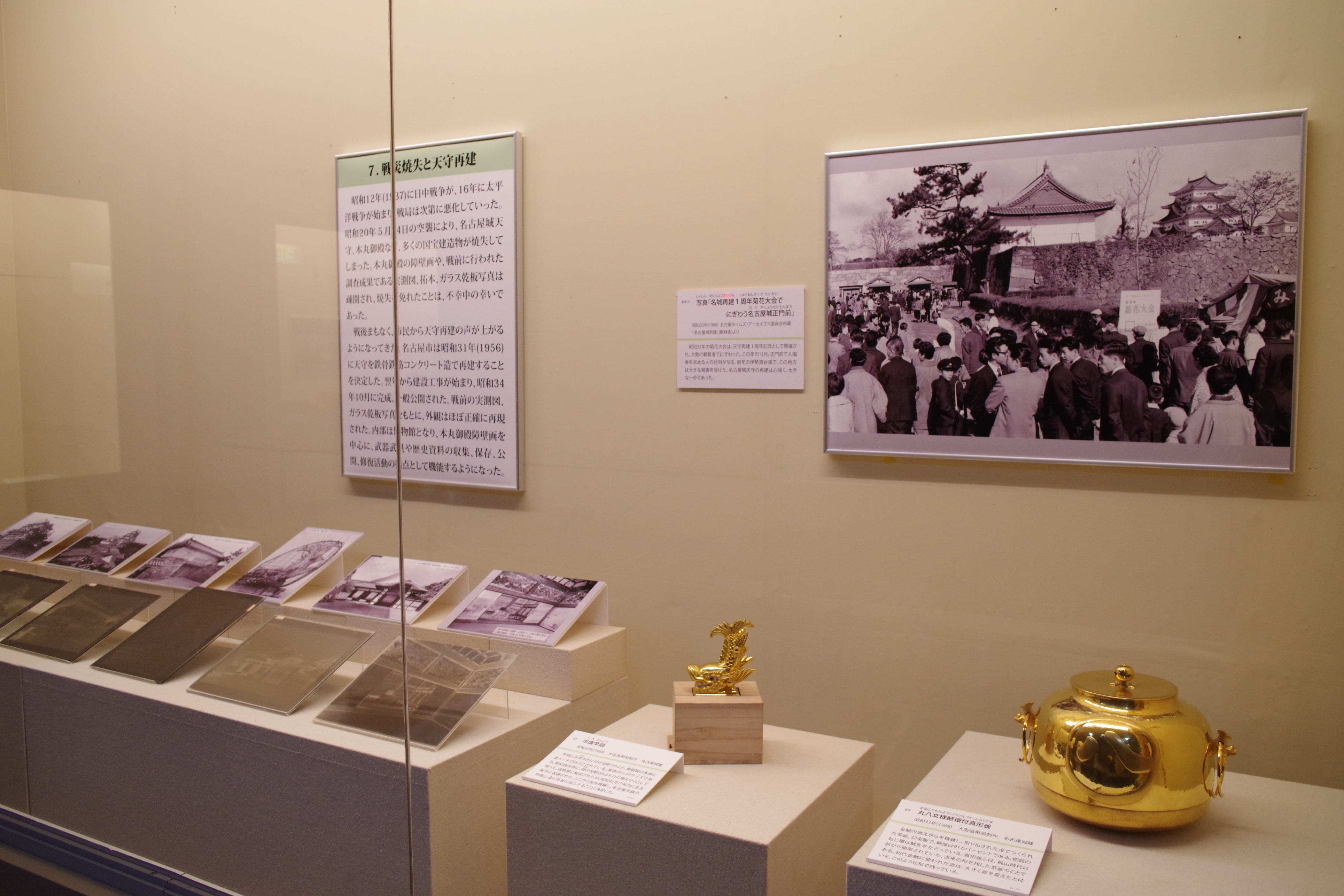
大天守2階
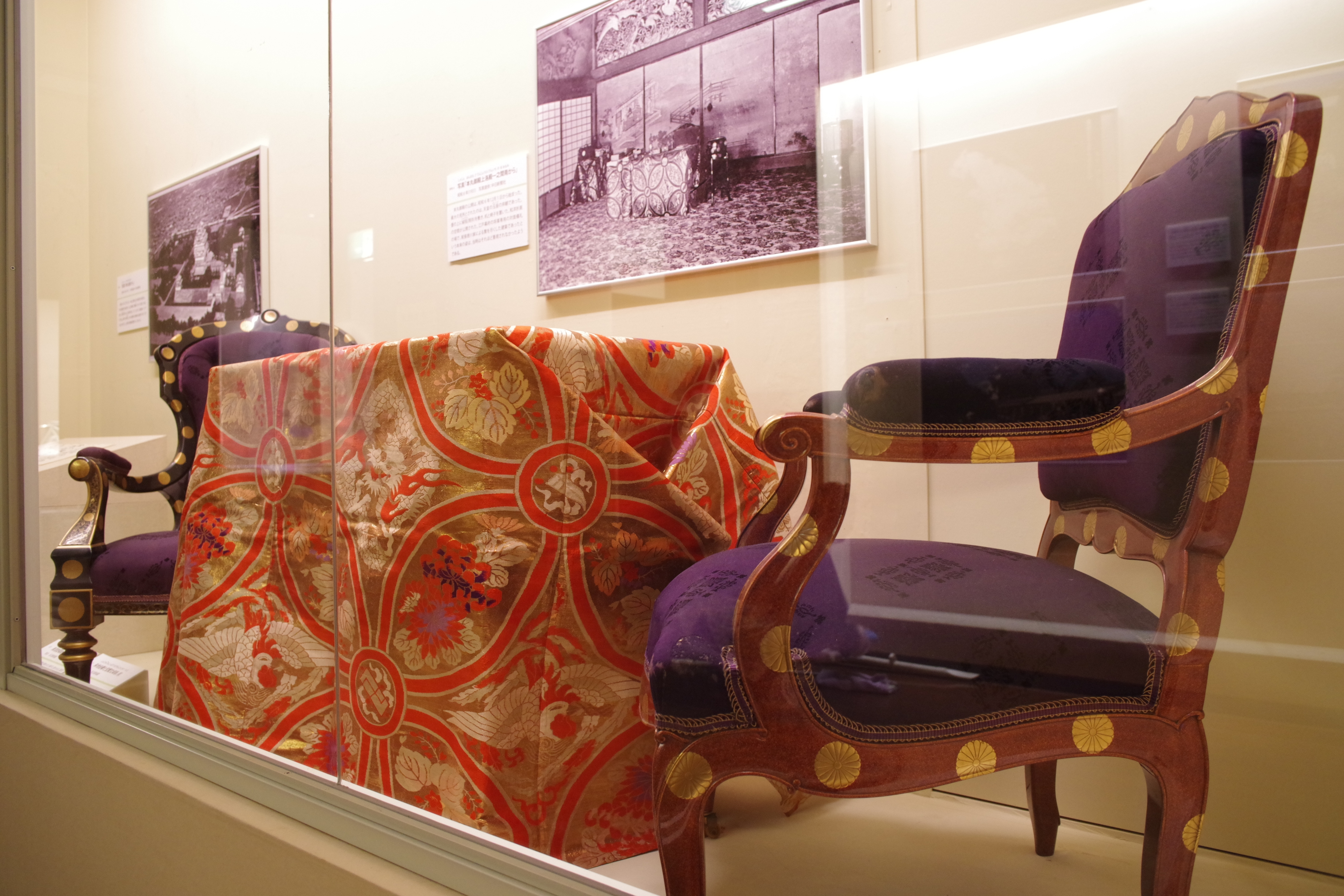
大天守2階
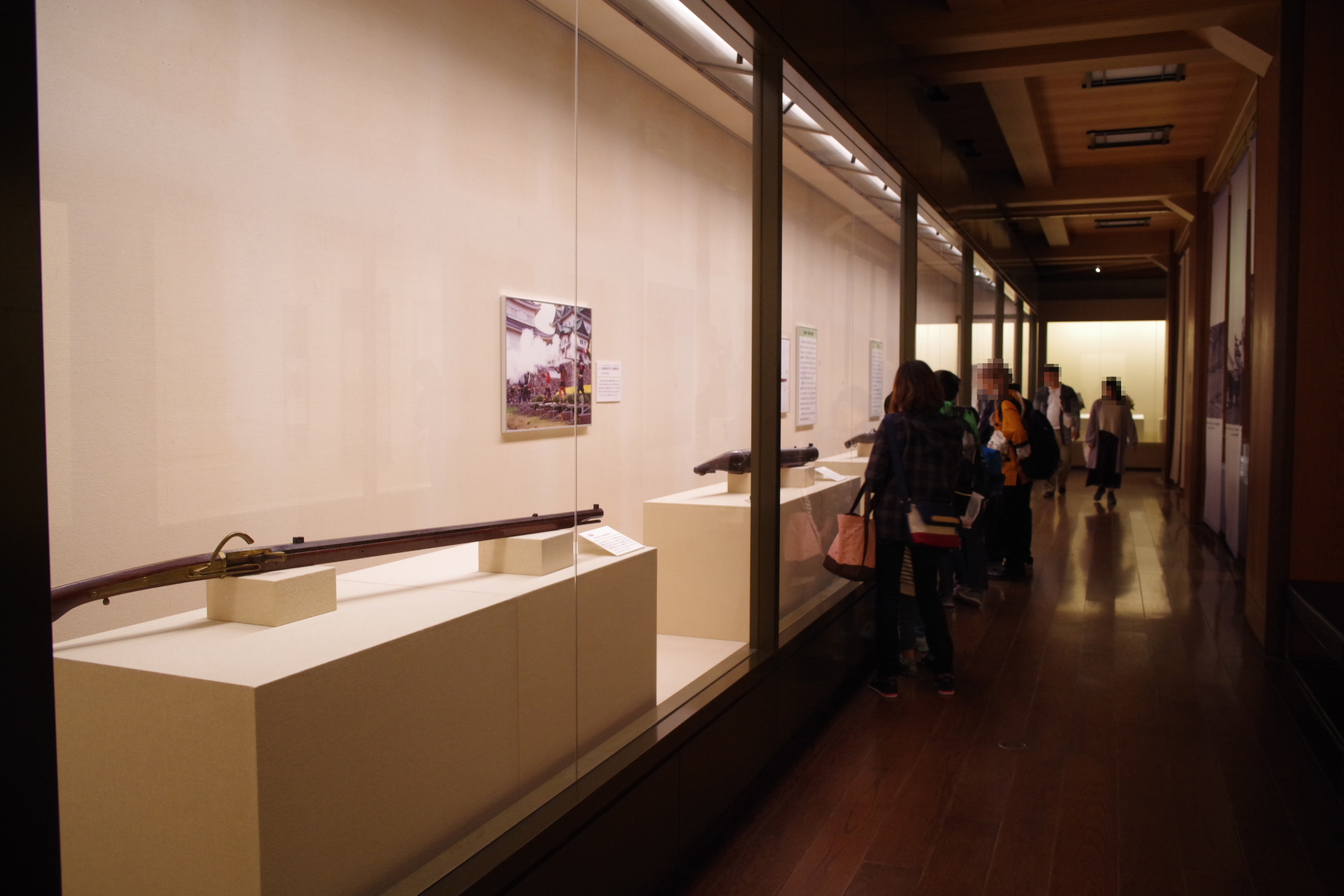
大天守2階
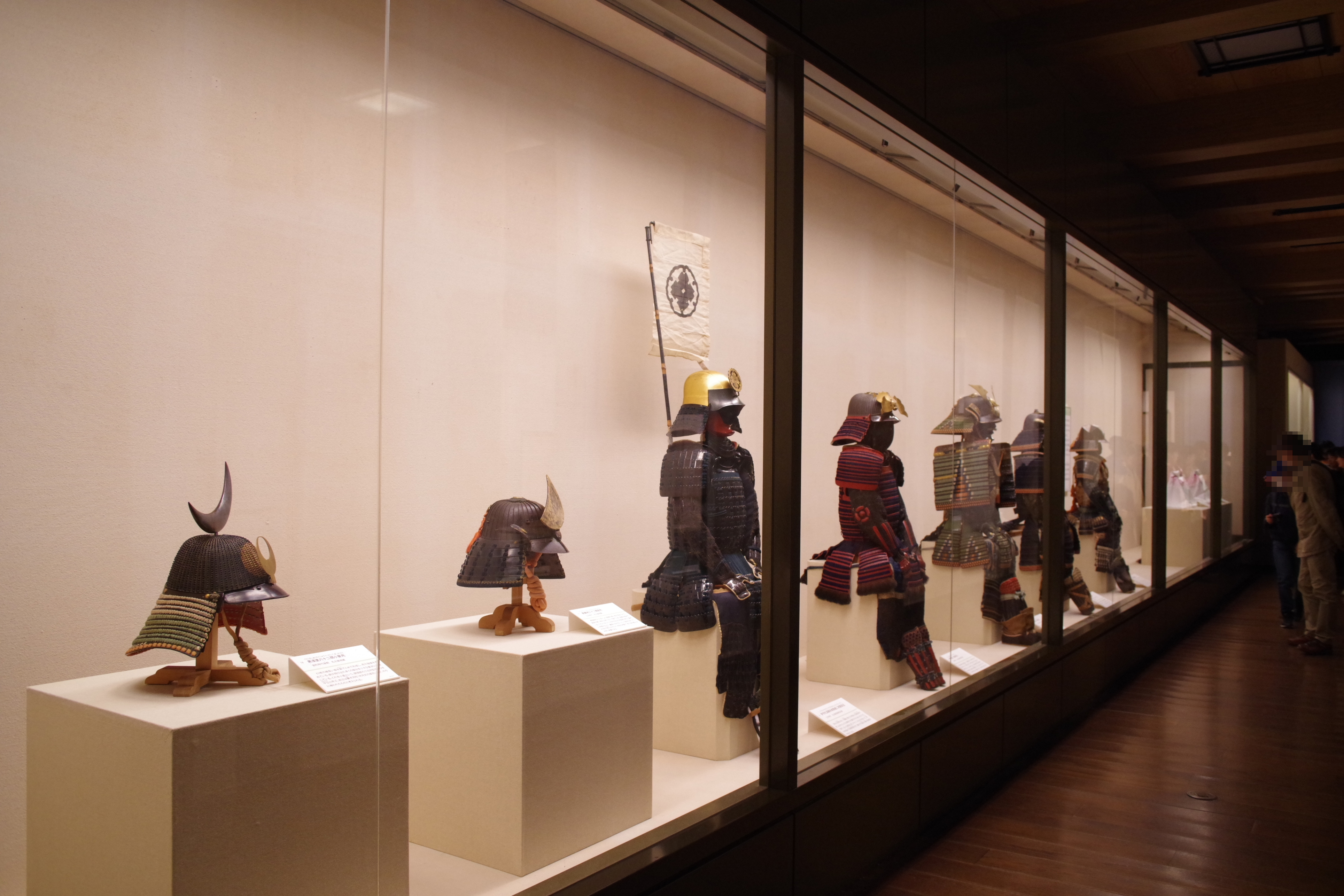
大天守2階
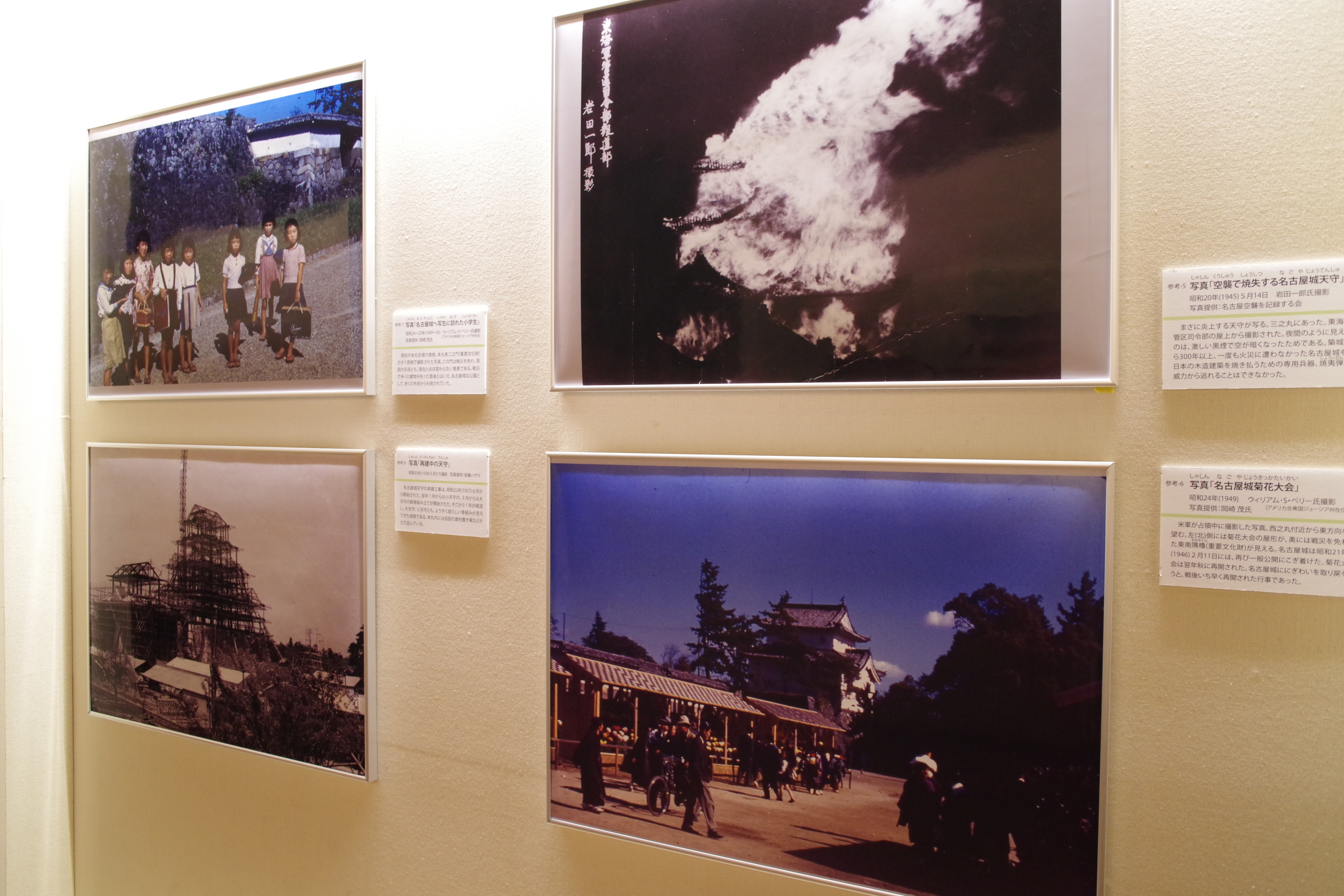
大天守2階
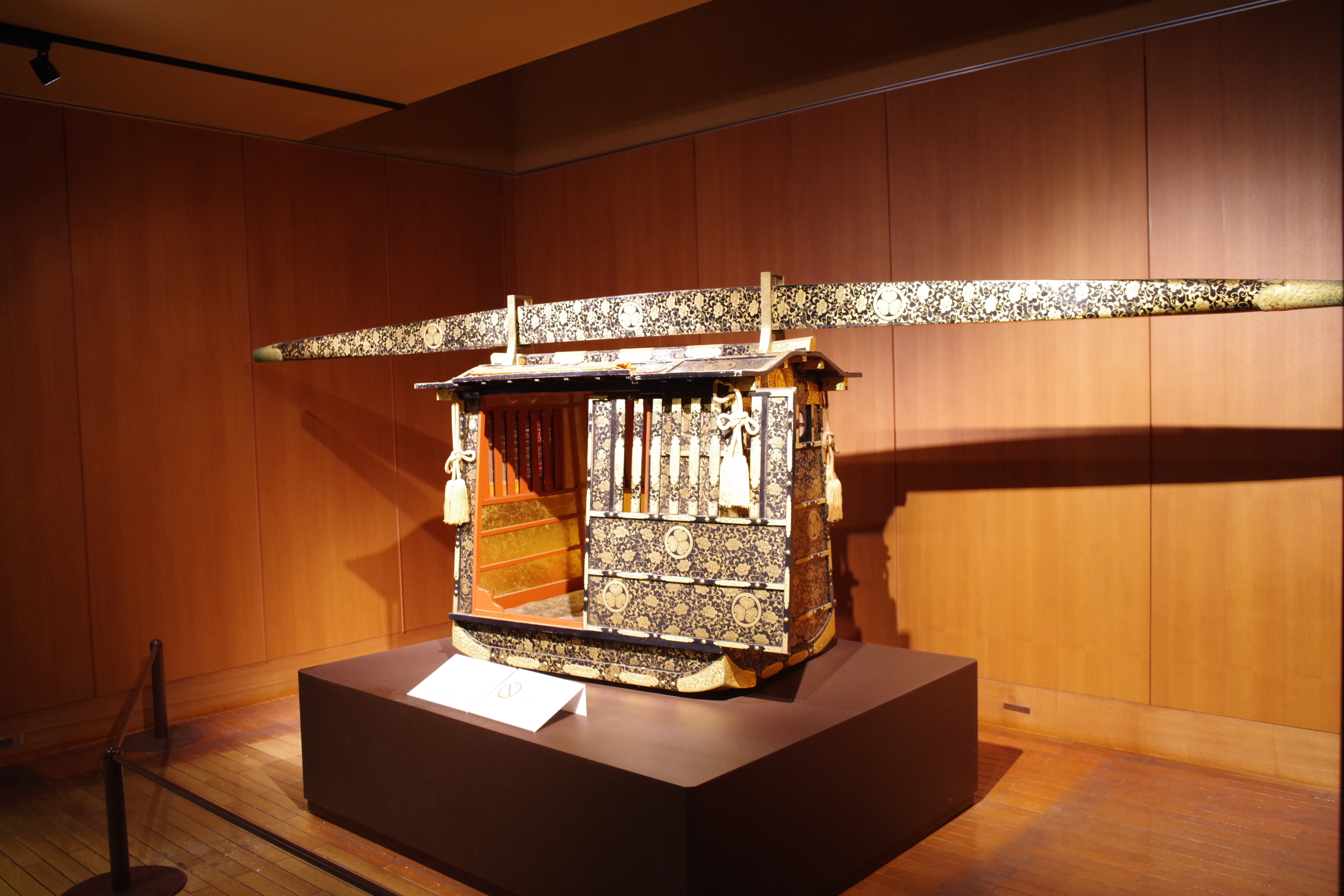
大天守3階
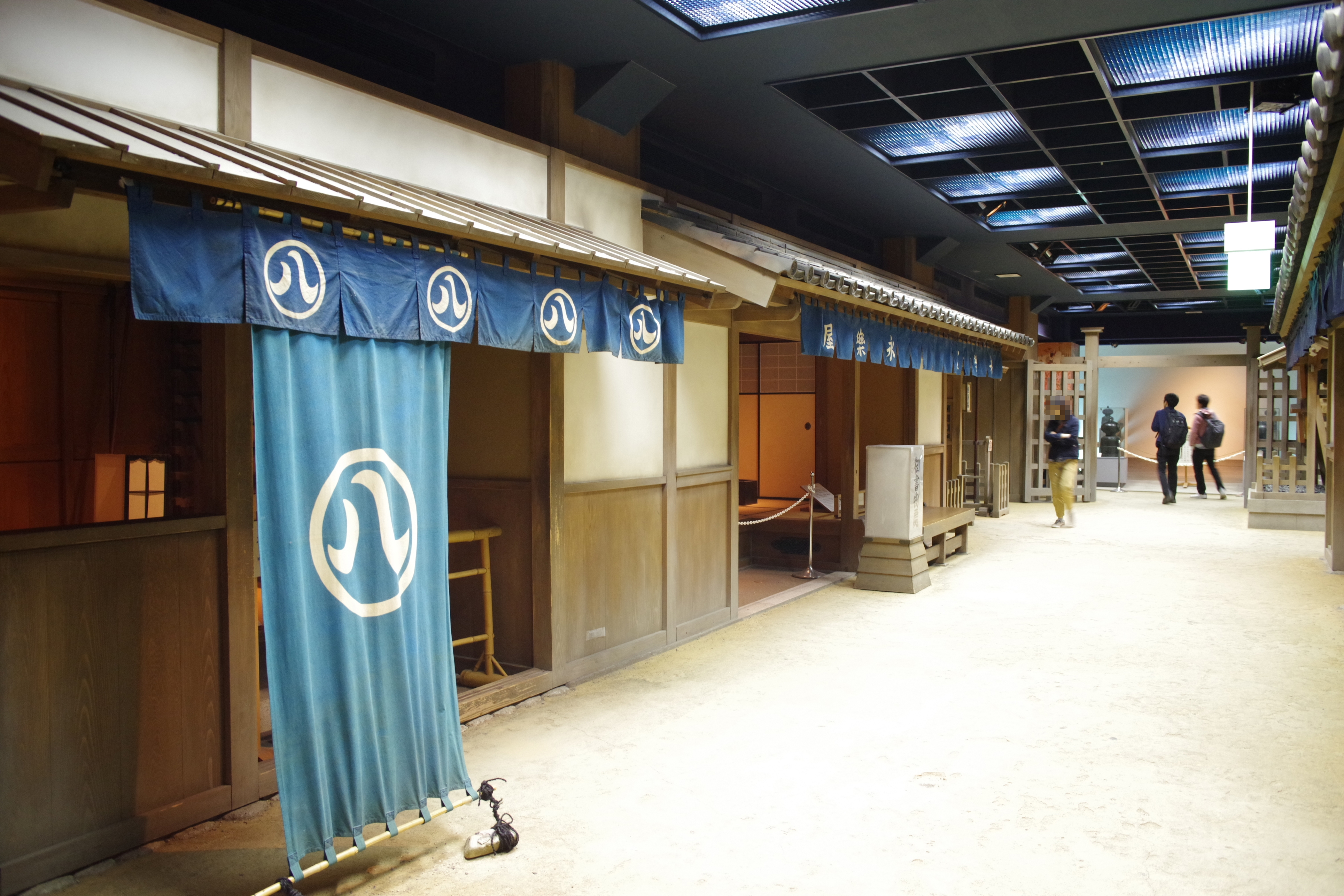
大天守3階
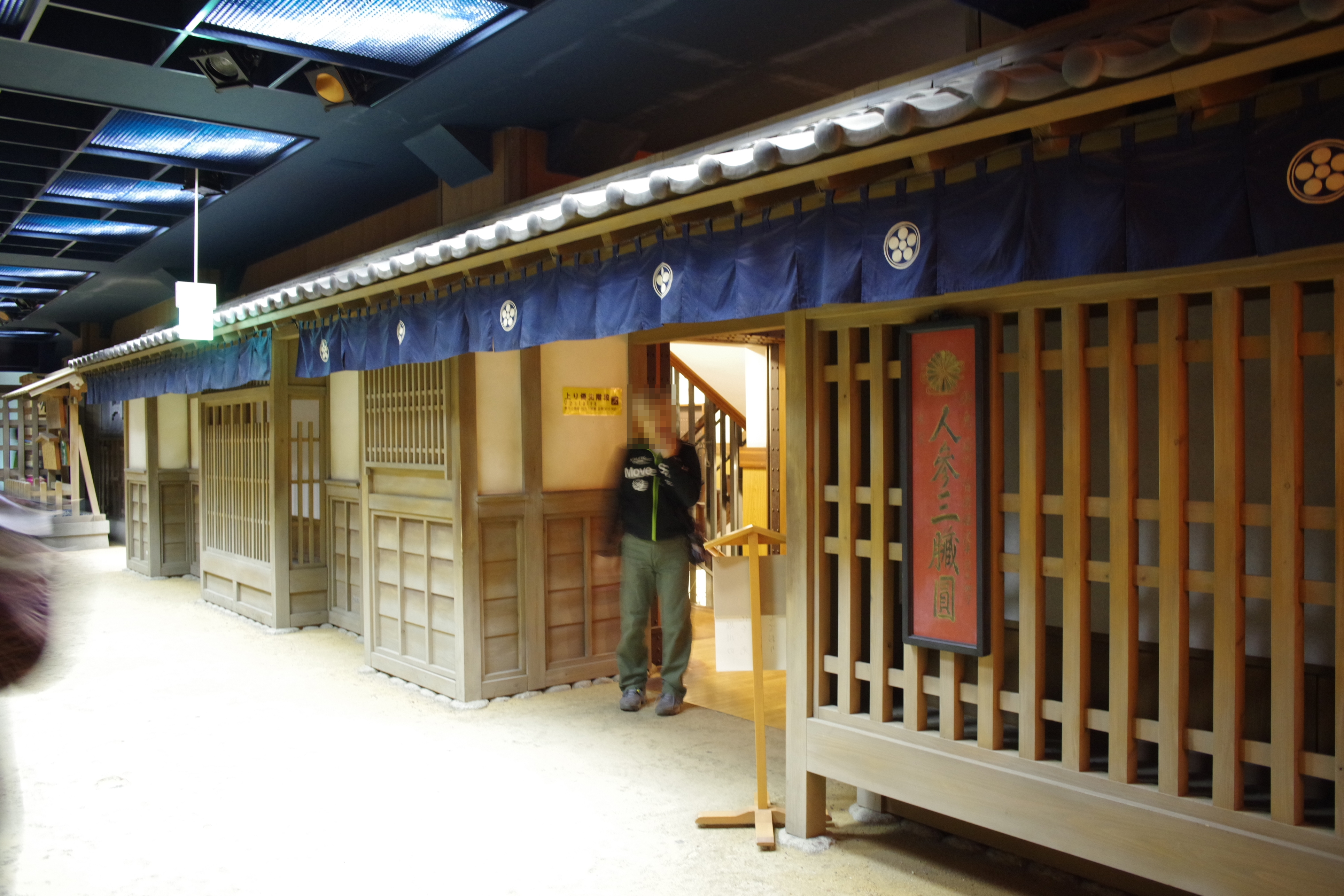
大天守3階
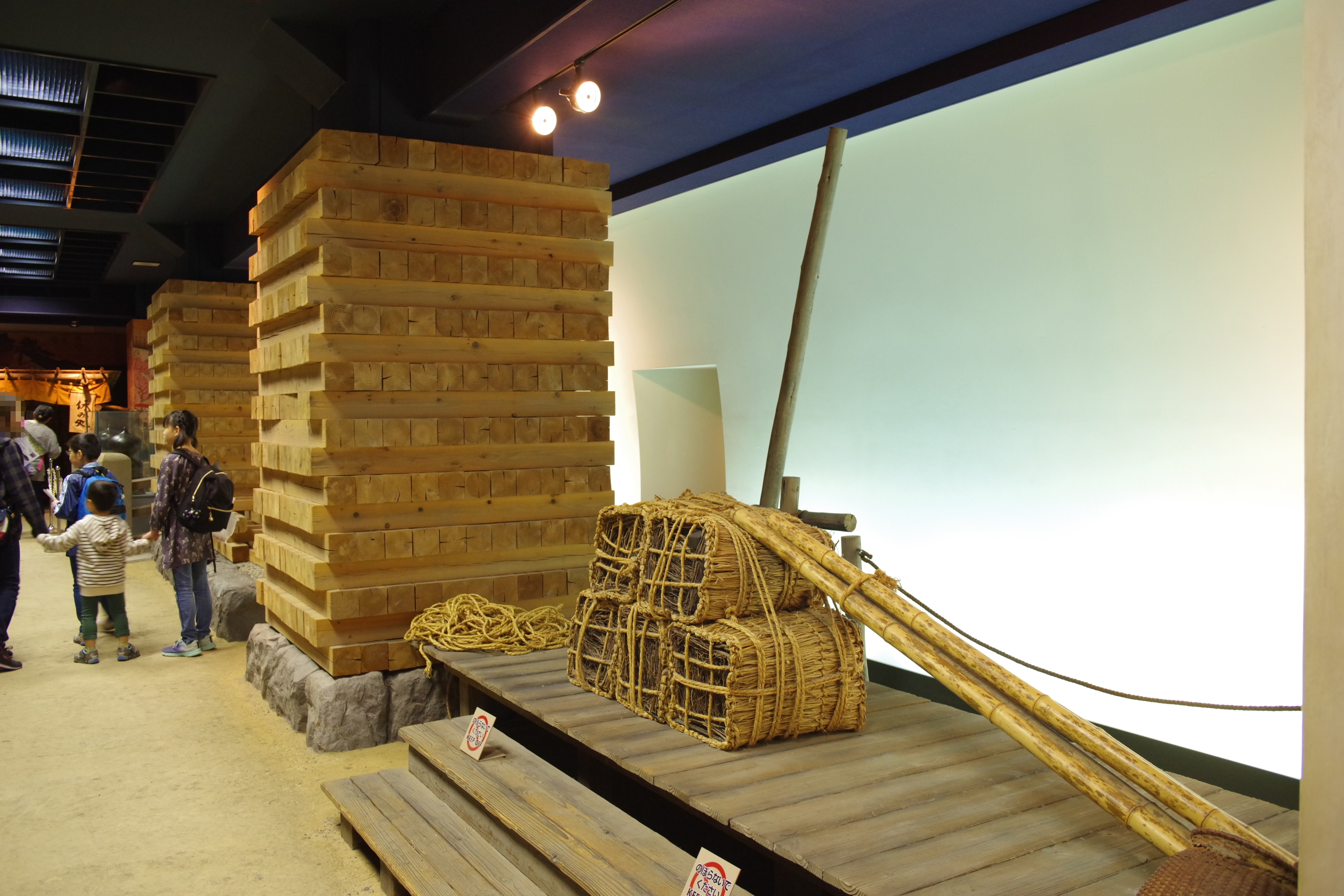
大天守3階
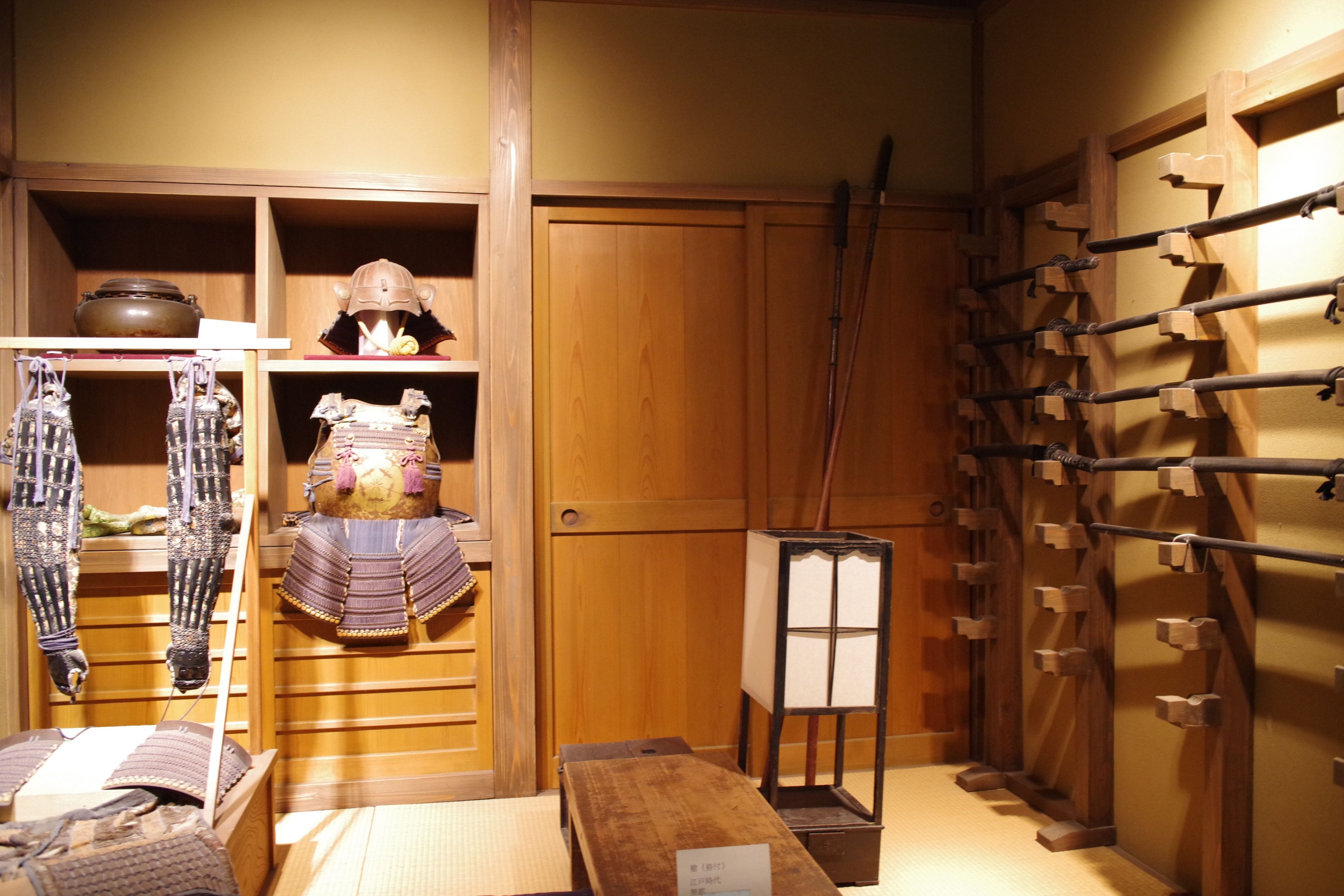
大天守3階
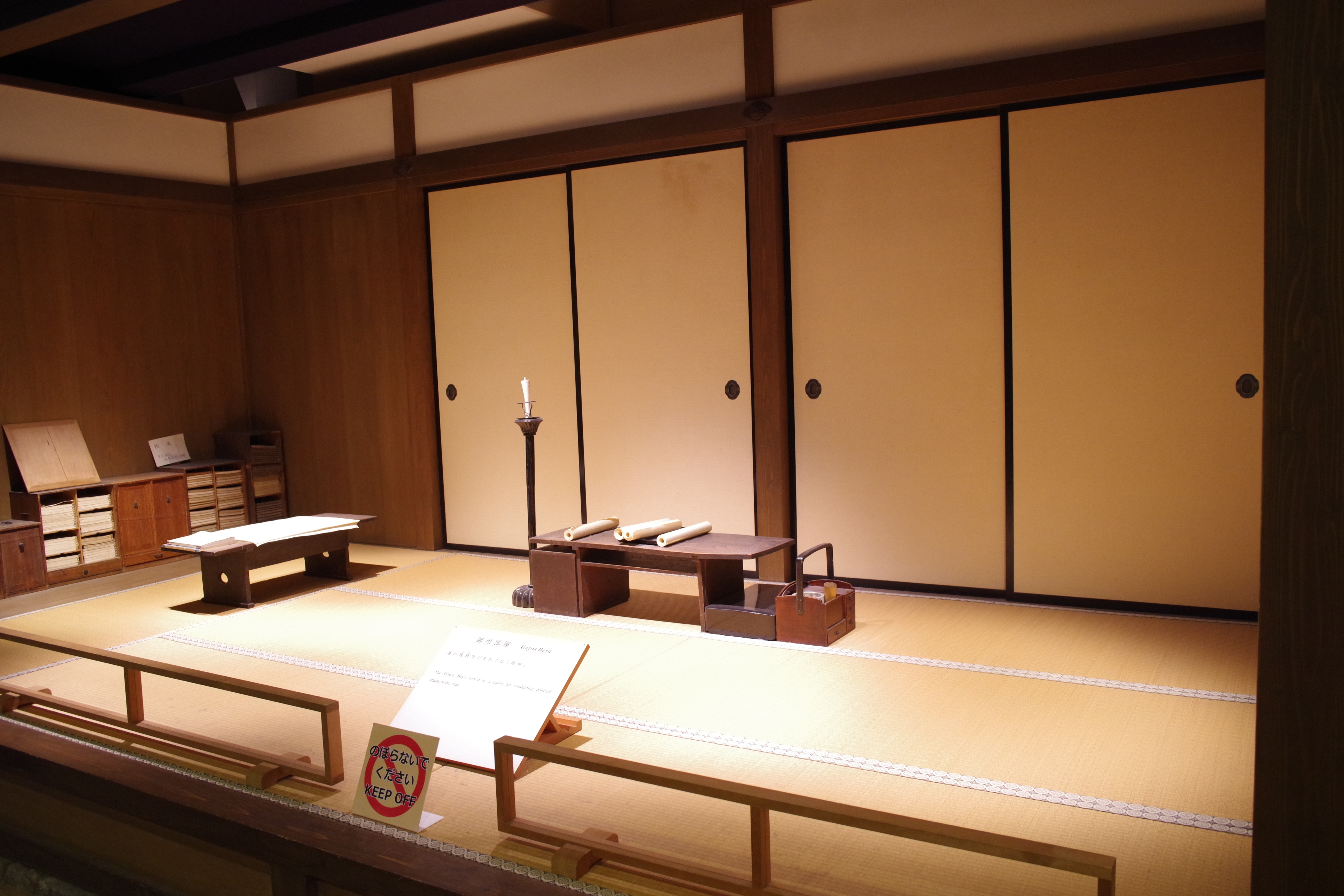
大天守3階
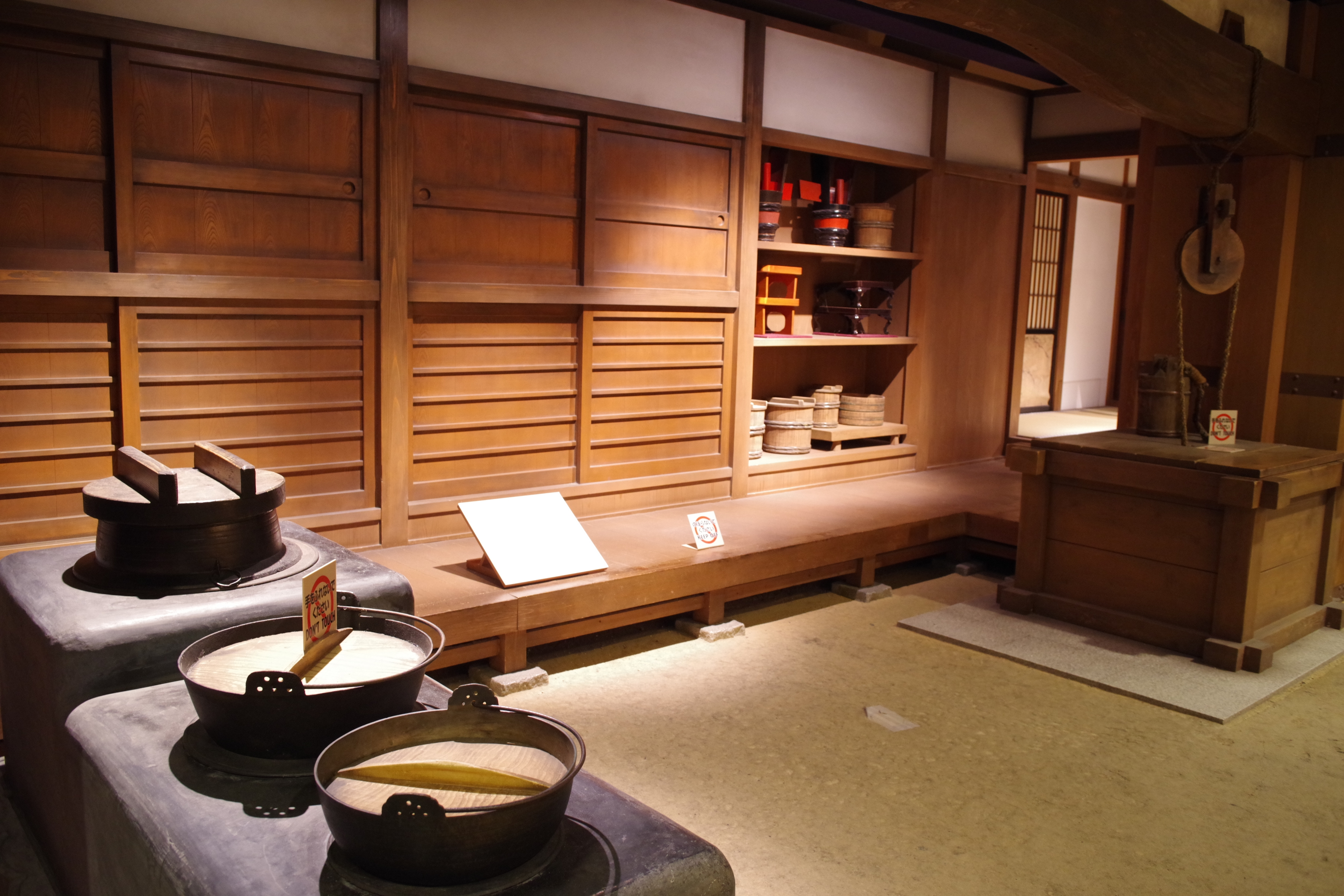
大天守3階
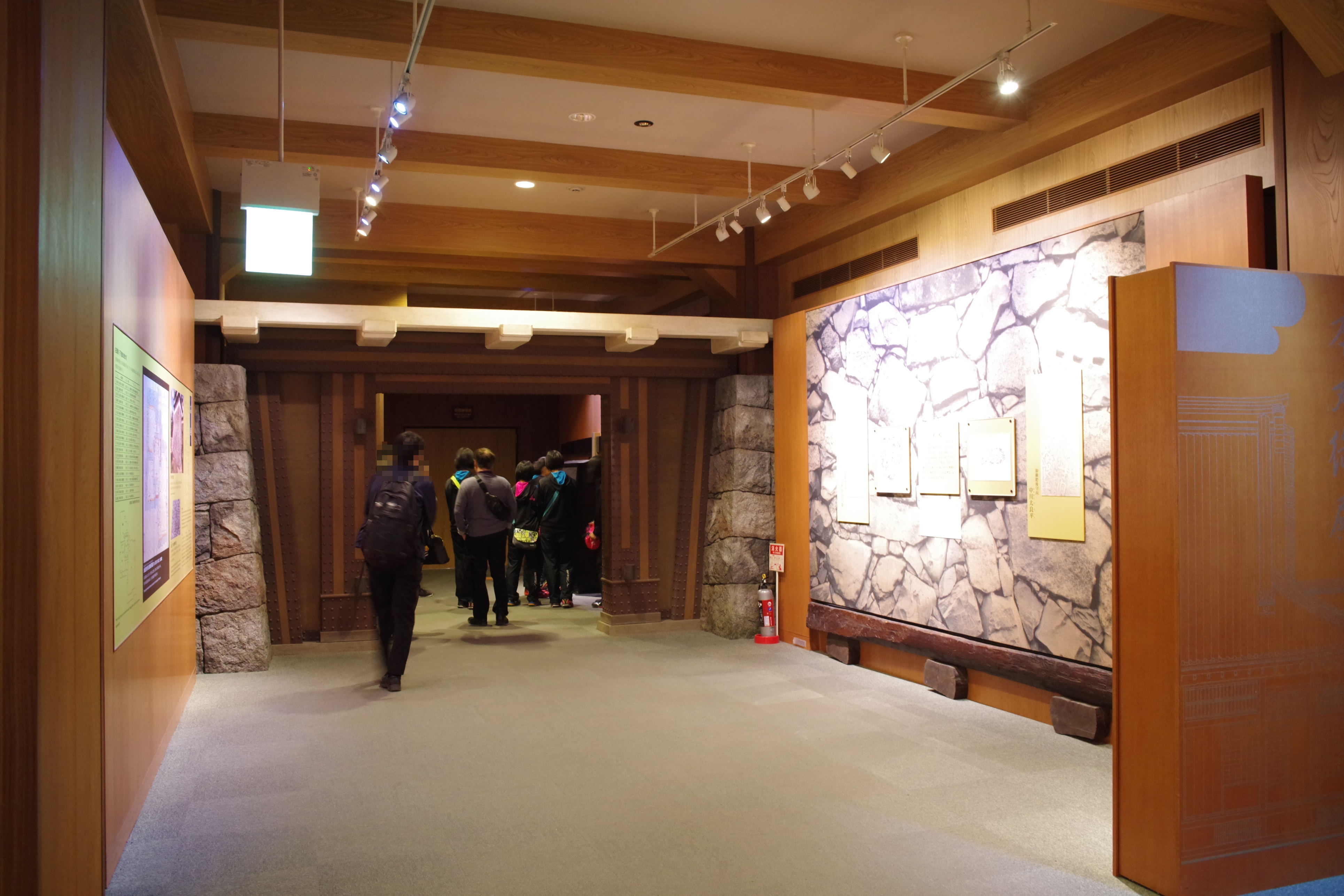
大天守4階
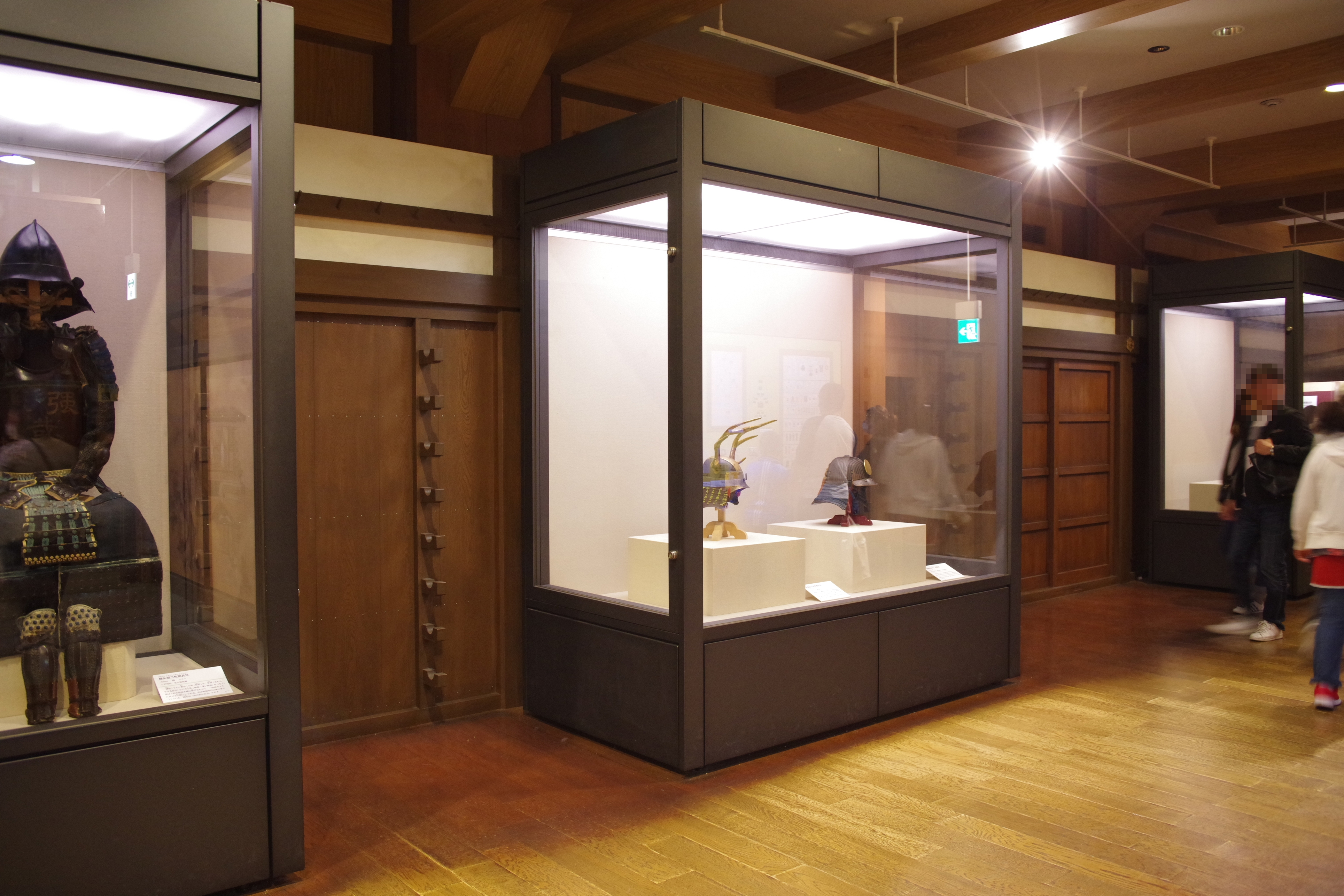
大天守4階
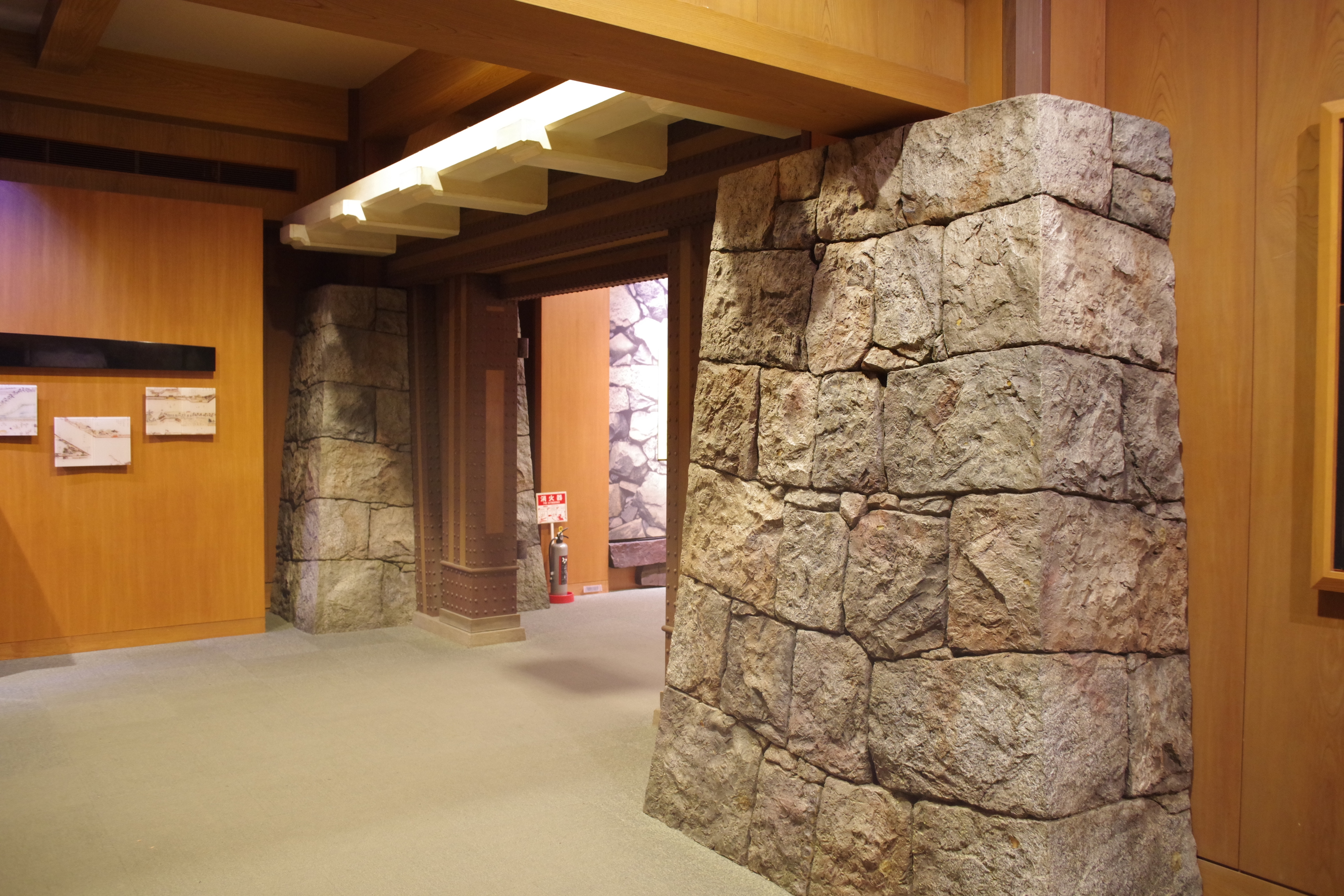
大天守4階
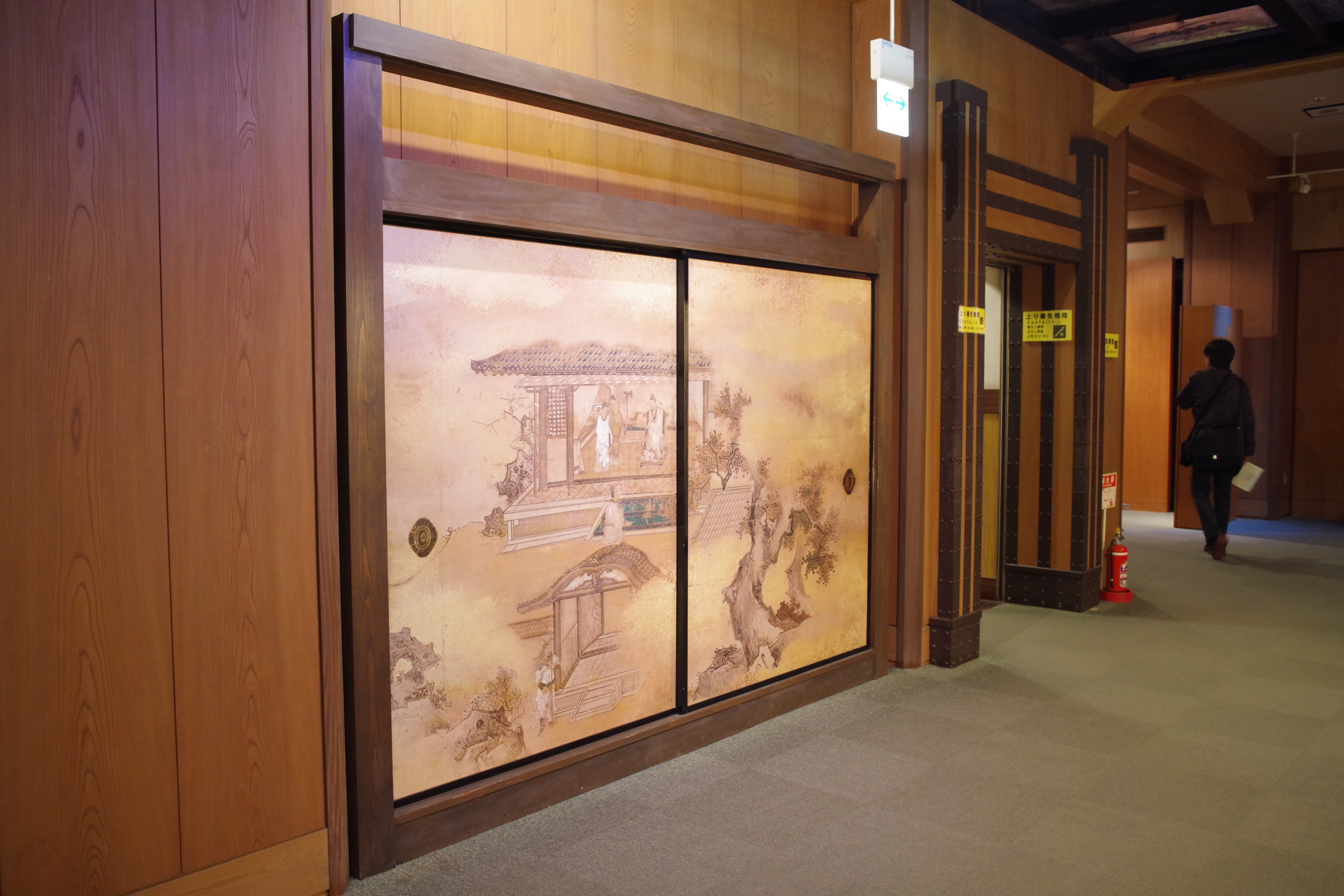
大天守4階
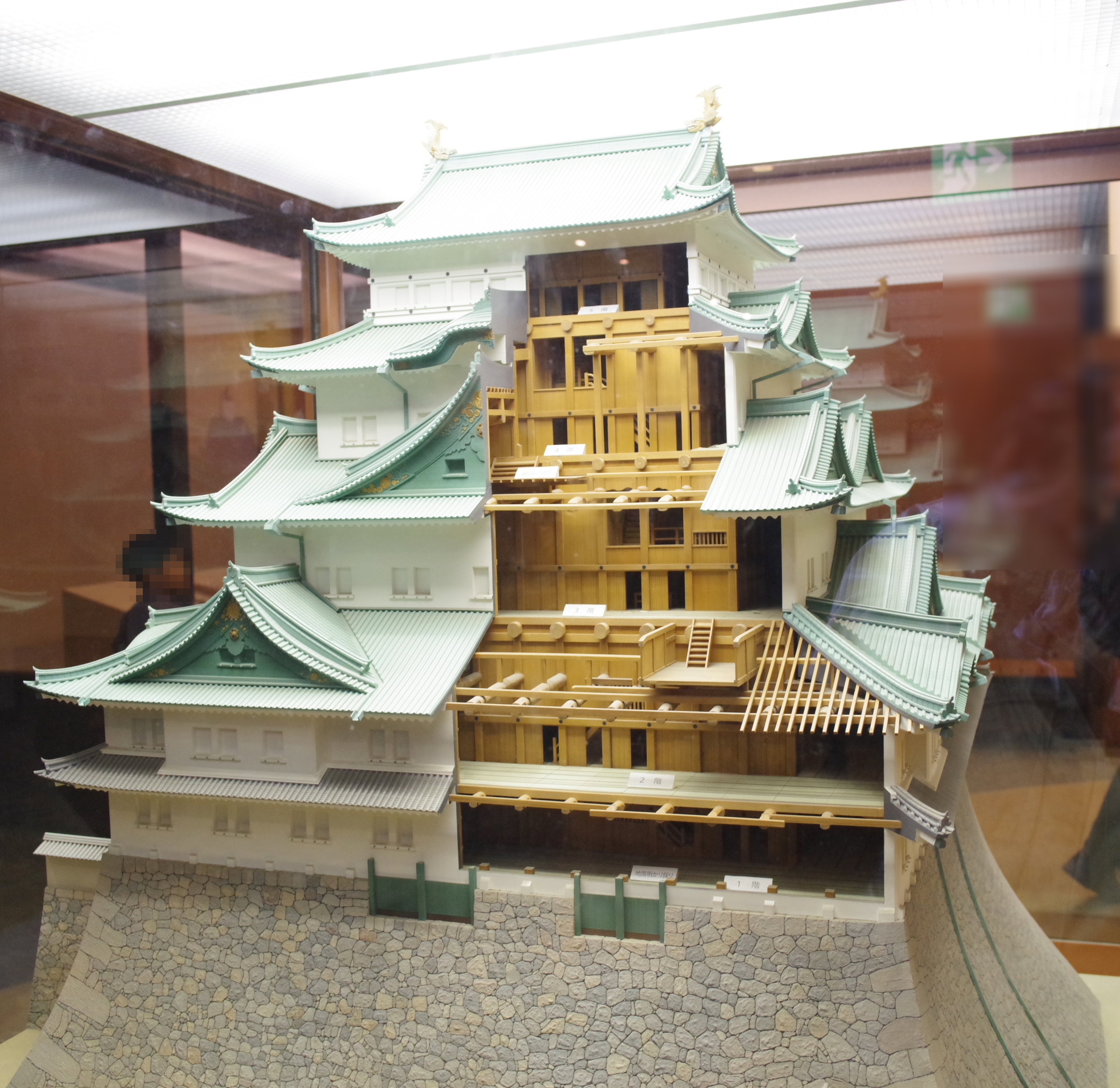
大天守5階
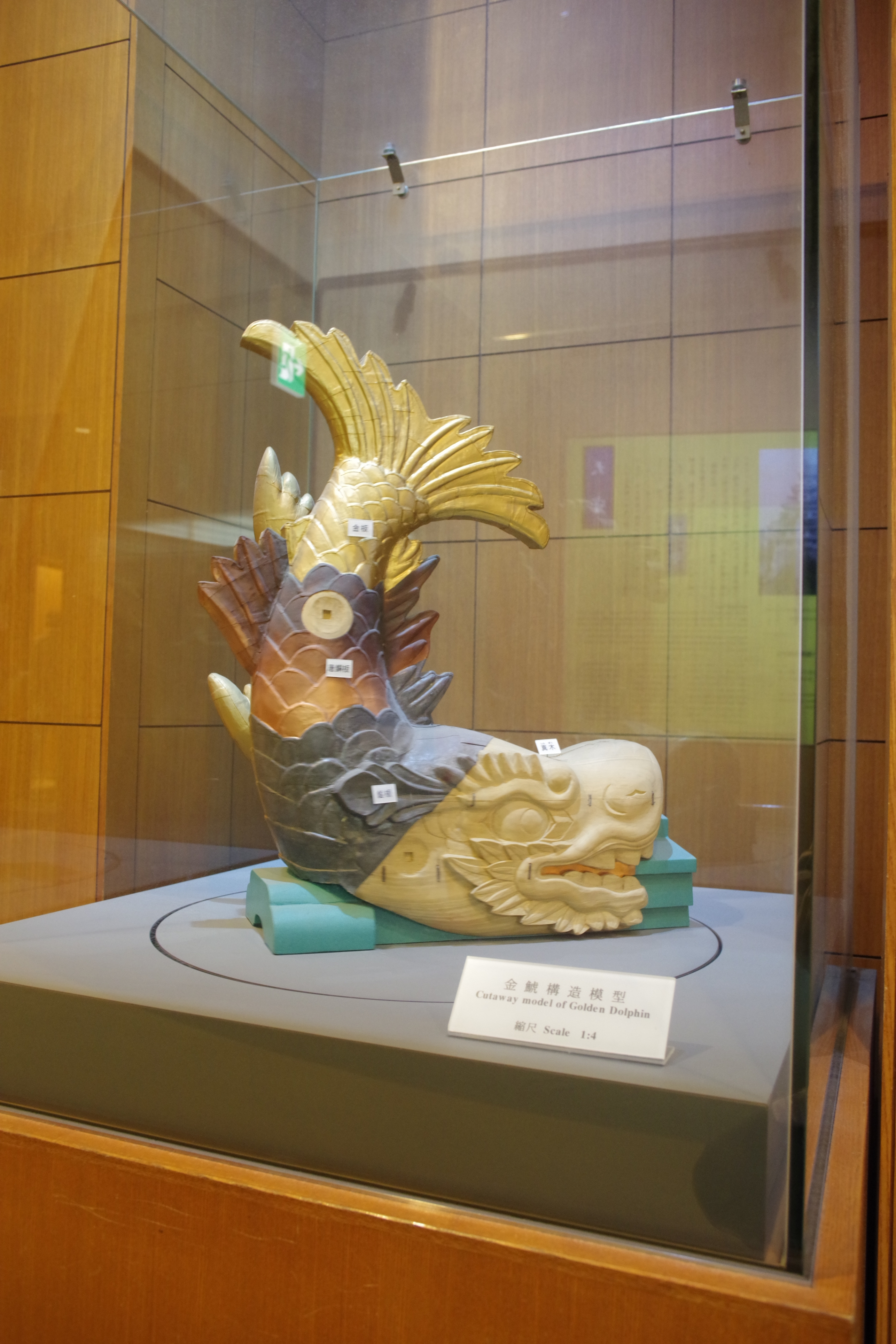
大天守5階
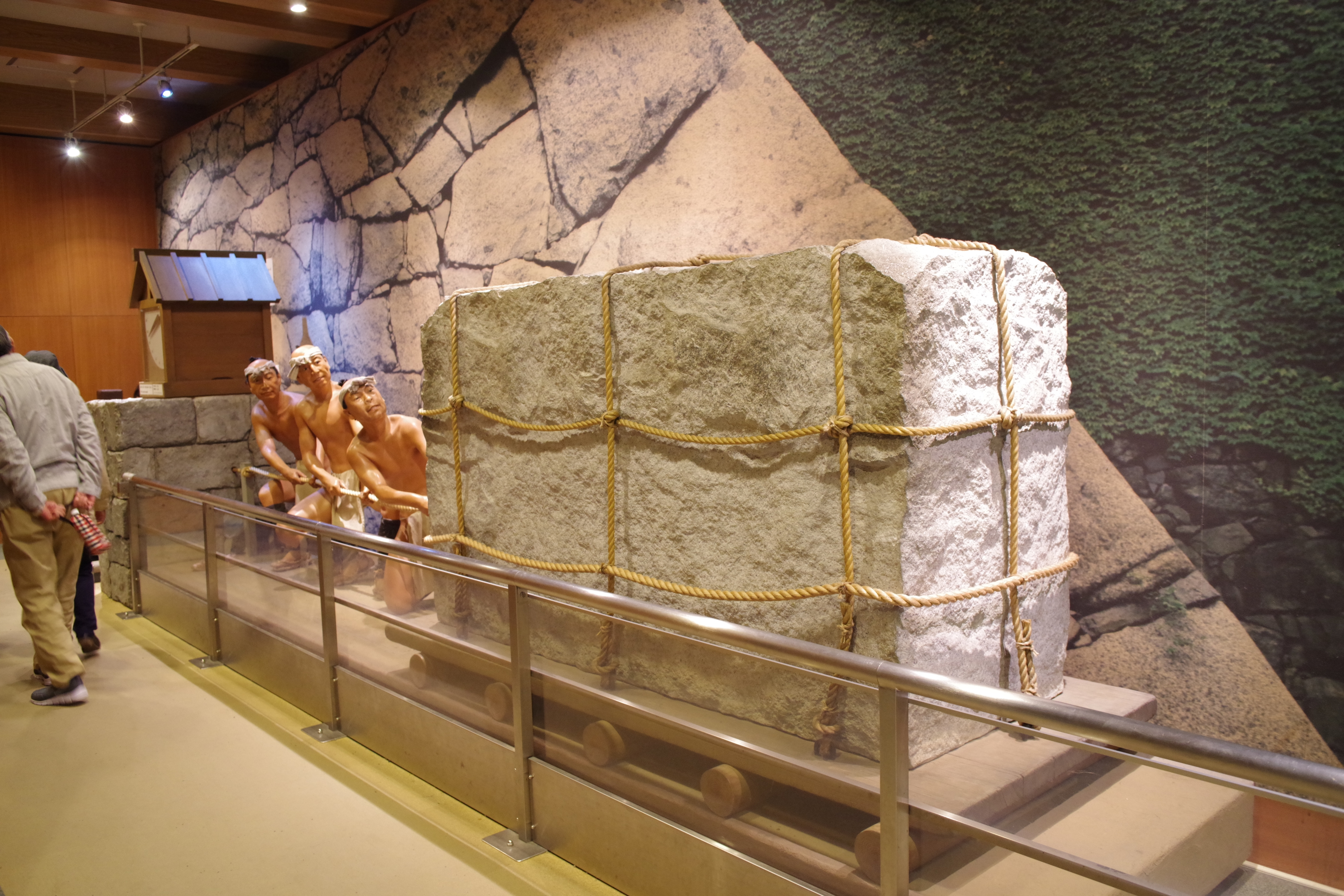
大天守5階
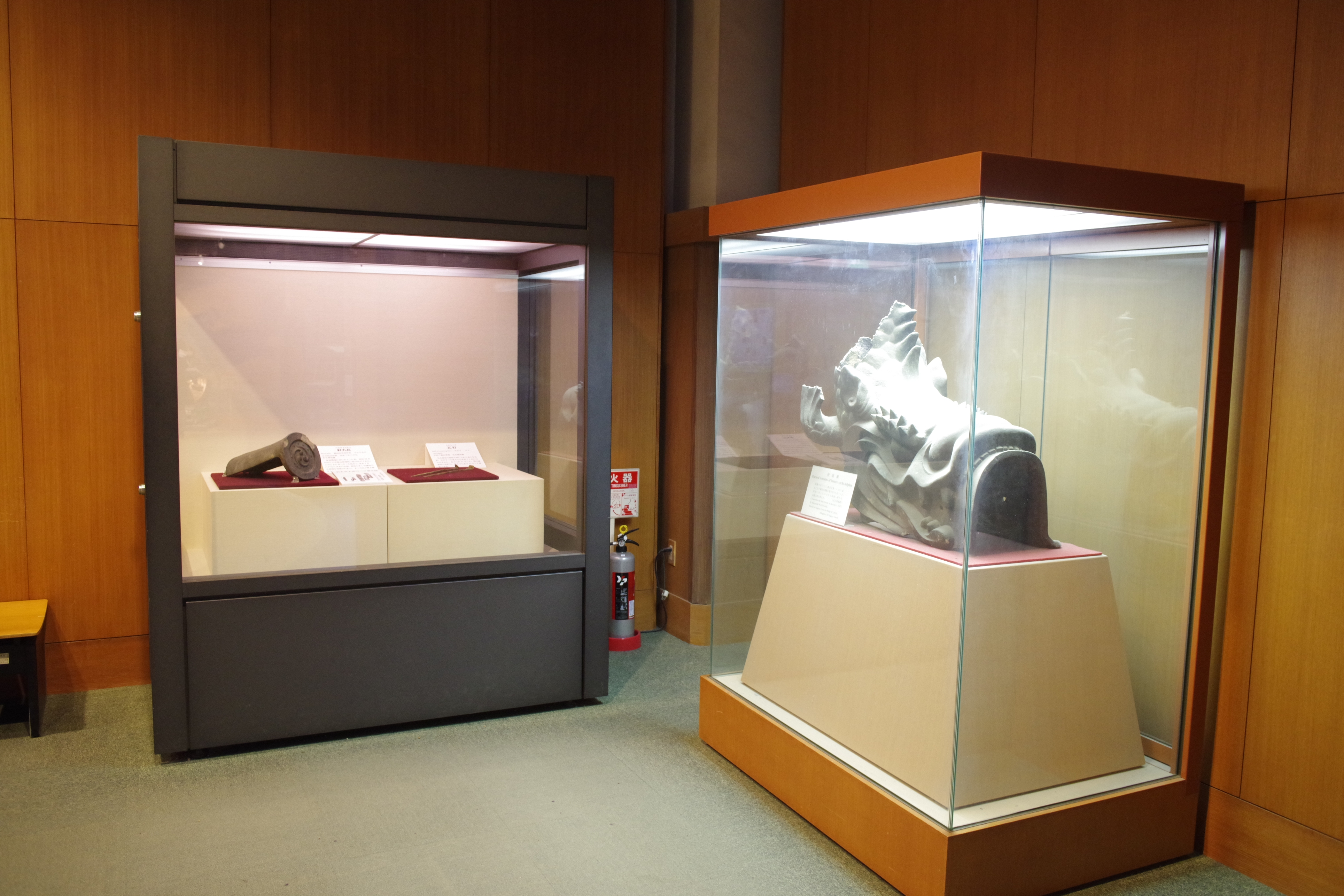
大天守5階
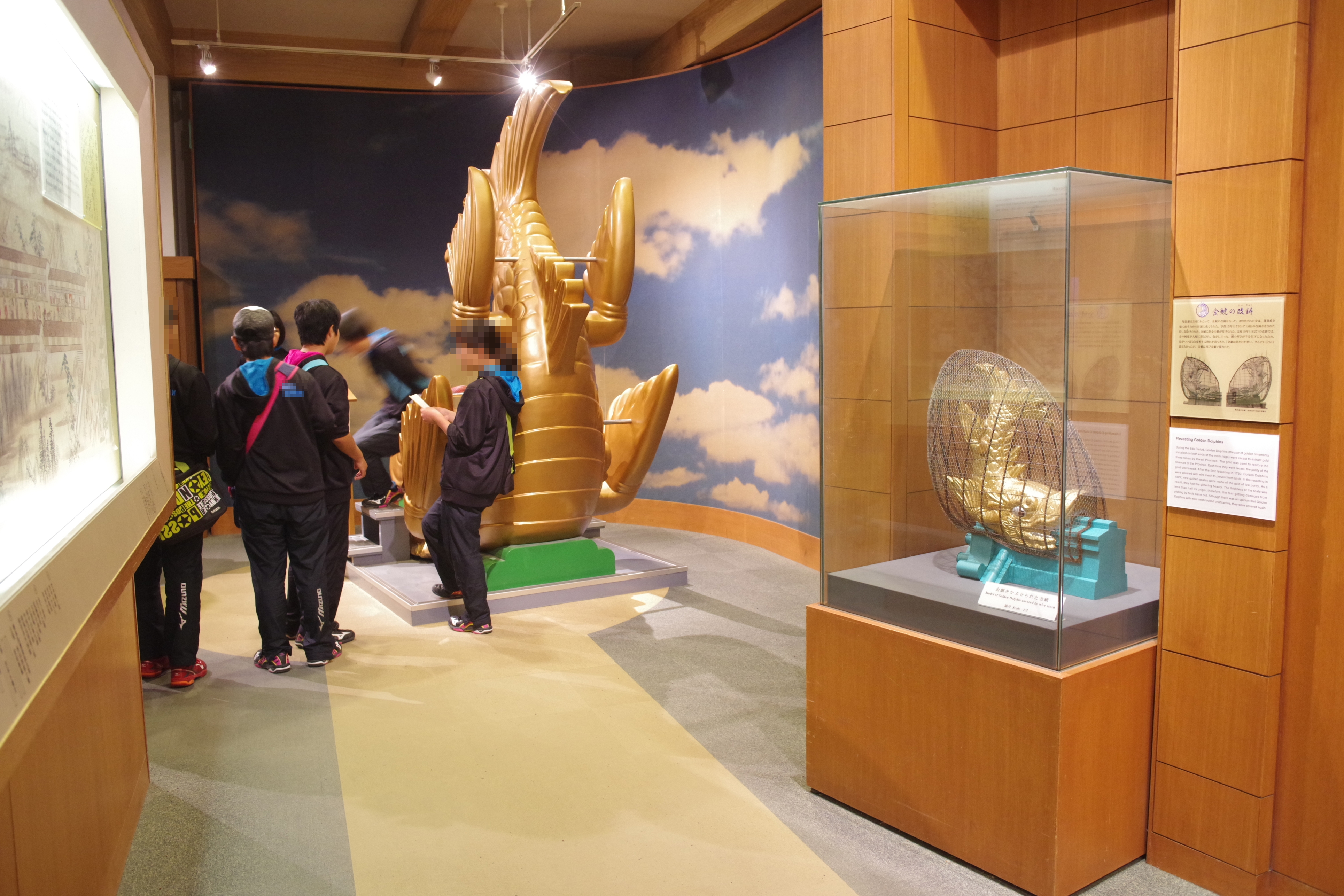
大天守5階
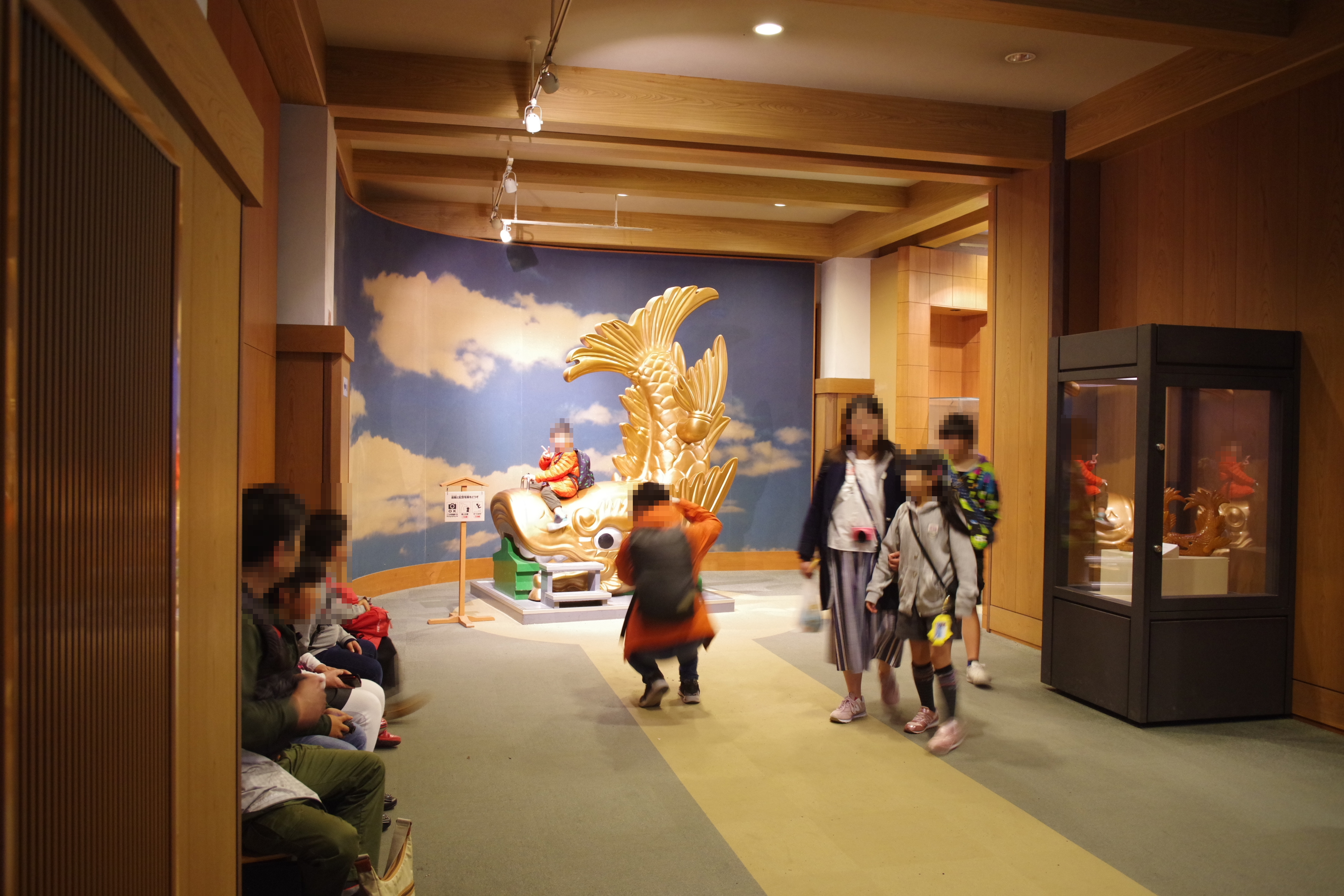
大天守5階
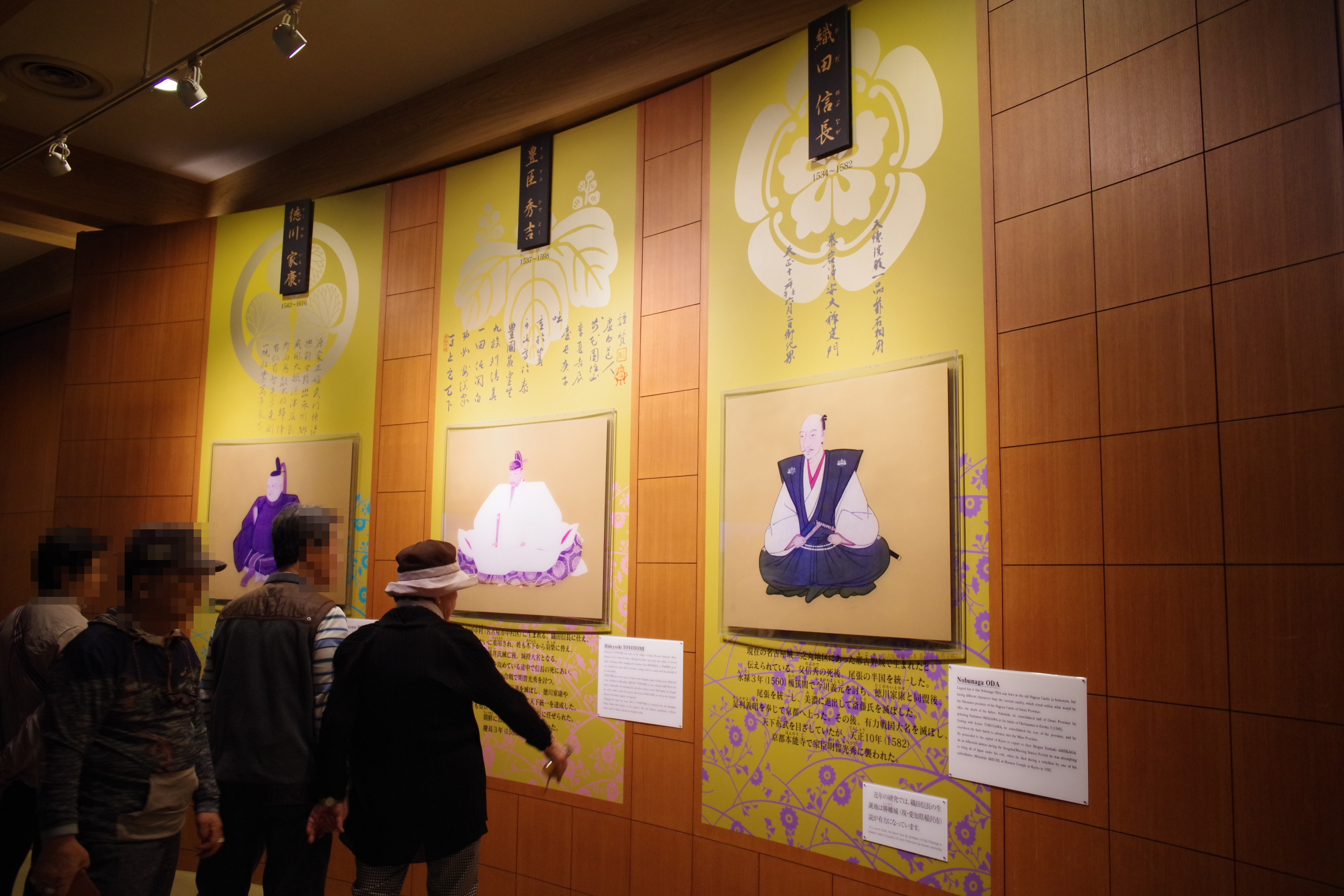
大天守5階
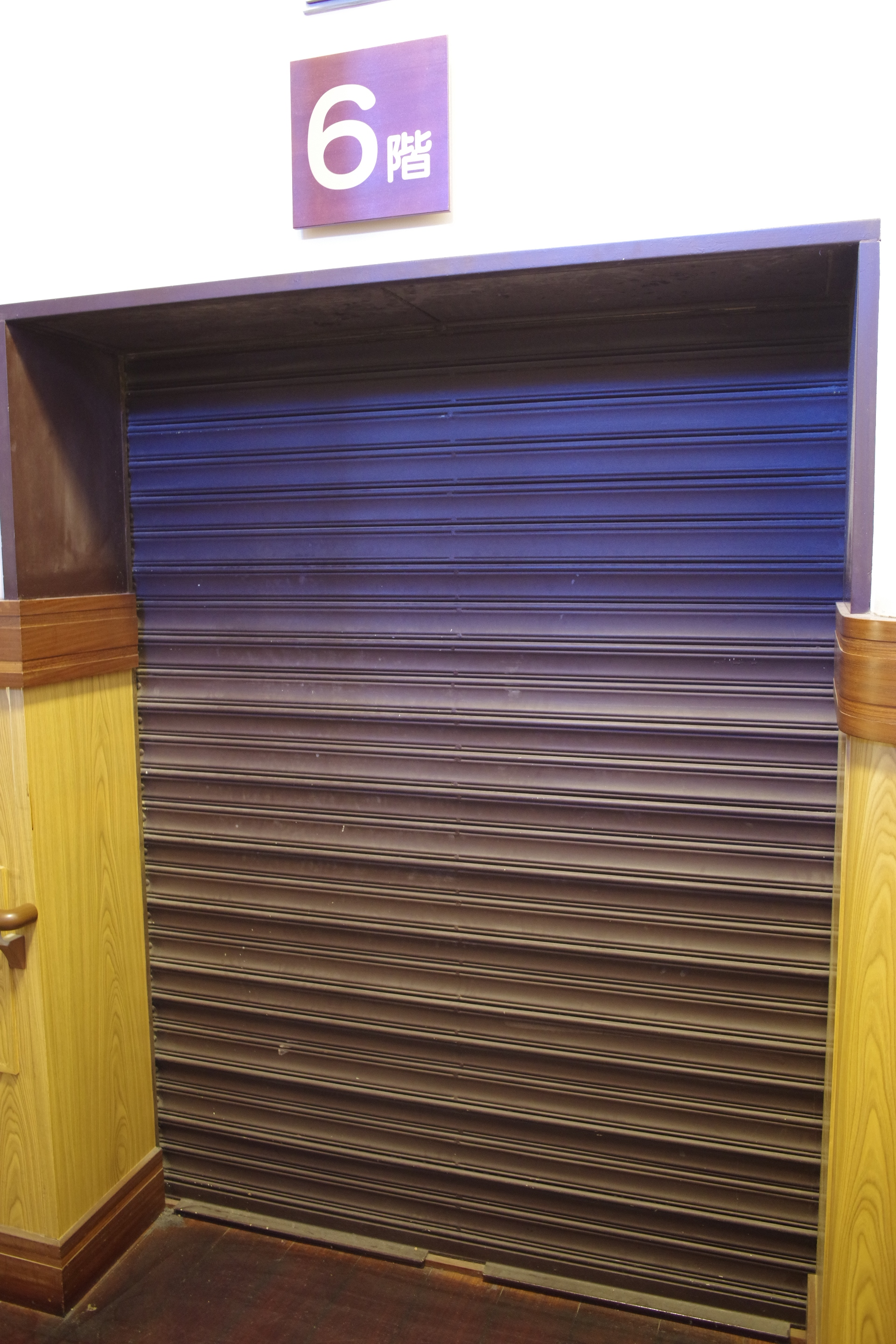
大天守6階（閉鎖）
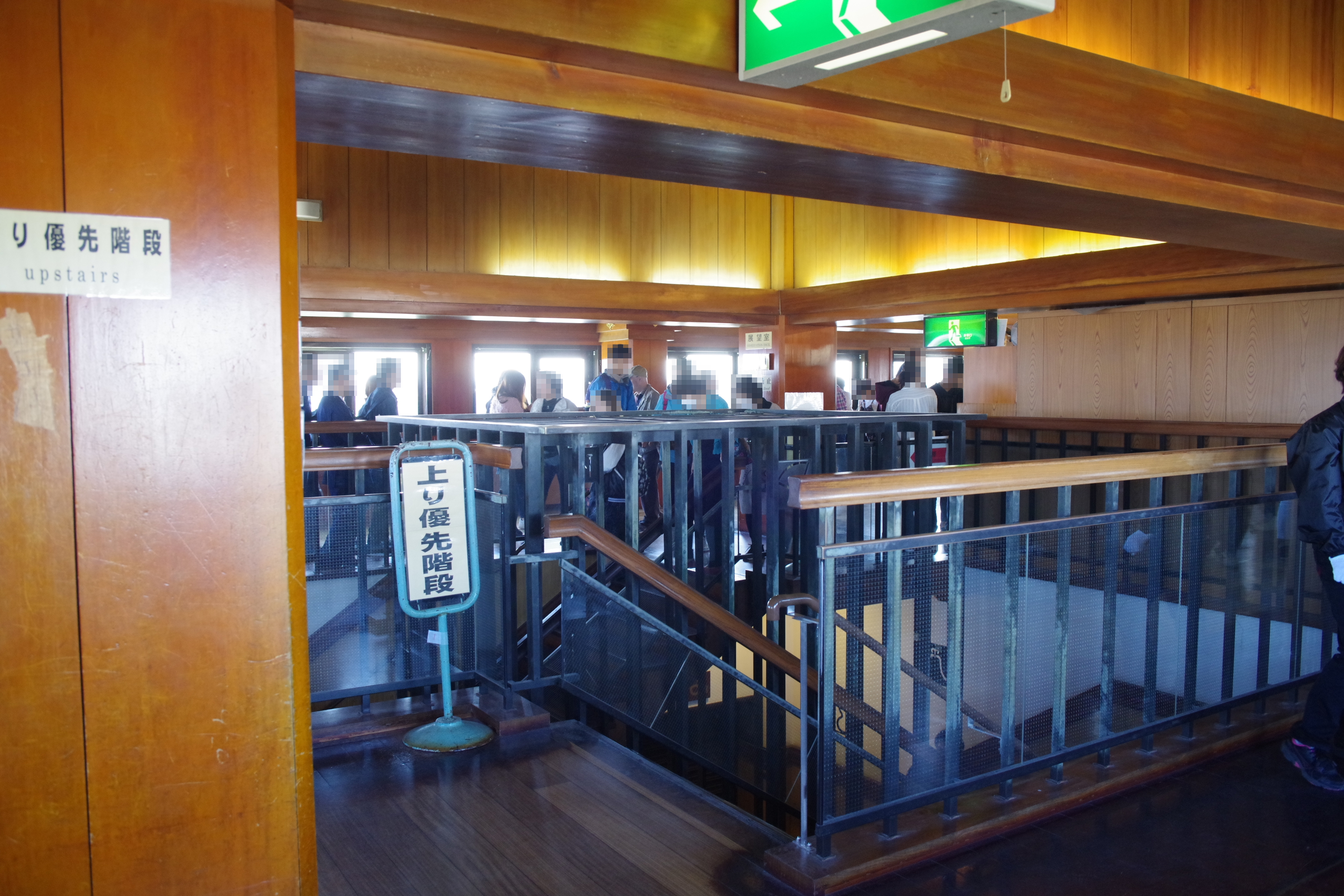
大天守7階
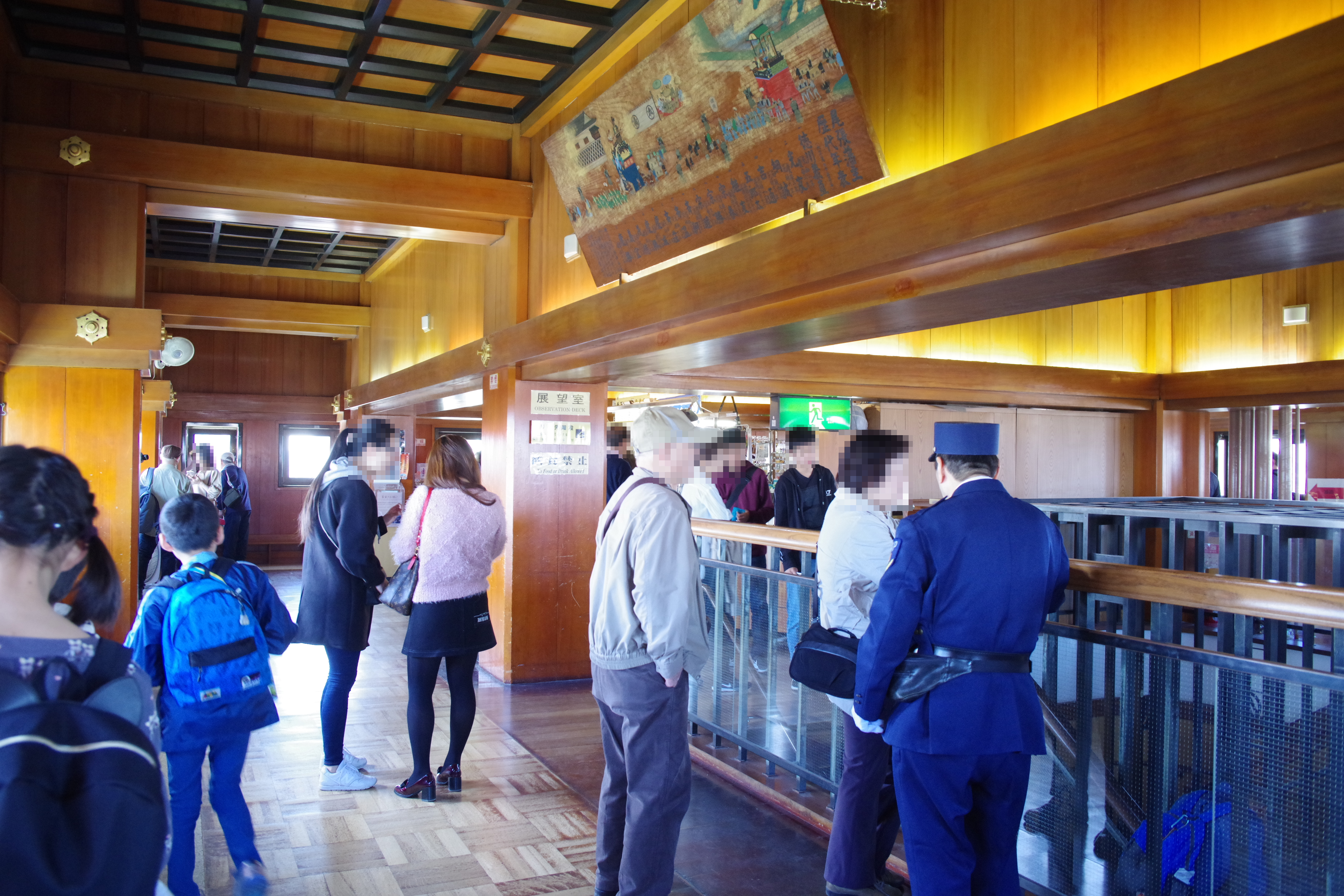
大天守7階
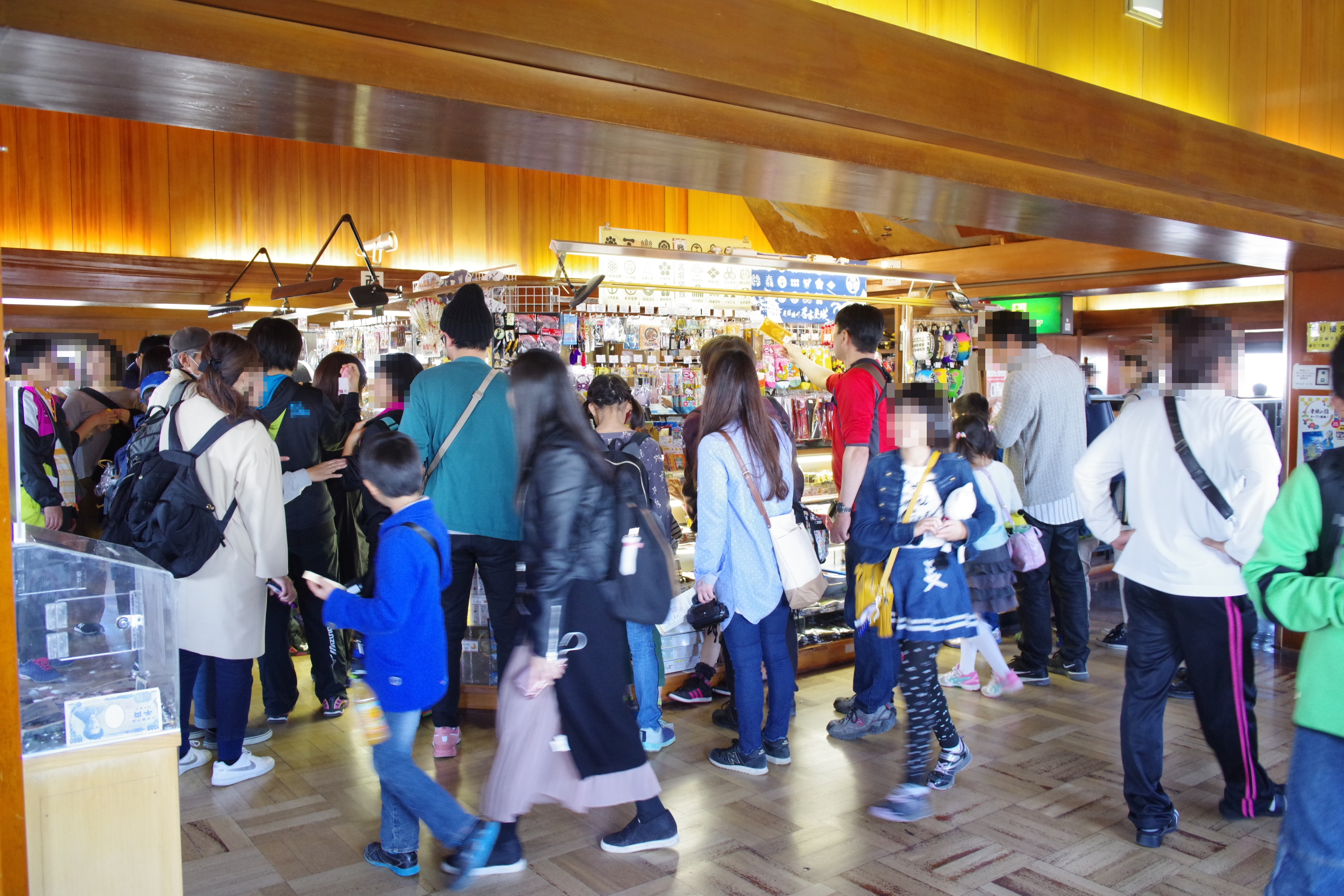
大天守7階
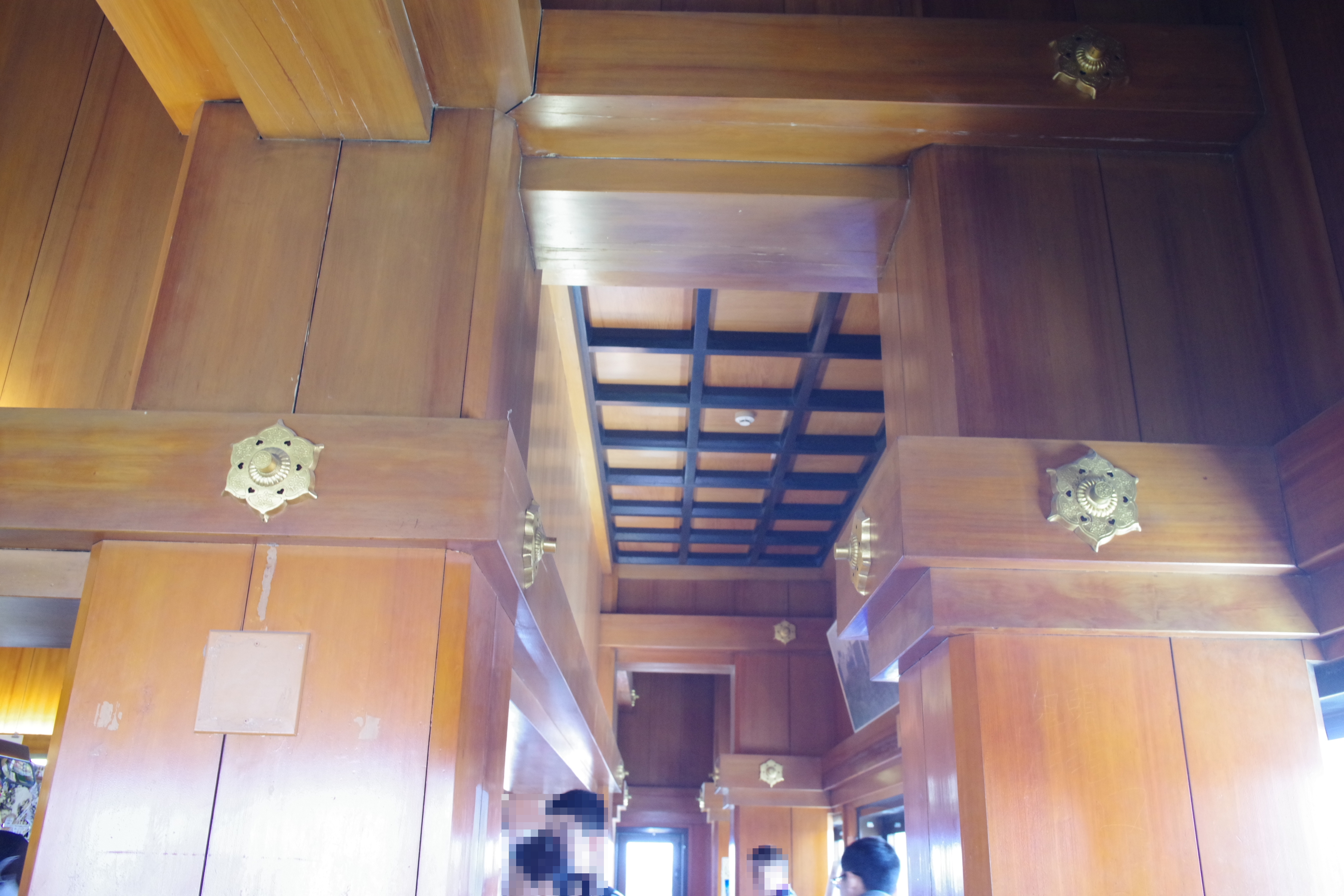
大天守7階
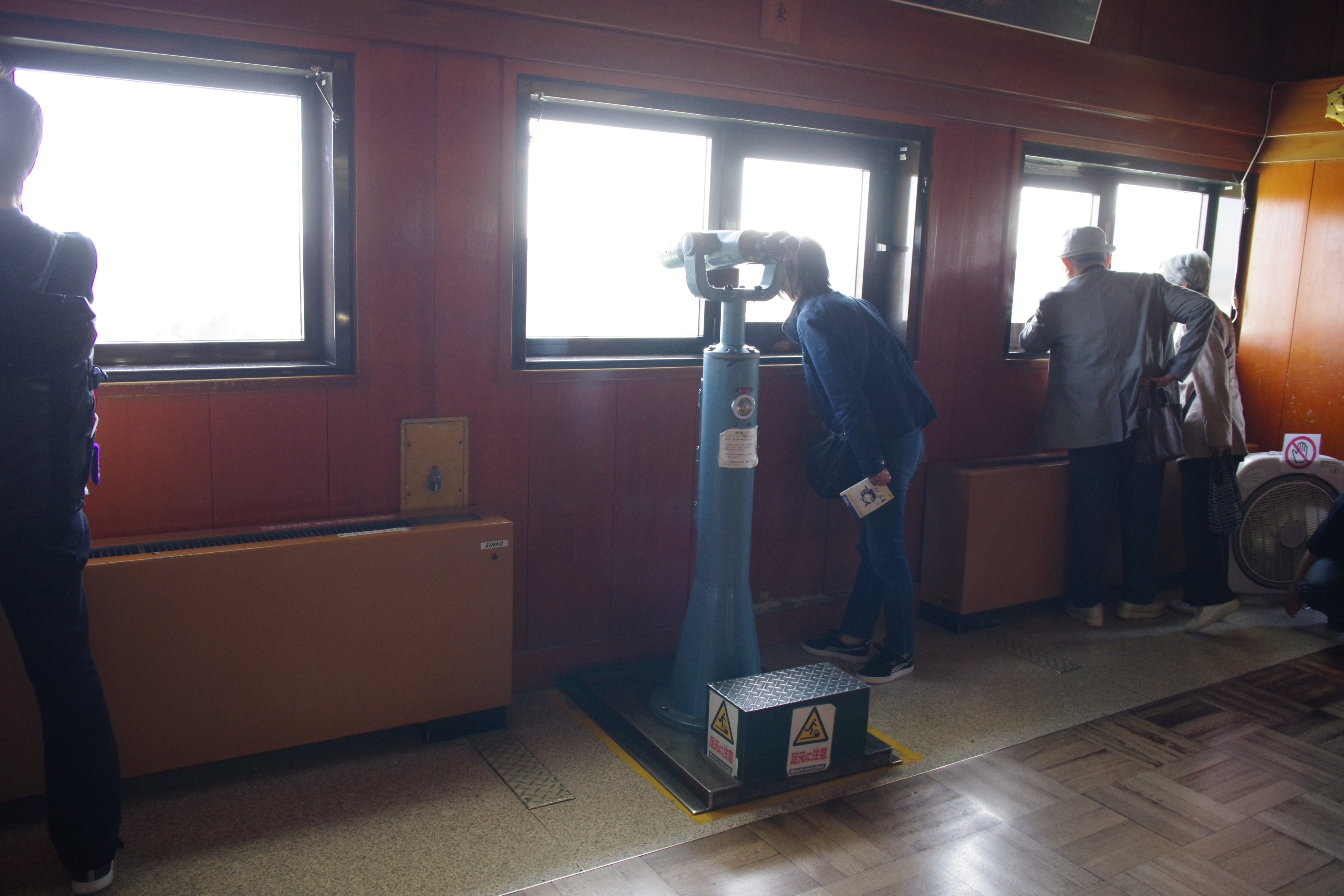
大天守7階展望窓と光学望遠鏡
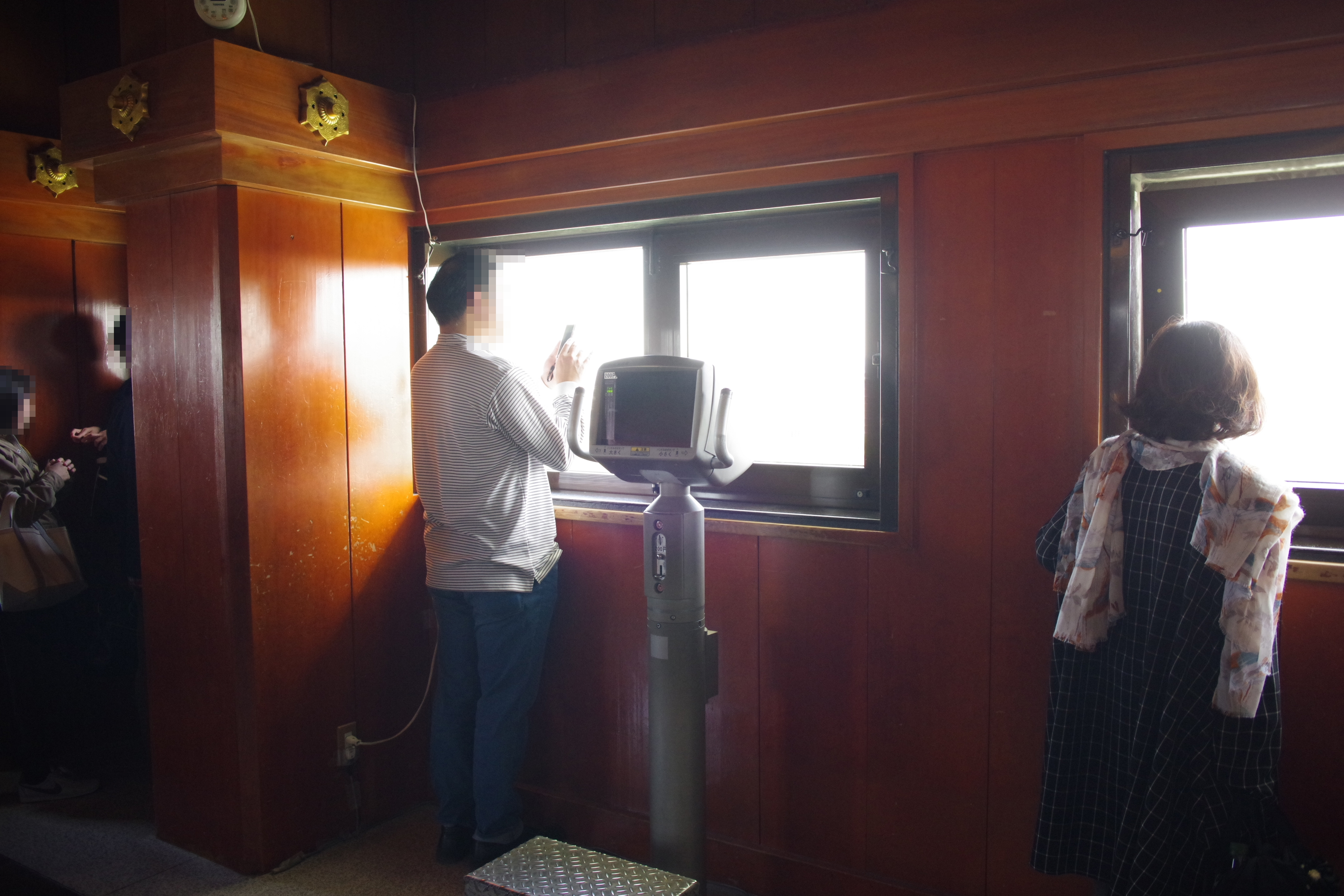
大天守7階展望窓とテレビ望遠鏡
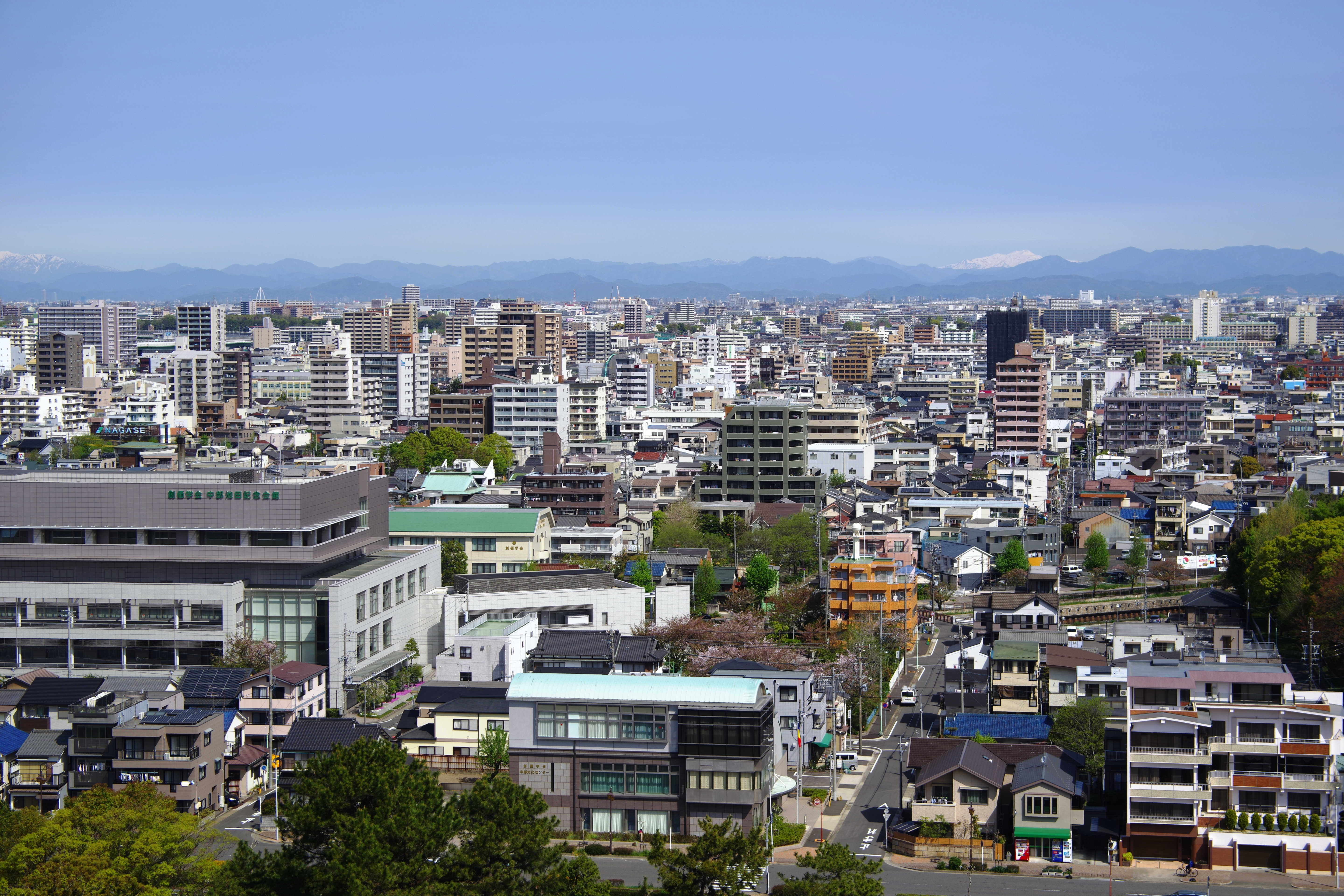
大天守7階展望窓からの景色。右寄り奥に冠雪した白山
大天守7階展望窓からの景色。名駅地区
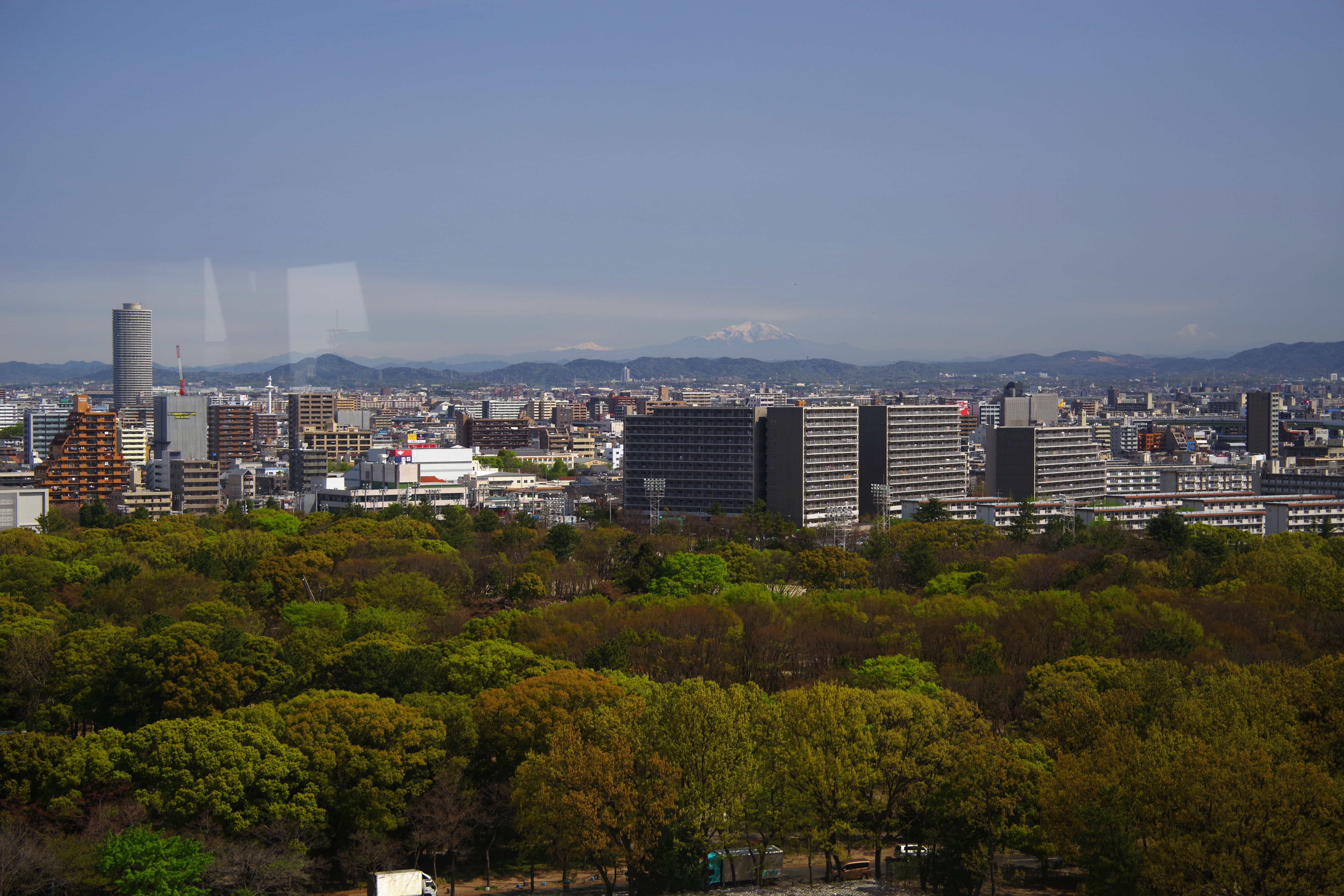
大天守7階展望窓からの景色。中央奥に御嶽山と左側に乗鞍岳
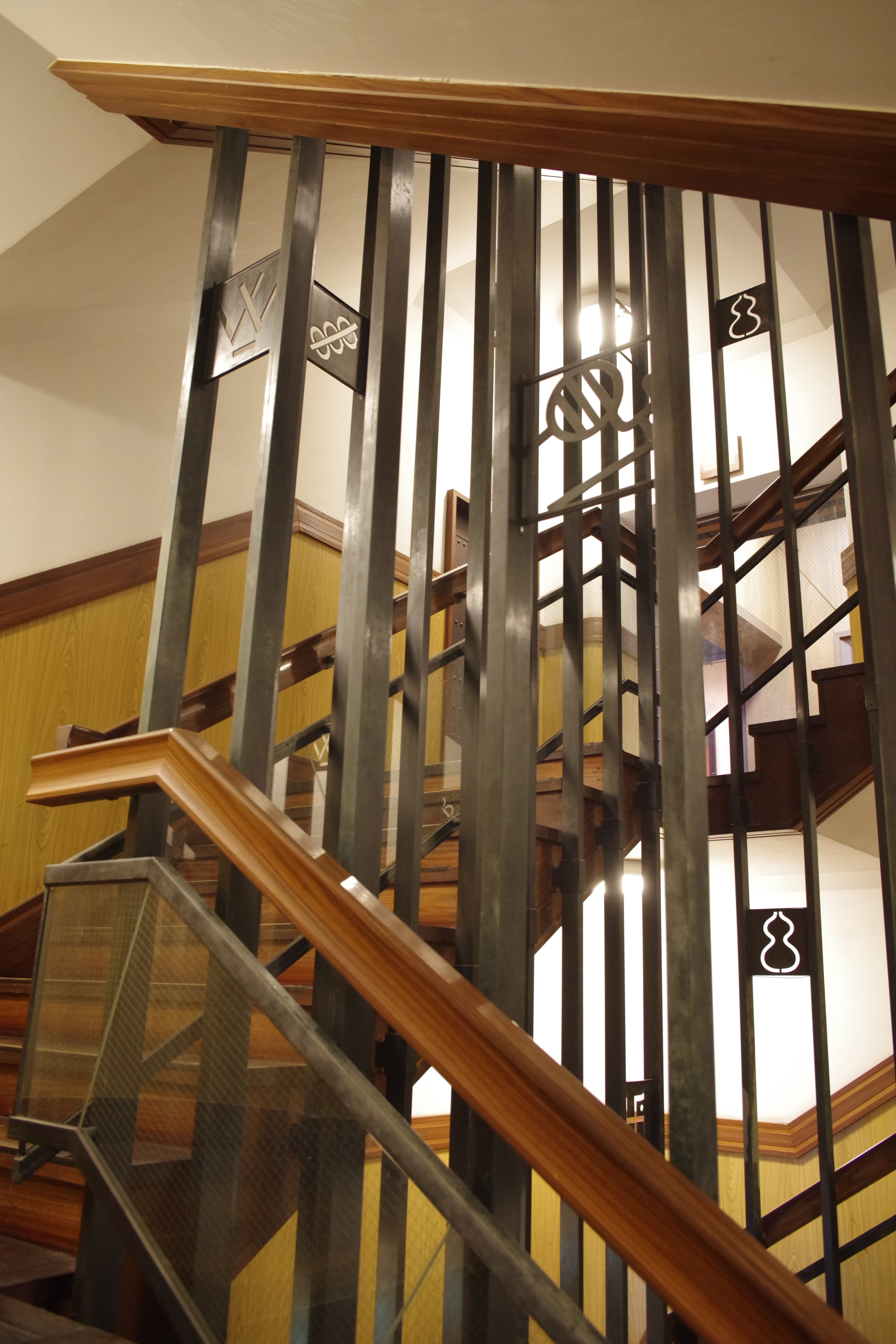
大天守階段
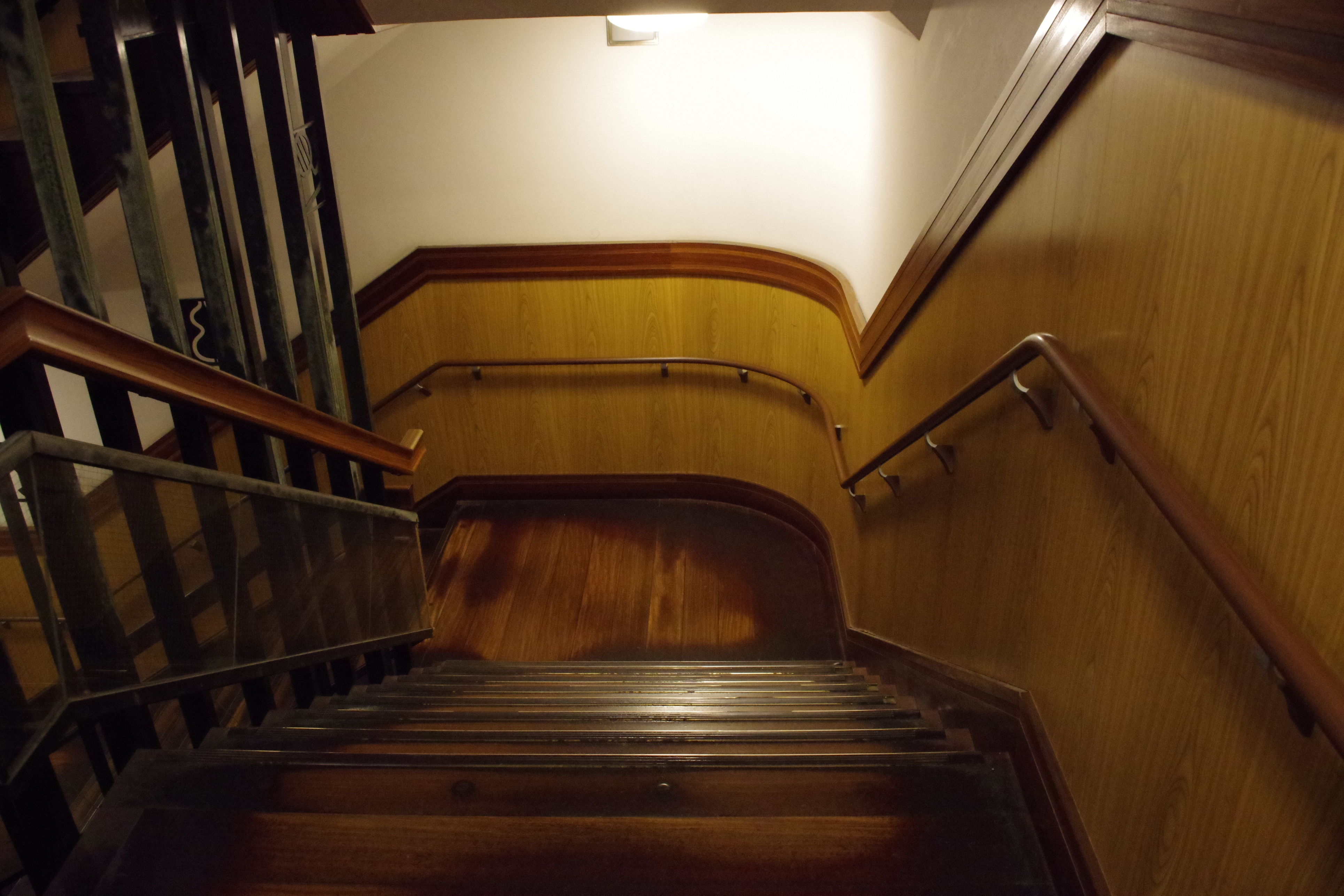
大天守階段
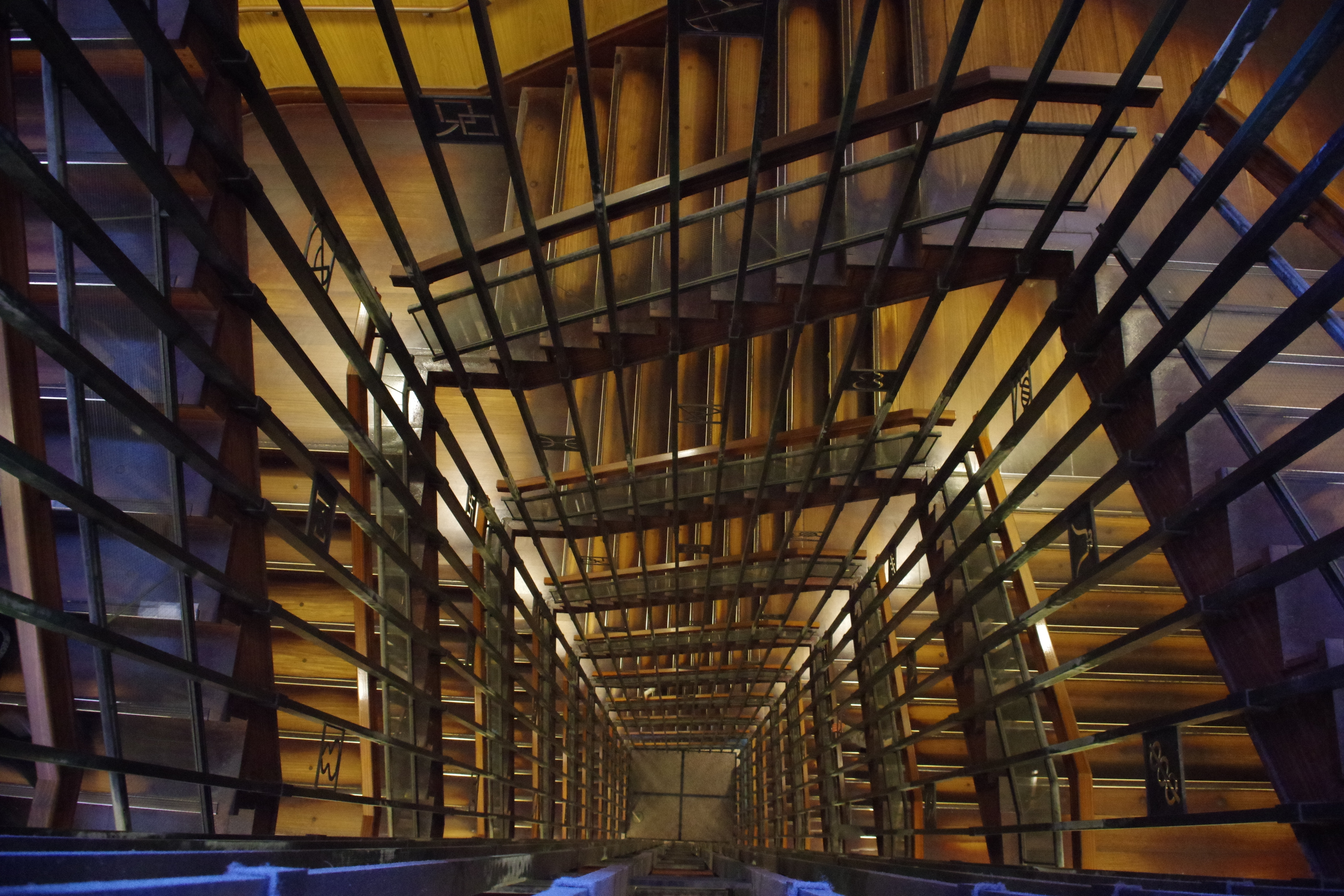
大天守7階から見下ろした階段

- 天守と「鵜の首」
- 天守と御深井丸 西北隅櫓

#### 本丸御殿

再建中の本丸御殿（2010年10月）

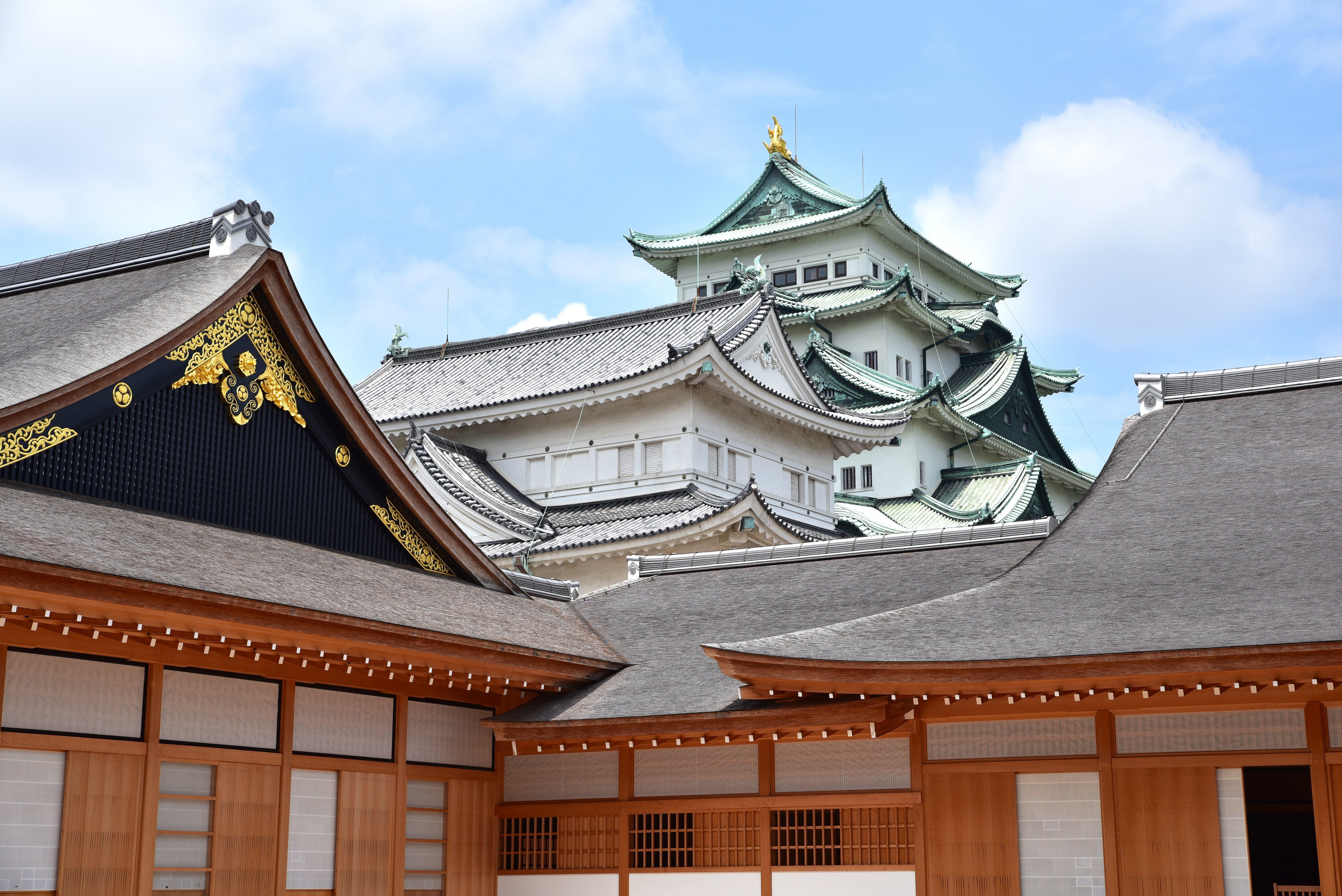
本丸御殿と天守

城主（藩主）が居住する御殿だったが、1620年（元和6年）将軍上洛時の御成専用に改造された。以後、藩主は二之丸御殿に居住した。本丸御殿を使った将軍は秀忠、家光、家茂の3人で、上洛の途中に宿泊している。御成御殿となった後の本丸御殿は、尾張藩士により警備と手入れが行われるのみで、名古屋城主である尾張藩主ですら本丸に立ち入るのは巡覧の時のみであった。
御成専用だけあって、格式の高さは当時の二条城本丸御殿に匹敵した。南御門から入ると正式な入口である式台があり、奥に玄関が建っていた。他、中玄関、広間（表書院）、対面所、書院（上洛殿）、上り場御殿（湯殿書院）、黒木書院、上御膳立所（かみごぜんだてしょ）、下御膳立所（しもごぜんだてしょ）、孔雀之間、上台所、下台所、大勝手などの殿舎が建ち並び、他各種の蔵や番所が建てられていた。車寄の屋根は将軍家や身分の高い一部の大名家の御殿に使用されることが多い唐破風で、黒漆塗りに金の金具の屋根は室町時代の将軍邸の形式で天下人の象徴とされた。
御殿の内、慶長創建の建物は玄関・広間・対面所で、後に建築された書院と比較すると欄間にある障壁画の有無という差異が確認できる。
戦災焼失前の本丸御殿は、桟瓦葺（一部銅瓦葺）だったが、創建当初は杮葺（台所など火を使う場所は瓦葺）で、2018年に復元した本丸御殿は創建当初の杮葺を再現している。
中玄関（中之口部屋）、大勝手、下台所などの一部の建物は、明治初期に陸軍用地となった際に取り壊されている。これら殿舎等はすべて第二次世界大戦の空襲で失われたが、内部にあった障壁画のうち移動可能な襖などは取り外して倉庫に収められていたため焼失を免れ、戦後重要文化財に指定、保存されている。
1985年10月（昭和60年）に発足した名古屋城整備基本構造調査会にて名古屋城の総合的な整備も含め、本丸御殿の再建を検討中とされていた。1986年（昭和61年）1月3日に名古屋市は3年後（1989年）の「市制100周年記念（世界デザイン博覧会）」に向けての事業の中の一環として「近代文化・技術の殿堂」としての本丸御殿の再建を検討していた。しかし本丸御殿の再建が大きな課題となっていて、再建の事業費の予算の課題から市議会での市の本丸御殿の再建計画の批判などもあり、本丸御殿の再建計画が難航し計画の延期の末に中々出来ずにいた。1994年(平成6年)に造形作家の夢童由里子らが中心となって市民の手で本丸御殿を復元しようと「本丸御殿フォーラム」が立ち上げられた。
21世紀になって本丸御殿の復元が計画され、市民運動の高まりにより、2005年には松原武久市長が本丸御殿の復元を決定し、2006年（平成18年）の発掘調査と2007年（平成19年）には実施設計が行われた。そして2009年（平成21年）1月19日に復元費150億円を民間、国、市が三等分する形で着工。2013年（平成25年）5月29日より、玄関と表書院（謁見の場所）が一般公開された。2016年（平成28年）6月1日からの対面所と下御膳所の公開を経て、2017年度（平成29年度）に工事が完了。2018年(平成30年)6月8日より一般公開された。
復元範囲は戦災焼失前の構成に、中玄関（観覧者用玄関）を加えている。孔雀の間は壁画が元々、本丸御殿になかった為、無地のままで隣接する柳の間と併せて宿として貸し出しが行われ、また濃尾地震後の改造でそれ以前の内装が改造された大台所はミュージアムショップになっている。柱と土台の固定方法は、当初の計画では将来の取り外しを考慮して外側から金具で固定する方式だったが許可が降りず、結局は取り外し不可能な柱内部と土台を杭で固定する形となったが予算の関係で復元できなかった本丸御殿土塀と土塀門を除いて、建物は全て復元される。
なお、本丸御殿の建築材として木曽山のヒノキが使われており、木曽の山林地帯はかつて尾張藩の領地で、尾張藩は将来の為に森林保護や伐採抑制政策を進めていた。
本丸御殿の上洛殿将軍御座所には、富山県の井波彫刻の彫刻師が透かし彫り手法で制作し、京都の職人が極彩色に色付けした欄間7枚が設置された。最大のものは幅3.24m、高さ1.4m、厚さ0.27mの大きさで、焼失前の写真等を基に7年の時をかけ忠実に復元されたものである。上洛殿襖引手には七宝が施されている。

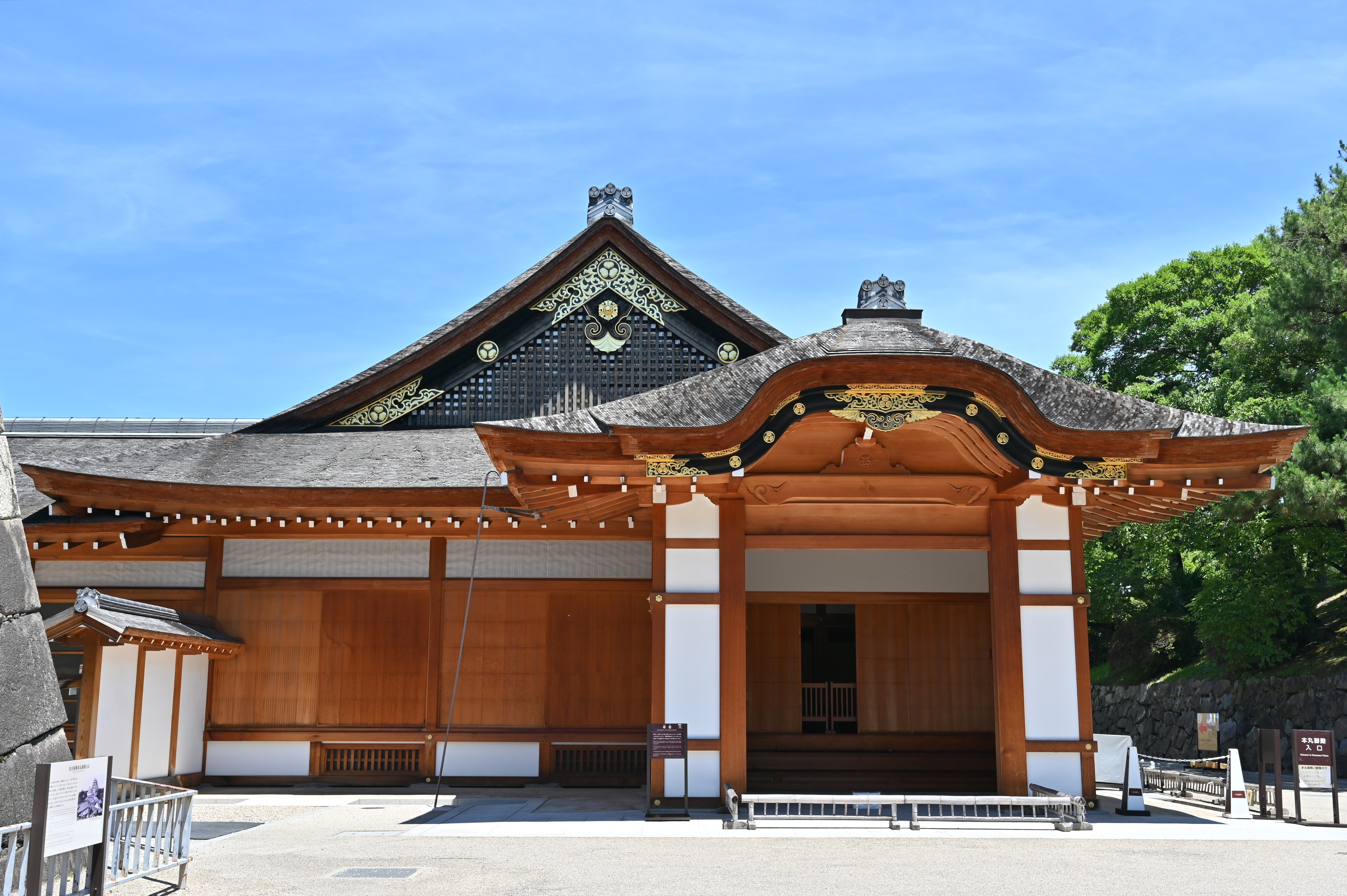
玄関・車寄
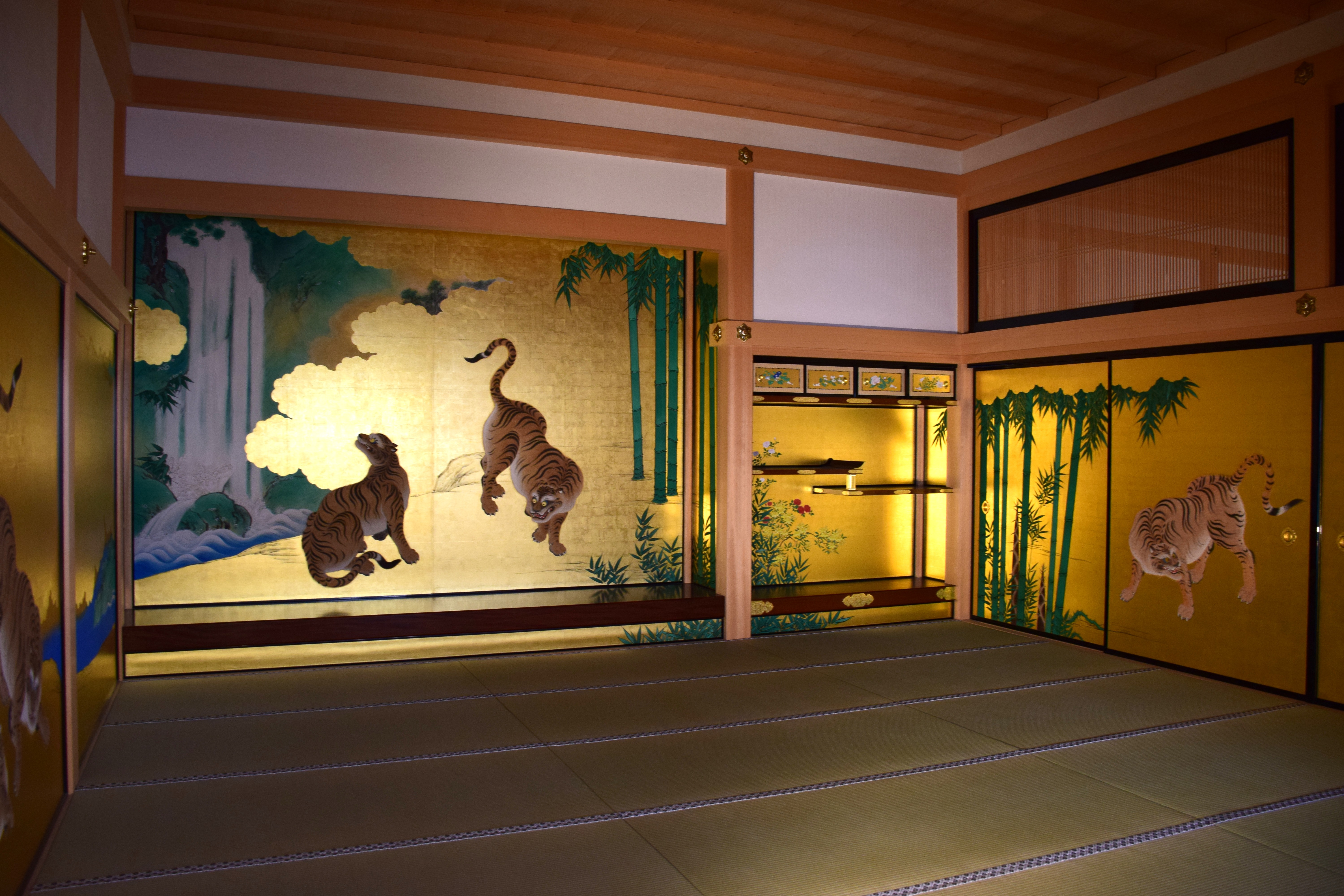
玄関・一之間
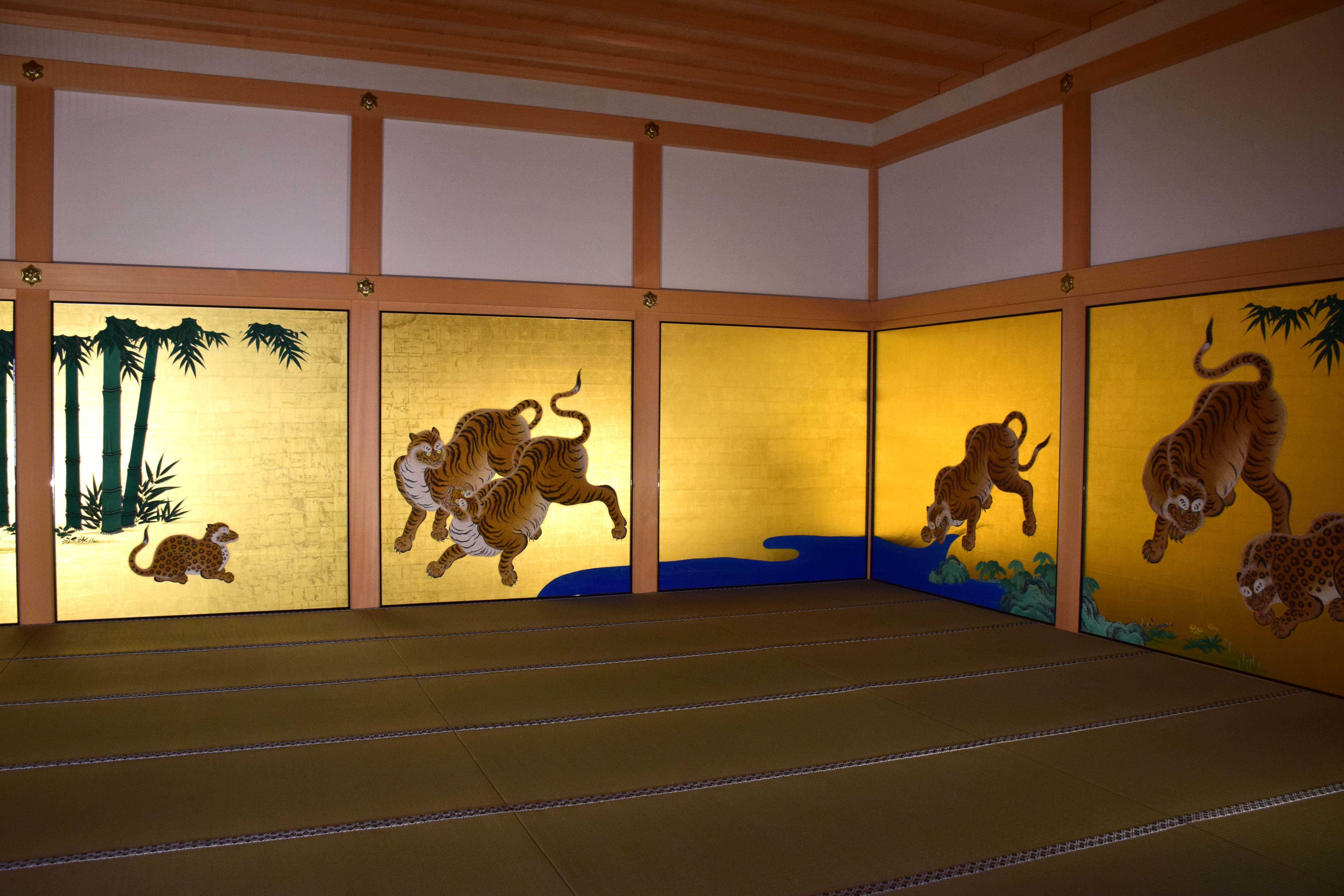
玄関・二之間
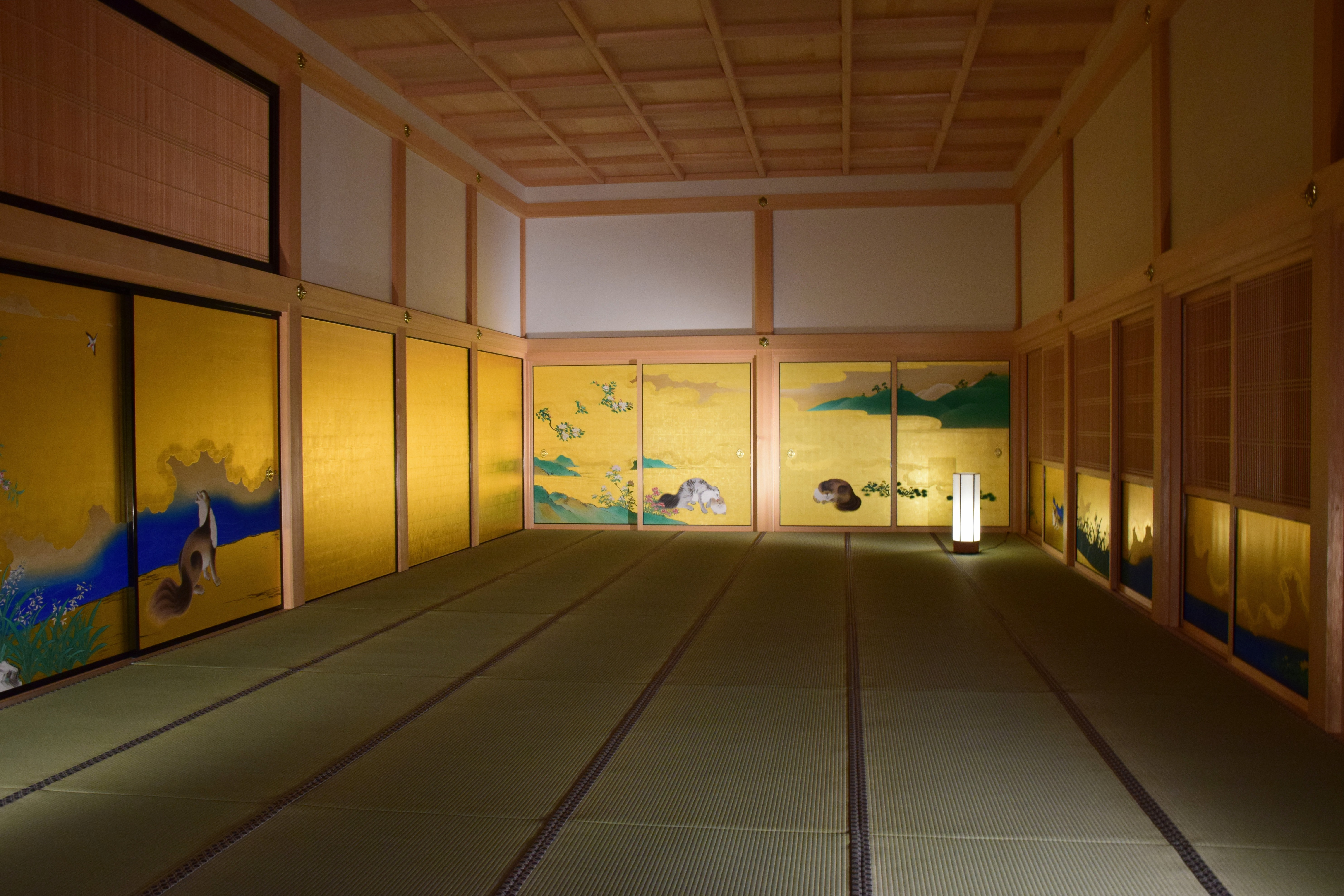
表書院・三之間
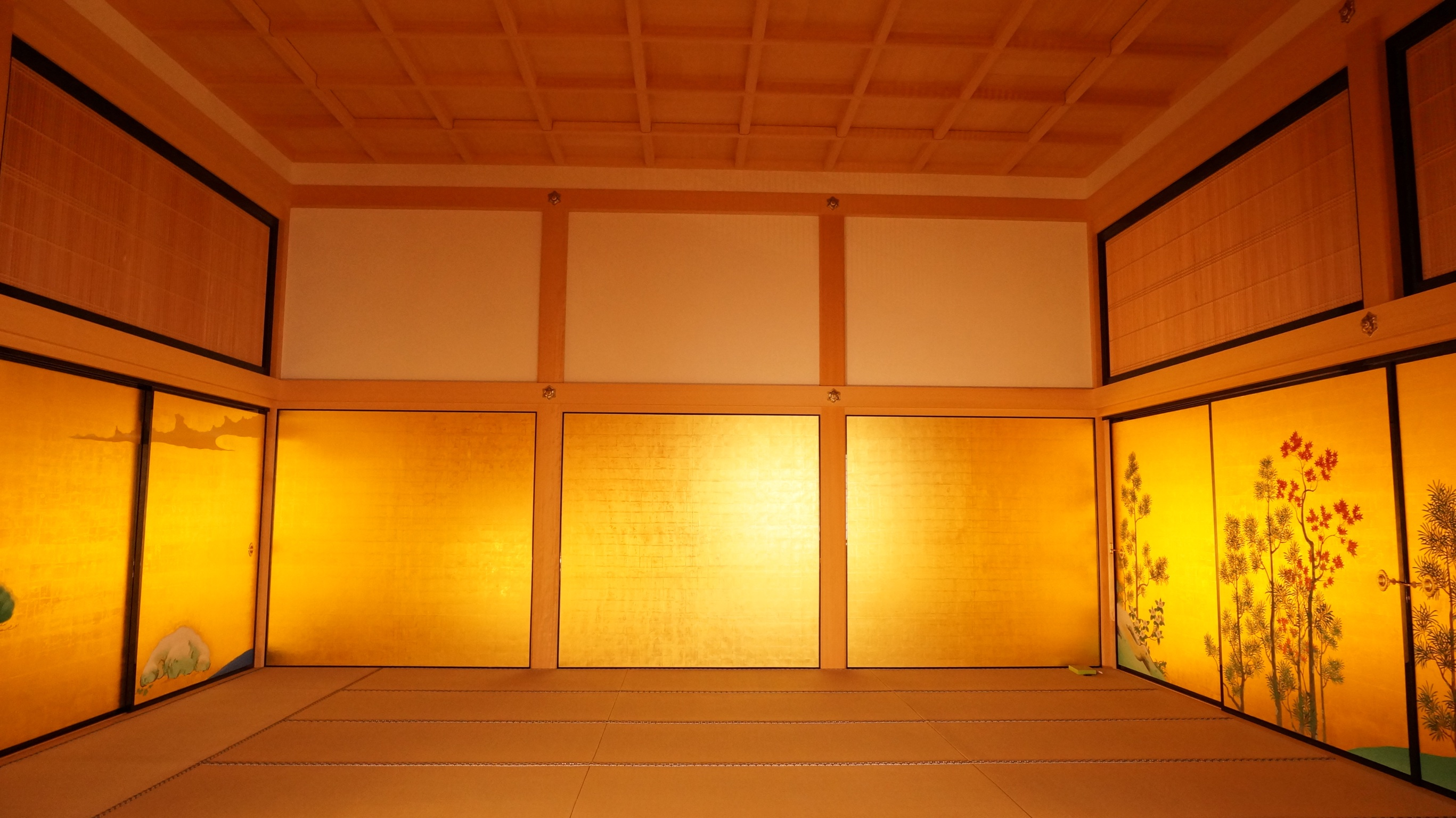
表書院・ニ之間
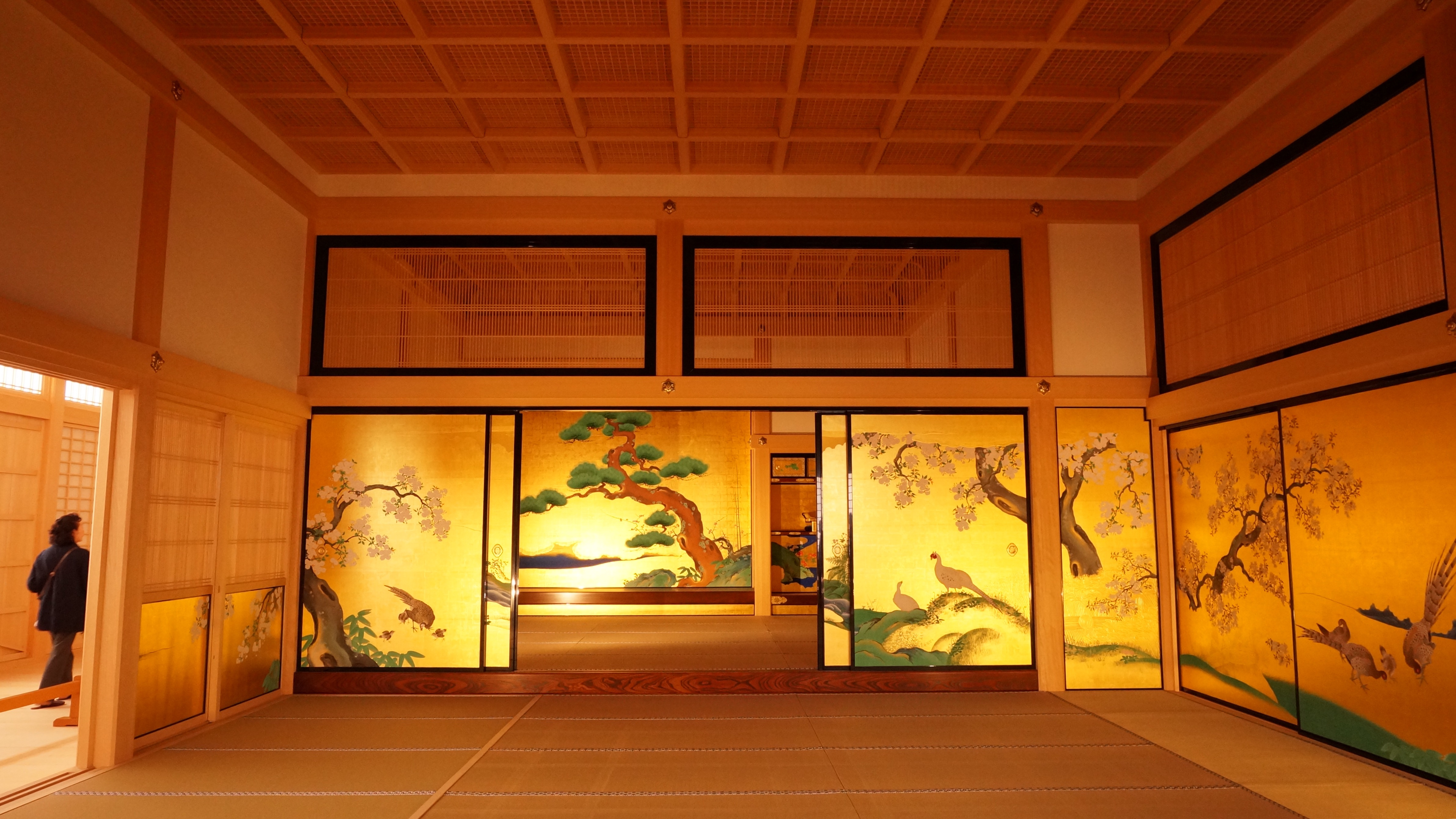
表書院・一之間
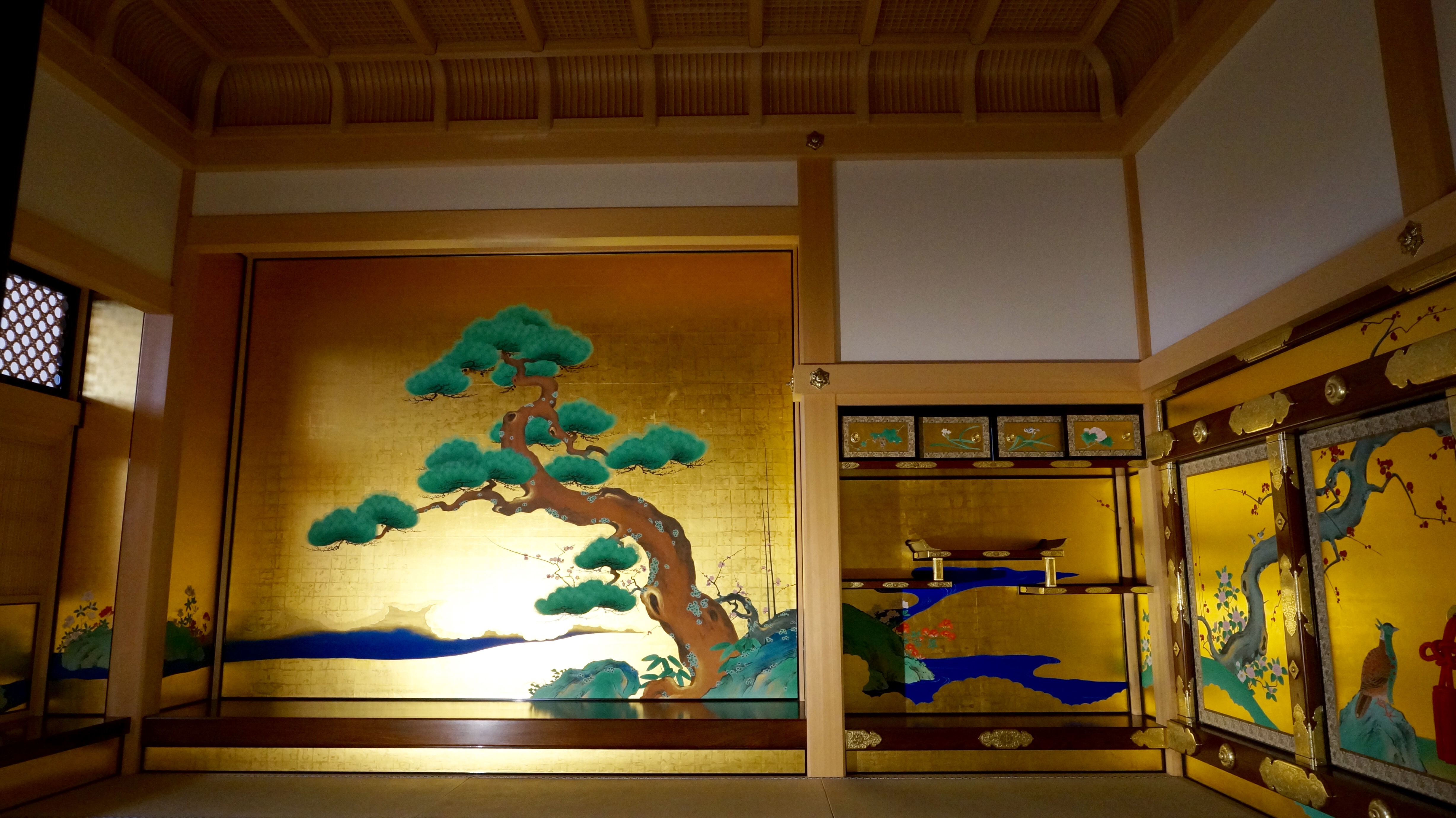
表書院・上段之間
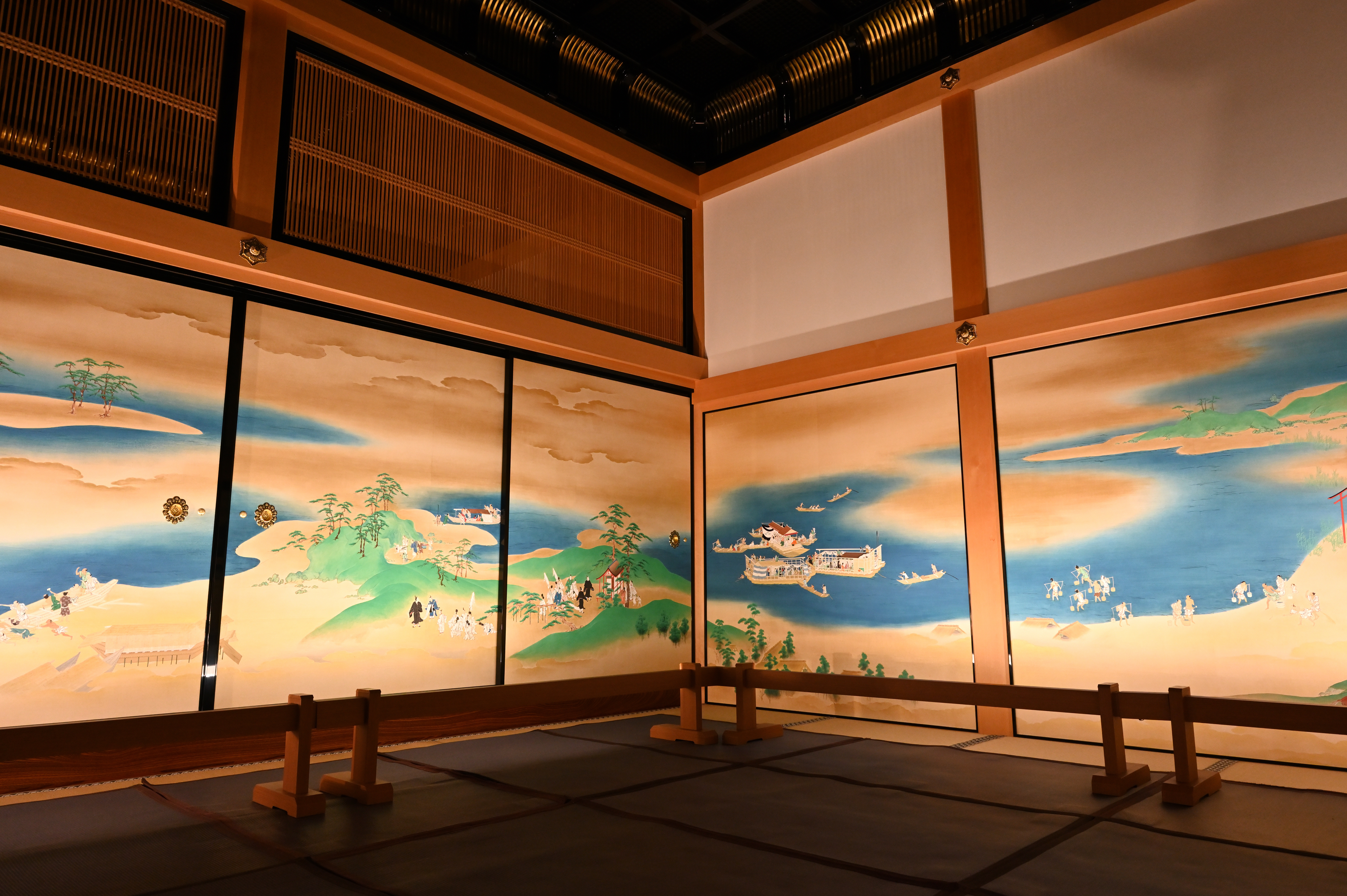
対面所・次之間
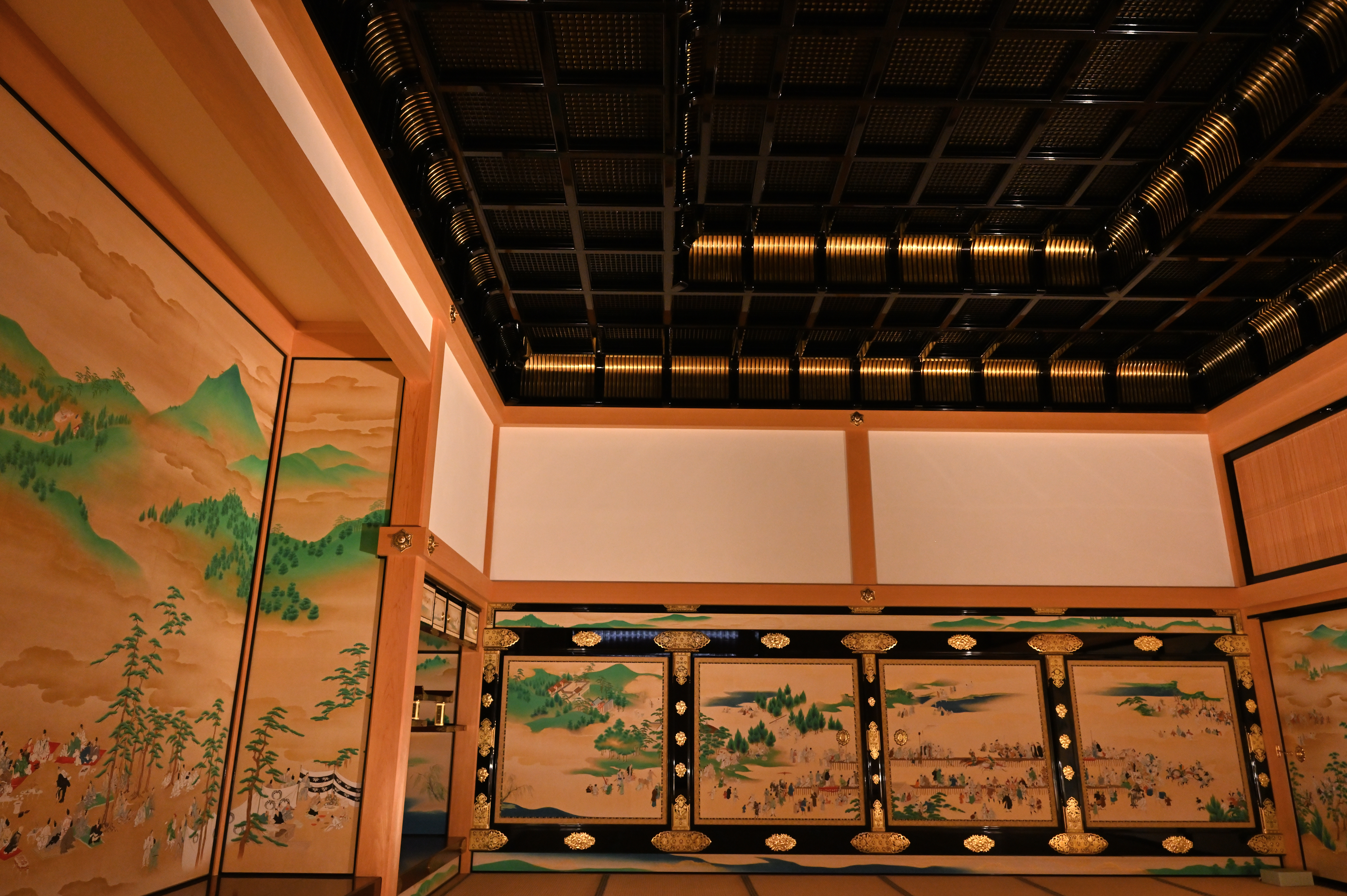
対面所・上段之間
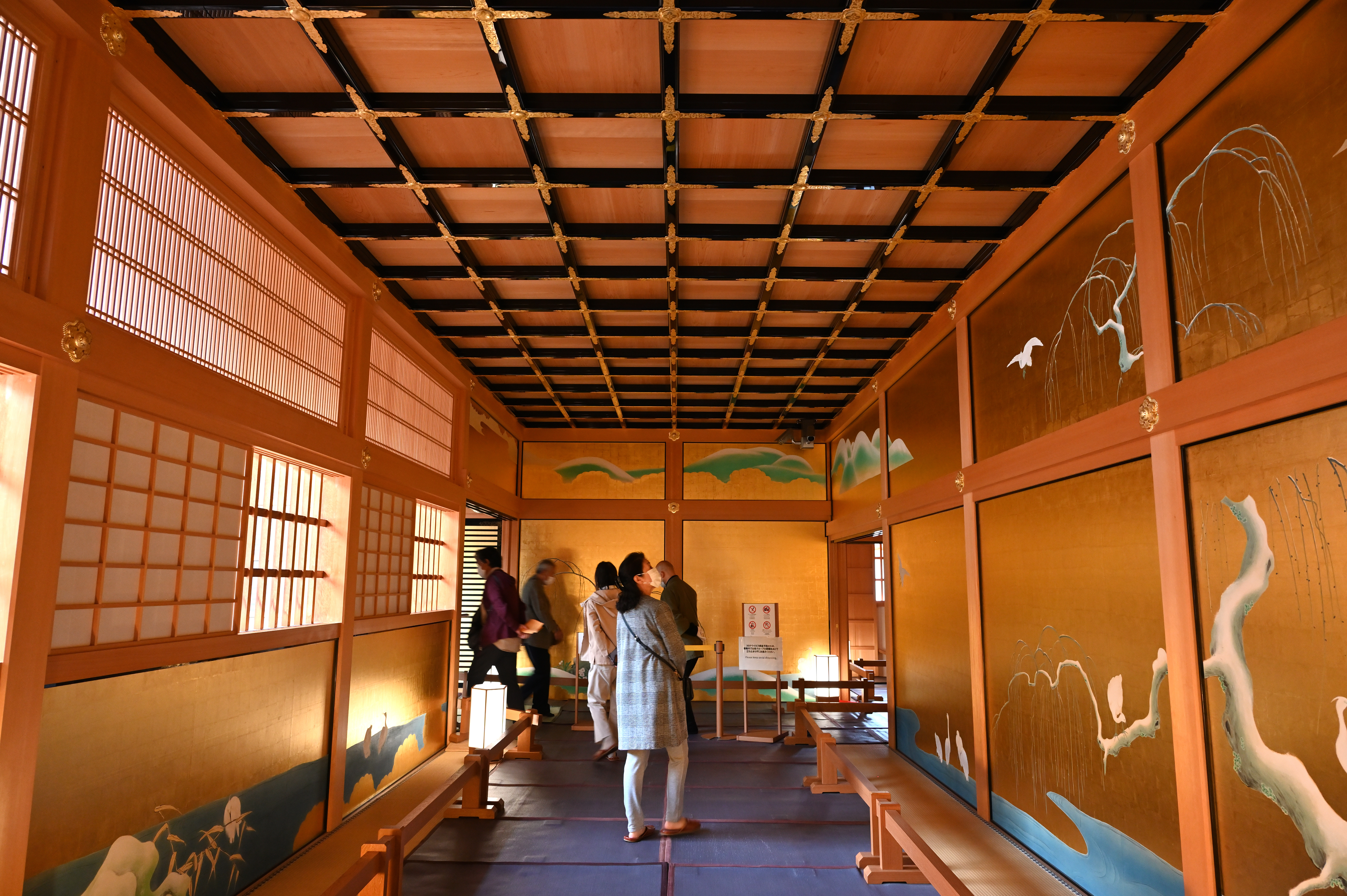
鷺之廊下
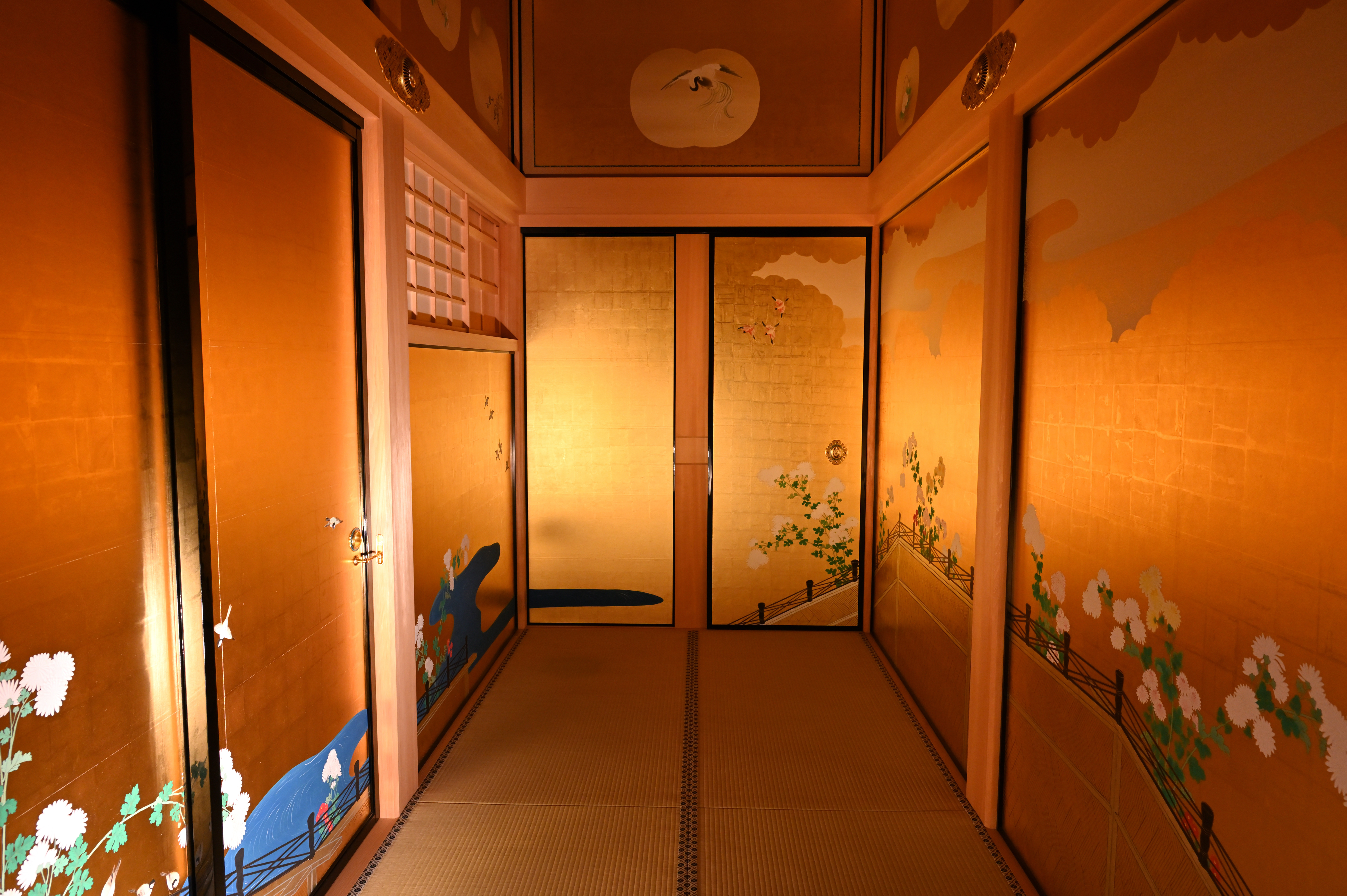
菊之廊下
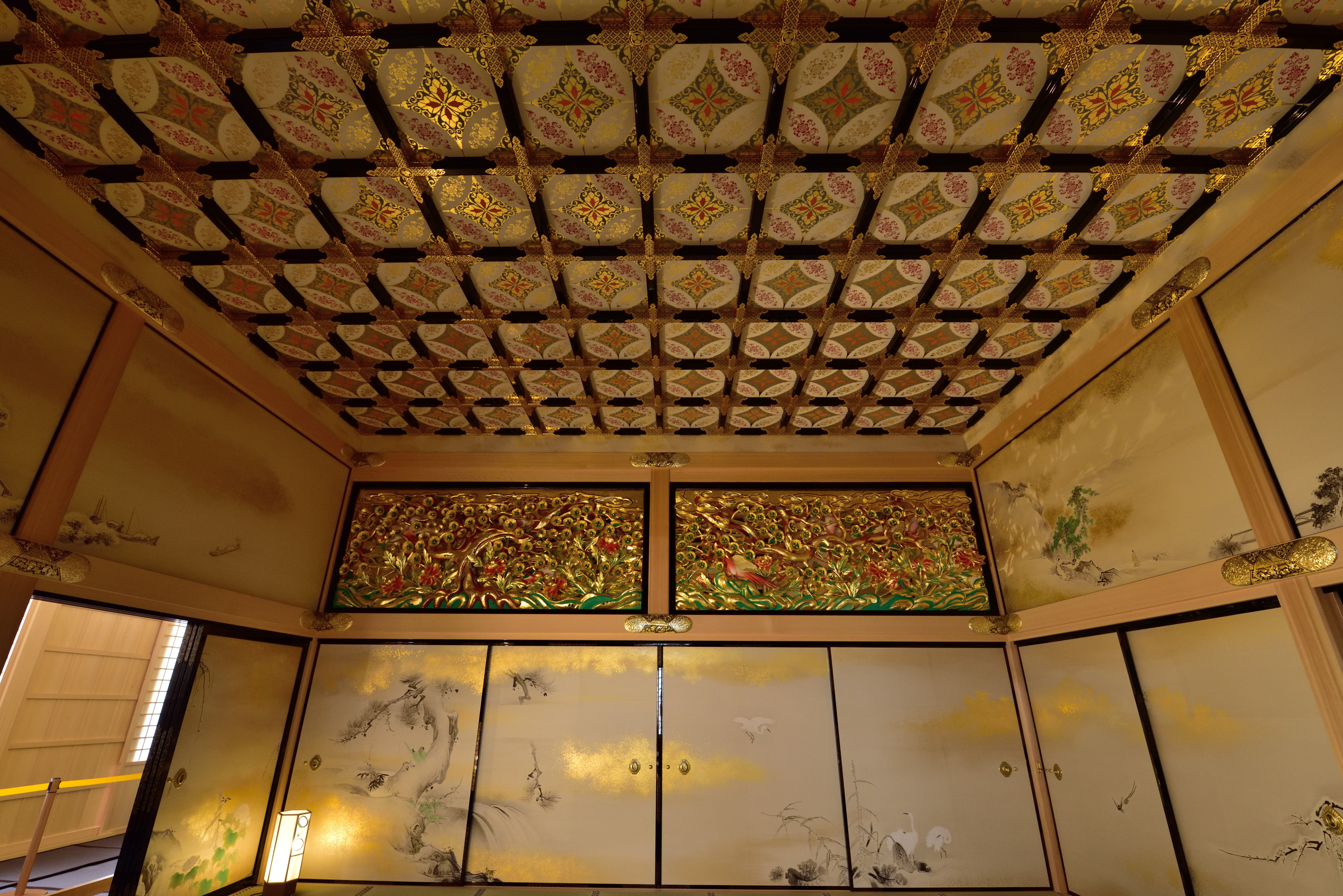
上洛殿・三之間
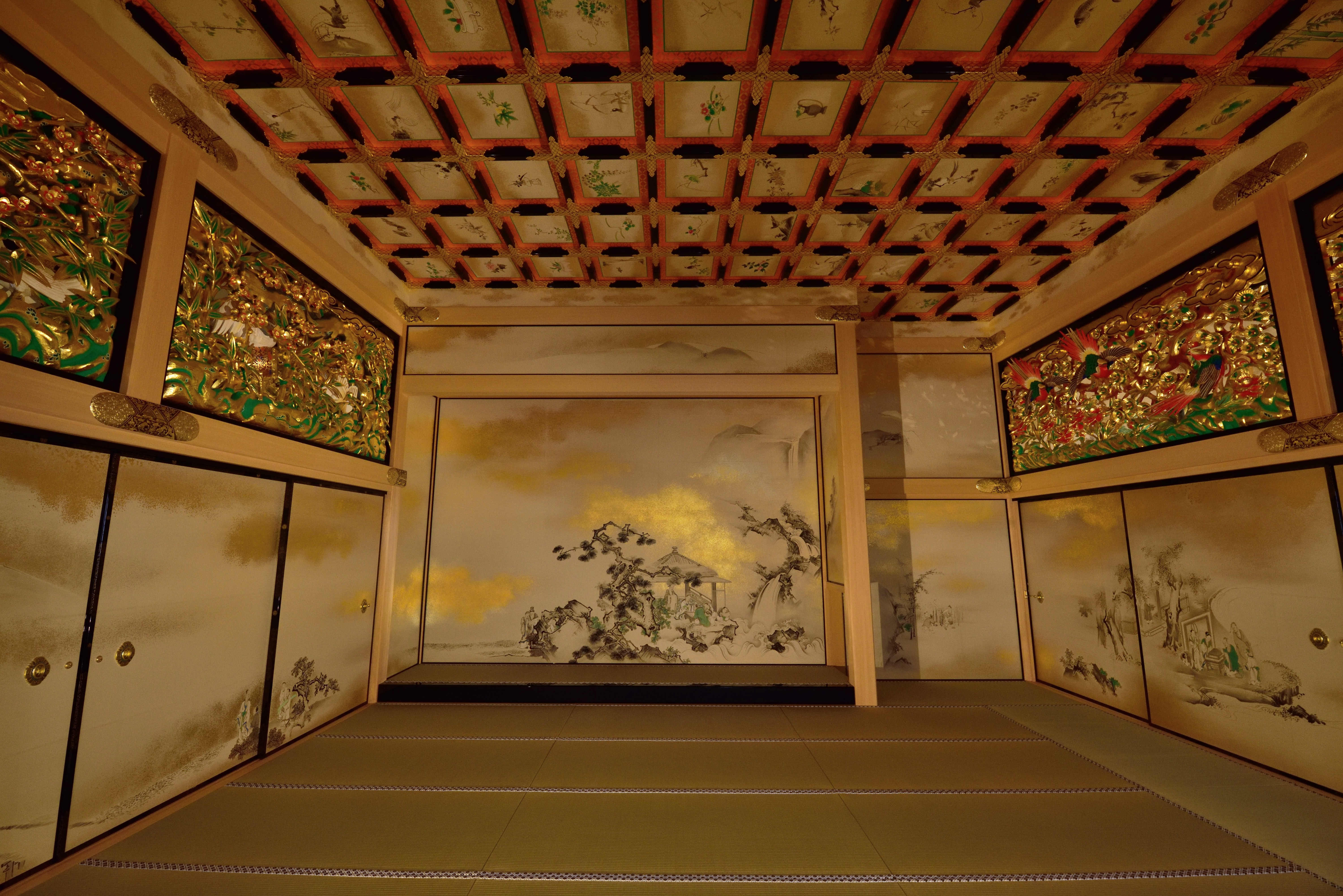
上洛殿・二之間
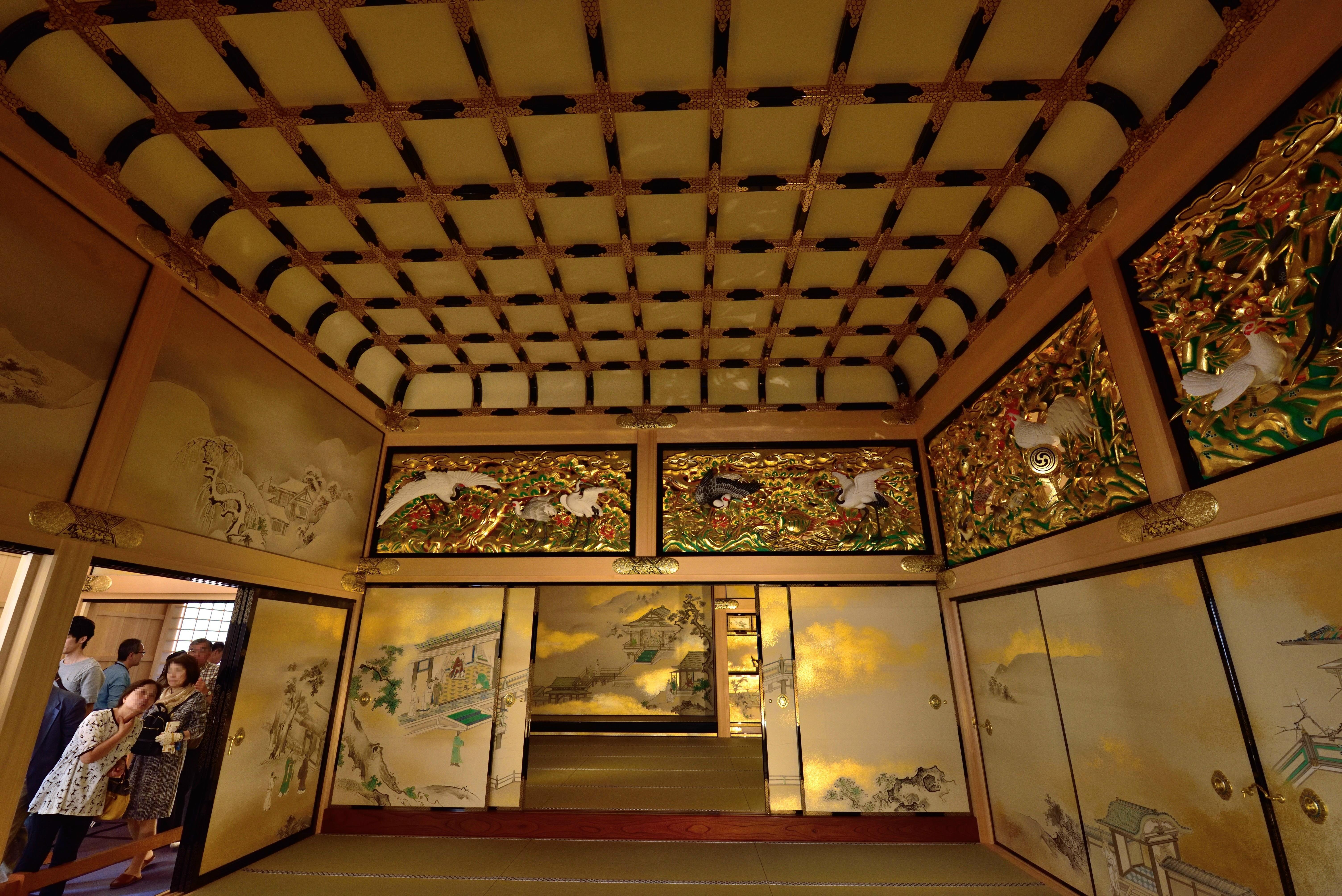
上洛殿・一之間
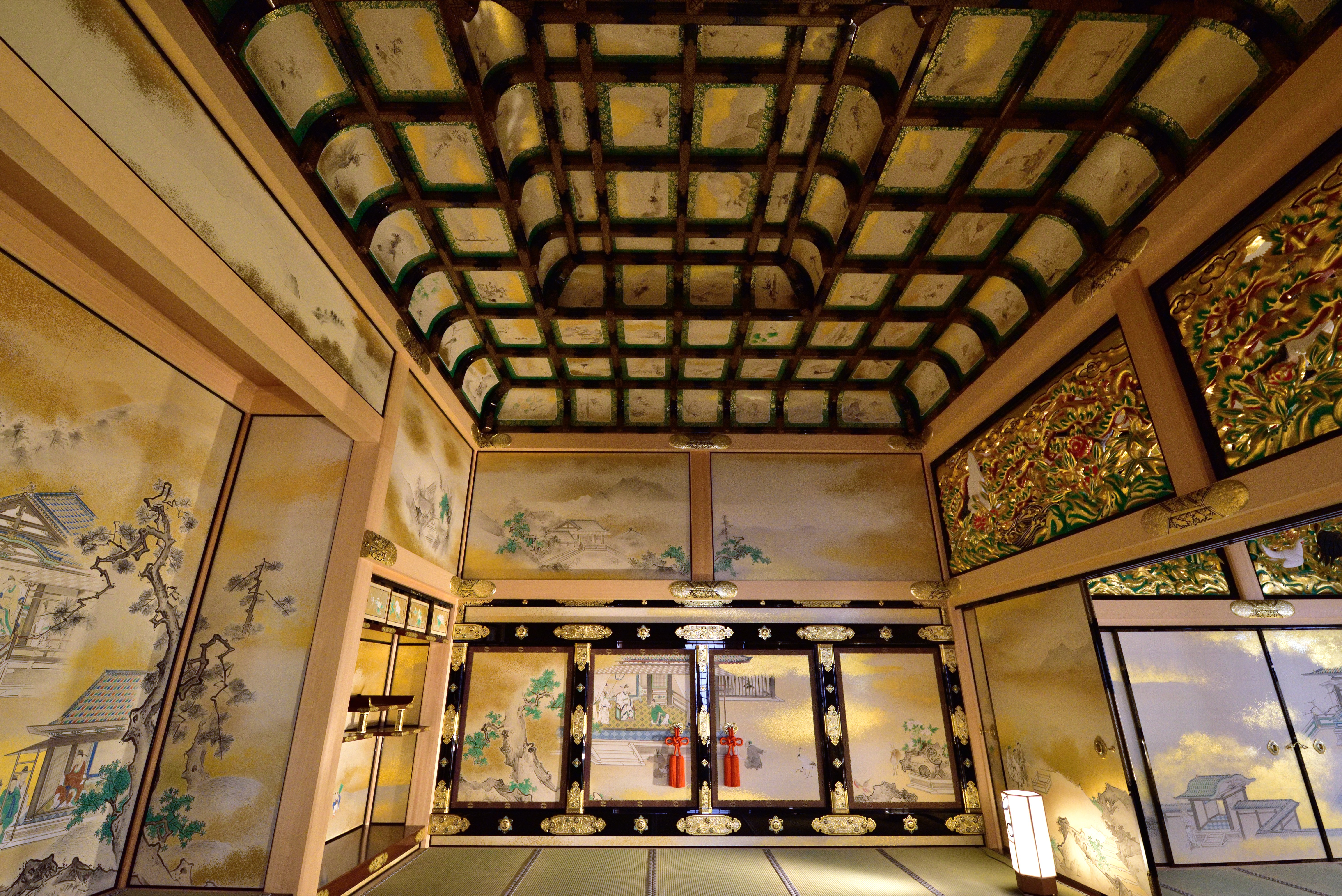
上洛殿・上段之間

### 二之丸

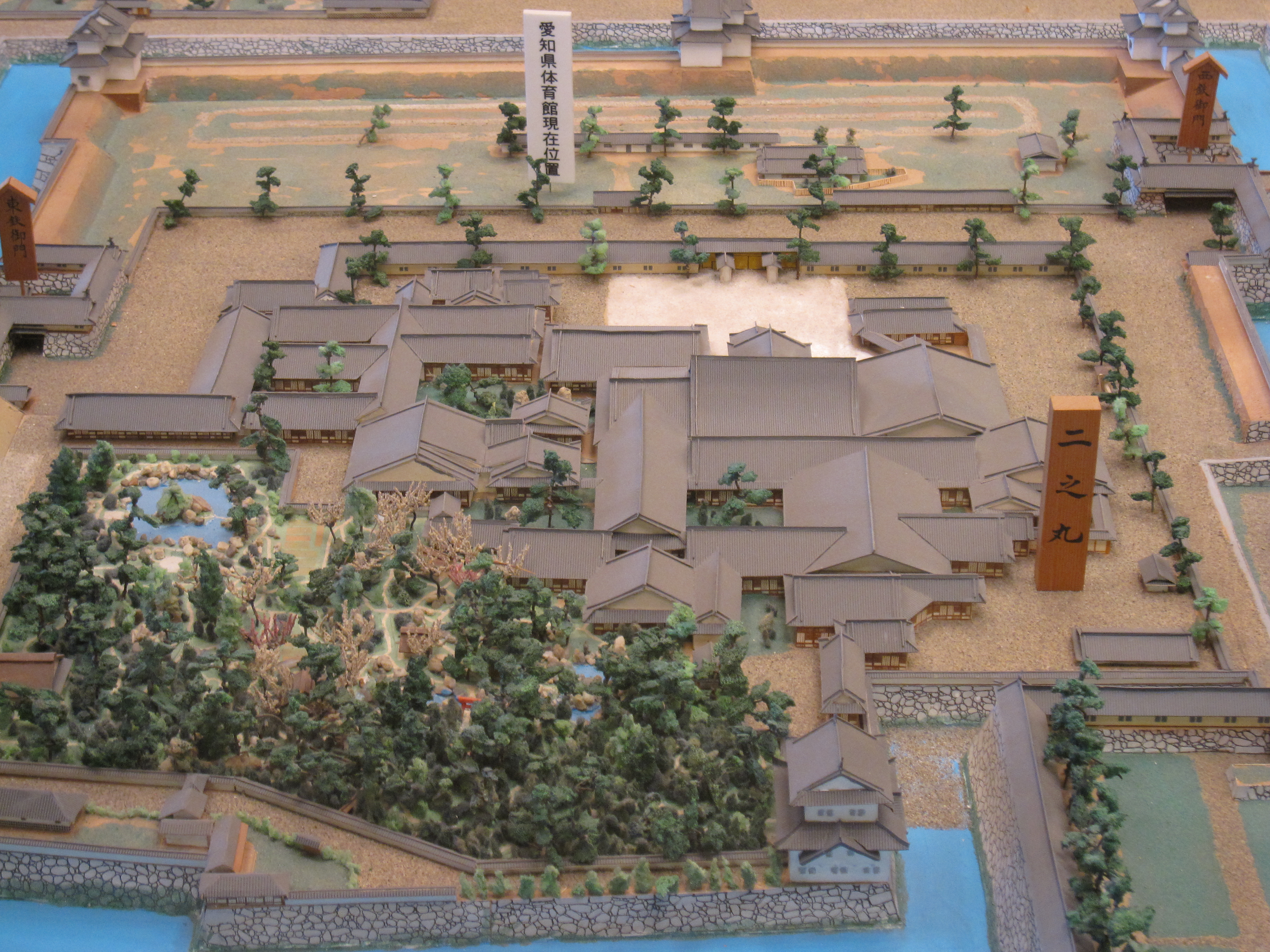
二之丸の模型
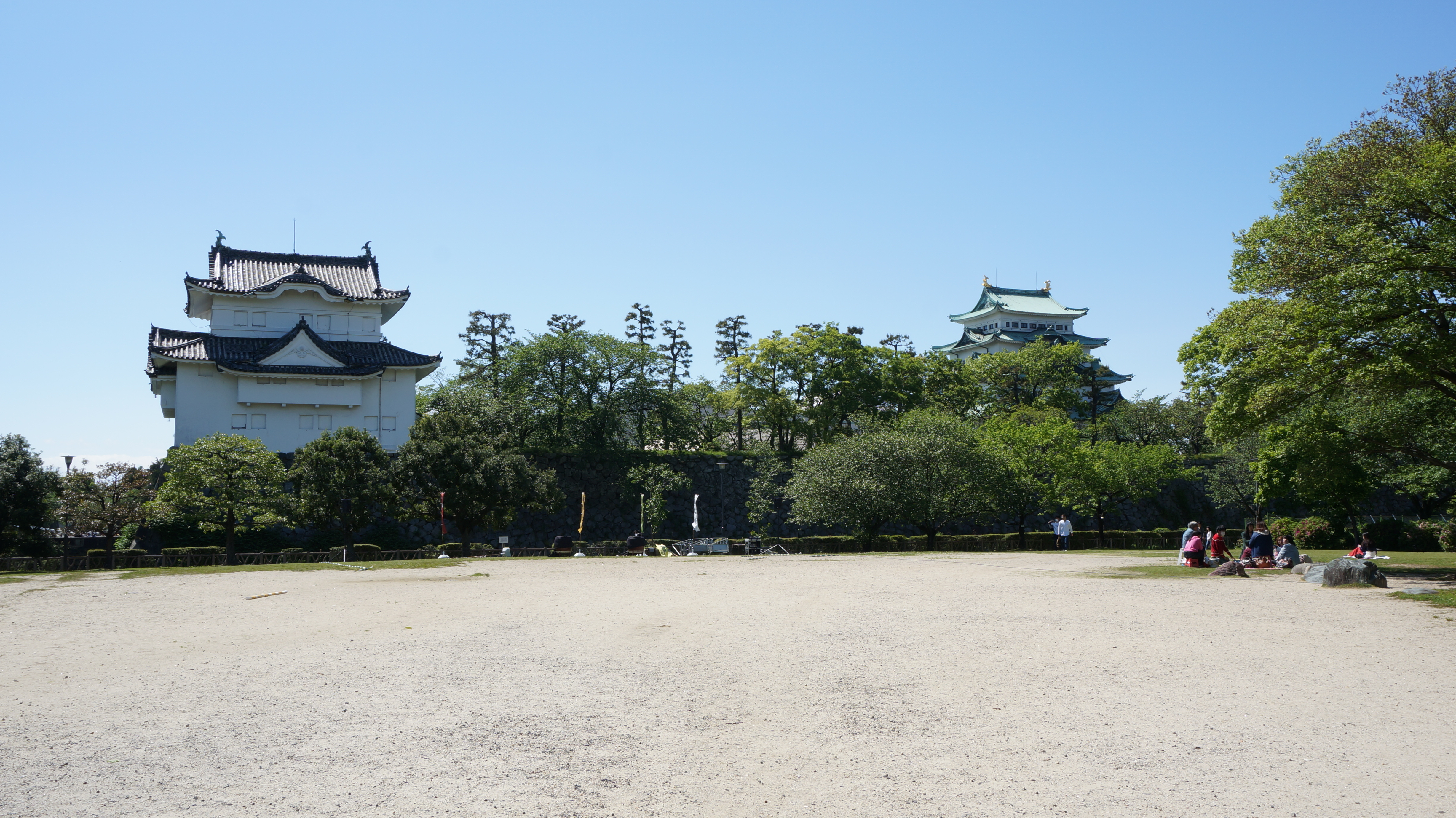
二之丸御殿跡

二の丸御殿は本丸御殿の3倍の大きさで二の丸の3分の2は二の丸御殿の建物で有った。当初藩主が本丸に居住していた頃は、この二之丸に将軍の御座所を設けていた。家康や初期の秀忠は上洛や大坂の陣の折にはこちらに滞在していたが、本丸御殿を御成専用にするため、二之丸にあった平岩親吉（1611年（慶長16年）没）の屋敷を改修して、1618年（元和4年）二之丸御殿とした。それ以後、二之丸御殿は「御城」と称され、藩主の住居兼尾張藩の藩庁機能を有することとなった。1620年(元和6年)に徳川義直は本丸御殿から二の丸御殿へ移り住んだ。
本丸の南東に位置し、南御門と東御門の馬出しに接している。その面積は、本丸・西之丸・御深井丸の3つをあわせたものに相当した。北東、南西、南東にLの字型の隅櫓を建て、南辺中央に太鼓櫓があったが、北辺中央隅部には逐涼閣、北西隅部には迎涼閣と、およそ防御施設とは思えない亭閣を配置したのは二之丸庭園からの景観との関係があったと思われる。西と東に鉄御門（くろがねごもん）を備え、どちらも三之丸と連絡していた。この鉄御門も桝形・2重城門の構造で、多聞櫓で囲まれていたが、これ以外の二之丸の外周は、基本的に土塀で囲まれていた。二之丸御殿は二之丸の北側に位置し、南側に弓道場や馬場があった。また徳川慶勝が写真機で撮影した取り壊される以前の二之丸御殿等の写真があり、当時の二之丸御殿等の姿を知る歴史的史料価値の高い写真として現在でも残っている。
二之丸御殿の表門として南に黒御門があり、近くに不明門、西に孔雀御門、東鉄御門近くには女中門や召合門、内証門、不浄門、本丸東御門馬出し付近には埋門を設けていた。御殿の南面から東鉄御門にかけては多門（長屋）がたち、西面と東面は土塀をまわしていた。黒御門から入ると正面から西にかけて表御殿、その奥に西から中奥御殿と奥御殿、黒御門東側が御内証（大奥）御殿、その奥に広大な二之丸庭園があった。この二之丸庭園は藩主専用の庭で、城郭内部にある庭園の規模としては前代未聞であった。初期は中国風庭園だったが後に純和風回遊式庭園となった。
二之丸御殿や4棟の櫓は名古屋鎮台となった1871年（明治4年）頃に取り壊され、現存しているのは西、東のそれぞれ鉄御門二之門の2棟及び江戸後期に建てられた茶室の余芳のみであるが、東鉄御門二之門は本丸東御門二之門跡に移築されている。その他の二之丸内の建築物はすべて取り壊されたが、現在二の丸庭園に余芳が移築復元整備されている。馬場跡には一時期名古屋大学本部など同大学の施設が置かれた後、同大学の東山キャンパス移転後1964年に愛知県体育館が建てられた。なお現在、二之丸の整備計画があり、中長期的な目標として将来的に愛知県体育館を移転してかつての二之丸御殿・向屋敷、弓道場や馬場やそれを見物するための建物と大手門・東門と二之丸の櫓などを復元及び施設整備が出来ないか、関係各機関と協議を行っており、2017年（平成29年）度に二之丸南部の基本構想を策定したいとしている。アジア競技大会が開催される2026年までに愛知県体育館を名城公園北園に移転する事を決定し、2025年7月開館を目標に工事中であり、体育館の移転後に名古屋城を訪れる観光客の憩いの場として、二之丸御殿の建物の立面図は存在しないものの徳川慶勝が撮影した外観の古写真や平面図、飾金具の絵形、屏風に仕立てられた障壁画の資料がある為、それらを参考に二之丸御殿と馬場・弓道場等の木造復元・整備したいとしている。二之丸の復元整備の計画は2030年～2040年頃の完成を予定としており、完成後の二之丸御殿では殿様気分を味わえるコスプレ撮影会などのイベントや宴会や結婚披露宴としての貸出しなどの活用や、馬場では競馬や流鏑馬とそれを観光客が見物出来るようにするなどのアイデアがある。
徳川美術館の第2～4の展示室には二之丸御殿の猿画茶屋、書院上段の問と鎖の間、能舞台等の内部の一部などが部分的に再現されて展示されている。
また、二之丸は名古屋城の前身で織田信長最初の居城であった那古野城の跡とされているため、それを記念する石碑が建てられている。

### 西之丸

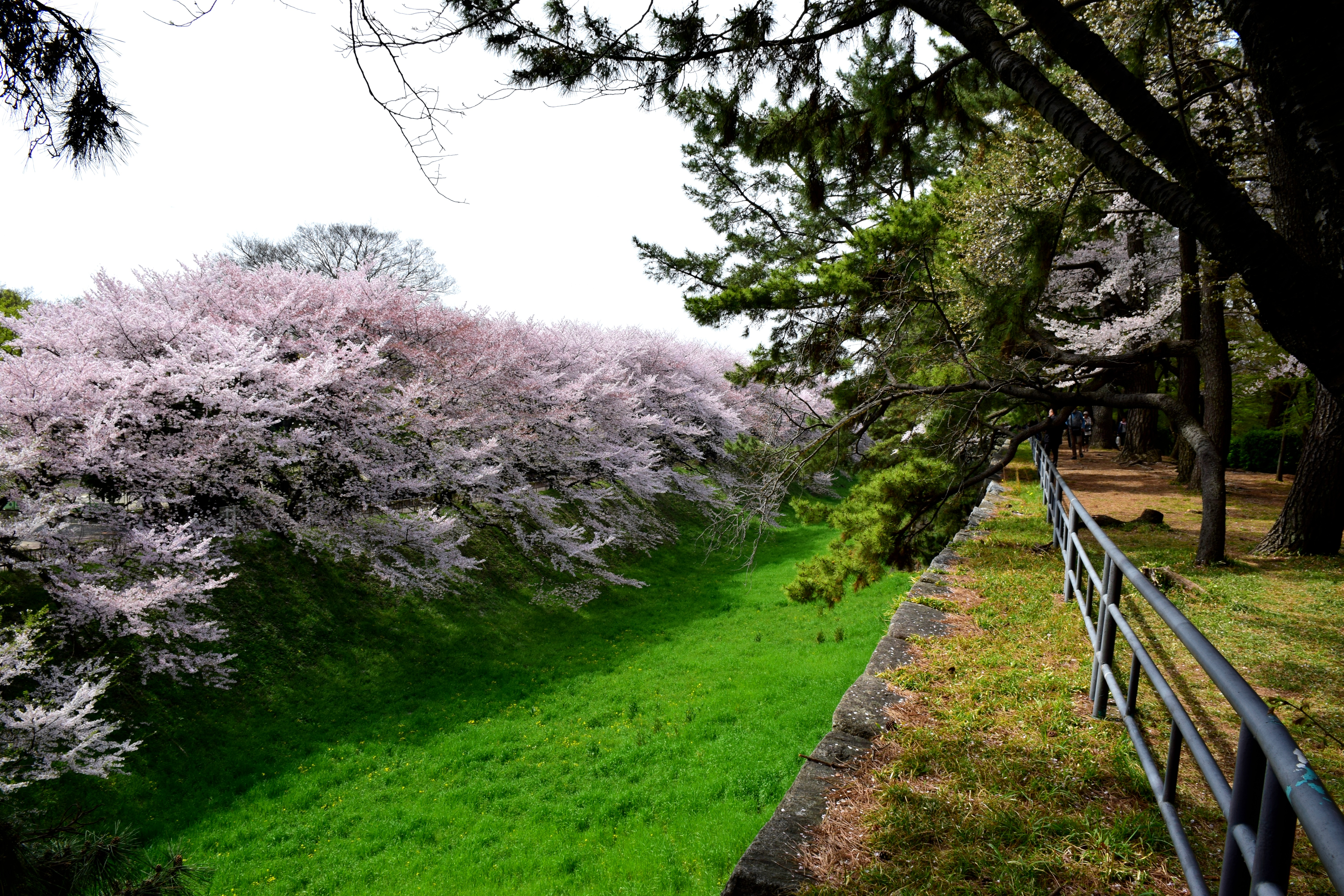
西之丸南側の外堀と桜

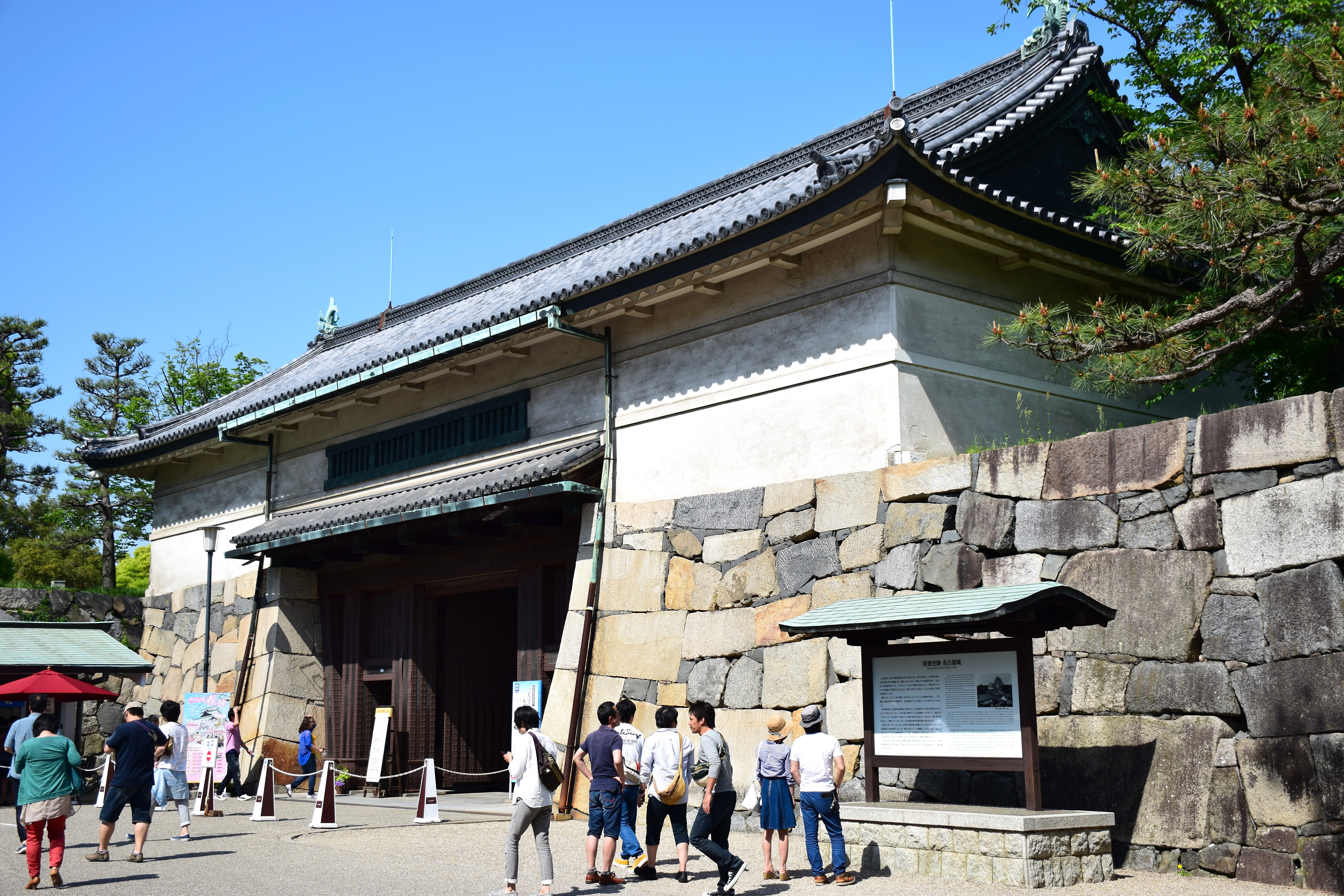
正門（復元）

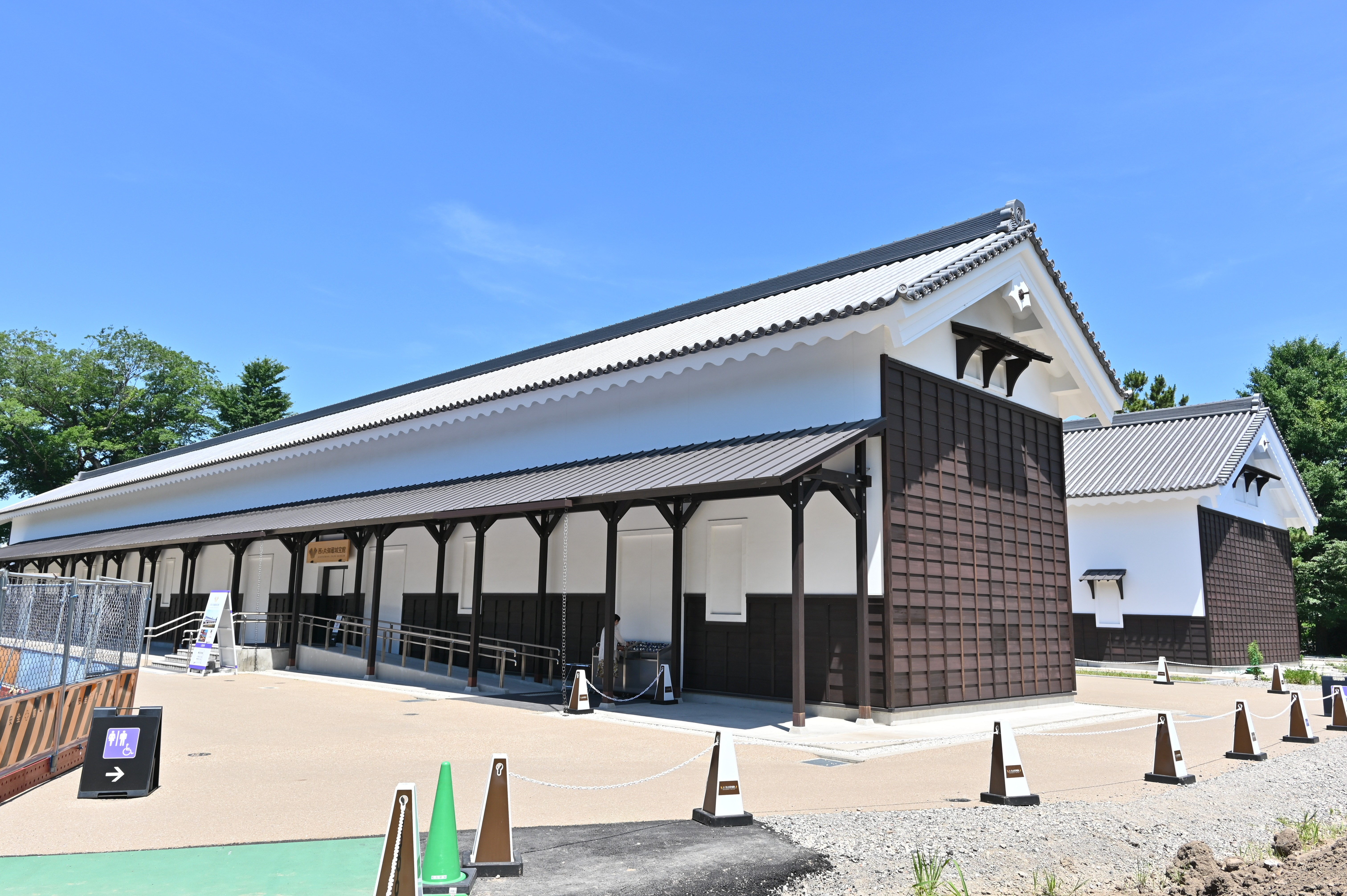
西の丸御蔵城宝館

大天守と月見櫓（明治期）

西之丸（にしのまる）は名古屋城内の大手筋に位置し、南側に榎多御門（えのきだごもん）があり、桝形・二重城門構造で固めて三之丸と連絡していた。南辺を多聞櫓で防御し、その他の辺は土塀を建てまわし、その一部には物見窓が設けられていた。さらに南西隅部に未申櫓、御勘定多聞櫓、南蛮鉄多聞櫓、古木多聞櫓、榎多御門枡形に麻木多聞櫓、西面中央に月見櫓を建てていた。その内の古木多聞櫓には、天守や櫓の雛形（築城時のもの）が納められていたという（金城温古録）。郭内には6棟の米蔵が建てられ、食糧基地としての性格を持っていた。また、六番御蔵は今川氏豊の時代のという話や、福島正則の清洲城の蔵を移築したという話もある。
西之丸の建築物はすべて明治年間に取り壊され、榎多御門のみは1911年（明治44年）に旧江戸城蓮池門を移築して正門と改称したが、1945年（昭和20年）の空襲で焼失し、戦後再建された。現在の正門がこれである。なお、現在の西之丸には名古屋城総合事務所と、国の天然記念物に指定されている名古屋城のカヤがある。文化財の保存と公開ができる場として、現在の天守閣にある展示品と収蔵品の数々は天守閣の木造復元化によりここに移転され、かつて6棟あった米蔵のうち3番と4番の位置を米蔵の外観意匠に準拠した鉄筋コンクリート平屋造りの展示収蔵施設を建設し、残りの1番、2番、5番、6番の米蔵は地下遺構の平面表示を行う整備計画が進められている。明治期に撮影された米蔵が写っている西之丸の古写真や昔の西之丸の平面図などの米蔵の資料を参考に展示収蔵施設の基本・実施設計を安井建築設計事務所名古屋事務所が行い、2018年（平成30年）1月から建設工事を開始し、約1年の工事で展示収蔵施設を完成させた。その後、2020年（令和2年）3月に発生した六番御蔵の破損事故により2020年度のオープンは延期となったが、2021年（令和3年）4月16日に「西の丸御蔵城宝館」がプレオープンし、5月9日まで限定公開されたのち、11月1日にグランドオープンを迎えた。

### 御深井丸
御深井丸（おふけまる）は本丸の北西に位置し、本丸とは不明御門で連絡でき、本丸北側の御塩蔵構（おしおぐらがまえ）や西之丸とも狭い通路でつながっていた。

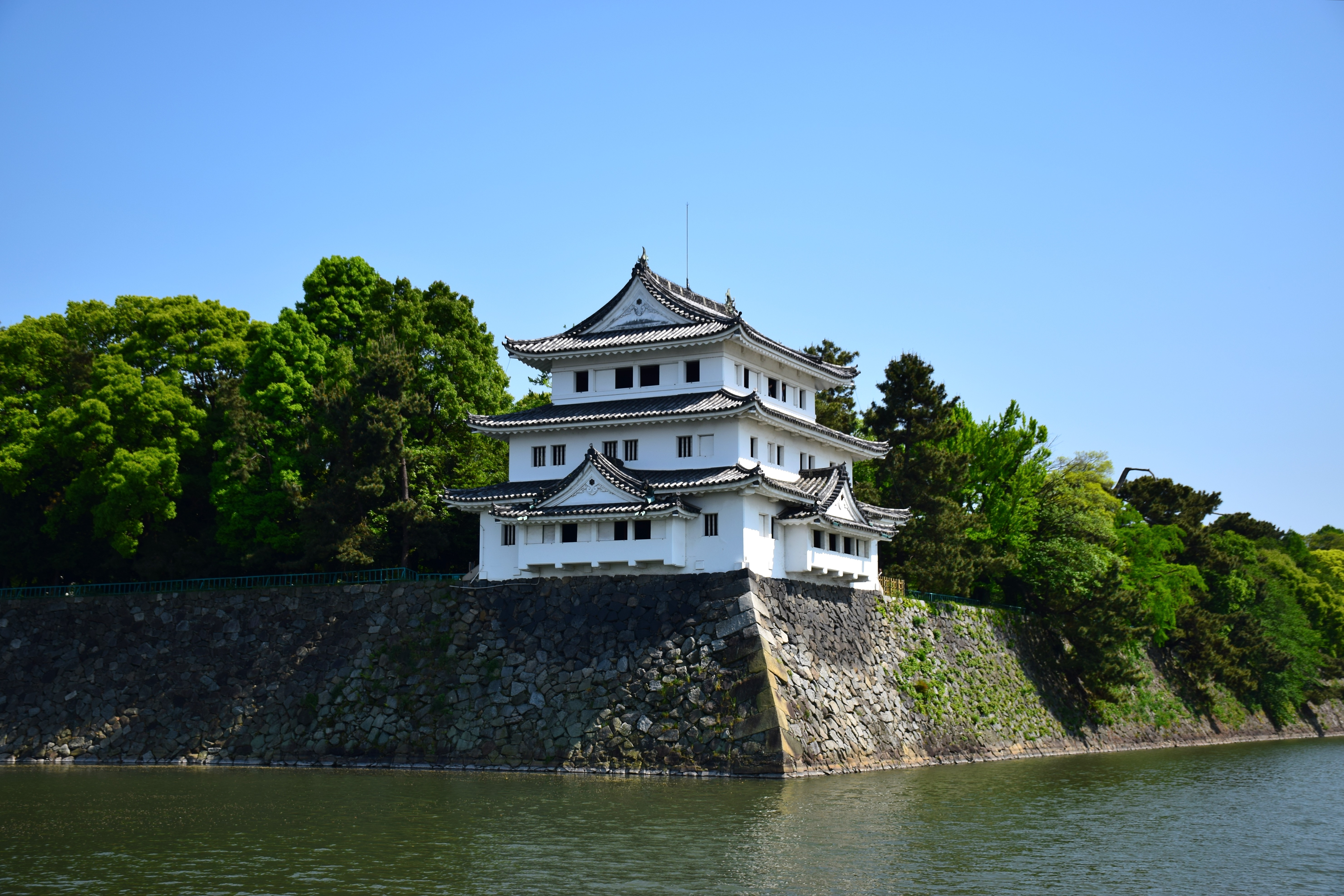
御深井丸 西北隅櫓

御深井丸は本丸の後衛を担う郭であり、当初は4棟の隅櫓と全周に多聞櫓を建造する計画であったが、元和偃武により工事が中断した結果、2棟の櫓と多門櫓の一部以外は土塀が巡らされてそのまま江戸時代を過ごした（櫓台のみは築かれており、この部分は石垣が他のところよりも一段高くなっている）。内部には大砲や弓等の飛び道具に関連する蔵が置かれており、かつては火薬庫もあったが、大坂城のように落雷による火薬庫爆発で大きな被害を受けた例があり、城外に移転した。火薬庫は、強度を高めるために周りを盛土で補強していた。
2棟の櫓は、北西隅に3層3階の西北隅櫓（戌亥隅櫓）と、北東西寄に2層2階の弓矢櫓であり、うち西北隅櫓が現存している。西北隅櫓は三重櫓で、平面規模は桁行8間、梁間7間、高さは約16.3メートルある。その規模は宇和島城天守（高さ約15.7メートル、桁行6間、梁間6間）を上回り、3重5階の高知城天守（高さ約18.6メートル、桁行8間、梁間6間）とは高さでは及ばないものの平面規模では凌駕している。1611年（慶長16年）に清須城天守または小天守を移築したものと伝えられているため清洲櫓とも呼ばれている。解体修理の際には、移築や転用の痕跡も見つかっているため、実際に清須城から移築されてきた可能性も指摘されている。西北隅櫓は近年、市内の堀川を中心とするカワウの大量発生による屋根への糞害が著しくなっているが、抜本的対策がないままとなっている。
また御深井丸には、乃木倉庫と呼ばれる明治初期に建てられた旧日本陸軍の弾薬庫が現存している。名古屋市内に現存する最古の煉瓦造といわれる倉庫で、太平洋戦争中は本丸御殿の障壁画などが収められていた。乃木希典が名古屋鎮台に在任中に建てられたので、いつしかこの名が付いたといわれる。1997年（平成9年）に国の登録有形文化財に登録された。
その他に御深井丸の東には、天守再建工事の際に取り除かれた天守の礎石が置かれている。空襲時に礎石についた黒い焼け痕が、現在でも観察することができる。

### 三之丸

加藤清正像　背後は名古屋能楽堂

三之丸は現在名古屋市中区三の丸一丁目から四丁目までの地域とほぼ一致する広大な敷地にあった。郭内は重臣屋敷や各種神社が建てられていた。門は5つあり、西に巾下御門（はばしたごもん）（埋門）、南面西側に御園御門（みそのごもん）、南面中央に本町御門、東に東御門、北面二之丸横に清水御門である。それぞれに桝形を持っていた。ただし、門付近は石垣だったが、そのほかは土居となっていた。三之丸の土塁北側を御土居下と呼び、万一落城の事態へ陥った際には城主が脱出する経路とされ、専門の人員も配置された（御土居下御側組同心）。
三之丸内の建造物はすべて取り壊されているが、春日井市上条町の泰岳寺と一宮市の妙興寺に清水御門を移築したものが残っている。1875年（明治8年）、名古屋鎮台が城内に置かれたのを機に三之丸東照宮、三之丸天王社は三之丸南側の現在地（名古屋市中区丸の内）に移され、東照宮は名古屋東照宮（1945年の空襲による戦災で国宝の社殿など焼失）となり、天王社は那古野神社となっている。現在、東照宮と天王社があった場所は名古屋農林総合庁舎第一号館、第二号館、水資源機構（独立行政法人）中部支社総務部総務課が建てられており、名古屋能楽堂や名城公園正門前駐車場などがある場所には台徳院殿、大猷院殿、厳有院殿などの寺院や神社や屋敷がかつてあった。なお2018年現在、東照宮と天王社があった場所の名古屋農林総合庁舎第一号館、第二号館が移転され、その北側半分の土地に『金シャチ横丁』と言う名古屋めしを提供する商業施設の建物群が造られている。
明治以降は官庁街として発展した。現在、三の丸には愛知県庁、名古屋市役所、愛知県警察本部、各種合同庁舎などが建てられ、愛知県行政の中枢的な地域になっている。三之丸外の名古屋城外堀は、明治後期から昭和後期にかけて、一部が名鉄瀬戸線の線路敷として利用された（後述）。また1975年（昭和50年）、この外堀にヒメボタルの生息が確認され以後保護活動が始まっている。

### 名古屋城の金鯱

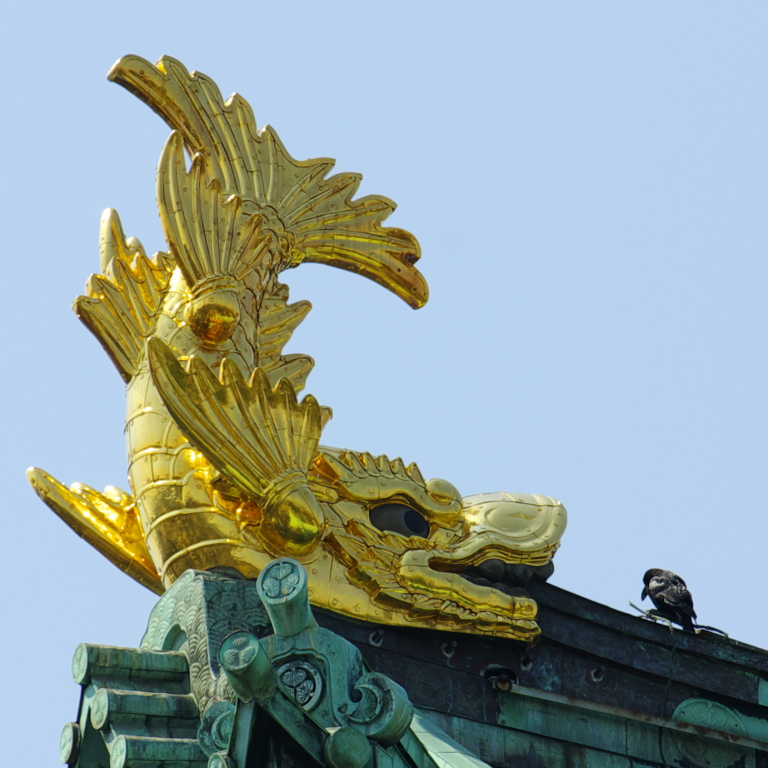
金鯱

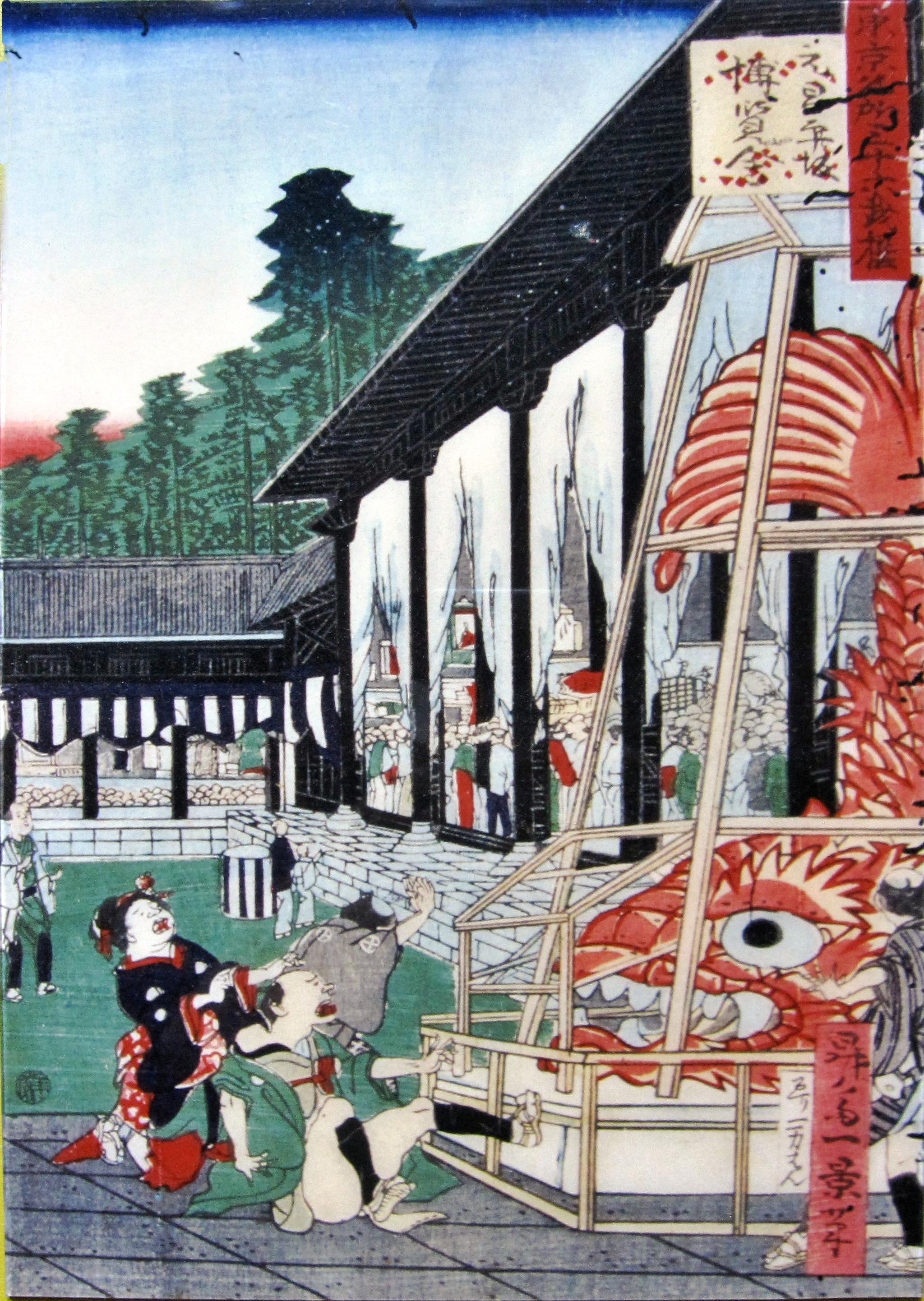
明治5年　東京で展示された金鯱

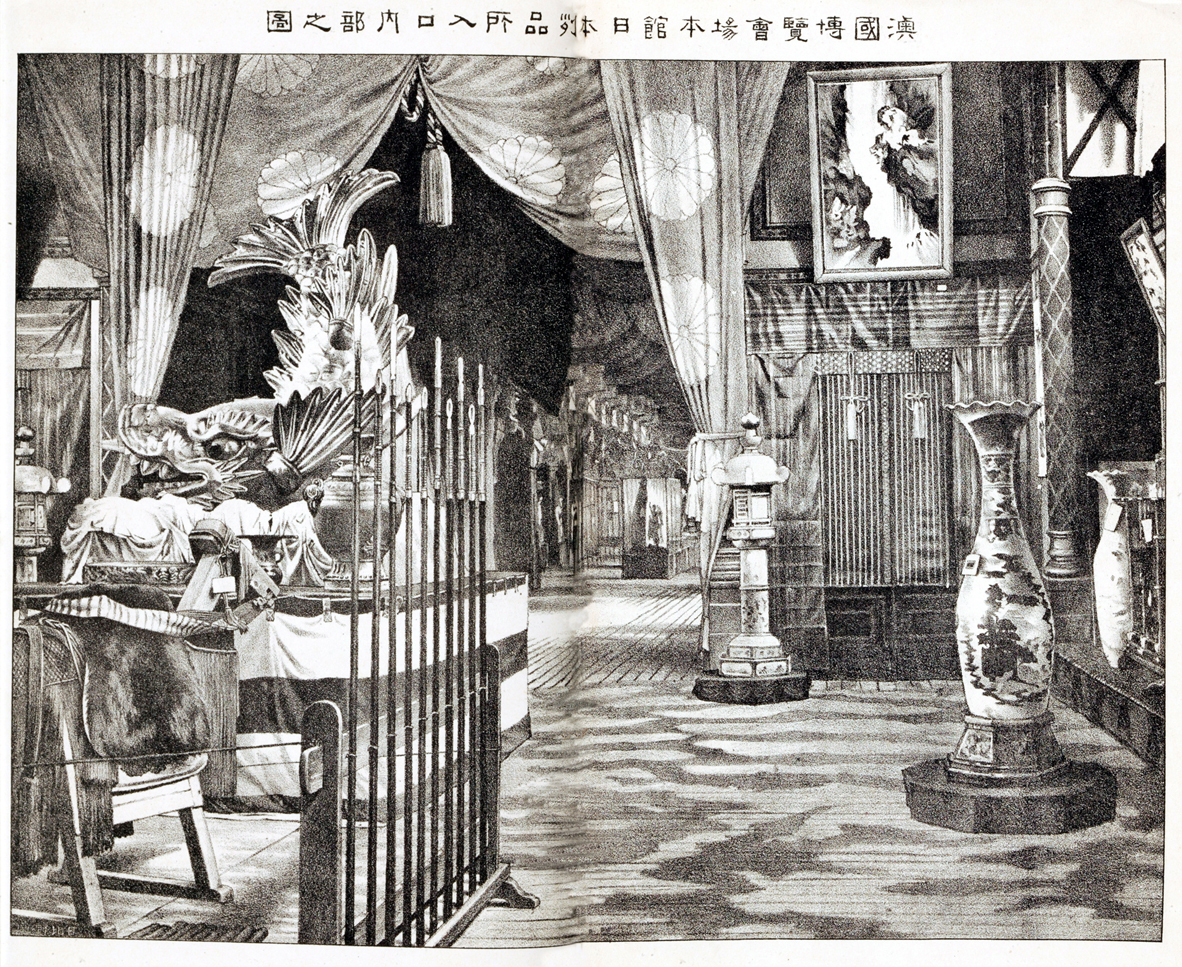
ウィーン万国博覧会（1873年）に出品された金鯱

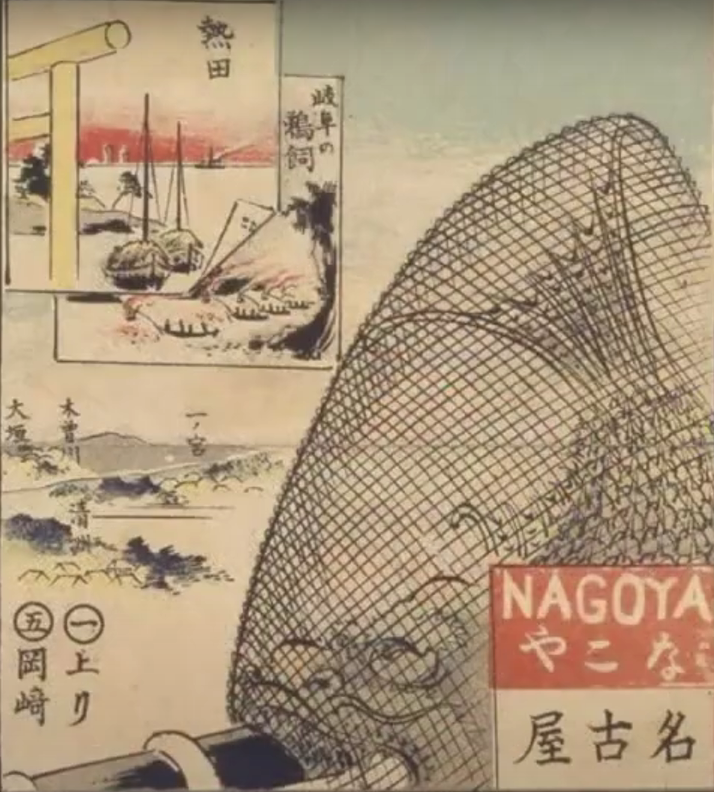
『鐡道雙六』に描かれた金網で覆われた金鯱(1900年)

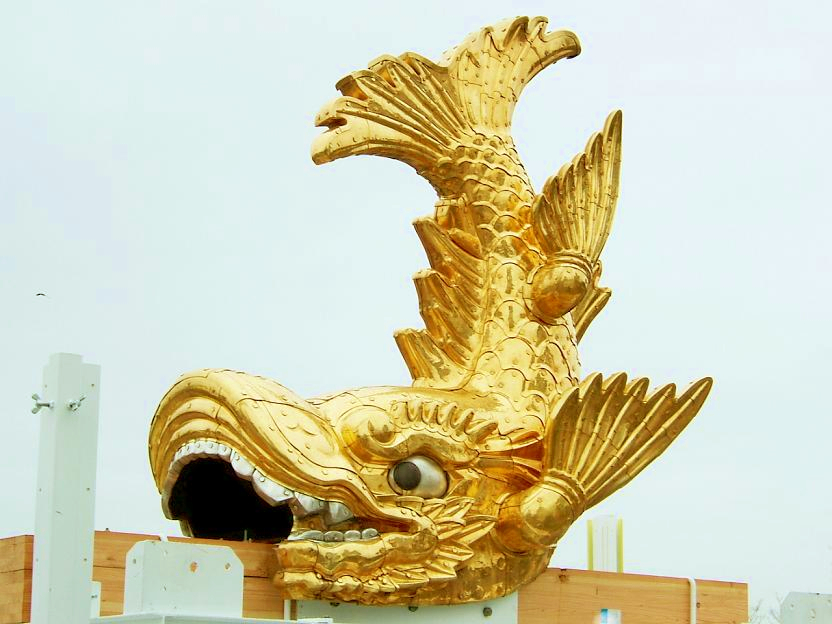
2005年日本国際博覧会で公開された金鯱

1612年（慶長17年）名古屋城天守が竣工した当時の金鯱は一対（一つい）で慶長大判1940枚分、純金にして215.3キログラムの金が使用されたといわれている。高さは約2.74メートルあった。
しかし、鯱の鱗は藩財政の悪化により、1730年（享保15年）・1827年（文政10年）・1846年（弘化3年）の3度にわたって金板の改鋳を行って金純度を下げ続けた。そのため、最後には光沢が鈍ってしまい、これを隠すため金鯱の周りに金網を張り、カモフラージュした。この金網は、表向きは盗難防止（後述の通り、実際に何度か盗難にあった）や鳥避けのためとされ、戦災により焼失するまで取り付けられていた。1871年（明治4年）に政府に献納され、東京の宮内省に納められた。その後、1872年（明治5年）に開催された湯島聖堂博覧会への出品、雄鯱は石川・大分・愛媛などで開催された博覧会へ出品、雌鯱は1873年（明治6年）のウィーン万国博覧会に出品されたのち、雌雄金鯱が大天守に戻ったのは1879年（明治12年）2月である。
1937年（昭和12年）に盗難に遭った（後述）際、愛知県警察と名古屋市が鱗の鑑定を行った。鱗の厚みは意外に薄く銅の上に紙より薄い金の薄板を張ったもので、鱗によっては葉書二枚ほどの厚みのあるものもあったが純金分は非常に少なかったとされている。
徳川の金鯱の中では最も長く現存していたが、1945年（昭和20年）に名古屋大空襲で焼失した。残骸は、戦後GHQに接収され、のち大蔵省に移ったが、1967年（昭和42年）に名古屋市に返還された。名古屋市は残骸から金を取り出し、名古屋市旗の冠頭と、金茶釜に加工して保存している。
現在の金鯱は復元されたもので、再建天守建造の時、日本国内に数えるほどしか残っていなかった鎚金師であった大阪造幣局職員の手により製造された。一対に使用された金の重量は88キログラムである。現在の鯱の大きさは、雄2.62m、雌2.57m。

#### 盗難事件
江戸時代、大凧に乗って金鯱に近づこうとした柿木金助（かきのききんすけ）の伝説がある。明治以降では4回発生し、犯人はいずれも盗んだ鱗を鋳潰し売却しようとして逮捕されている。
- 1871年（明治4年）3月 - 廃藩置県後、宮内庁への献上の際、鱗3枚盗難。犯人の陸軍名古屋分営番兵は銃殺刑。
- 1876年（明治9年）4月 - 東京博物館保管中に盗難。犯人は懲役10年。
- 1878年（明治11年） - 復元作業中に盗難。犯人は陸軍兵卒であるとされ軍の機密として処理されたため詳細不明。
- 1937年（昭和12年）1月6日 - 名古屋城下賜記念事業で実測調査中の1月6日朝、名古屋市建築局技師が雄の胴体の金鱗110枚のうち、58枚が盗難されている事に気付く。愛知県刑事課は報道を全面禁止し全国指名手配。下賜記念事業中だったため、当時の名古屋市長が引責辞任する事態となった。同月27日、金鯱の売却現場で犯人が逮捕され懲役10年[89]。

#### 名古屋の金鯱に由来するもの
スタンプメーカーのシヤチハタ（本社は愛知県名古屋市西区）もこれを由来にする。
1936年から1940年まで存在したプロ野球球団に名古屋金鯱軍があり、現在ではJリーグクラブに名古屋グランパス（grampusは広義でシャチを指す）がある。また名古屋大学のアメリカンフットボール部のニックネームも「グランパス」を名乗る。
鯱ノ里一郎。名古屋市出身の幕内力士。
名古屋市交通局のマスコットキャラクター「ハッチー」も金鯱をモデルにしている。
1986年から2000年には名古屋港の遊覧船でも金鯱をかたどった船が使われており、「金鯱」（きんこ）と呼ばれていた。「金鯱」は2種類存在した。
中京競馬場では金鯱賞が開催される。
名古屋牛乳シャチのマークの牛乳。
パチスロ機「ナゴスロ金鯱だがね」
「緊張して固くなる」という意味の「しゃちほこばる（「しゃっちょこばる」もしくは「しゃちこばる」とも）」の語源。城の金鯱を見た旅人が、いかめしいさまを例える言葉として広まったのが転じたもの。
オーバークロック競技を行うTEAM SHACHI-HOKO。愛知中心のチーム。
名古屋のローカルアイドルチームしゃちほこ（TEAM SHACHI）。メンバーも全員名古屋在住である。
名古屋市守山区の守山駐屯地に司令部を置く、陸上自衛隊第10師団の愛称、金鯱師団。
名妓連組合の伝統芸「金の鯱」。
名古屋土産や一部の飲食店で提供されている食事に見られる。かつてジェイアール東海フードサービスが提供していた「シャチボン」や名古屋名物のエビフライを金の鯱に見立てた料理など。
名古屋市にあるマンホールのフタにも金の鯱がデザインされたものが存在する。
黄金鯱伝説グランスピアーの主人公の変身するヒーローのデザイン。

#### 金鯱の外部施設展示

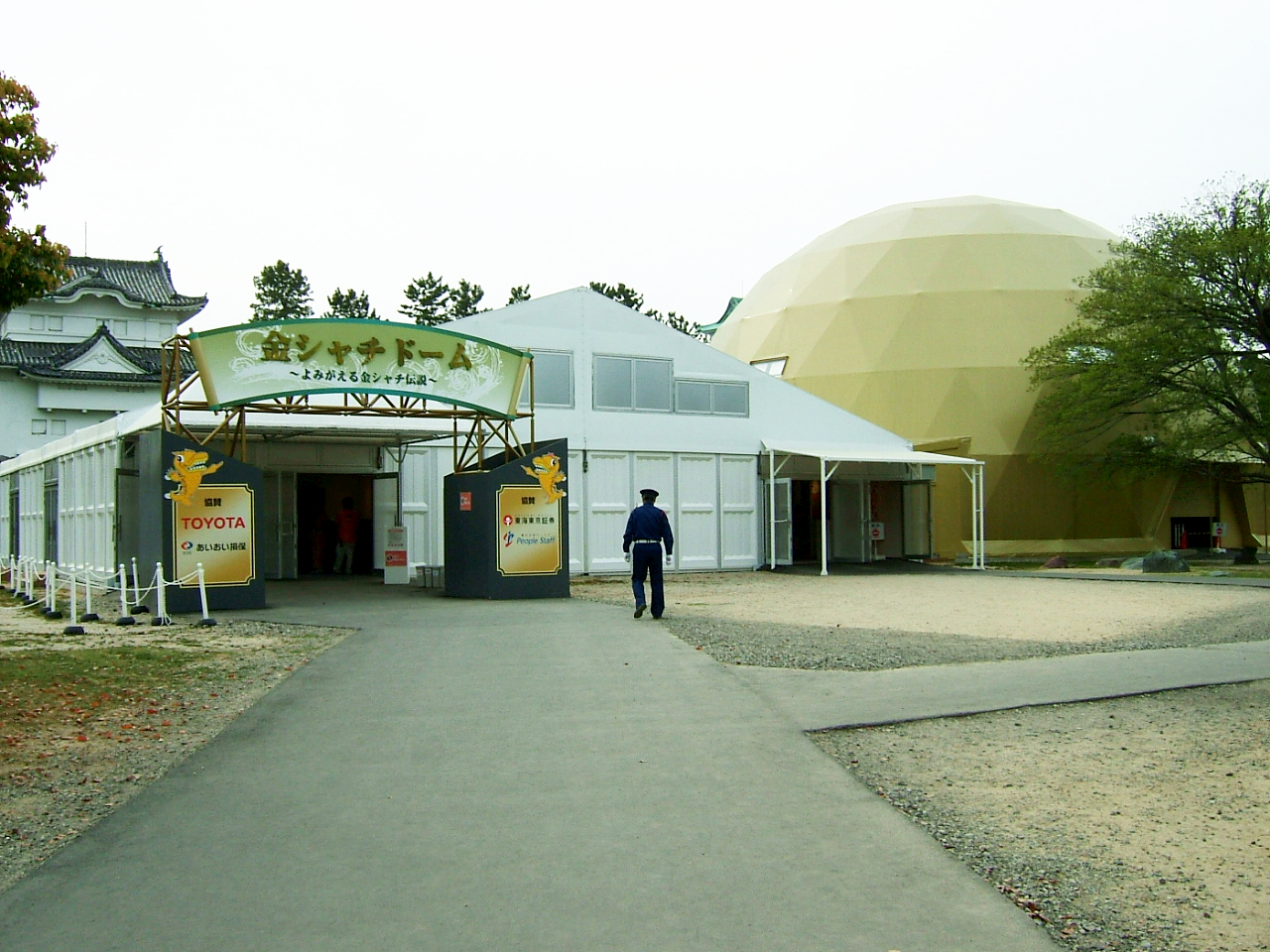
金鯱が公開された金鯱ドーム

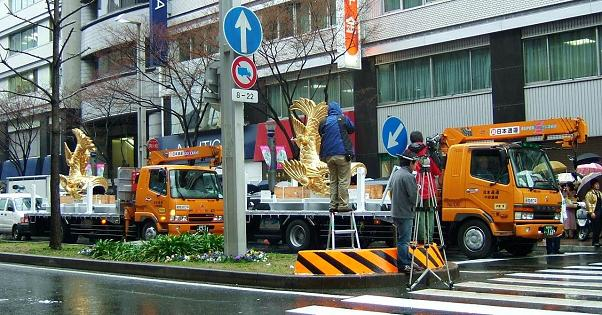
市民にお披露目される金鯱

名古屋城の金鯱が2005年（平成17年）3月24日に開会した愛・地球博の開会式典で展示された。これまでにも名古屋城の博覧会開催により、天守から地上に降ろして名城公園内の博物館に展示された事はあった（今回の場合は愛・地球博に併せて開催された新世紀・名古屋城博のための展示だった）が、外部施設での展示は1959年（昭和34年）に再建されてからは初めてのことだった。
また前日の3月23日は名古屋市内16区を雄・雌に分けて周り、一般市民にお披露目し中区栄では2体揃ってのパレードを行った。
その時の公開された各区の場所は以下のとおり。
- 雄：北区役所（北区） - 守山区役所（守山区） - 徳川園（東区） - 榎公園・榎小学校（西区） - 稲葉地公園（中村区） - 富田支所（中川区）

- 雌：鶴舞公園（中区） - 瑞穂運動公園野球場（瑞穂区） - 植田公園（天白区） - 緑区役所（緑区） - 南区役所（南区） - 名古屋港ガーデンふ頭（港区） - 熱田区役所（熱田区）

- 2体合流ルート：UFJ銀行別館跡地（中区） - 栄公園までパレード - 東山公園新池駐車場（千種区） - 藤が丘駅前（名東区） - 愛知万博長久手会場EXPOドーム（愛知郡長久手町（当時））

## 城周辺

### お堀周辺の自然環境
名古屋城のお堀は都心では貴重な水鳥の生息地となっていて、毎年、数多くのカモ類、サギ類が観察されている。また、お堀の北東部にある葦原は、潜行性の野鳥の越冬地となっている。お堀の水面と水辺で毎年観察される野鳥は２０種類以上である。

### お堀電車
名古屋城三之丸を囲む外堀の底には、明治末期から昭和後期にかけて電車が走っており、「お堀電車」（お濠電車）とも呼ばれた。
大曽根と瀬戸との間を結んでいた瀬戸電気鉄道が、名古屋城西側の堀川の水運を利用した瀬戸物輸送の便と名古屋市内への乗り入れを図り、1911年（明治44年）5月23日に土居下 - 大曽根間、10月1日に堀川 - 土居下間を開業させた。土居下駅は三之丸北東部の外堀にかかった位置にあり、そこから外堀の中を通って南下し、南東隅部で右折して西進し、南西隅部の堀川駅まで複線線路が敷かれていた。城の堀の中に線路を敷く例は、東京の中央本線四ツ谷駅や茨城の水郡線水戸駅付近などでも見られるが、ここでは堀の原形を保ったまま線路が敷かれているのが特徴である。城の堀を利用した鉄道は名古屋城が日本で唯一とされる。堀の原形を保ったことから、堀の南東隅部で半径60メートルの急曲線（通称、サンチャインカーブ）があったり、本町駅西側の本町橋下のみ複線分の幅員が取れなかったことから、日本鉄道史上でも採用例の極端に少ない単複線（ガントレット、狭窄軌道）という構造を採用したり、と線路配置に苦労が見られた。
瀬戸電気鉄道は、1939年（昭和14年）に名古屋鉄道と合併して名鉄瀬戸線となる。戦後、瀬戸線の栄地区への乗り入れが決定し、工事が着工された1976年（昭和51年）2月15日をもって堀川 - 土居下間が休廃止された。現在、ごく一部を除いて鉄道施設は全て撤去されており、地表からはほとんど確認できないが、わずかにガントレットポイント跡をまたぐ本町橋の煉瓦アーチ、旧大津町駅駅舎跡へ降りる階段（名鉄私有地のため立入禁止）などを観察することができる。
なお、路線廃止後も名鉄が敷地を保有している。

### 名城国家公務員宿舎跡地再開発
名古屋城と大津通を挟んだ33,800m2の敷地は2009年まで国家公務員宿舎（名城住宅）として利用されていた。新宿舎の建設に伴い、中国政府が領事館設置のため跡地を購入しようとしているが、名古屋市民が反対活動を行うなど、再開発は凍結状態となっている。また、愛知学院も当該敷地の購入を希望していたが、結局2011年9月に北側の23000m2の土地を購入し、愛知学院大学の経営学部、商学部と2013年度から新設の経済学部の3学部が入る「名城公園キャンパス」が2014年4月に開設された。また旧二の丸御殿等の復元・整備の為、二の丸にある愛知県体育館の移転先の候補地として国家公務員宿舎跡地が挙がっていたが大学法人の移転計画が持ち上がったため白紙となった。

### 金シャチ横丁

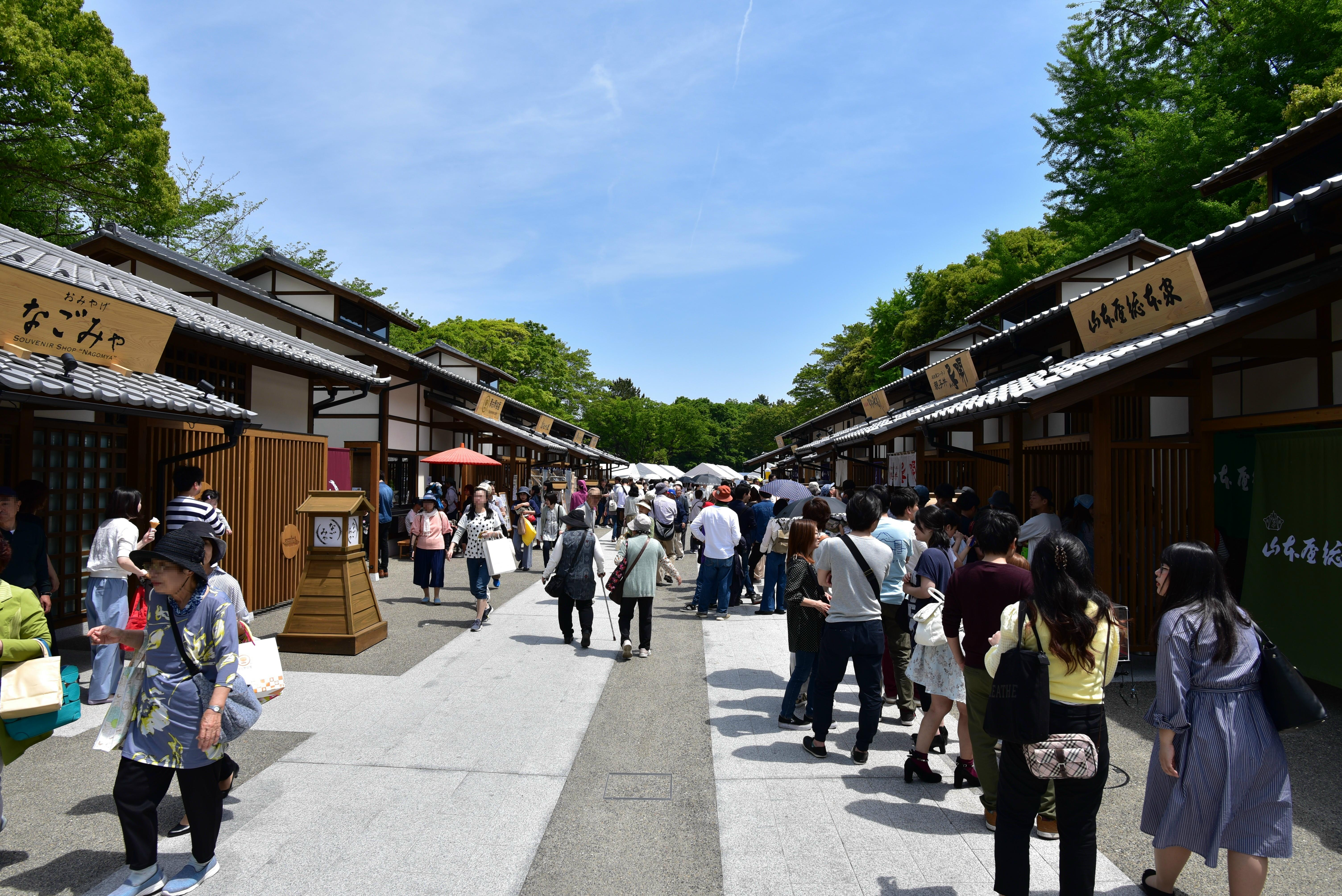
金シャチ横丁（義直ゾーン）

河村たかし名古屋市長の公約として、2012年に策定された「世界の金シャチ横丁（仮称）」基本構想に基づき整備された観光施設である。三重県のおかげ横丁をモデルに名古屋城の城下町を再現するもので、三の丸にある名古屋城正門前駐車場の東側用地（かつて東照宮や天王社が存在していた場所の北側半分に）や二の丸東駐車場に名古屋めしを提供する飲食店や芝居小屋などを整備するとされた。
2014年2月8日には正式名称が「金シャチ横丁」となることが決定した。2016年7月に新東通信とMULプロパティを代表とする5社の企業グループが事業者に決定した。
2018年1月、同年3月29日にオープンすることが報じられた。

#### 義直ゾーン
正門側にある初代藩主徳川義直の名を冠した「義直ゾーン」は、伝統・正統エリアとして定番・老舗のなごやめしのお店が並ぶ。お店は下記の通り。
- 名古屋城に関連した清酒の販売・有料試飲ができる十代目儀助
- 味噌煮込みうどん・きしめんの山本屋総本家
- 名古屋コーチン親子丼・手羽先唐揚げの鳥開総本家
- ひつまぶし名古屋備長
- みそかつ矢場とん
- 味噌田楽の名古屋とうふ河口
- 魚の粕漬け、守口漬の尾張屋
- 和菓子の那古野茶屋
- えびせんべいの里
- 尾張那古野天丼徳川忠兵衛
- 土産の鯱上々

#### 宗春ゾーン
東門側にある第7代藩主の徳川宗春の名を冠した「宗春ゾーン」は、新風・変化のエリアとして新しい食文化を描く気鋭のお店が並ぶ。お店は以下の通り。
- SHIROMACHI GRILL（城町グリル）
- あんかけスパゲティのあんかけ太郎
- ビストロ那古野
- 台湾まぜそばのフジヤマ55
- チョップドサラダのvegetable cafe & seafood bar saien
- 創作串揚げつだ
- 肉料理のcafe diner POP OVER

営業開始時間は両ゾーン共に10時30分。営業終了時間は義直ゾーンが18時30分、宗春ゾーンが22時30分。店舗によって営業時間は異なる。また、大相撲名古屋場所の開催期間は、営業時間を延長している。

## 遺構・文化財

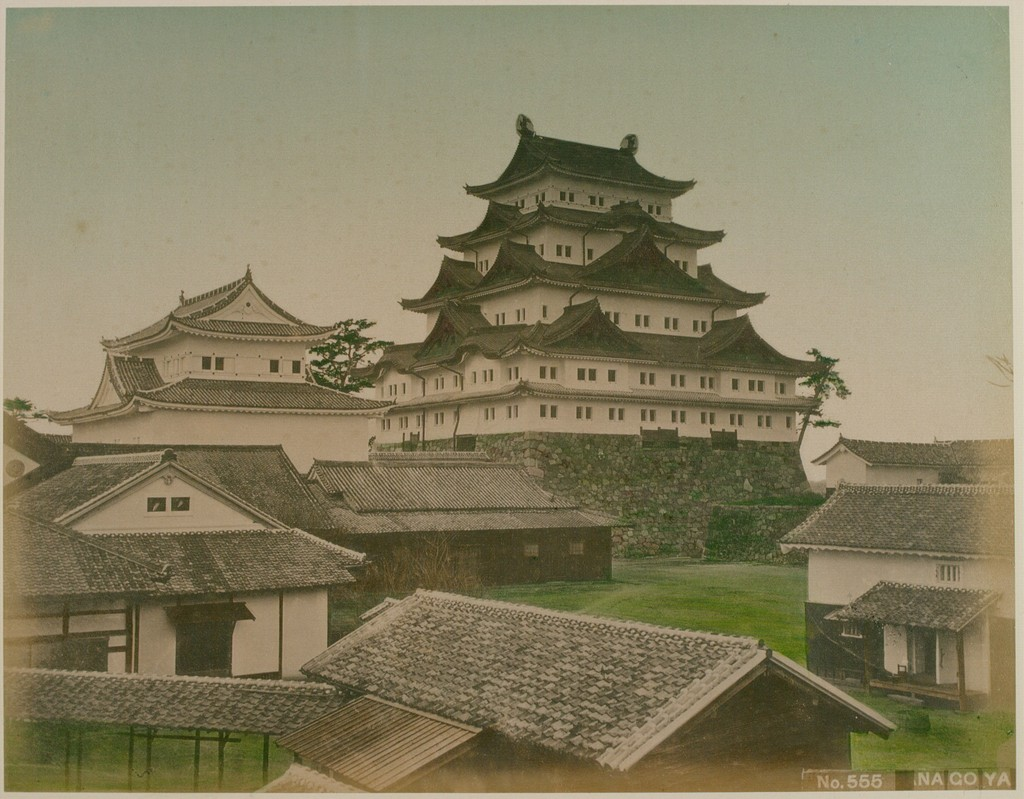
焼失前の本丸

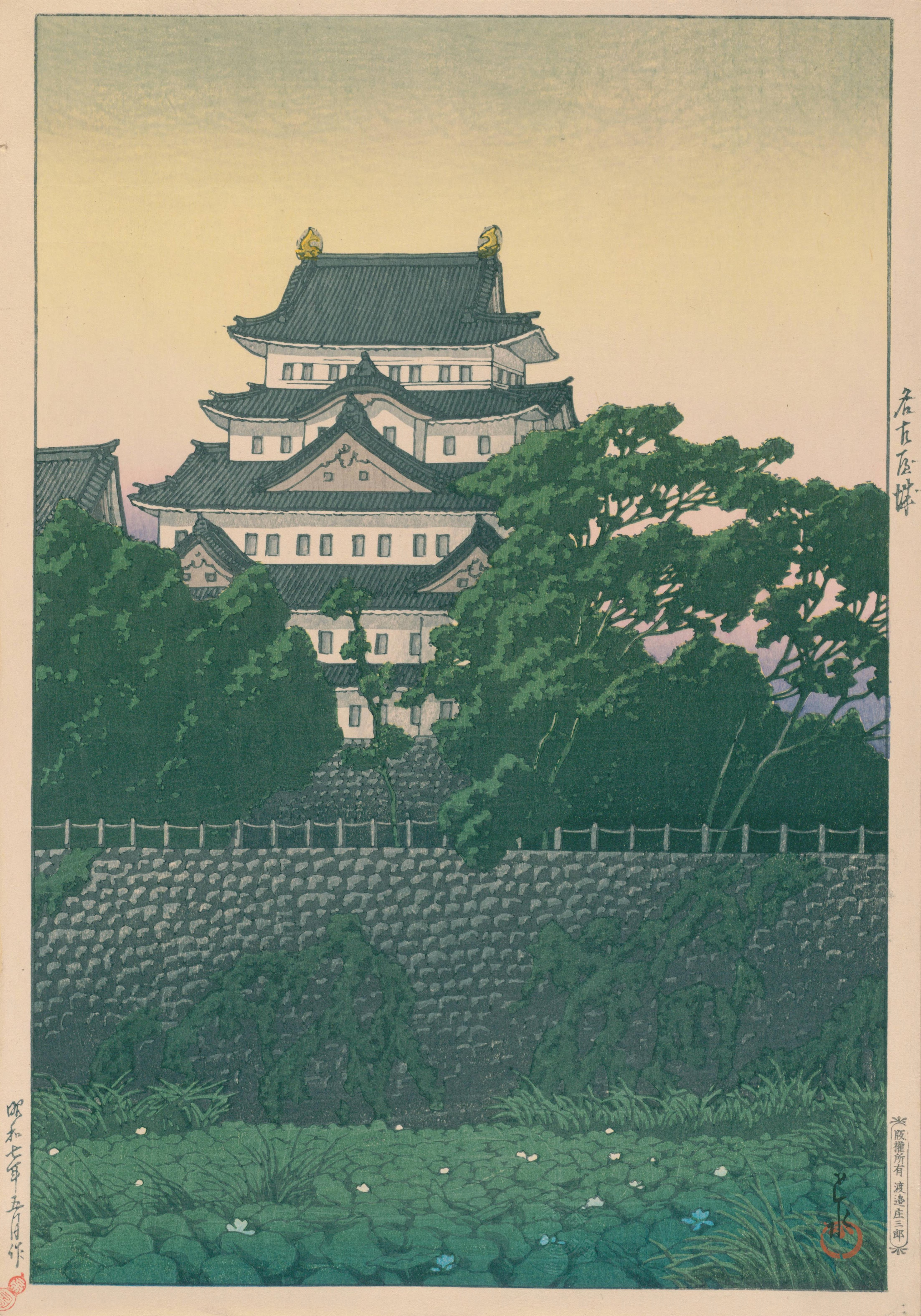
川瀬巴水『名古屋城』（1932年・昭和7年）。

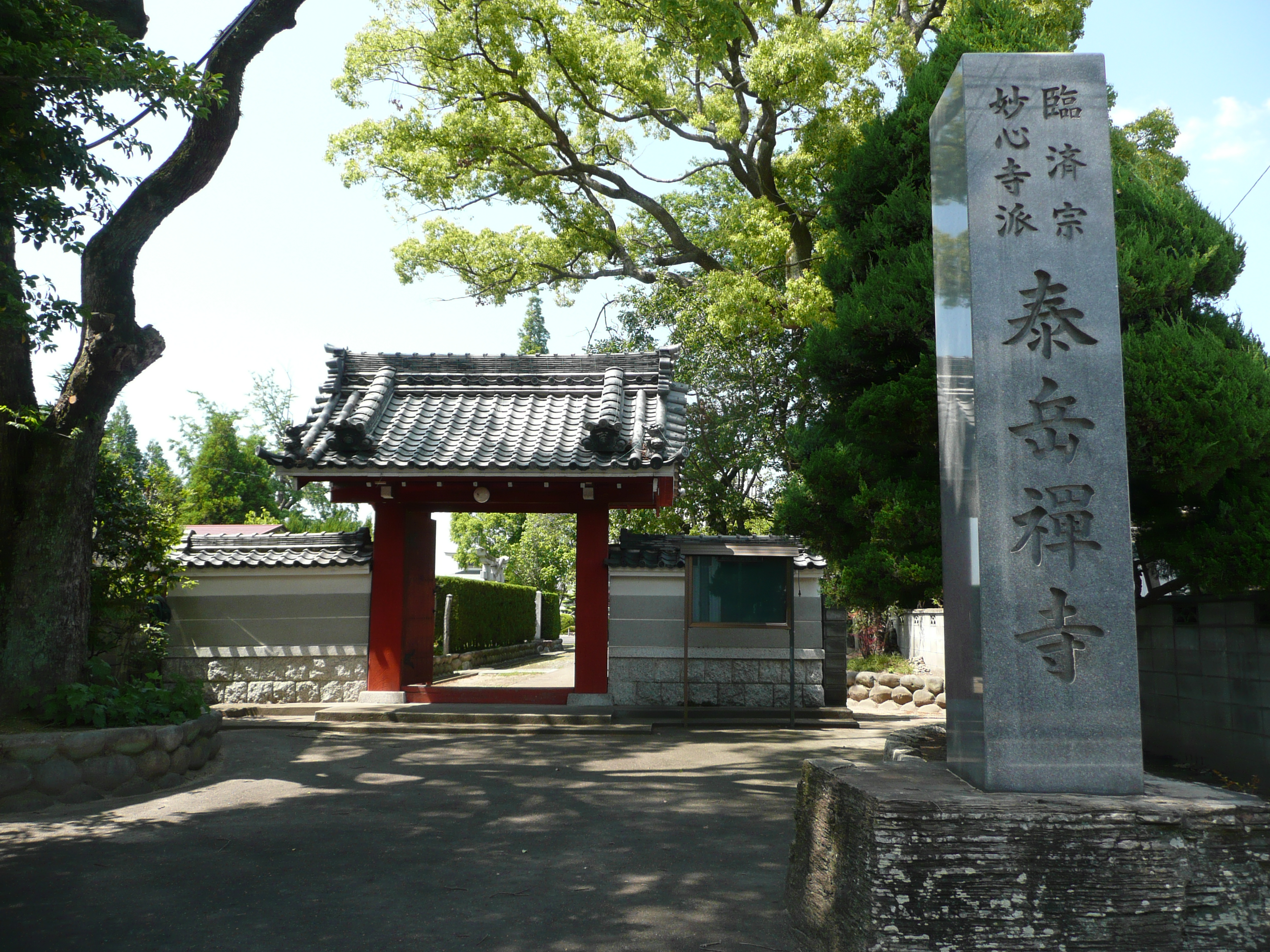
泰岳寺に移築された三之丸清水口の赤門

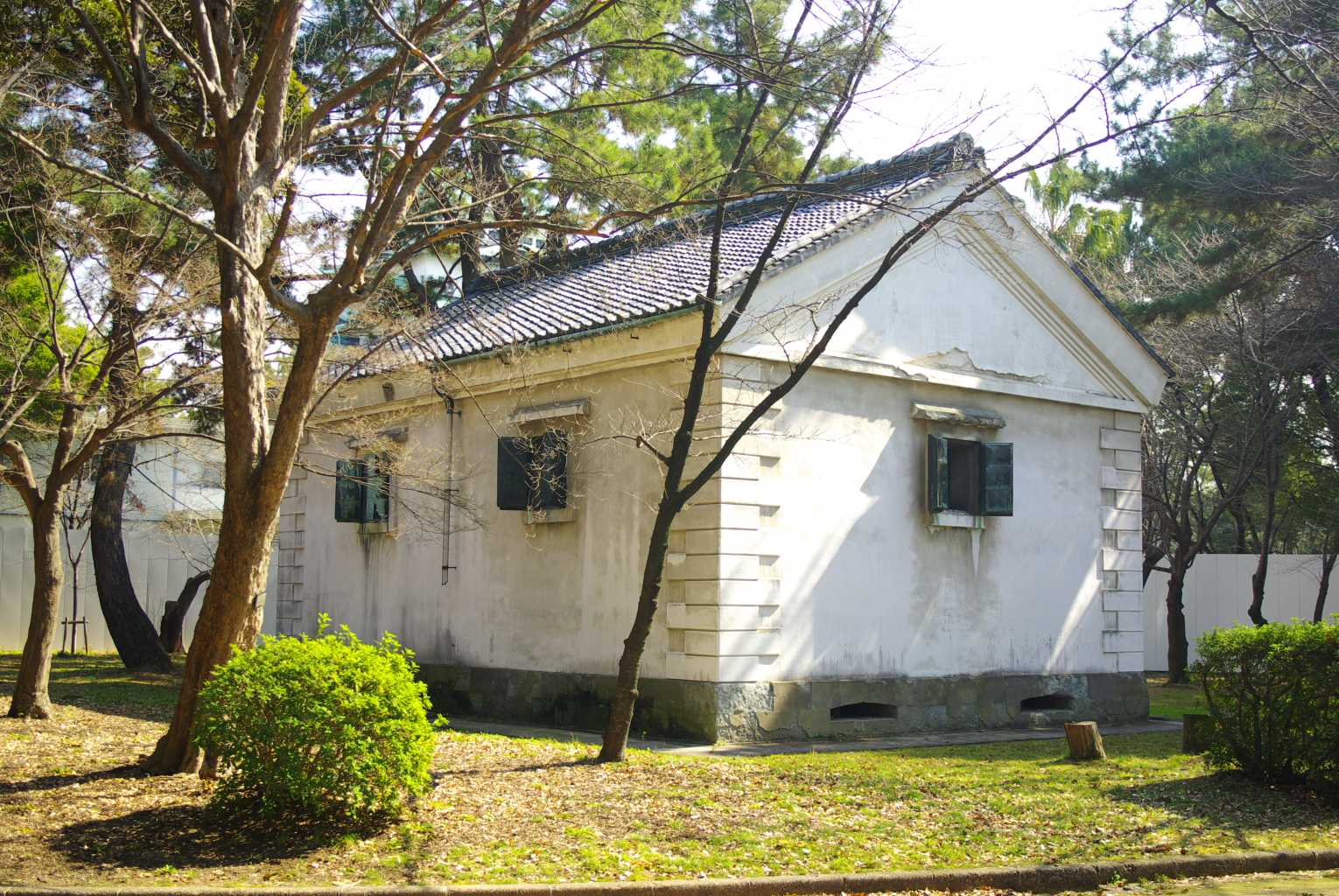
乃木倉庫

第二次世界大戦前は、旧国宝24棟をはじめ、多数の建造物が城内に現存していたが、太平洋戦争中の1945年（昭和20年）5月14日8時20分頃、アメリカ陸軍のB-29が投下した焼夷弾により大小天守を含むほとんどを焼失した。
現在残る尾張藩時代の建物は、本丸辰巳隅櫓、本丸未申隅櫓、本丸南二之門、旧二之丸東鉄門二之門（現在本丸東二之門跡に移築）、二之丸西鉄門二之門、御深井丸戌亥隅櫓の6棟のみ。すべて重要文化財である。現存する門3か所はもとは櫓門（一之門、内門）と高麗門（二之門、外門）の二重構えであったが、いずれも高麗門のみが現存する。
また、1952年（昭和27年）3月29日に城域内が国の特別史跡に指定され、1953年（昭和28年）に二之丸庭園が名勝に指定された。このほか、二之丸北側の石垣上に、「南蛮たたき」の工法で固められた土塀の遺構が現存している。

### 特別史跡

#### 名古屋城跡
名古屋城跡は1932年12月12日に国の史跡に指定された。指定範囲は本丸、西之丸、御深井丸の区域、西之丸西側と御深井丸・二之丸の北側の水掘、二之丸東側から西之丸南側までの空掘、並びに三之丸周囲の空堀および土塁である。1935年5月15日に御園橋西側の土塁が追加指定された。追加指定部分を含む指定範囲の面積は390,217.48平方メートル。1952年3月29日に同区域が特別史跡に指定された。近世築城技術の最盛期に造営された城郭であること、公儀による普請であり、徳川家康の意向が強く反映された城であること、史料や遺構が豊富に遺存し、築城以降の変遷がたどれることなどが特別史跡指定にふさわしいと判断された理由である。
特別史跡指定範囲には、堀や土塁を除く二之丸の内側の区域、ならびに三之丸の内側の区域は含まれていない。これらの区域は明治時代初期以来、陸軍省所轄の軍用地であったため、1932年の史跡指定時に指定対象から除外されたと推定されている。
1977年6月27日、文化財保護審議会（当時）は、二之丸の内側の区域および三之丸北東の土塁について特別史跡に追加指定するよう、文部大臣に答申した。しかし、当該区域内に特別史跡の保存活用とは無関係の施設である愛知県体育館が所在することから、上述の答申を受けての官報告示は見送られ、追加指定は行われなかった。なお、一部資料で「1977年に二之丸の内側および三之丸北東の土塁が特別史跡に追加指定された」と説明しているものがあるが、これは誤りである。

### 名勝（国指定）

#### 名古屋城二之丸庭園
1953年3月31日に庭園の一部が国の名勝に指定。2018年3月31日に追加指定が行われ、庭園全体が指定対象となった。

### 現存する有形文化財

#### 重要文化財
以下4棟は1930年（昭和5年）、国宝保存法に基づき当時の国宝に指定、1950年（昭和25年）文化財保護法施行にともない重要文化財となる。
- 西南隅櫓（本丸未申隅櫓）
- 東南隅櫓（本丸辰巳隅櫓）
- 西北隅櫓（御深井丸戌亥隅櫓）
- 表二之門（本丸南二之門）

以下2棟は1975年（昭和50年）、重要文化財に指定、所有者は財務省。
- 二之丸大手二之門（二之丸西鉄門二之門）
- 旧二之丸東二之門（二之丸東鉄門二之門） - 愛知県体育館建設に伴いいったん撤去され、本丸東二之門跡に移築

壁画・天井版。
- 旧本丸御殿障壁画 331面（附16面）（明細は後出）
- 旧本丸御殿天井板絵 331面（附369面）（明細は後出）

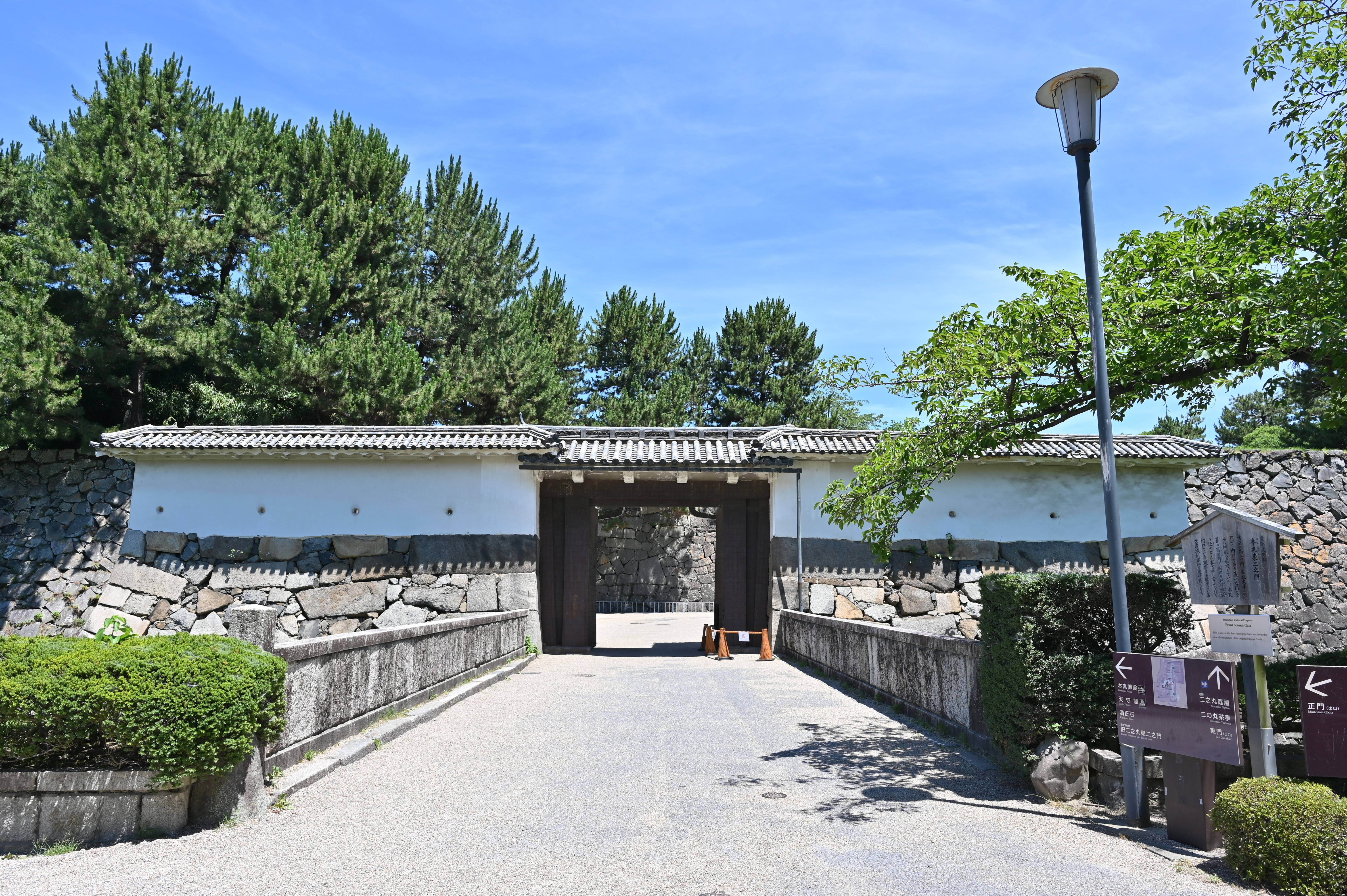
表二之門
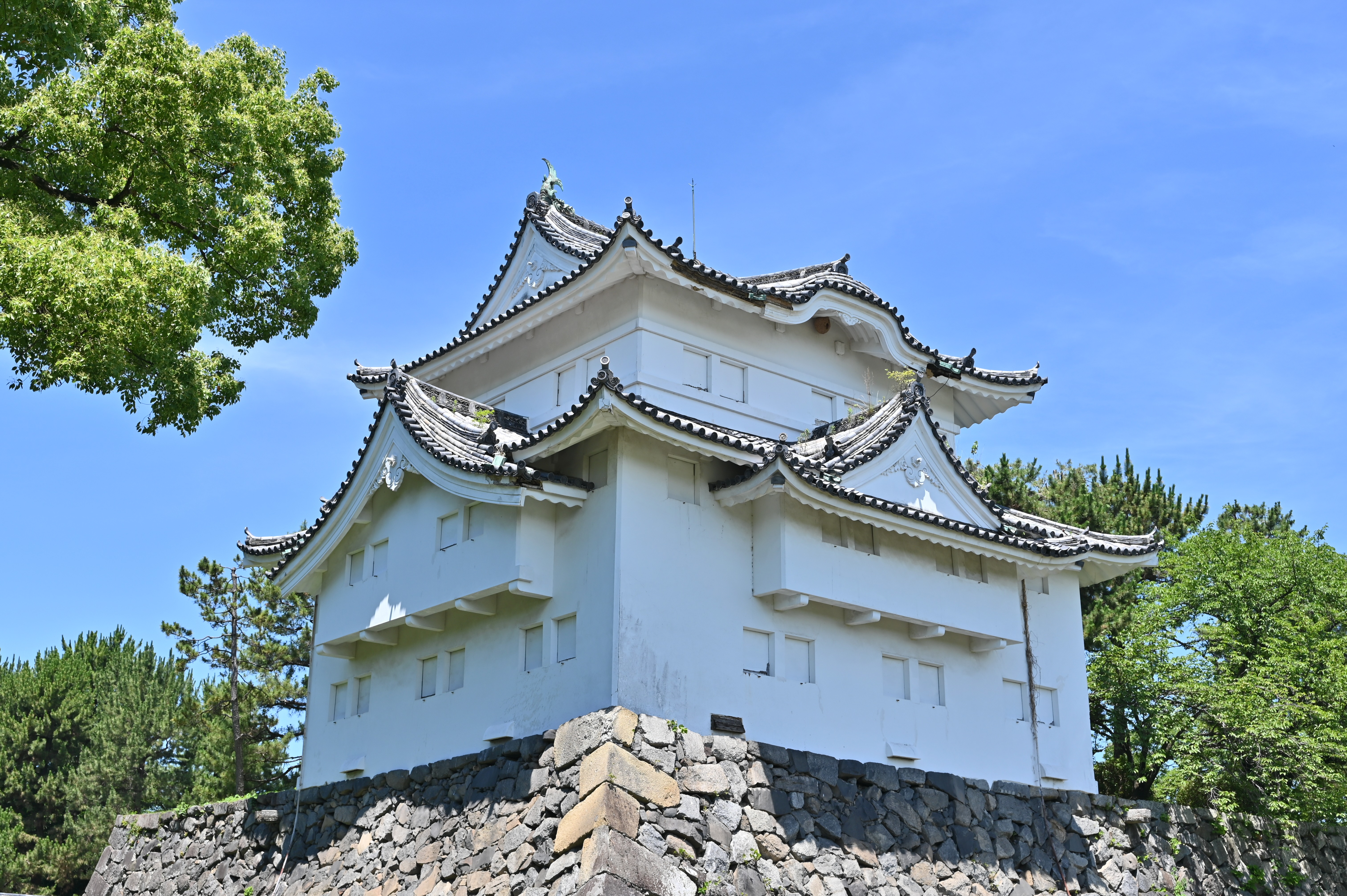
東南隅櫓
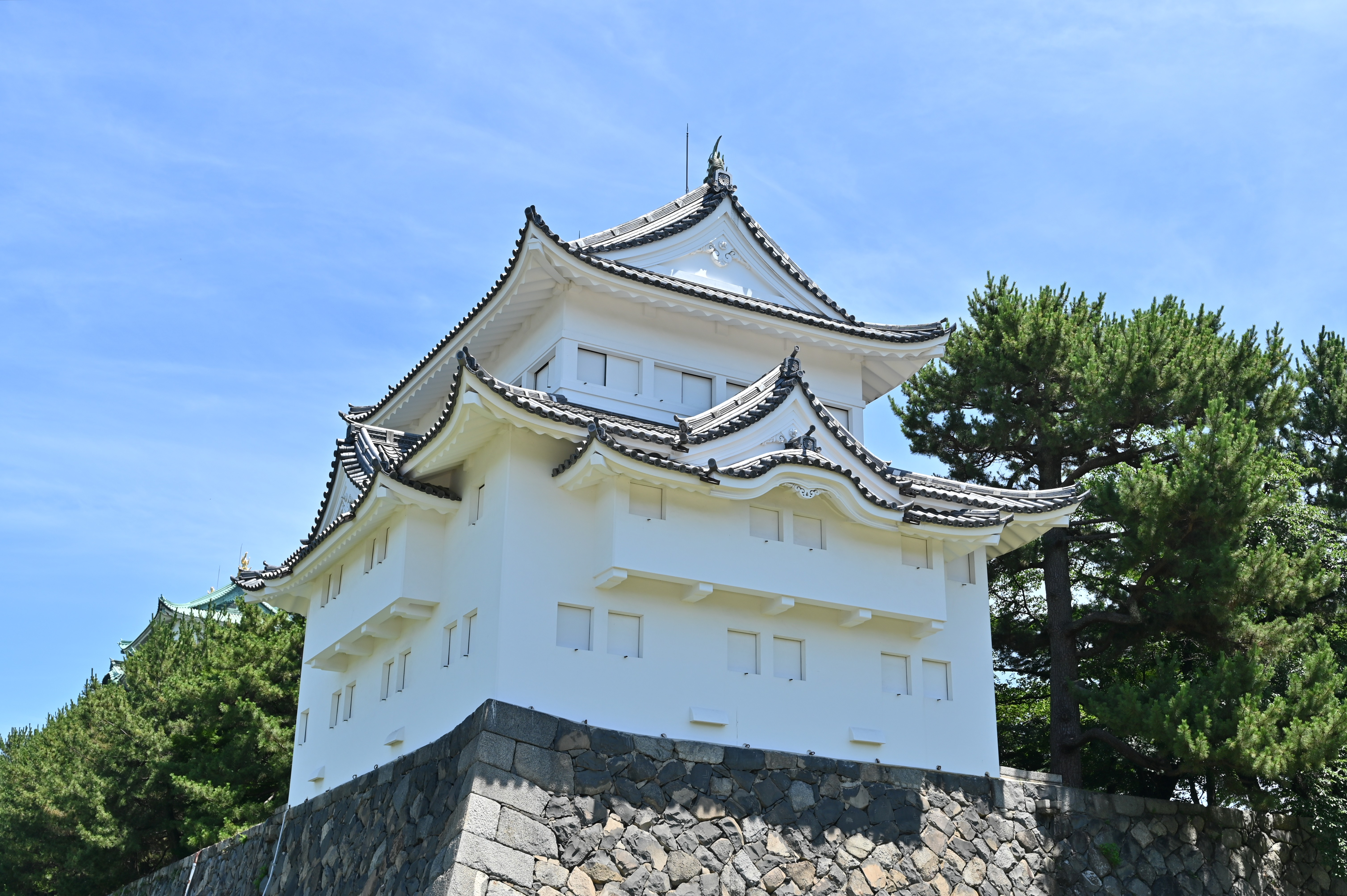
西南隅櫓
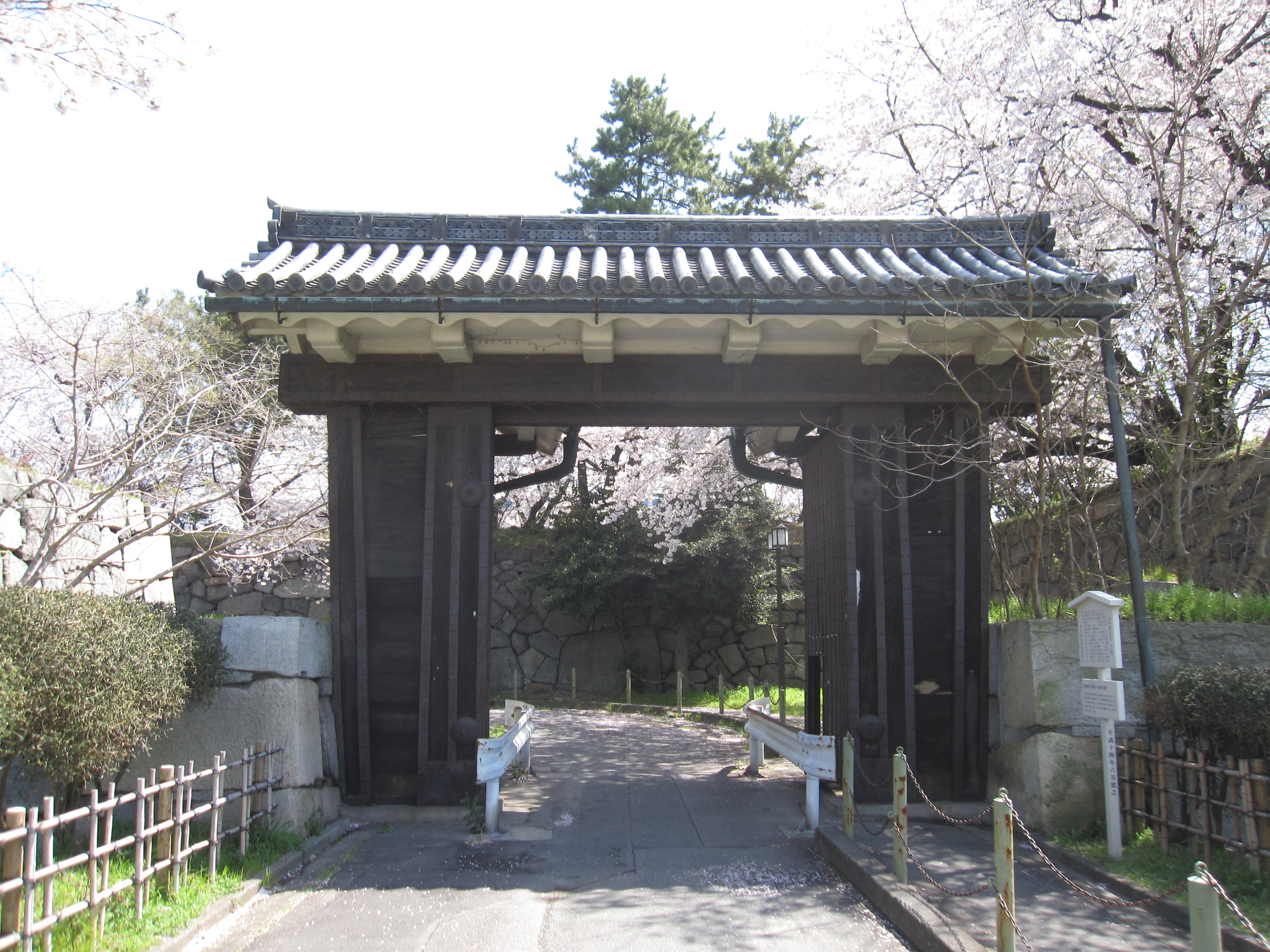
二之丸大手二之門
旧二之丸東二之門
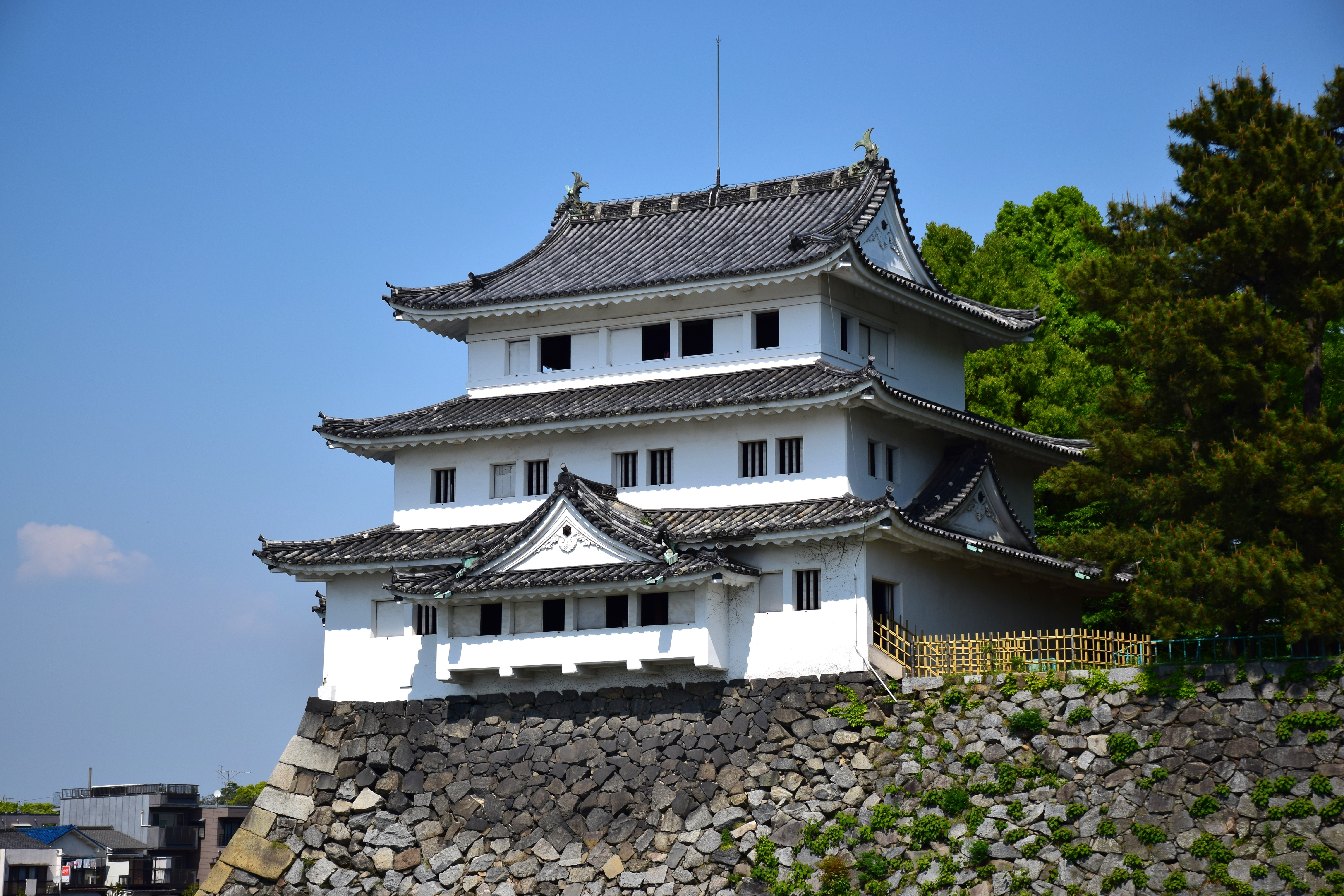
西北隅櫓

### 焼失した文化財

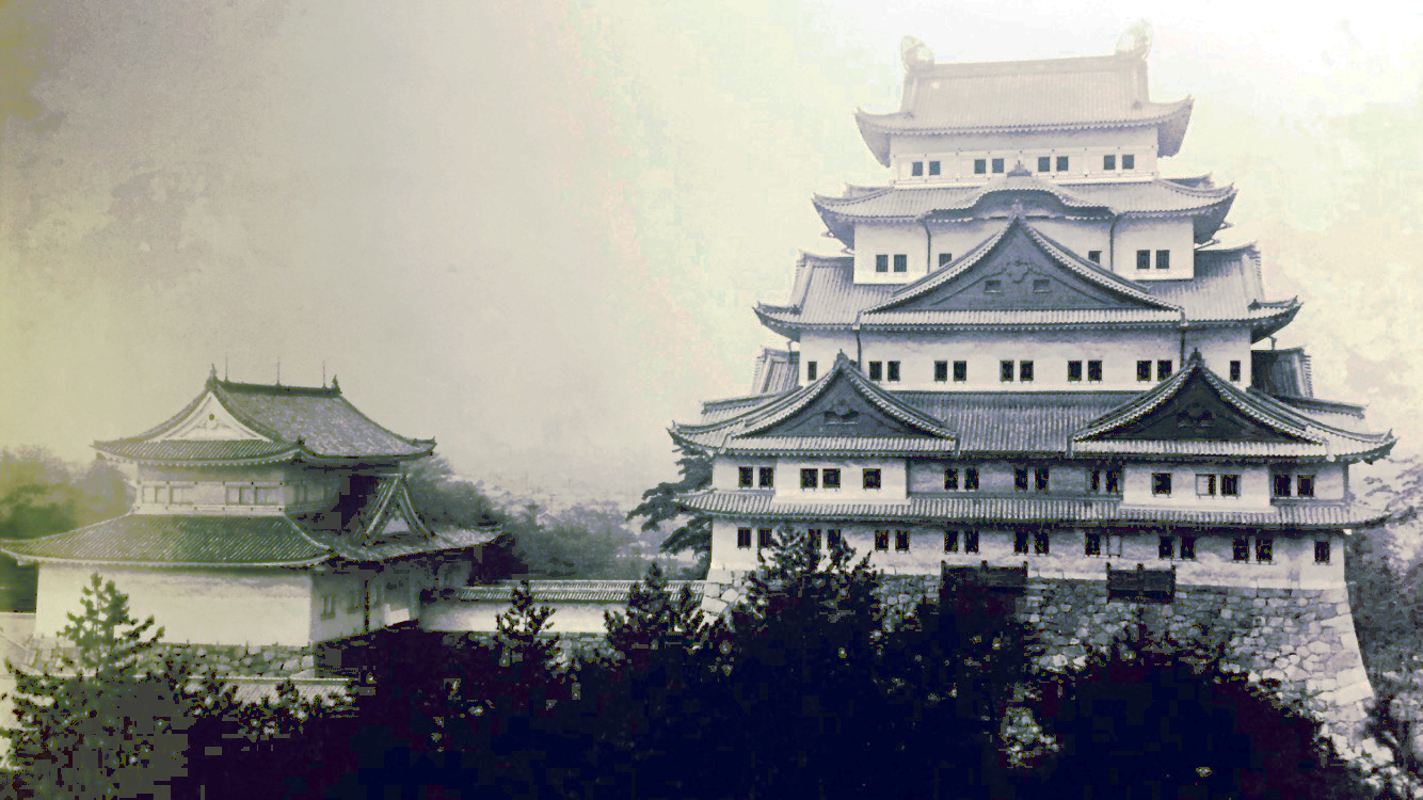
大天守と小天守
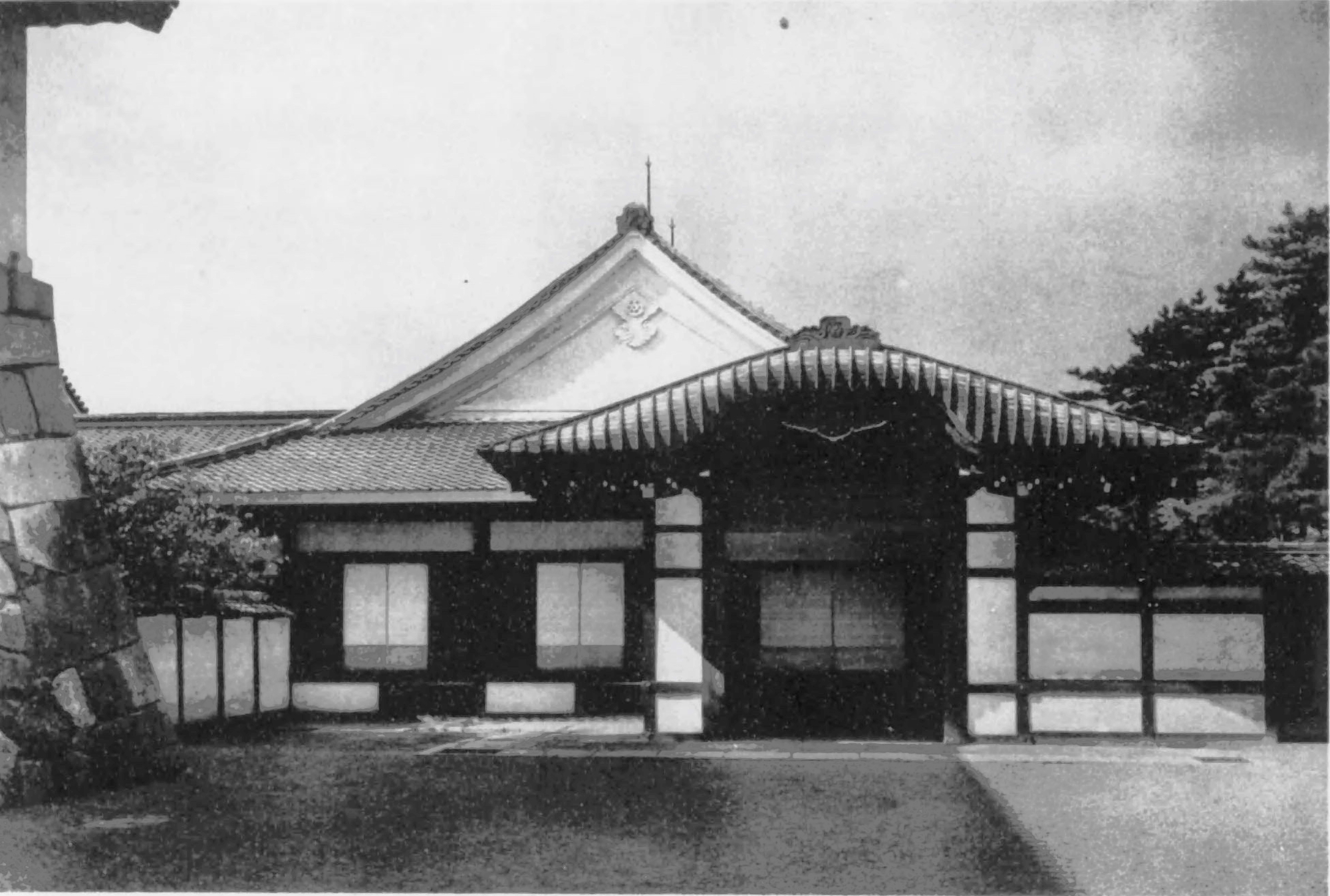
本丸御殿
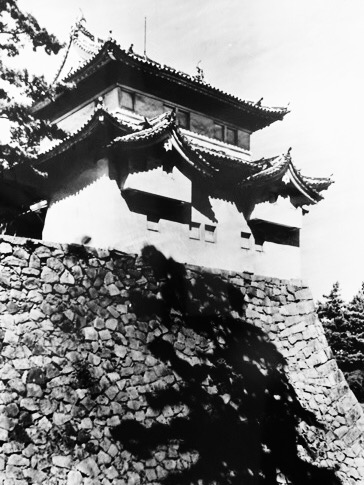
東北隅櫓
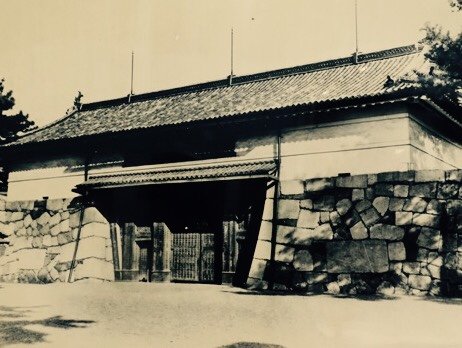
正門
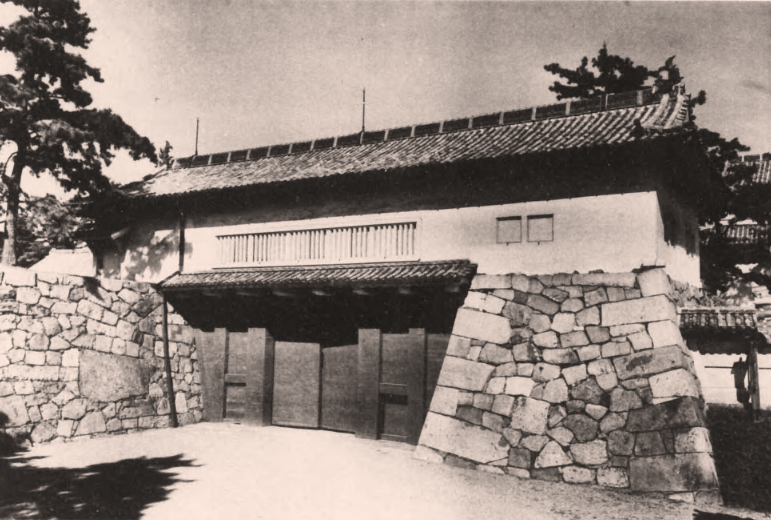
本丸 表一之門
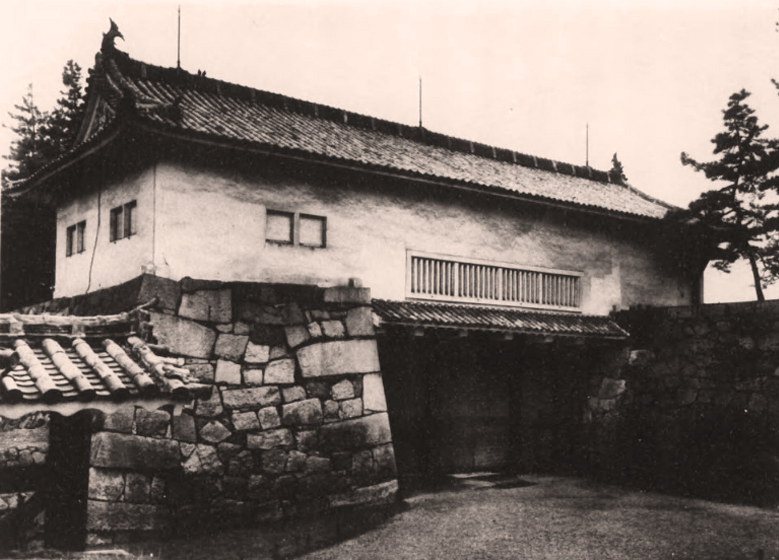
本丸 東一之門
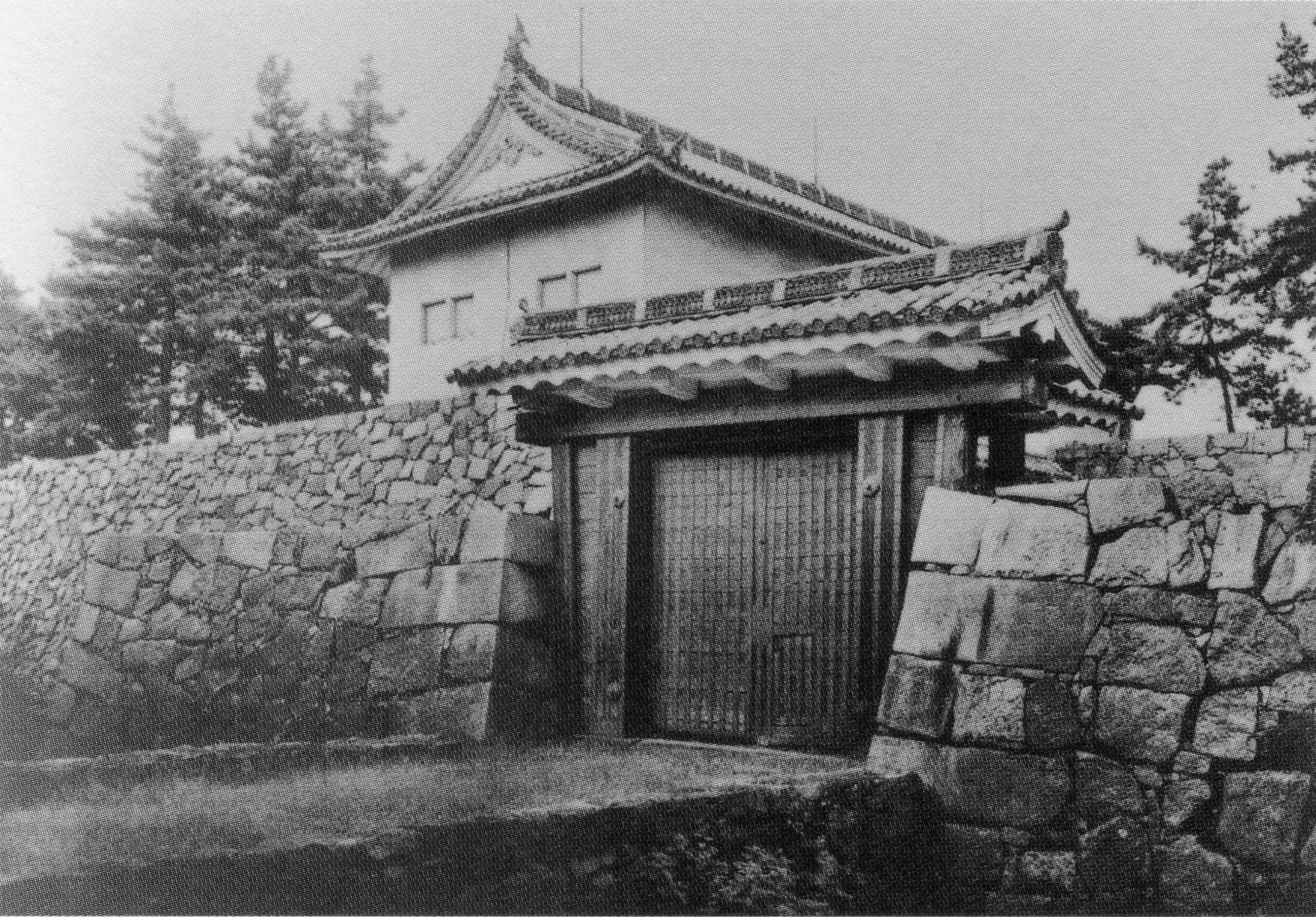
本丸 東ニ之門
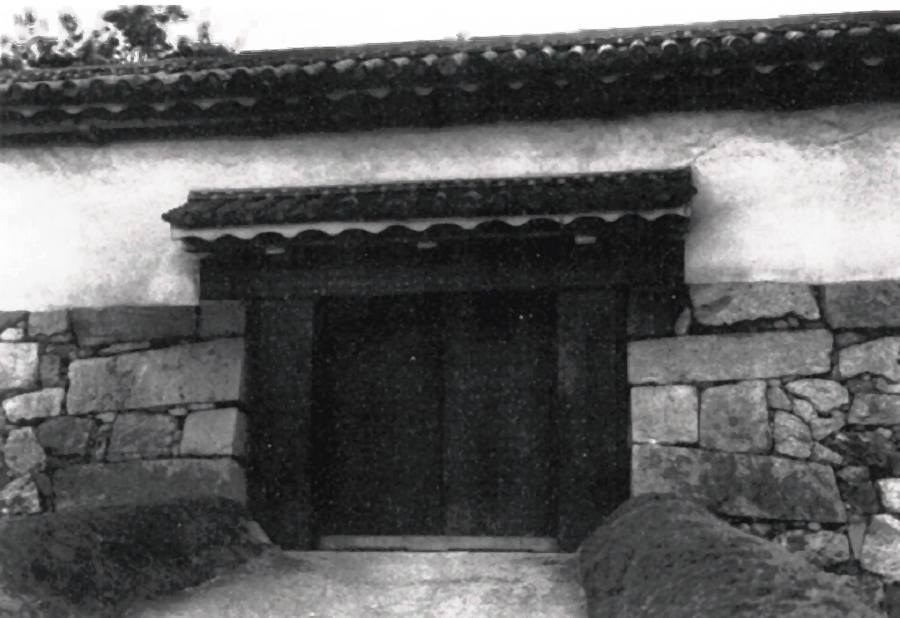
不明門
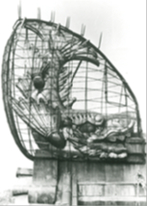
焼失前の金網に覆われた金鯱

以下20棟は1930年（昭和5年）、国宝保存法に基づき当時の国宝に指定。1945年（昭和20年）の戦災で焼失した。本丸御殿障壁画の一部（壁貼付絵などの移動不可能だったもの）や、鯱（足場を築き取り外し中だったもの）も同時に焼失した。なお名古屋市の河村たかし市長は市長定例記者会見の時、東北隅櫓（本丸丑寅隅櫓）の復元について言及している。
- 大天守
- 小天守
- 東北隅櫓（本丸丑寅隅櫓）
- 表一之門（本丸南一之門）
- 東一之門（本丸）
- 東二之門（本丸）
- 不明門（本丸）
- 正門（旧江戸城蓮池門）
- 本丸御殿（以下の12棟）
  - 玄関（附 車寄）
  - 大廊下
  - 表書院（附 溜ノ間、渡廊下）
  - 対面所
  - 梅之間および鷺廊下（附 廊下）
  - 上洛殿（附 廊下）
  - 湯殿書院
  - 黒木書院（附 朝顔廊下）
  - 上御膳所（附 廊下）
  - 下御膳所
  - 柳之間および孔雀之間
  - 上台所

### 本丸御殿障壁画

表書院上段の間 床貼付「梅松禽鳥図」（戦災焼失前）

玄関一之間 床貼付「竹林群虎図」（戦災焼失前）

表書院一之間「桜雉子図」

上洛殿一之間「帝鑑図」（褒奨守令）

本丸御殿平面図

戦災焼失前の旧本丸御殿の諸室には、狩野探幽ら狩野派の絵師による障壁画と天井画があり、このうち345面が1942年に旧国宝（文化財保護法における「重要文化財」に相当）に指定された。本丸御殿は太平洋戦争末期1945年5月14日の空襲で焼失した。障壁画のうち、襖、障子、天井画など取り外し可能なものは空襲直前の1945年1月に取り外し、城内御深井丸の乃木倉庫に移動させ、難を逃れたが、取り外し不可能であった壁貼付絵、床（とこ）貼付絵などは建物とともに焼失した。焼失をまぬがれた襖絵等は1950年の文化財保護法施行以降は重要文化財となっている。その後、従来未指定であった襖絵、天井画などが重要文化財に追加指定され、指定物件は附（つけたり）指定を含めて計1,047面となっている。
本丸御殿の諸殿のうち、障壁画があったのは玄関、表書院、対面所、梅之間、上洛殿、黒木書院、上御膳所、御湯殿書院などである。これらの諸殿の障壁画は、各建物の用途や格式に応じて、技法や画題に変化をつけていた。
戦災焼失以前の旧本丸御殿の建物のうち、東側の玄関、表書院、対面所などは慶長度造営（1615年完成）、西側に位置する上洛殿などの奥向きの諸殿は寛永度造営（1634年完成）で、両者の年代には約20年の開きがある。慶長度造営と寛永度造営とでは建物の細部様式や障壁画の筆者も異なっており、こうした異なった時期の建築や絵画の様式変遷がたどれるという意味でも本丸御殿は貴重な文化財であった。
慶長度造営の御殿は慶長20年（1615年）に落成。当初は藩主徳川義直の居所として使用されていたが、元和6年（1620年）に義直は二之丸御殿に移り、本丸御殿は賓客の宿舎などとして臨時に使われるとき以外は空家となっていた。その後、将軍徳川家光の上洛時の宿舎として使用するために本丸御殿の大改修が行われた。このとき、西側にあった奥向きの諸殿は取り払われて、御成書院（上洛殿）などの建物が新たに建立された。これら寛永度造営の諸殿は寛永11年（1634年）に落成したが、家光の上洛時に宿舎として使用された後はほとんど使用されることがなかった。こうして長年空家状態であったことが、結果的には障壁画の劣化を防いだ。本丸御殿は、明治維新後は陸軍の司令部として使用され、明治26年（1893年）からは皇室の名古屋離宮として使用されたが、昭和5年（1930年）に離宮は廃止され、建物は名古屋市に下賜された。

#### 御殿内部
玄関（遠侍とも）は、御殿の正式の入口であり、藩主に面会する者の控えの場でもあった。一之間と二之間からなり、障壁画は金地著色の竹虎図であった。一之間の竹虎図は狩野長信の作。
表書院は近世には「広間」と称され、藩主との正式の対面に用いられた、表向きの儀礼的空間であった。表書院は上段之間、一之間、二之間、三之間、納戸之間の5室からなり、納戸之間を除く4室に障壁画があった。各室の障壁画は金地濃彩の花鳥図が主体である。障壁画の筆者は不明であるが、上段之間の梅松禽鳥図（大部分が戦災焼失）は、当時の狩野家の当主であった狩野貞信の筆と推定されている。
表書院（広間）が公的・儀礼的空間であったのに対し、対面所は藩主の私的な対面などに用いられた建物である。対面所は上段之間、次之間、納戸一之間、納戸二之間の4室からなり、各室に障壁画があった。上段之間と次之間の画題は風俗図で、吉田神社、上賀茂神社、愛宕山などの京名所図や職人尽し風の図があった。これらの風俗図は大和絵風の穏やかな筆致で描かれており、金地濃彩で人物の登場しない表書院の障壁画とは対照的である。筆者は狩野甚之丞と推定されている。
上洛殿（書院）は寛永11年（1634年）に落成したもので、将軍御成りの際の宿舎として建てられたため、「御成書院」と呼ばれた。上洛殿の障壁画は、尾張藩の公式記録（『事績録』）と作風の両面から狩野探幽の筆とすることが定説である。上段之間、一之間、二之間、三之間、松之間、納戸之間の6室からなり、各室に障壁画がある。慶長度造営の諸殿と異なり、上洛殿の上段之間、一之間、二之間、三之間では、各室の長押上の小壁まで障壁画で飾られており、上段之間、一之間、二之間の格天井には水墨と淡彩で山水や花鳥が描かれていた。さらに欄間には彩色彫刻を施し、長押には大型の飾金具を打つなど、装飾に富んでいた。上段之間、一之間、二之間、三之間の障壁画は、表書院のような濃彩ではなく、水墨を主体にして、要所に彩色を加えたものである。当時の狩野派においては、水墨がもっとも格上の技法であった。上段之間と一之間の障壁画の画題は帝鑑図、すなわち為政者の戒めとするための絵であり、古代中国の皇帝の善行が主題となっている。上洛殿の北側から西側に連なる上御膳所、黒木書院、御湯殿書院（上り場御殿）は上洛殿と同時期に建立された内向きの諸殿で、上御膳所の上段之間と上之間、黒木書院の一之間と二之間、御湯殿書院の上段之間、一之間、二之間に障壁画があった。前述の『事績録』には、狩野采女（探幽）と狩野杢之助に障壁画を描かせたとあり、杢之助は御湯殿書院などの絵を担当したと推定される。
1992年から障壁画の復元模写が開始されている。これは江戸時代の技法や材料を用いて、制作当時の障壁画を忠実に再現しようとするもので、林功（2000年没）、加藤純子の指導のもと、愛知県立芸術大学の協力を得て行われている。また、名古屋市では2009年から本丸御殿の建物の伝統工法・材料による復元に着手し、2013年から一部復元建物の公開が開始されている。復元された本丸御殿には前述の復元模写された障壁画が設置されている。名古屋城には、昭和戦前期に作成された各建物の詳細な実測図と、古写真のガラス乾板が保存されていたため、建物、障壁画ともに焼失前の状況が明らかであり、これらの資料をもとに、忠実な復元が行われている。なお、戦災をまぬがれて現存する障壁画は、名古屋城天守閣の展示室で順次公開されている。天守閣の木造復元化により、重要文化財や刀剣や甲冑の展示はできなくなる。鉄筋コンクリートの天守閣で展示、収蔵している重要文化財の旧本丸御殿障壁画やガラス乾版写真などは西之丸に建設予定の重要文化財等展示施設に移動。その他の展示・収蔵物は名古屋城の近接地に新たな施設の建設などを検討・対応。

#### 文化財指定履歴
1942年6月26日、本丸御殿障壁画345面が当時の国宝保存法に基づく旧国宝（文化財保護法における「重要文化財」に相当）に指定。この時指定されたのは、玄関（一之間、二之間）、表書院（上段之間、一之間、二之間、三之間）、対面所（上段之間、次之間）、上洛殿（上段之間、一之間、二之間、三之間）、黒木書院（一之間、二之間）の障壁画である。（昭和17年文部省告示第519号）（明細は後出）
1945年5月14日、空襲により本丸御殿は焼失。取り外して保管されていた襖、障子、天袋などの絵は難を逃れたが、移動不可能であった壁貼付絵や床（とこ）・棚の貼付絵など140面余は建物とともに焼失した。焼失分については、1949年10月13日、昭和24年文部省告示第179号により正式に指定解除された。
1950年8月29日、文化財保護法施行に伴い、焼け残った障壁画は、重要文化財となった。
1955年6月22日付で、従来未指定であった襖絵、杉戸絵などが重要文化財に追加指定された。この時追加指定されたのは、対面所（納戸一之間、納戸二之間）、上洛殿（松之間、納戸之間、菊之廊下）、梅之間、黒木書院（一之間廊下、二之間廊下）、上御膳所（上段之間、上之間）、御湯殿書院（上段之間、一之間、二之間）の障壁画83面と杉戸絵66面の計149面である（昭和30年文化財保護委員会告示第38号）。これにより、重要文化財指定点数は計347面（附指定16面を含む）となった。
1956年6月28日付で旧天井板絵331面（附指定369面）が重要文化財に指定された。（昭和31年文化財保護委員会告示第29号）

## 石垣石材産地
石垣石材として、トーナル岩（神原トーナル岩＝幡豆石）、砂岩（河戸石）、黒雲母花崗岩（岩崎石、山陽帯）、花崗斑岩（熊野石）、斑レイ岩などが使用されている。判明している産地は、三河湾周辺、岐阜県養老山地東麓、小牧市岩崎山、三重県熊野市周辺、瀬戸、本巣市船来山周辺とされている。ほかに、佐賀県唐津市、香川県小豆島産が使用された。

## 作品

### 映画
- 「モスラ対ゴジラ」
  - ゴジラが堀で転んで天守を壊す場面がある。
- 「大怪獣空中戦 ガメラ対ギャオス」
  - 空中飛行で名古屋を襲うギャオスに屋根を破壊される。
- 「ゴジラvsモスラ」
  - 出現直後のバトラに御深井丸を破壊される。

### ゲーム
- 「首都高バトル01」
  - オープニングでWESTコルベットが名古屋城で停車している。
- 「ガンスリンガー ストラトス」
  - 対戦ステージ「名古屋」での舞台。
- 「御城プロジェクト」
  - DMMのオンラインゲームで擬人化された「名古屋城」が登場する他、ゲームのビジュアル背景に登場する。

### 唱歌
- 「名古屋城」（大和田建樹）
  - 童謡唱歌名曲全集 第3巻に掲載[121][122]
- 「名古屋城」（青柳善吾）
  - 童謡唱歌名曲全集 第3巻に掲載[121][122]

### 歌舞伎
- 「傾城黄金鯱」
  - 初代並木五瓶作。柿木金助による金鯱の鱗盗難事件を描いた演目[123]。
- 「通し狂言 旭輝黄金鯱」
- 傾城黄金鯱を元に7代目尾上菊五郎が監修、アレンジしたもの[123][124]。

## 現地情報

### 所在地
- 愛知県名古屋市中区本丸1番1号

### 交通アクセス

#### 鉄道
- 名古屋市営地下鉄名城線 名古屋城駅下車、7番出口より徒歩で約5分。
- 名古屋市営地下鉄鶴舞線 浅間町駅下車、1番出口より徒歩で約15分。
- ST名鉄瀬戸線 東大手駅下車、徒歩で約15分。

#### 路線バス
- 名古屋市営バス
  - 「名古屋城正門前」バス停下車、徒歩で約1分。
  - 「市役所」バス停下車、徒歩で約5分。
- 基幹バス（名古屋市営バス、名鉄バス）
  - 「市役所」バス停下車、徒歩で約5分。
- メーグル（なごや観光ルートバス）「名古屋城」バス停下車。

#### 自動車
- 駐車場：520台。
  - 30分毎に180円。

### 西の丸御蔵 城宝館
2021年（令和3年）11月1日に開場した、西の丸にあった蔵を基に再現した展示・収蔵施設で、『名古屋城本丸御殿障壁画』など名古屋城に関する資料（史料）を保存・展示している。入城料を支払っていれば、この施設へは入場無料。

### イベント

ピンク色にライトアップされた名古屋城天守。2010年10月1日。

#### 名古屋城宵まつり（旧称：名古屋城夏まつり）
毎年、8月上旬から中旬にかけて行われる夏祭りである。城内で、大盆踊りやステージイベントなどが催される。
1984年（昭和59年）から毎年東海ラジオで公開生放送されていた時期もあったが、現在は同局で放送されている番組の公開収録が行われている。また東海ラジオでは同じく夏のビッグイベントだった全国選抜名古屋大花火が2005年から中止になってからは、宵まつりが夏の同局におけるビッグイベントとなっている。
2005年（平成17年）は新世紀・名古屋城博と愛・地球博開催のため中止。なお、2004年までは財団法人2005年日本国際博覧会協会が連携協力として参加していた時期がある。
2006年（平成18年）からは名古屋城宵まつりとして開催される。

#### その他
2009年（平成21年）と2010年（平成22年）と2012年（平成24年）、ピンクリボン運動の一環として、10月1日夜にピンク色のライトアップが実行された。
2010年（平成22年）10月2日 - 3日、名古屋城 ゆるキャラ®祭りが開催され、はち丸、だなも、エビザベスとともに各地方のマスコットが参加した。